# Honduras
Honduras, oficialmente República de Honduras, es un país de América Central con costas en el mar Caribe al norte y en el océano Pacífico al sur. Honduras es un Estado unitario, y se autodefine como libre, soberano e independiente. Tegucigalpa, junto con Comayagüela, constituyen el Distrito Central, por lo tanto las dos ciudades juntas forman la capital del país, siendo el primer y más grande núcleo urbano de Honduras.
Su territorio continental limita al norte y al este con el mar Caribe, al sureste con Nicaragua, al suroeste con el golfo de Fonseca tributario del océano Pacífico, al sur con El Salvador y al oeste con Guatemala. En cuanto a los límites marítimos cuenta con las siguientes colindancias: México, Belice, Cuba, con el Reino Unido a través de las Islas Caimán, Guatemala, Jamaica, Colombia, Nicaragua y El Salvador. La extensión territorial de Honduras, comprendiendo todas sus islas, es de 112 777 km².
La organización territorial de Honduras divide el país, política y administrativamente, en 18  departamentos, y estos en un total de 298 municipios. La forma de gobierno es republicana, democrática y representativa. Se ejerce por tres poderes: Legislativo, Ejecutivo y Judicial, complementarios e independientes y sin relaciones de subordinación.
La población de Honduras supera los 10 millones de habitantes, dedicada en su mayor parte a las actividades agropecuarias, además del comercio, manufacturas, y servicios públicos entre otras actividades. El departamento de Honduras con mayor densidad de población es Cortés con 400.3 hab./km². El país es multiétnico. La población mestiza constituye la mayoría poblacional. También existe población de diversos pueblos indígenas como los lencas, nahuas, misquitos, tolupanes, mayas chortís, pech, tawahkas, garífunas, pueblos negros de habla inglesa y zambos de habla hispana y misquita. 
El territorio de Honduras es muy accidentado; lo forman altas filas de montañas, elevadas planicies, valles profundos en los que se encuentran llanos extensos y fértiles cruzados por ríos más o menos caudalosos y algunos navegables, todo lo cual contribuye a su rica biodiversidad. Se estima que en Honduras existen unas 8000 especies de plantas, alrededor de 250 de reptiles y anfibios, más de 700 especies de aves y 110 especies de mamíferos, distribuidos en las diferentes regiones. Algunas especies son endémicas. 
Centroamérica, de la que Honduras forma parte, declaró su Independencia de España y del Virreinato de la Nueva España (México) el 15 de septiembre de 1821. Luego de que México se independizara también, Centroamérica se re anexó y posteriormente se independizó definitivamente. En 1838 Honduras se independizó de Centroamérica y poco después, en enero de 1839, se adoptó formalmente la primera constitución del país. El general Francisco Ferrera se convirtió en el primer presidente constitucional (1841-1843) del país.
En 1891 se fundó el primer partido político, el Partido Liberal de Honduras, y en 1902 el Partido Nacional de Honduras. Ambos partidos gobernaron el país hasta 2022, cuando el Partido Libertad y Refundación, fundado en 2011, llegó a la presidencia. Su llegada al poder también marcó la ascensión de la primera mujer presidenta, Xiomara Castro. Con las elecciones generales de 1981 y la constitución de 1982 comenzó la llamada Era Democrática. En 2009 el país atraviesa la mayor de sus crisis políticas y sociales, que incluyó un golpe de Estado al Poder Ejecutivo y que fraccionó al Partido Liberal.

## Historia

### Sociedades prehispánicas en Honduras

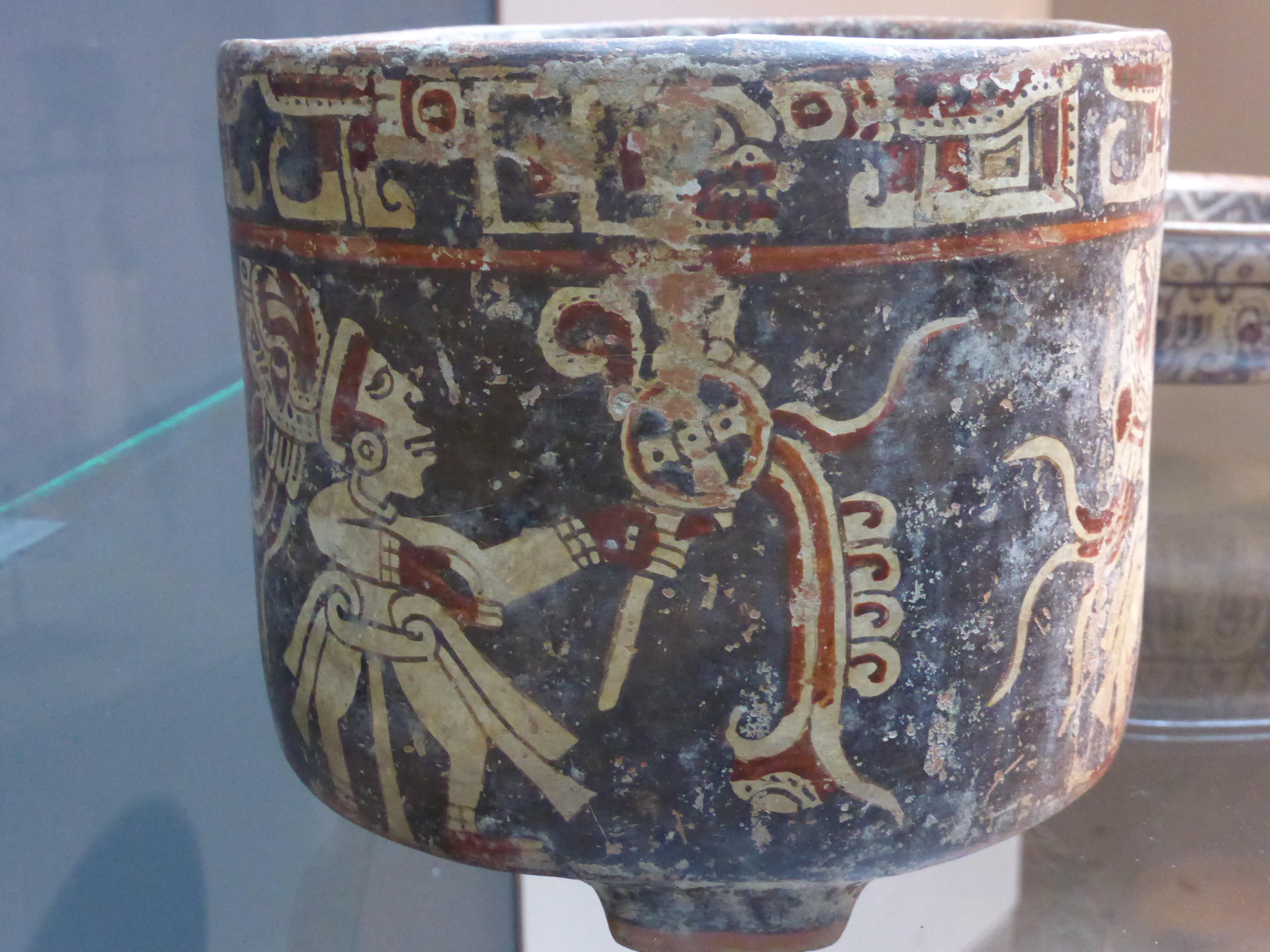
Vaso trípode de la cultura Maya-Ulúa.

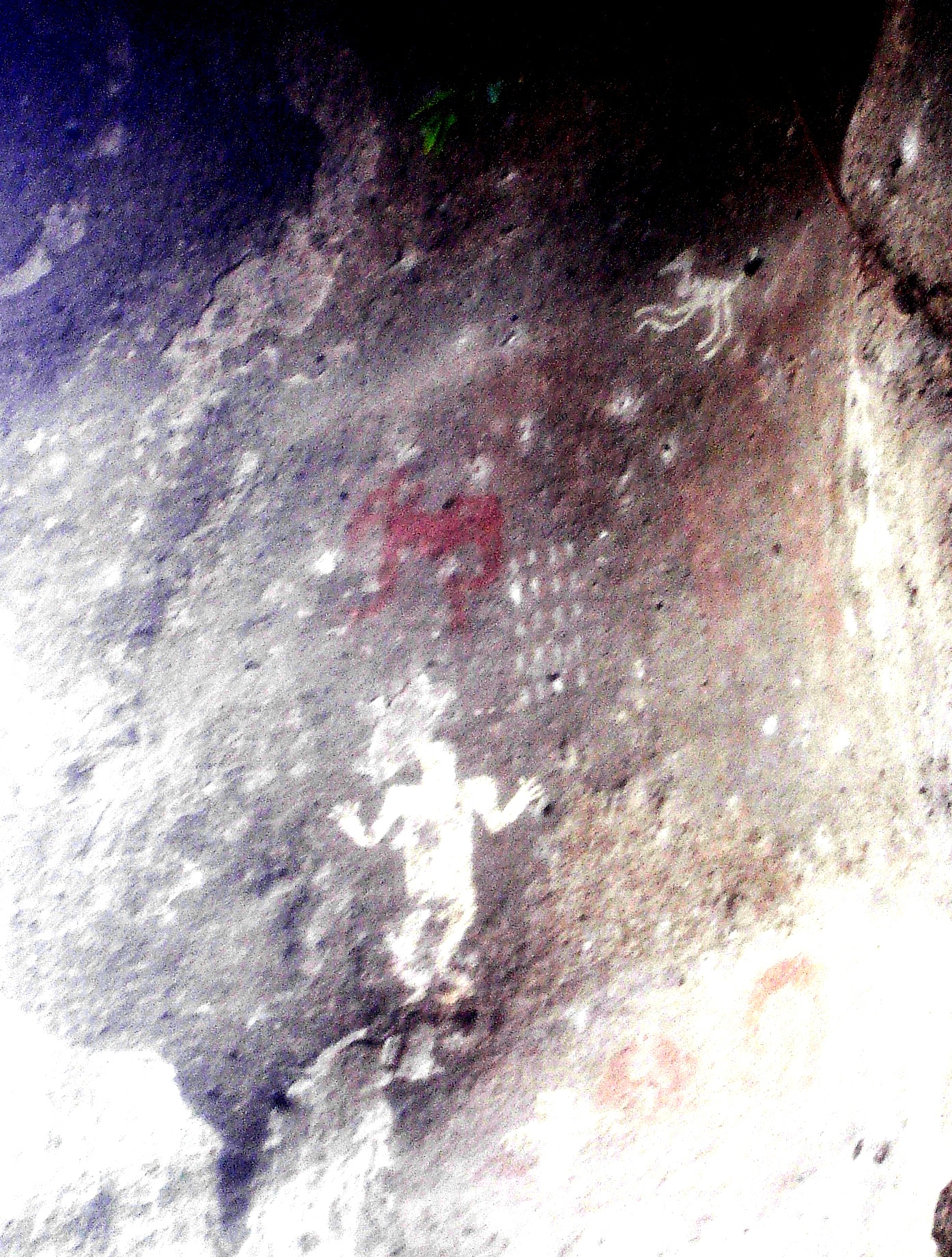
Pintura rupestre en Santa Elena, Honduras.

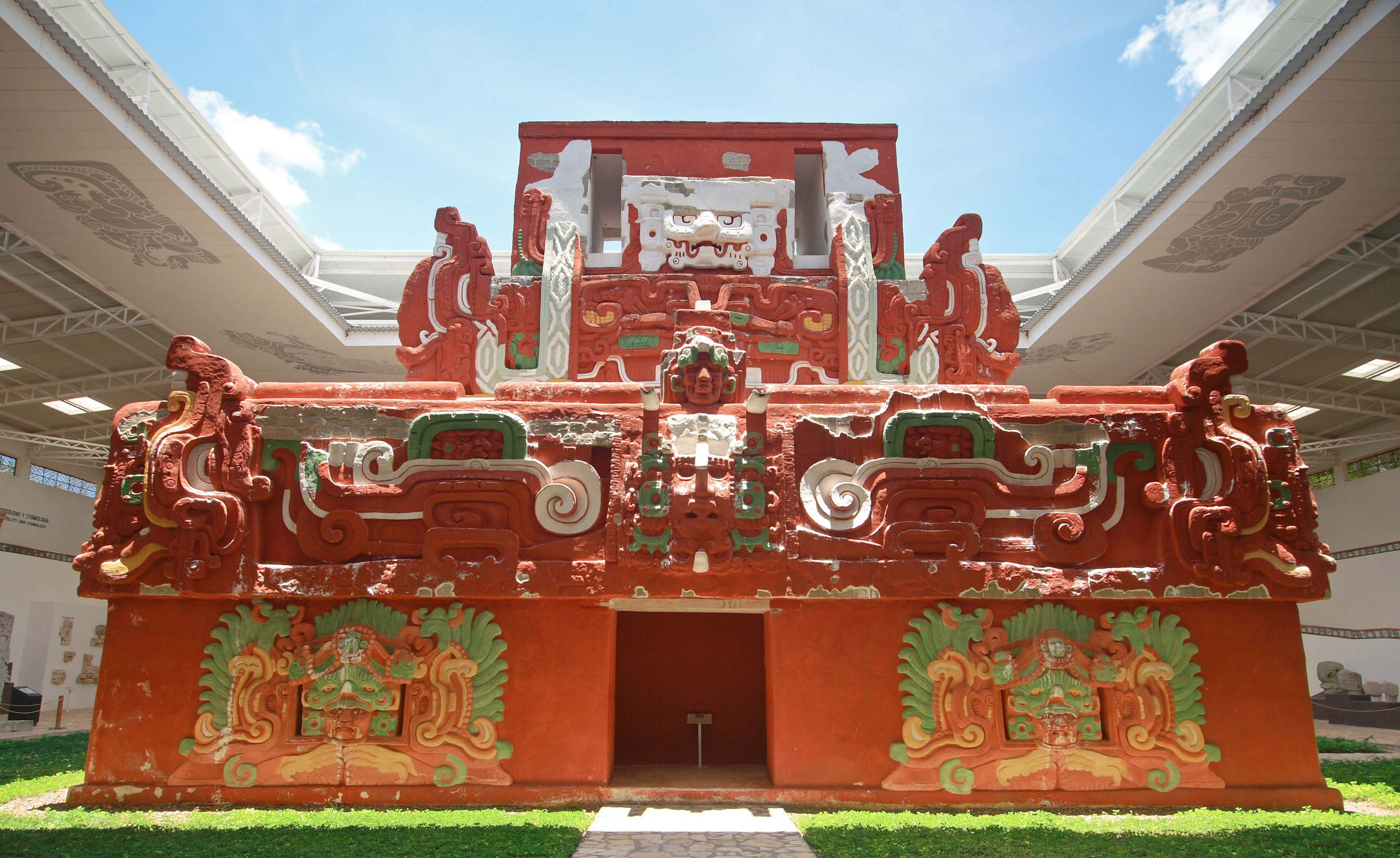
Reproducción del Templo de Rosalila.

Antes de la conquista española, el actual territorio de Honduras estaba habitado por pueblos indígenas que se caracterizaban por dos tipos culturales diferentes, formados como producto de las migraciones que poblaron el continente americano en la época precolombina.
Las culturas maya y mexica estaban regidas por el llamado «modo de producción asiático», cuya característica más sobresaliente era la existencia de una economía sedentaria, basada en la producción agrícola, con relaciones de producción de carácter colectivo, centralizadas en un poder único que era ejercido por un conjunto de funcionarios civiles, religiosos y militares. Por lo tanto, no eran sociedades igualitarias. La división de clases se establecía entre los que ejercían el poder y la mayoría del pueblo.

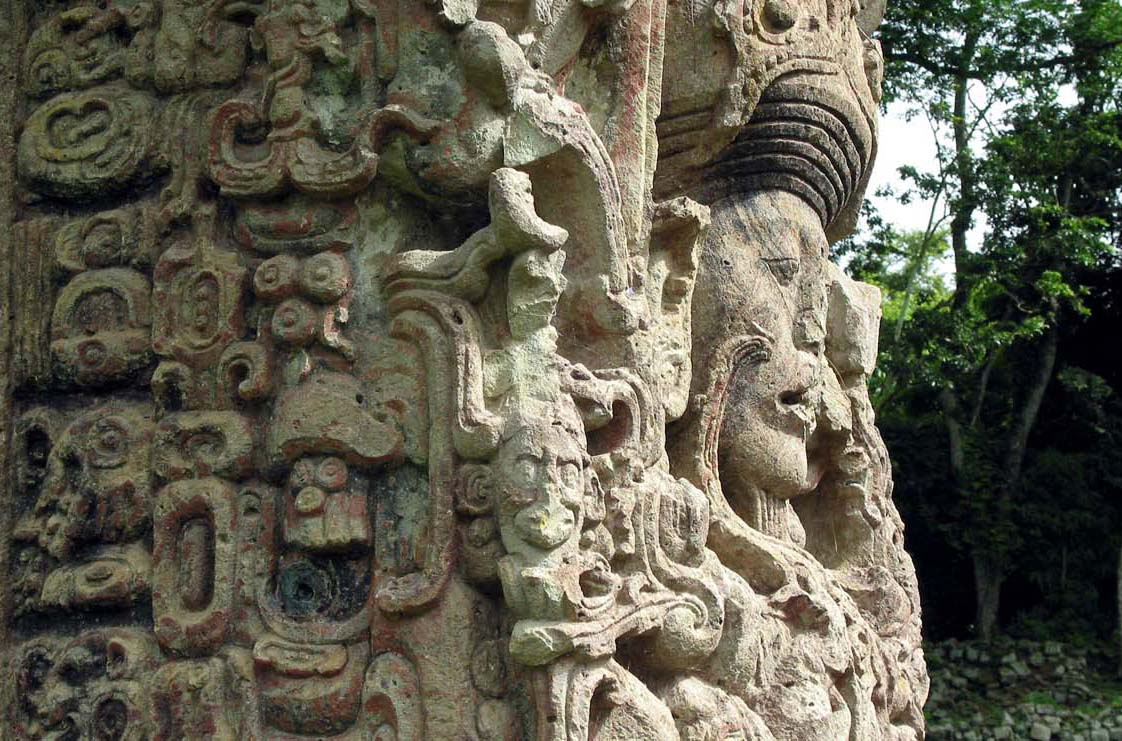
Estela maya de Copán.

Estas culturas alcanzaron grandes progresos en los diversos campos del conocimiento humano, impulsadas por el desarrollo de una variada agricultura (frijol, cacao, chile, etc.) y contaban con grandes sistemas de riego. De esta manera garantizaban una alimentación adecuada para sus numerosas poblaciones. Además aplicaron técnicas de gran perfección en los tejidos y la cerámica. Desarrollaron un intenso y variado comercio. Alcanzaron un alto desarrollo científico en las matemáticas y la astronomía, además de la arquitectura y la escultura, que emplearon en la construcción de grandes ciudades.
En la parte noroccidental de Honduras, predominaban los pueblos de los chortís, grupo mayance localizado en Copán y Ocotepeque, y los lencas que se extendían por los departamentos de Santa Bárbara, Lempira, Intibucá, La Paz, Comayagua, Francisco Morazán y Valle y parte de lo que hoy comprende el territorio de El Salvador.
El resto del territorio hondureño estaba habitado por pueblos provenientes del sur del continente, con una cultura nómada y seminómada, regidos por relaciones de producción comunal primitivas. Entre estos pueblos se encontraban tolupanes (denominados también xicaques), pech (denominados asimismo "payas"), tawahkas y misquitos que, en su conjunto, formaban la mayoría de la población del país. Después de la segunda mitad de 1700 se conformaron otros grupos étnicos a lo largo de la zona costera del litoral Caribe: los garífunas y los negros de habla criolla inglesa.

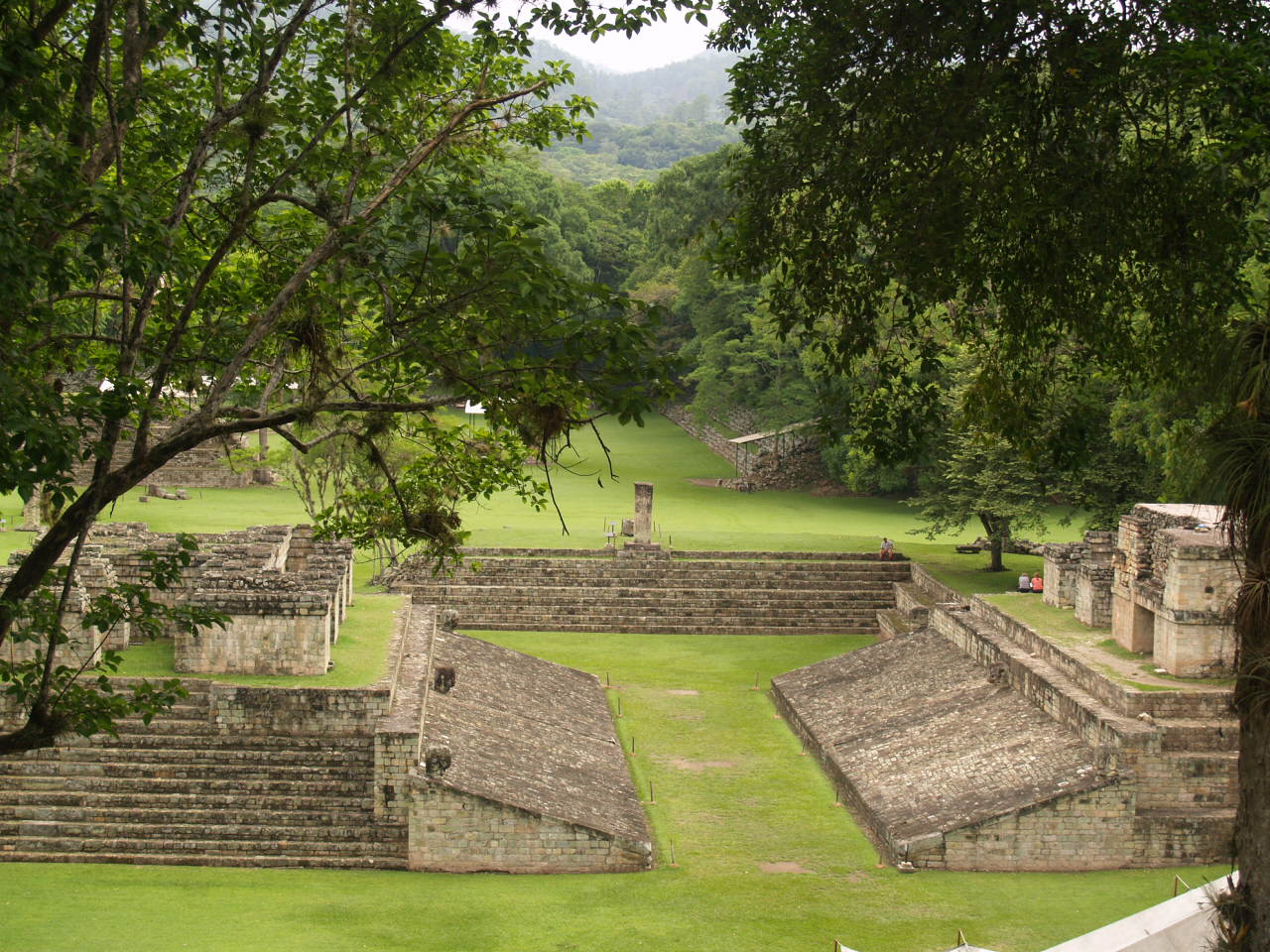
Parque de pelota en Copán.

La población más numerosa la constituían los lencas, quienes, en el momento de la llegada de los españoles, eran el más extendido y organizado de los grupos del país. Habitaban en poblaciones de considerable tamaño, con un promedio de 350 casas y mucho más de 500 pobladores. Aunque existen polémicas científicas sobre la ascendencia y origen de los lencas, según Rodolfo Barón Castro, son los restos directos herederos de los mayas que no siguieron el éxodo que dio fin al Antiguo Imperio. Otros estudios indican que son descendientes de grupos olmecas que llegaron migrando en el periodo Preclásico desde el sur de México. A la llegada de los españoles, se encontraban establecidos en el territorio que hoy comprenden las Repúblicas de El Salvador y Honduras.
El área maya comprende lo que en nuestros días son los países de Honduras, Guatemala, El Salvador y sur de México. Los mayas florecieron en estos países en los primeros quince siglos de la era cristiana. Causas desconocidas hasta hoy provocaron el abandono y la destrucción de Copán y otras ciudades mayas, que en la época de la conquista española ya no eran más que ruinas. Hambre, pestes, guerras internas se han propuesto como las causas del abandono.

### Conquista española

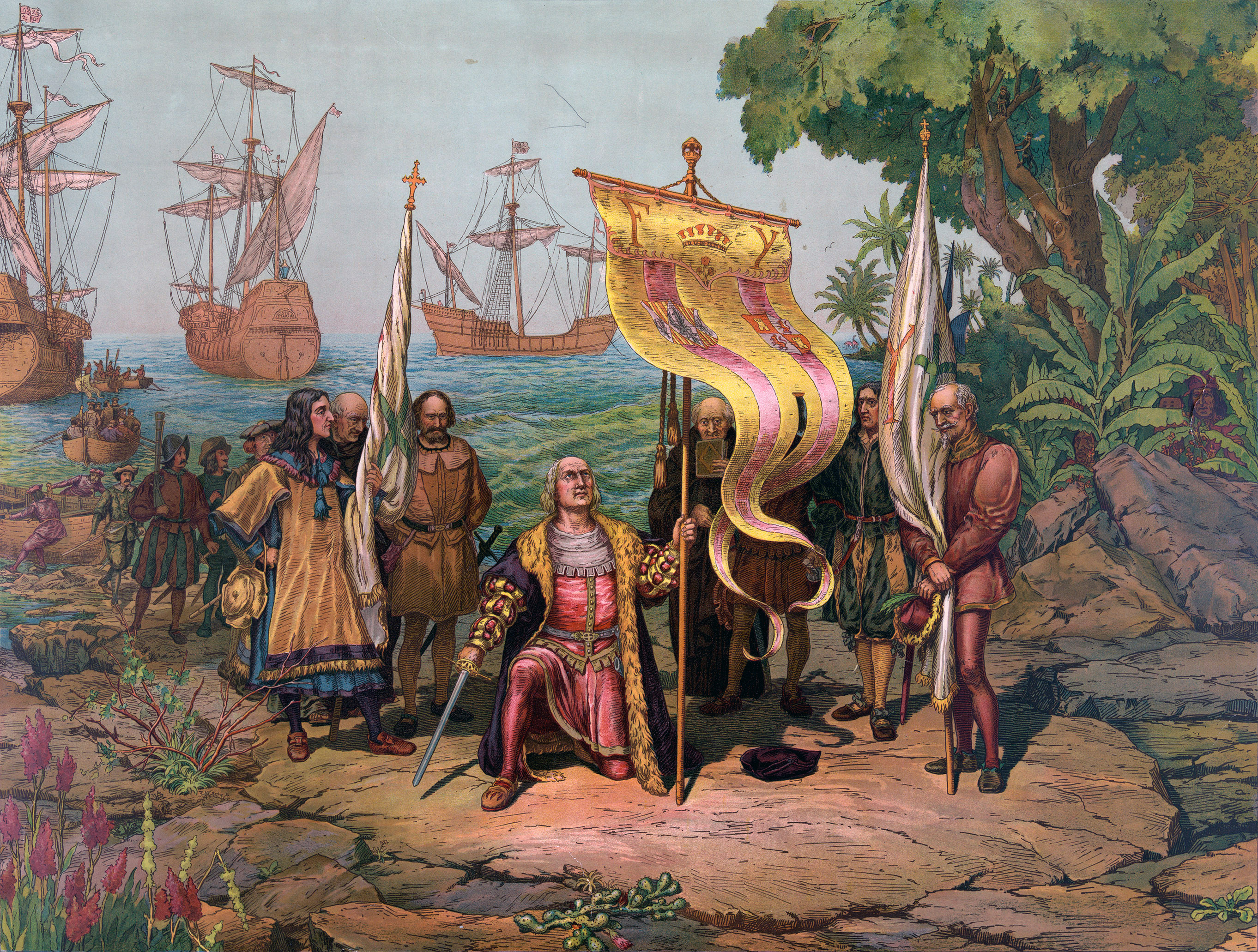
Representación de Cristóbal Colón y su cuarto arribo al continente americano que tuvo lugar en el Cabo Honduras el 1 de octubre de 1502.

En marzo de 1524, Gil González Dávila se convirtió en el primer español en arribar a Honduras con propósitos de conquista. Fundó la villa de San Gil de Buena Vista y se internó en territorio hondureño pacificando a los indios, luchando contra los españoles que le disputaban el territorio, así como esperanzado en encontrar el desaguadero del lago de Nicaragua.
Luego Hernán Cortés, movido por los informes que había recibido sobre la gran riqueza del país, envió entonces dos expediciones, una por tierra y otra por mar. Encargó la primera a Pedro de Alvarado y la segunda a Cristóbal de Olid. Pero este último lo traicionó. Por este motivo, Cortés salió de México a la cabeza de una expedición que duró cerca de dos años y terminó, tras miles de peligros y privaciones, en Trujillo (Honduras).
Cortés introdujo el ganado y fundó la villa de la Natividad de Nuestra Señora, cerca de Puerto Caballos. Antes de regresar a México (1526), nombró a Hernando de Saavedra gobernador de Honduras y dejó instrucciones de darles buen trato a los indígenas.
El 26 de octubre de 1526, Diego López de Salcedo fue nombrado por la Corona española gobernador de Honduras, en sustitución de Saavedra. La siguiente década estuvo marcada por las ambiciones personales de los gobernantes y los conquistadores, interfiriendo con la organización gubernamental. Los españoles establecidos se rebelaron en contra de sus líderes, y los indios se levantaron contra sus patrones y contra los malos tratos.
A la muerte de Salcedo (1530), los españoles de origen europeo se convirtieron en árbitros del poder. Ponían y quitaban gobernadores. Ante esta situación, los mismos colonos solicitaron a Pedro de Alvarado poner fin a la anarquía. Con la llegada de Alvarado en 1536, el caos disminuyó y Honduras quedó bajo autoridad.
En 1537, Francisco de Montejo fue nombrado gobernador. Al llegar a Honduras, anuló las reparticiones de tierras hechas por Alvarado. Su capitán, Alonso de Cáceres, fue el responsable de sofocar la insurrección indígena de 1537 y 1538, dirigida por el cacique Lempira. En 1539, Montejo y Alvarado tuvieron serios desacuerdos sobre la región, lo cual llamó la atención del Consejo de Indias. Montejo se fue a Chiapas y Alvarado se convirtió en gobernador de Honduras. Hecho esto, Pedro de Alvarado, con la aprobación del rey de España, anexó Honduras a Guatemala.

### Honduras hispánica

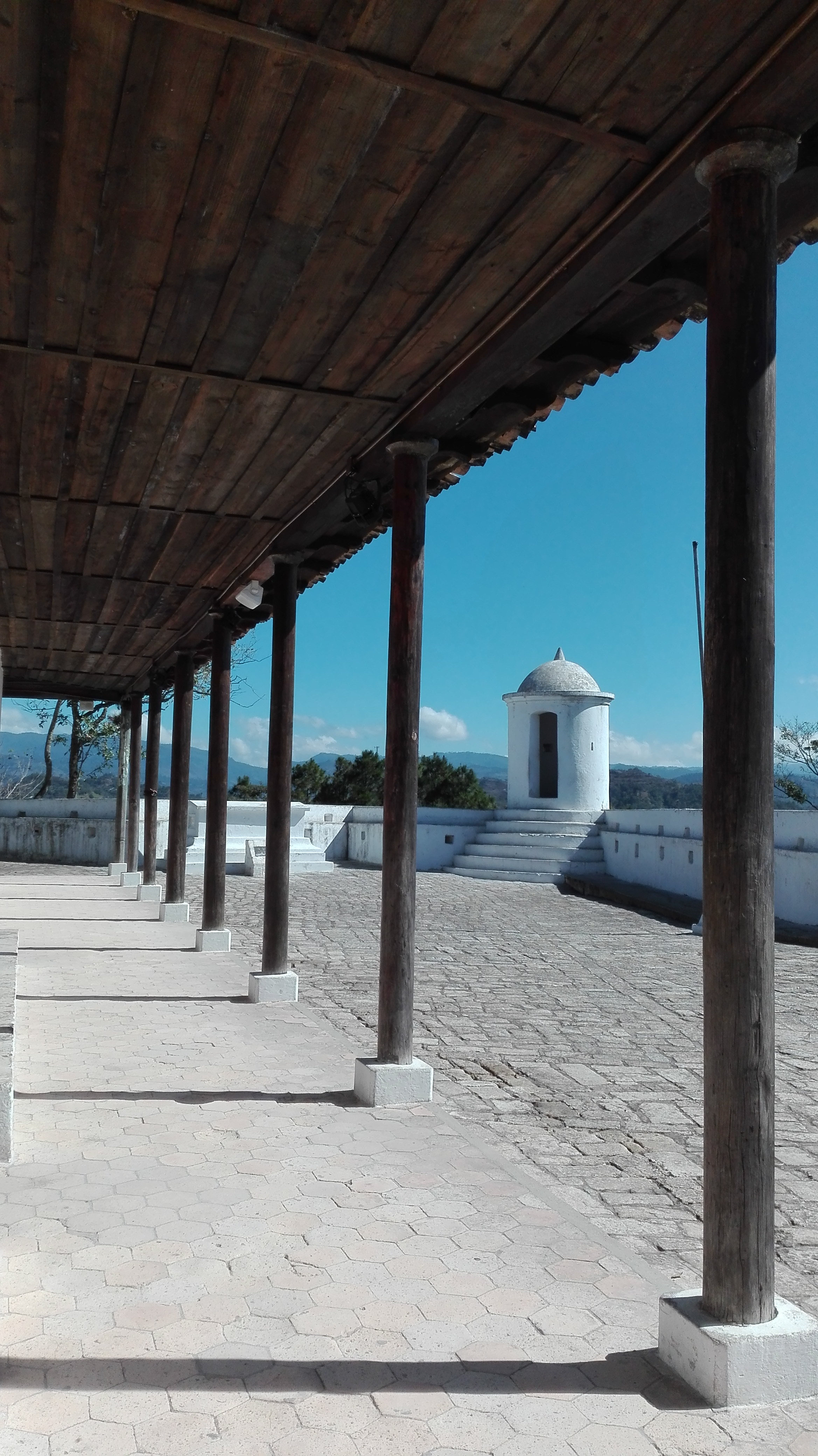
Fuerte de San Cristóbal en el Occidente del país.

La derrota de Lempira y la reducción de luchas rivales entre españoles contribuyó a la conquista y al aumento de la actividad económica en Honduras. A finales de 1540, Honduras parecía encaminarse rumbo al desarrollo y la prosperidad, con el establecimiento de Gracias como capital de la Audiencia regional de Guatemala. Sin embargo, esta decisión creó resentimiento en los centros más poblados de Guatemala y El Salvador. En 1549, la capital de la Audiencia fue trasladada a Antigua, Guatemala y así Honduras se mantuvo como una provincia dentro de la Capitanía General de Guatemala hasta 1821.
Los primeros centros mineros del país se encontraban en Gracias. En 1538 estos centros producían significantes cantidades de oro. En 1540 ello cambió con el descubrimiento de oro y plata en el valle del Río Guayape. Esto contribuyó al declive de Gracias y al ascenso de Comayagua como principal centro poblacional de Honduras. La demanda de mano de obra aumentó, y esto aceleró la disminución de la población nativa. Como resultado de esto, fueron introducidos en el país esclavos provenientes de África. Otros yacimientos de oro fueron encontrados cerca de San Pedro Sula y el puerto de Trujillo.

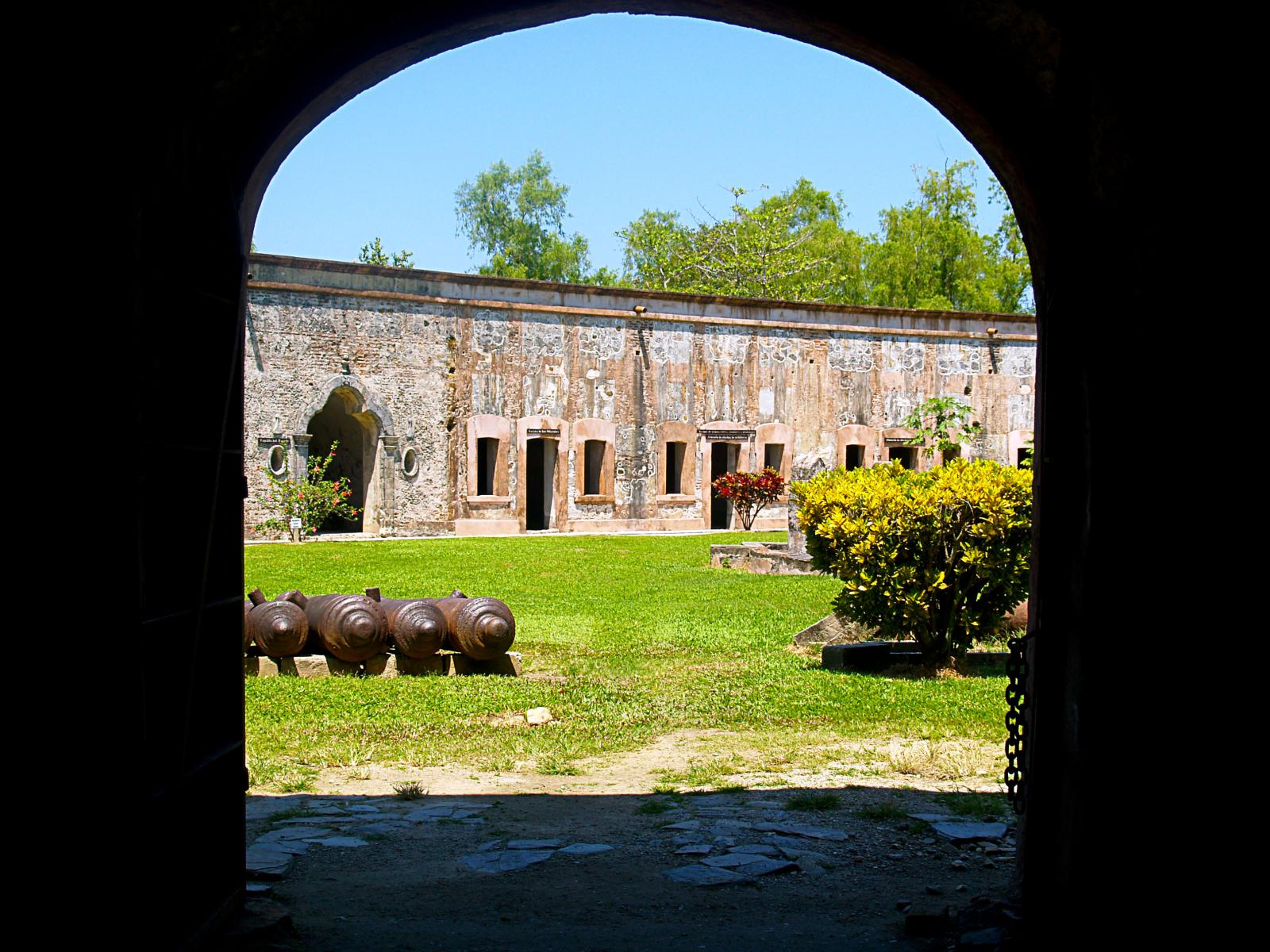
Fortaleza de San Fernando de Omoa (Cortés).

La producción minera comenzó a declinar en 1560, y con ello la importancia de Honduras ante la corona. A comienzos de 1569, nuevos descubrimientos de plata revivieron brevemente la economía, lo que llevó a la fundación de Tegucigalpa, que pronto comenzó a rivalizar con Comayagua como la ciudad más importante de la provincia. El auge de la plata alcanzó su punto máximo en 1584 y la depresión económica regresó poco después. Esfuerzos de minería en Honduras se vieron  obstaculizados por la falta de capital, mano de obra y las dificultades topográficas. El mercurio, vital para la producción de plata, era escaso, además de la negligencia de los funcionarios.

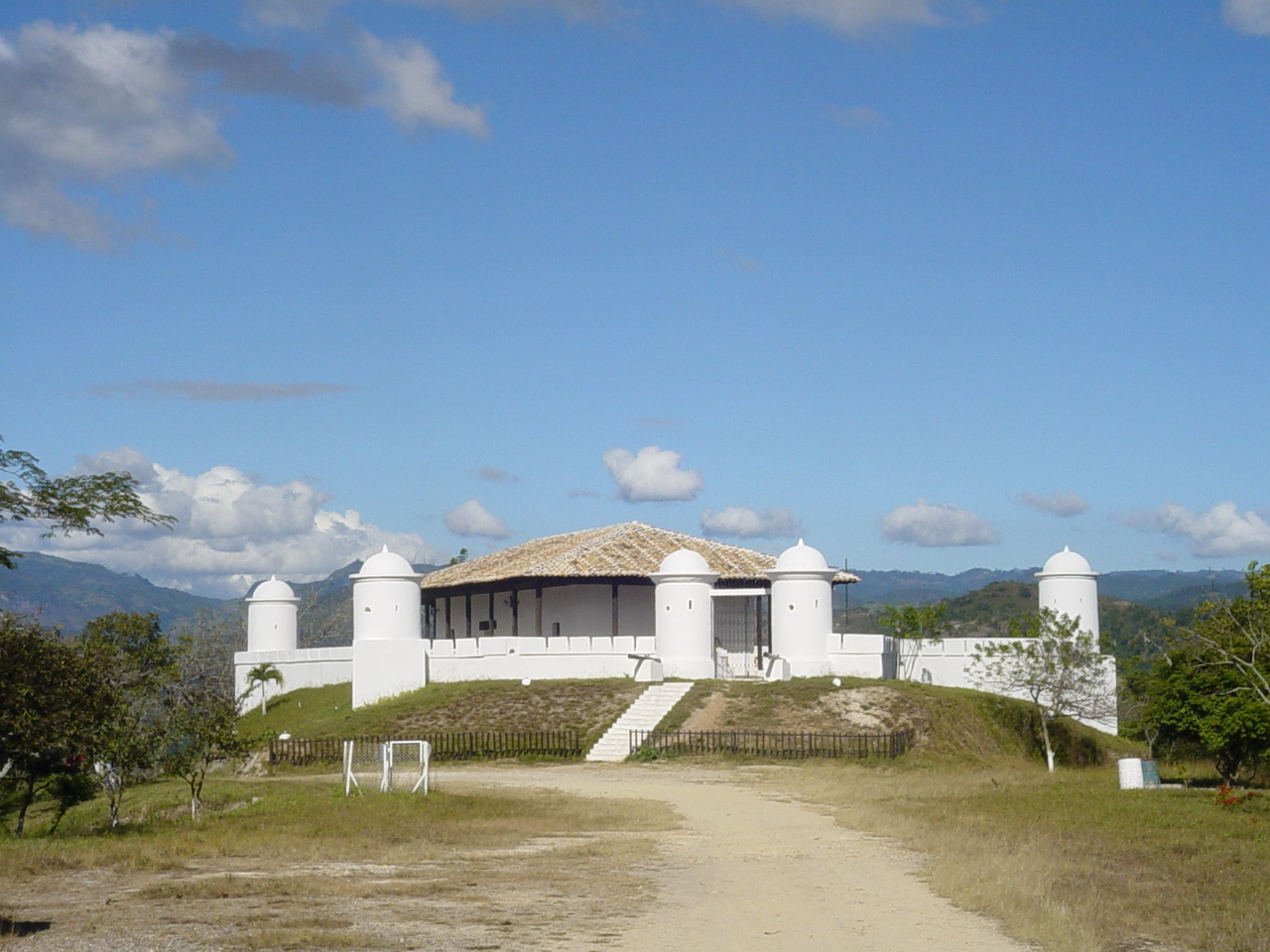
Fuerte San Cristóbal en Gracias (Lempira).

Uno de los grandes problemas para los gobernantes españoles de Honduras, fue la actividad de los ingleses en el norte de Honduras. Estas actividades comenzaron en el  siglo XVI y continuaron hasta el  siglo XIX . En los primeros años, piratas europeos atacaron de forma frecuente los poblados del Caribe hondureño, por ejemplo la Batalla de Puerto Caballos (1603), parte de la Guerra anglo-española (1585-1604). En 1643 una expedición Inglesa destruyó la ciudad de Trujillo, el principal puerto de Honduras. Además, los ingleses hicieron enormes esfuerzos para implantar colonias a partir del  siglo XVII en las Islas de la Bahía y el norte de Honduras con la ayuda de los Sambos y los Misquitos, quienes atacaban los asentamientos españoles. Por tener una costa del Pacífico, se construyeron barcos y puertos destinados al comercio del Galeón de Manila con Filipinas y México, y se comerciaba en Honduras.
A principios del siglo XVIII, la dinastía borbónica, vinculada a los gobernantes de Francia, sustituyó a los Habsburgo en el trono de España. La nueva dinastía, inició una serie de reformas en todo el imperio, diseñadas para hacer la administración más eficiente y rentable, y para facilitar la defensa de las colonias. Entre estas reformas se observó una reducción del impuesto sobre los minerales preciosos y en el costo de mercurio, que era un monopolio real. En Honduras, estas reformas contribuyeron al resurgimiento de la industria minera en la década de 1730. Bajo los Borbones, el gobierno español hizo varios esfuerzos, para recuperar el control sobre la costa del Caribe.
En 1752, fue construida la fortaleza de San Fernando de Omoa. En 1780, los españoles regresaron a Trujillo, que comenzó a desarrollarse como base de operaciones contra los asentamientos británicos hacia el este. Durante la década de 1780, los españoles recuperaron el control sobre las Islas de la Bahía y sacaron a la mayoría de los británicos y sus aliados de la zona de Río Negro. La Convención anglo-española de 1786 dictó el reconocimiento definitivo de la soberanía española sobre la costa del Caribe.

### La independencia

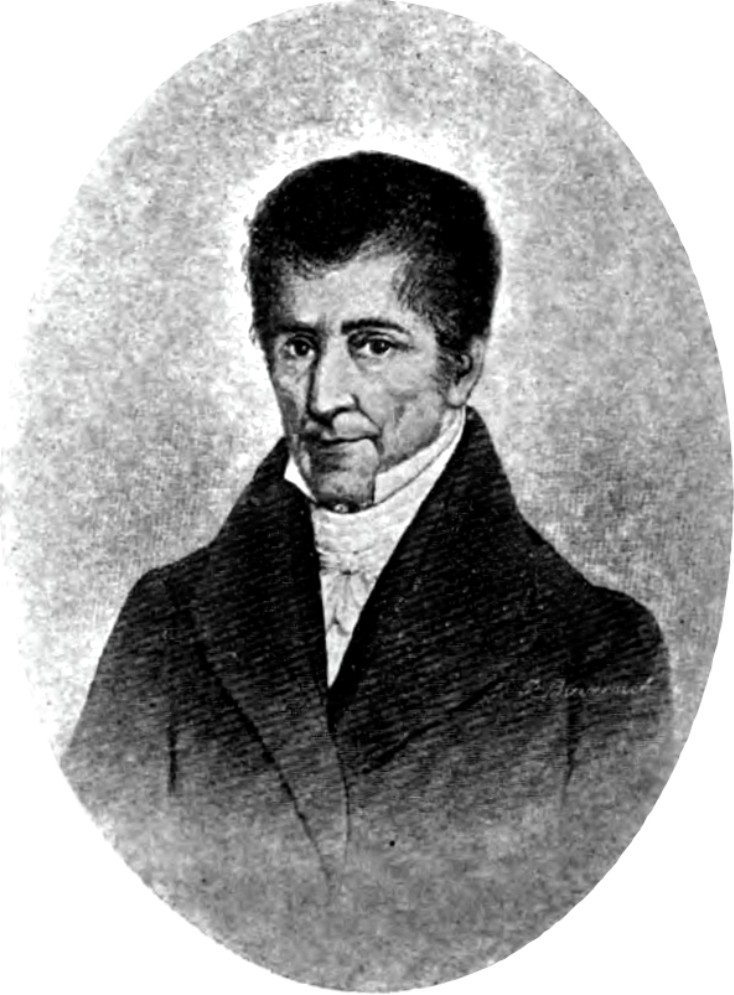
Centroamérica logró su independencia de España el 15 de septiembre de 1821. José Cecilio del Valle de Honduras fue un filósofo, político, abogado y periodista, una de las figuras más importantes de Centroamérica durante la transición del gobierno colonial a la independencia

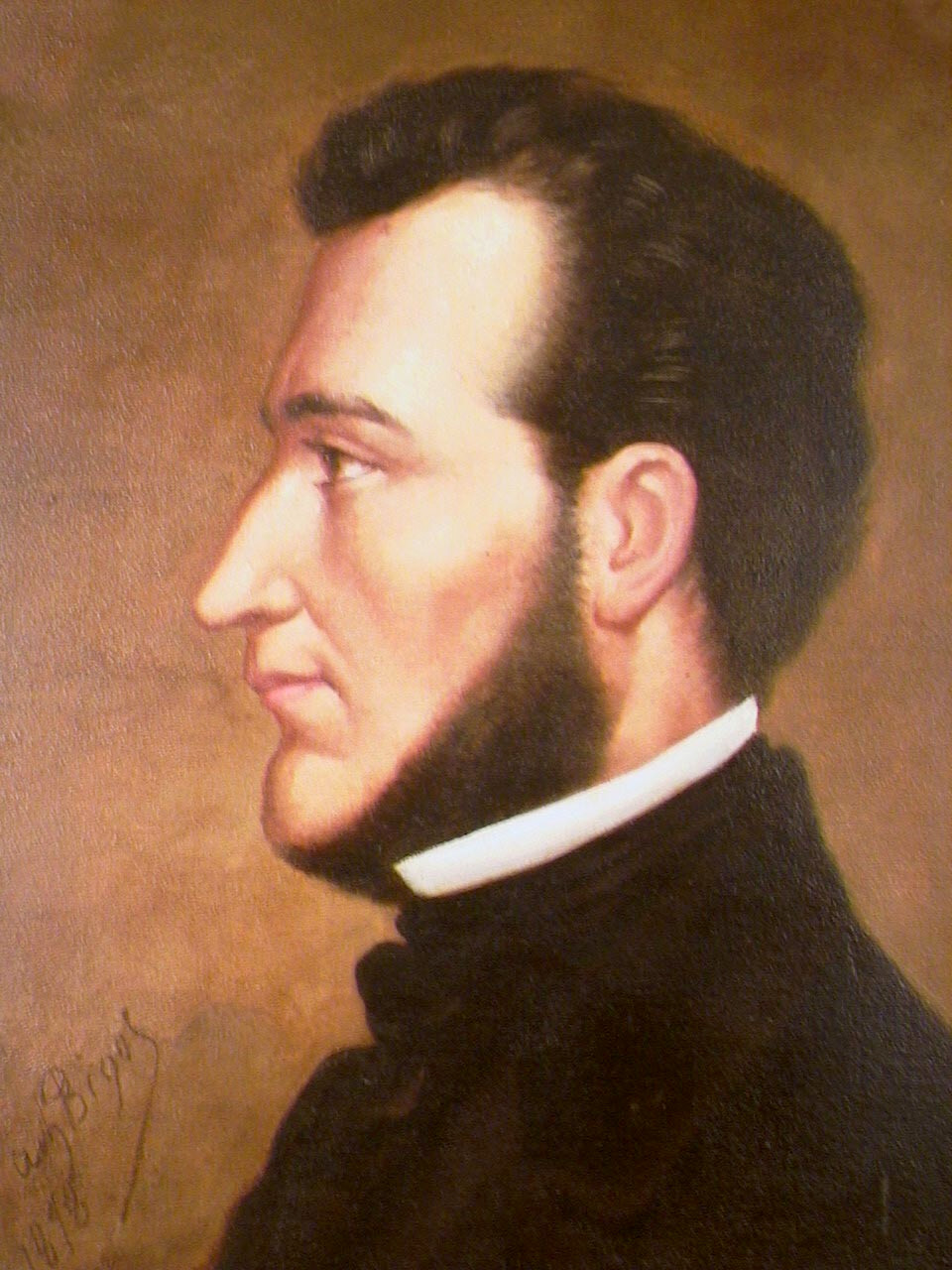
El general Francisco Morazán, líder hondureño que fungió como presidente de la Federación centroamericana.

Por cerca de tres siglos Honduras fue parte de la Capitanía General de Guatemala, por lo que su independencia giró alrededor de los acontecimientos proindependentistas en las demás provincias. Luego de la ocupación de España por parte de los franceses, se produjeron en Nicaragua, El Salvador y Guatemala (1811-1813) los primeros actos de insurrección en favor de la independencia de Centroamérica. En Honduras, los españoles recurrían a la perpetuidad en el poder con el propósito de ahogar la causa independentista.
Desde 1813 hasta 1820 no se dieron en Centroamérica otros sucesos notables en relación con la independencia. Fue hasta principios de 1821, cuando México a través del Plan de Iguala declaró su independencia total de España, el 24 de febrero. Este suceso, aceleró la independencia de Centroamérica, la cual se consumó el 15 de septiembre de 1821 con una declaración, la cual fue redactada por José Cecilio del Valle.
La euforia de la independencia duró muy poco, ya que en enero de 1822, por iniciativa de los conservadores, y del emperador Agustín de Iturbide, las provincias unidas de Centroamérica se unieron al imperio mexicano. Esta unión duró hasta la caída del mismo Iturbide en marzo de 1823.

### Establecimiento de la República Federal

Bandera de las Provincias Unidas de Centroamérica.

En marzo de 1824, se reunió un congreso en Guatemala y se fundó la República Federal de Centroamérica, compuesta por Guatemala, Honduras, El Salvador, Nicaragua y Costa Rica. La nueva República tuvo una corta existencia, y después de varias guerras civiles, se disolvió la Unión el 26 de octubre de 1838, y los cinco estados de la República se erigieron en cinco estados independientes.
Algunos de los estados centroamericanos, intentaron varias veces la reconstitución de la República Federal de Centro América. Pero estas tentativas fracasaron y costaron la vida a varios de sus iniciadores. Un último intento se llevó a cabo por influencia de Policarpo Bonilla, presidente de Honduras, en 1895 . En esta ocasión se celebró un tratado con Nicaragua y El Salvador, según el cual, las tres repúblicas constituían una federación bajo el nombre de República Mayor de Centro América.
Las tres repúblicas se convirtieron en estados, y la soberanía de la federación recayó en una Dieta compuesta por tres miembros, uno por cada estado, que había de reunirse cada año en la capital de los estados federales. Por invitación de esta dieta, los tres Estados nombraron una delegación que se reunió como Asamblea Constituyente en Managua, y estableció una Constitución, según cuyos términos los tres estados tomaron el nombre de Estados Unidos de la América Central, el 1 de noviembre de 1898.
Esta Constitución, que en la mente de aquellos que la habían formado significaba una consolidación de los tres estados federales y una pronta reorganización de la gran República de la América Central, soñada por Francisco Morazán, tuvo un triste fin. El día después de haberse reunido la Asamblea Constituyente, un movimiento revolucionario, hostil a la nueva federación, tuvo lugar en San Salvador, el cual dio por resultado una nueva administración en este estado. Su primer paso fue retirarse de la Unión, y esta separación ocasionó la disolución de los Estados Unidos de la América Central, pues, siguiendo el ejemplo de El Salvador, los estados de Honduras y Nicaragua reasumieron su soberanía.

### Presidencia de Santos Guardiola

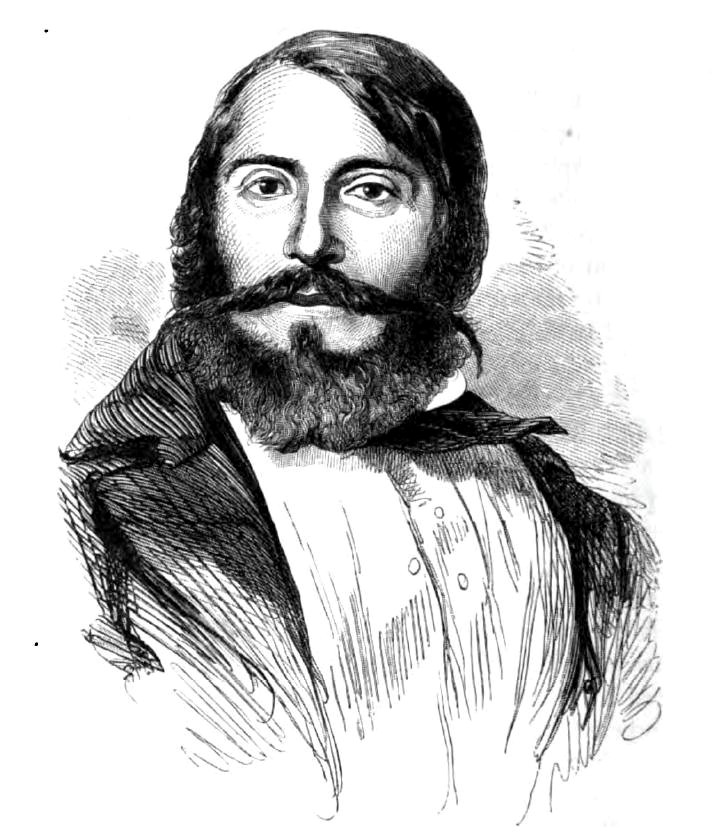
Presidente del estado independiente de Honduras, José Santos Guardiola.

Tras el derrocamiento de Cabañas "el general José Santos Guardiola se trasladó a Honduras. El 10 de noviembre llegó a Tegucigalpa y lanzó su candidatura a la presidencia. Se practicaron elecciones y como no resultó elegido ningún ciudadano por mayoría absoluta de votos, la Cámara General eligió presidente y vicepresidente respectivamente al Gral. conservador Santos Guardiola y a Don José María Lazo." "El general José Santos Guardiola ascendió a la presidencia de Honduras el 17 de febrero de 1856, culminando de esta forma una firme aspiración por tanto tiempo sostenida y varias veces frustrada".
Durante la gestión de Guardiola la economía del país fue precaria, a tal grado que el presidente se vio forzado a emitir monedas de cobre. En otro orden de cosas, la administración Guardiola, fue una de las más liberales en la historia de Honduras; a pesar de ser miembro del partido conservador, Santos Guardiola dio libertad de prensa. Asimismo amplió la libertad individual de expresión e incluyó entre los votantes a los terratenientes miembros de la clase media, además de regular las relaciones entre el estado y la iglesia. Pero su logro más importante, fue el Tratado de Comayagua por el cual el gobierno británico entregó las islas de la Bahía y parte del territorio del Reino Mosquito a Honduras.
Finalmente, el abierto anticlericalismo de Guardiola lo llevó a iniciar la llamada "Guerra de los Padres" en abril de 1861. Esto a su vez, contribuyó a su asesinato el 11 de enero de 1862, a manos de su propia guardia de honor presidencial. Este crimen conmovió al país profundamente. El senador José Francisco Montes Fonseca se encargó del mando, pero lo delegó en breve en el general José María Medina, y de manos de este pasó poco después, según lo estimaba la ley, al vicepresidente, Victoriano Castellanos Cortés.
Debido a las constantes guerras y luchas por el poder, Honduras se veía sumergida en el atraso. Castellanos "trabajó por calmar los espíritus, infundir confianza y promover el progreso posible... y mucho habría hecho si la muerte no lo hubiera sorprendido...el 11 de diciembre de ese mismo año."

### La Constitución de 1865 y finales del siglo

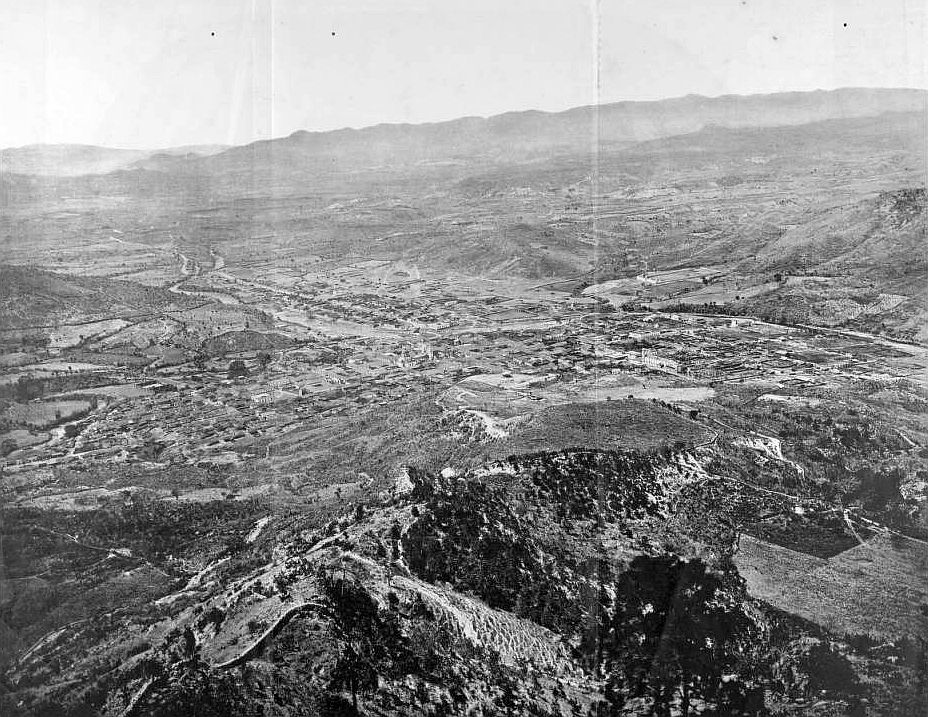
Imagen de Tegucigalpa en siglo de XIX.

Luego de la muerte de Victoriano Castellanos, Francisco Montes volvió a tomar el poder. Pero cuando estalló la guerra entre El Salvador y Guatemala en 1863, Montes se alió con la causa liberal salvadoreña. Tropas del gobierno guatemalteco de Rafael Carrera invadieron Honduras y proclamaron presidente, al General José María Medina que acompañaba a los invasores en junio de 1863.
«Medina convoca a una Asamblea Nacional Constituyente que deroga la Constitución de 1840». En su lugar se adopta la Constitución de 1865. En dicha Constitución, por primera vez se adopta la designación de 'República' para el país. Se suprime el sistema legislativo bicameral implantado por Juan Lindo y se instala el sistema unicameral. Se consignó por primera vez, en el derecho constitucional hondureño la no reelección del presidente de la República.
En diciembre de ese mismo año, Medina depositó la presidencia en el senador Francisco Inestroza, para que se llevasen a cabo las elecciones. Como era de esperarse, las elecciones favorecieron al General Medina. Como vicepresidente fue escogido el general Florencio Xatruch. Medina asumió su periodo presidencial el 15 de febrero de 1864 en Gracias.
Durante su primer periodo presidencial, «Medina fue combatido en 1865 por los facciosos de Olancho; y para someterlos y cortar radicalmente el mal, hizo que los rebeldes fuesen perseguidos sin tregua, y fusilados o ahorcados muchos de ellos».
Al aproximarse el final de su mandato, Medina solicitó reformar el artículo 33 de la ley constitucional que impedía su reelección. Para ello, instó a las municipalidades a elevar una solicitud al ejecutivo, para reformar dicho artículo. En tal virtud, instaló un Congreso extraordinario, que a su vez convocó a una asamblea constituyente. El 8 de agosto de 1869, se reformó dicho artículo lo que permitió a Medina reelegirse.
Durante su segundo periodo, se creó el departamento de La Mosquitia el 22 de noviembre de 1868. Se dio además lo que fue uno de los primeros actos de corrupción en el país. Se negoció «en Europa en muy desfavorables condiciones para Honduras, un empréstito destinado a construir el ferrocarril interoceánico; que apenas permitió llevar a cabo una sección de esa vía férrea, y que hizo sufrir mucho en el exterior el crédito hondureño».
Luego de dos periodos presidenciales de Medina, había en el país un descontento generalizado. Aun así, el presidente no estaba dispuesto a dejar el poder y recurrió a un plebiscito de cabildos abiertos para sostenerse en el poder. El resultado del plebiscito fue el deseado para el general Medina. El 26 de marzo de 1870, retomó el poder nuevamente.
Sin embargo, en 1883, el doctor Soto también cayó en desgracia con Barrios y se vio obligado a dimitir. Su sucesor, el general Luis Bográn, sobrevivió en el cargo hasta 1891 cuando el Gral. Ponciano Leiva —quien gobernó brevemente en tres ocasiones 1873-76— volvió al poder en unas elecciones manipuladas. A pesar de ser un liberal, Leiva intentó gobernar como un dictador absoluto. Leiva disolvió el Partido Liberal de Honduras (PLH) y deportó a sus dirigentes.
El resultado de esto fue una nueva ronda de conflictos en la cual, el reconstituido Partido Liberal finalmente salió victorioso. El PLH fue dirigido por Policarpo Bonilla, con el apoyo del dictador liberal de Nicaragua, José Santos Zelaya.
Cuando Bonilla asumió el poder en 1894, este comenzó a implementar cierto grado de orden en la escena de la política hondureña.

### SigloXX

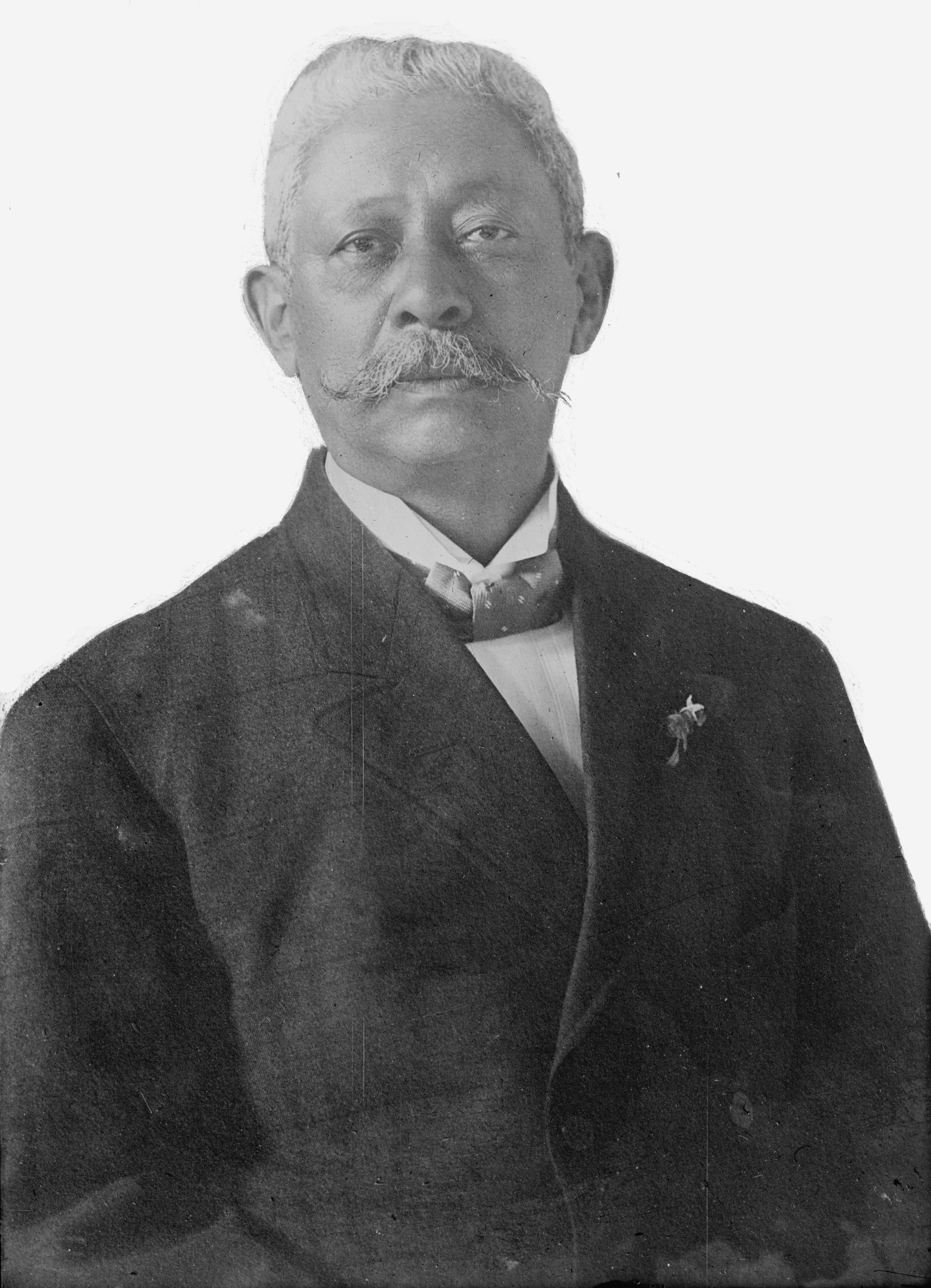
Manuel Bonilla, 1911.

El presidente Terencio Sierra fue el primer gobernante de Honduras del siglo XX, luego de recibir la presidencia de manos de Policarpo Bonilla en 1899. Durante su gestión, se dio uno de los hechos históricos más importantes en la vida económica y política del país. «Los hermanos Vaccaro, una familia de origen italiano que comerciaban banano en Nueva Orleans, recibió concesiones de tierras en la Costa Norte... La empresa de los Vaccaro, como lo hicieron más tarde otros concesionarios en la Costa norte, aprovechó los privilegios que le otorgaban las concesiones para exportar banano desde La Ceiba».
Una vez cumplido su periodo presidencial, Sierra hizo esfuerzos por perpetuarse en el poder, pero fue derrocado por el general Manuel Bonilla. Este gobernante resultó ser mejor amigo de las compañías bananeras que el mismo Terencio Sierra. Durante su administración estas empresas, ganaron las exenciones de impuestos y el permiso para la construcción de muelles y carreteras. También concesiones para construir cauces artificiales para transportar el banano y canalizar los ríos Salado y El Porvenir, así como el permiso para obtener las cartas para la construcción del nuevo ferrocarril.

### Dictadura de Cárias Andino

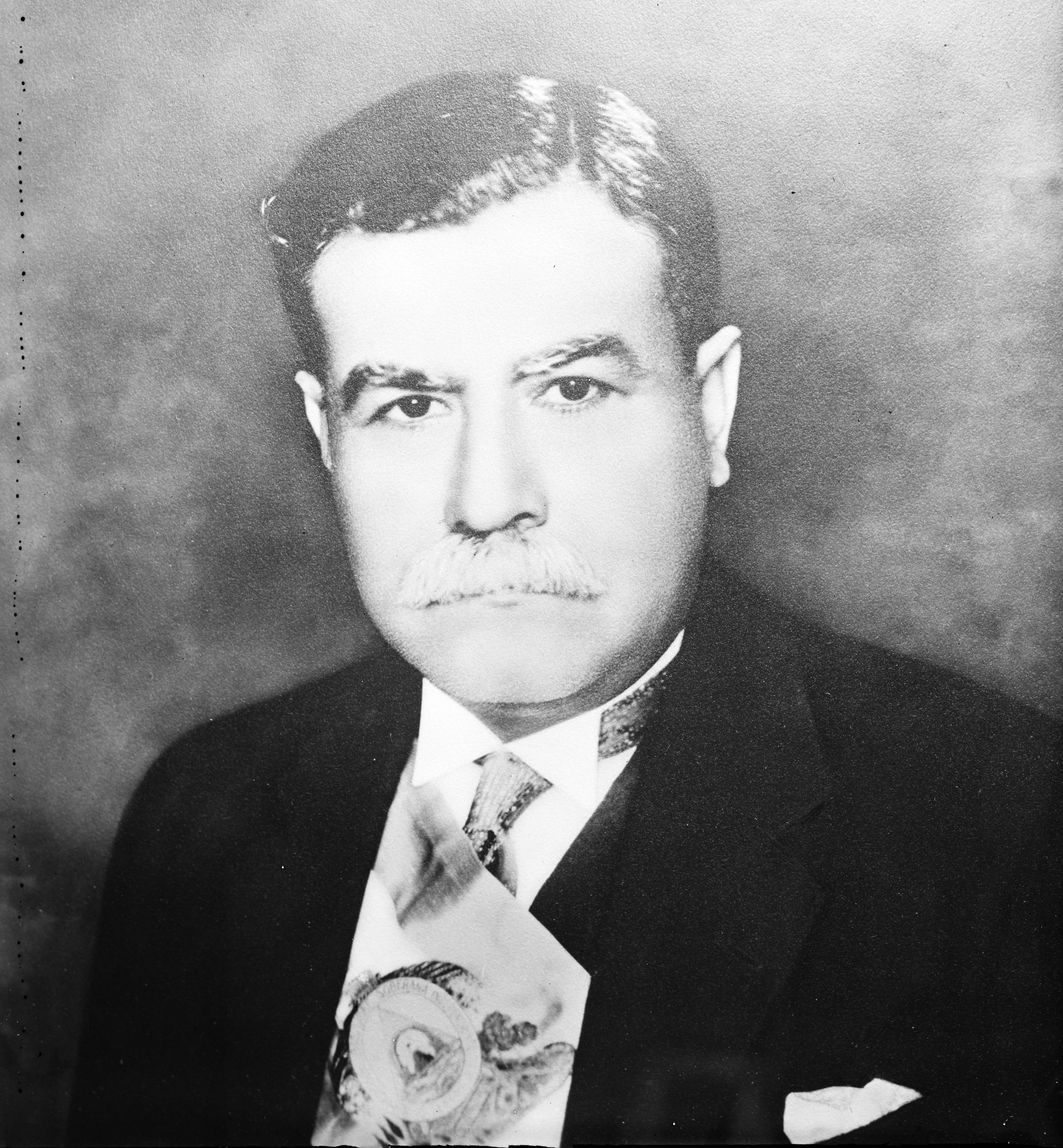
Cárias Andino, 1936.

A pesar de un creciente malestar y graves tensiones económicas, las elecciones de 1932 fueron relativamente pacíficas y justas. «En febrero de 1932, el Partido Nacional de Honduras (PNH) nominaba a Carías como candidato a la presidencia; inicialmente había electo a Venancio Callejas a la vicepresidencia pero al declinar este se nombró a Abraham Williams». Los liberales por su parte nombraron a Ángel Zúñiga Huete como su candidato. Al final de la contienda electoral, Carias ganó las elecciones por un margen de unos 20 000 votos. El General asumió el cargo el 16 de noviembre de 1932, en lo que luego sería, el período más largo de un solo gobierno, en la historia de Honduras.
Al principio se pensó que el gobierno de Carías como sus antecesores, no estaba destinado a sobrevivir por mucho tiempo. Poco antes de su inauguración, disidentes liberales se habían levantado en rebelión. El mismo Carías tomó el mando de las fuerzas del gobierno, obtuvo armas en El Salvador y en poco tiempo aplastó el levantamiento.
Durante la primera parte de su administración, Carías se enfocó en evitar el colapso financiero, la mejora de las fuerzas armadas y la construcción de carreteras. Al mismo tiempo que sentaba las bases para prolongar su estadía en el poder.
La situación económica continuó siendo deprimente a lo largo de la década de 1930. Además de la drástica caída de las exportaciones de banano causado por la depresión, la industria bananera se vio amenazada en 1935, por epidemias como la sigatoka. En un año, extensas áreas incluyendo aquellas en la zona de Trujillo, fueron abandonadas, y miles de hondureños se quedaron sin trabajo. Para 1937 se había controlado la plaga pero muchas zonas afectadas quedaron fuera de producción. Debido a esto, Honduras perdió gran parte del mercado internacional. 
Carías había hecho esfuerzos por mejorar las Fuerzas Armadas, incluso antes de ser presidente. Una vez en el poder, su motivación para continuar su obra aumentó. Este le prestó especial atención a la decadente Fuerza Área por lo que fundó la Escuela Militar de Aviación (1934) contando con un coronel estadounidense como su comandante.
Con el paso del tiempo, Carías se movió lentamente pero sin pausa, para fortalecerse en el poder. Se ganó el apoyo de las compañías bananeras a través de la oposición a las huelgas y otros disturbios laborales. Fortaleció su posición en los círculos financieros nacionales y extranjeros a través de las políticas económicas conservadoras. Incluso en el apogeo de la depresión, continuó haciendo pagos regulares de la deuda externa, adhiriéndose estrictamente a los términos del acuerdo con los tenedores de bonos británicos. Asimismo, satisfizo a los demás acreedores. Dos pequeños préstamos fueron pagados por completo en 1935.

### Mediados delSigloXX

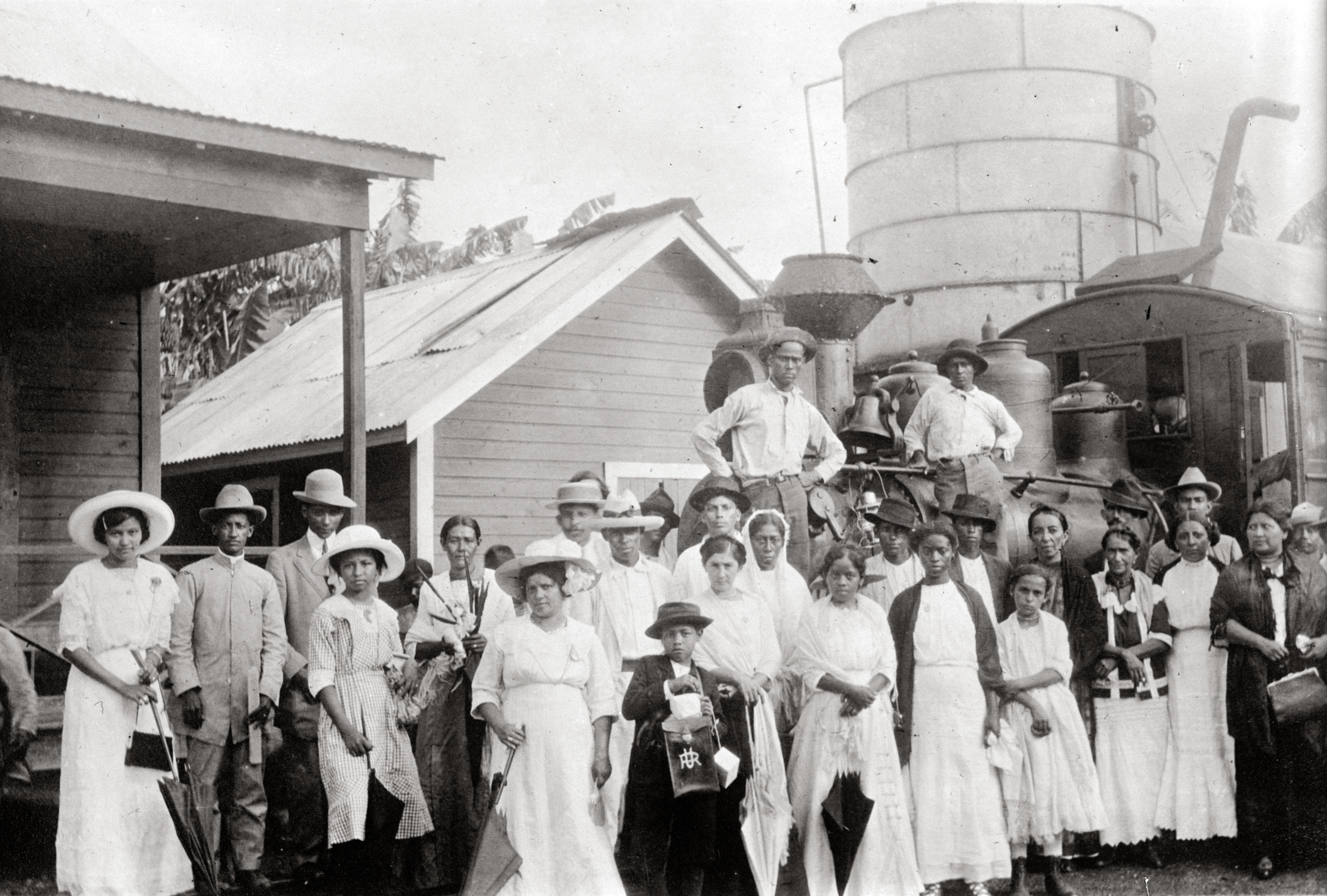
Estación del Ferrocarril en La Ceiba a principios del.

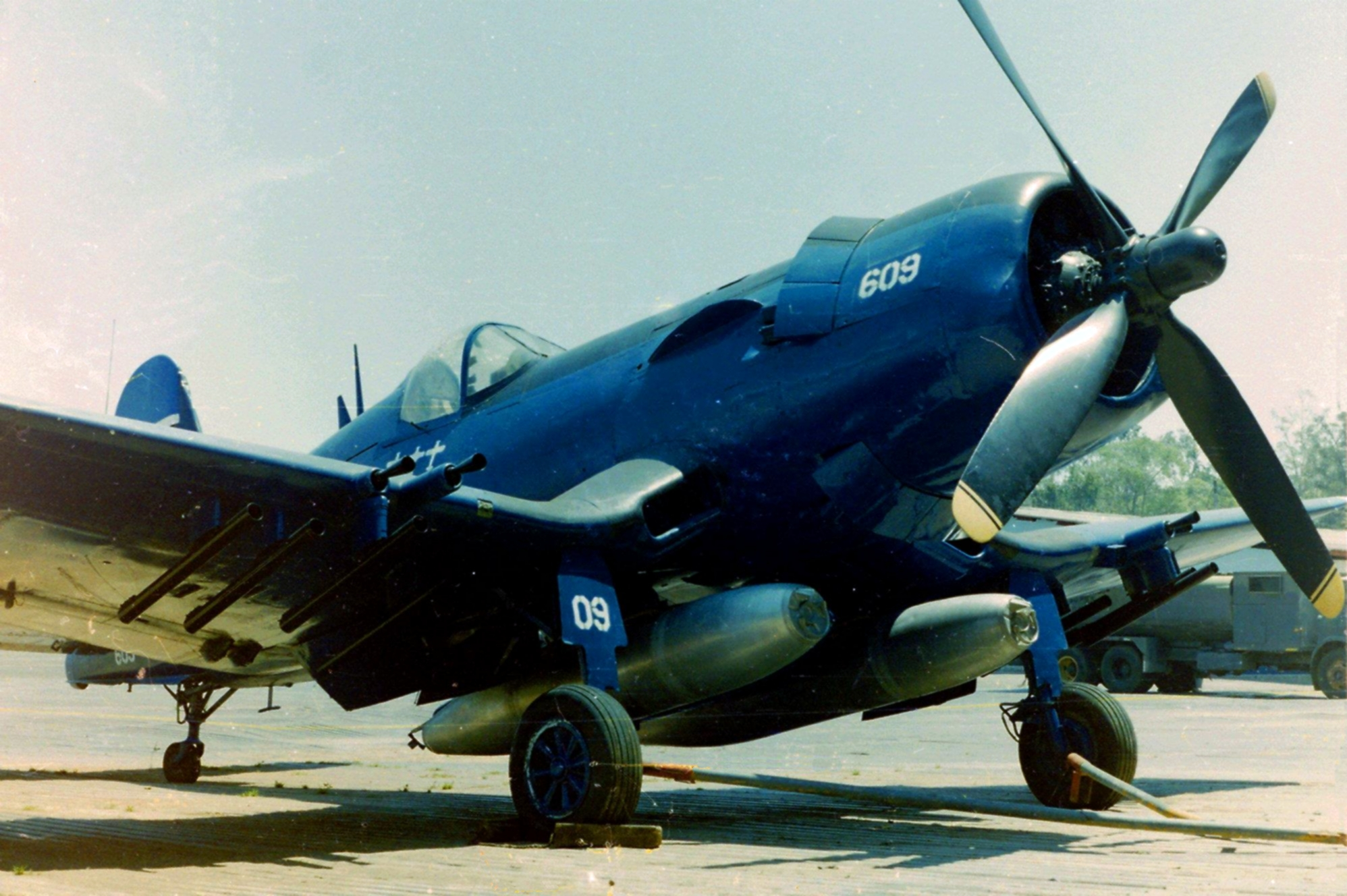
El famoso Corsario 609 hondureño, usado durante la guerra de 1969, Museo del Aire de Tegucigalpa, M.D.C.

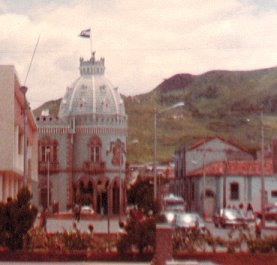
Antiguo Palacio Presidencial de Honduras.

Las empresas estadounidenses, como la United Fruit Company, la Standard Fruit Company y la Cuyamel Fruit Company, dominaban la economía hondureña, establecieron enormes plantaciones de banano a lo largo de la costa norte. Estas compañías, hicieron rápidamente del banano, la principal exportación Honduras a cambio de grandes concesiones. De esta forma, el capital extranjero, la vida en las plantaciones de banano, y los conservadores, fueron factores determinantes en la política de Honduras desde finales del siglo XIX hasta mediados del siglo XX.
El general Tiburcio Carías Andino controló Honduras dictatorialmente durante la Gran Depresión, hasta 1948. En 1955, tras dos administraciones autoritarias y una huelga de trabajadores bananeros, los jóvenes reformistas militares organizaron un golpe de Estado que instaló una junta provisional y preparó el camino para elecciones a la asamblea constituyente en 1957.
Esta asamblea designó a Ramón Villeda Morales como presidente y se transformó en una legislatura nacional con un mandato de 6 años. En 1963, oficiales militares conservadores adelantaron las elecciones constitucionales y depusieron a Villeda en un golpe sangriento. El general Oswaldo López Arellano dirigió las fuerzas armadas y gobernó hasta 1970.
El descontento popular continuó.

### La guerra de 1969
En 1968 el régimen de López Arellano parecía estar en serios problemas. La pésima situación económica produjo conflictos laborales, disturbios políticos, e incluso las críticas de grupos conservadores como la FENAGH. La situación política se deterioró, el gobierno hondureño y algunos grupos privados, culparon de los problemas económicos del país en los cerca de 300.000 inmigrantes indocumentados salvadoreños en Honduras. La FENAGH culpó a los inmigrantes salvadoreños con invasiones ilegales de tierras.
Las tensiones aumentaron en junio de 1969, cuando los equipos nacionales de los dos países se preparaban para enfrentarse con miras a la Copa del Mundo de 1970. Durante el primer encuentro celebrado en Tegucigalpa, se dieron algunos disturbios. Pero la situación se volvió mucho peor durante el partido de vuelta celebrado en San Salvador. Aficionados hondureños fueron maltratados, la bandera y el himno nacional de Honduras fueron insultados, y las emociones en los dos países llegó a ser extremadamente agitada.
En represalia, los hondureños actuaron violentamente en contra de muchos residentes salvadoreños en Honduras, incluyendo varios vicecónsules. La prensa de ambas naciones contribuyó a un creciente clima de histeria, y así, el 27 de junio de 1969, Honduras rompió relaciones diplomáticas con El Salvador. Temprano en la mañana del 14 de julio de 1969, se inició una acción militar concertada la cual se conoció como "la guerra del fútbol". La fuerza aérea salvadoreña atacó blancos dentro de Honduras. Asimismo, el ejército salvadoreño lanzó grandes ofensivas, a lo largo de la carretera principal que conecta las dos naciones y en contra de las islas hondureñas en el Golfo de Fonseca.
Aumentando después de la guerra fronteriza de 1969 con El Salvador, conocida como "La guerra del fútbol" o "Guerra de las 100 horas" (porque duró 4 días y coincidió con un partido de fútbol entre ambos países). Se hizo famoso en esa ocasión el avión F4U-5 Corsair hondureño, matrícula FAH 609, con el cual el coronel Fernando Soto Henríquez derribó tres aeronaves Mustang F-51 salvadoreñas (había una veintena de aeronaves, pero se conserva esa). Un presidente civil, Ramón Ernesto Cruz, del Partido Nacional, tomó el poder brevemente en 1971, pero fue incapaz de manejar el gobierno. En 1971 Estados Unidos entregó las islas del Cisne a Honduras tras firmar el Tratado de las islas del Cisne.
En 1972, el general López organizó otro golpe. López adoptó políticas más progresistas, incluida la reforma agraria, pero a mediados de la década de 1970 los escándalos de corrupción derribaron su régimen.
Los regímenes del general Juan Alberto Melgar Castro (1975-1978) y el general Policarpo Paz García (1978-1982) construyeron en gran medida la actual infraestructura física y sistema de telecomunicaciones de Honduras.
El país también disfrutó de su crecimiento económico más rápido durante este período, dada la mayor demanda internacional de sus productos y la disponibilidad de préstamos comerciales extranjeros.
En 1982, se estableció una nueva constitución con el fin de restaurar el estado de derecho. Esta constitución fue el resultado del fruto de negociaciones entre las fuerzas políticas y los militares. Se redujo el periodo presidencial, se estableció la no reelección; y le dieron a las Fuerzas Armadas de Honduras la tutela del sistema, en el caso de que alguno quisiera atentar contra la democracia y suprimir la Constitución de Honduras de 1982.

### La Constitución de 1982[18]
Bajo la nueva constitución, resultó elegido presidente constitucional el liberal, Roberto Suazo Córdova, quien prometió una revolución de honestidad y trabajo. Sin embargo, su presidencia giró alrededor de los eventos destinados a frenar el expansionismo soviético en la región, por parte de los Estados Unidos. Luego del triunfo de los sandinistas en Nicaragua y la inestabilidad política en El Salvador, el presidente de Estados Unidos, Ronald Reagan, decidido a no tolerar regímenes socialistas en la región, vio en Honduras la plataforma perfecta para el lanzamiento de una contrarrevolución.
Con la complicidad de Suazo Córdova y el comandante de las fuerzas armadas, Gustavo Álvarez Martínez, la CIA financió y dirigió la formación de un ejército contrarrevolucionario nicaragüenses desde Olancho y El Paraíso, con el propósito de hostigar al gobierno sandinista Asimismo, este organismo estadounidense, ayudó a los militares salvadoreños, en su lucha contra los rebeldes izquierdistas.

A su paso por Honduras, el Huracán Mitch en 1998 dejó más de 5,000 muertos y dañó enormemente la infraestructura de Honduras.

Roberto Suazo Córdova heredó el problema de los "Contras" a su sucesor liberal, José Azcona del Hoyo, del cual este no pudo sacudirse. Su administración se limitó a admitir la presencia de los Contras en territorio hondureño, a evitar una confrontación directa con Nicaragua, y a clausurar la oficina de información del Frente Democrático Nicaragüense en Tegucigalpa, luego de la erupción del escándalo Irán-Contra en Estados Unidos. La presidencia de Azcona se despidió con una sensación general de balance plomizo, escasa en realizaciones y, de hecho bastante monocorde".
La influencia de Estados Unidos es tan fuerte que el término "procónsul" se utiliza para designar a su embajador. Al tiempo que señalaba internamente que las fuerzas del gobierno hondureño cometieron "cientos de violaciones de los derechos humanos (...), la mayoría de ellas por motivos políticos", la CIA apoyó a los escuadrones de la muerte, en particular al Batallón 3-16, que torturó, asesinó o hizo desaparecer a decenas de sindicalistas, académicos, campesinos y estudiantes. Los documentos desclasificados indican que el embajador John Negroponte interviene personalmente para bloquear posibles revelaciones de estos crímenes de Estado, con el fin de evitar "crear problemas de derechos humanos en Honduras".

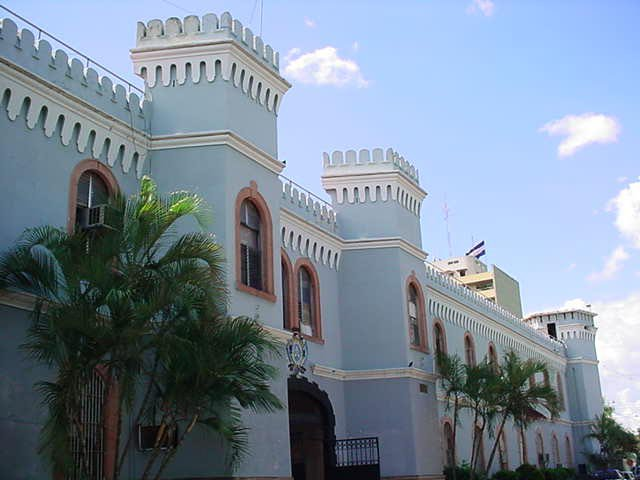
Edificio de la comandancia de las FFAAH en Tegucigalpa.

Las elecciones de noviembre de 1989 favorecieron al candidato del Partido Nacional, Rafael Leonardo Callejas. Durante su gobierno, Callejas implementó en el país las primeras políticas de corte neoliberal diseñadas por el Fondo Monetario Internacional y el Banco Mundial. En marzo de 1990 entró en vigor la ley de Ordenamiento Estructural a través de la cual se devaluó el Lempira, se redujeron las barreras arancelarias, entre otras medidas.
Este experimento, tuvo efectos bastante negativos para la economía del país.
Al final de su mandato, la política neoliberal de Callejas se saldaba con un balance bastante discreto en la macroeconomía, con un crecimiento anual de solo el 1,5 %. En el plano internacional, la administración de Callejas logró una importante victoria, al entregársele a Honduras, las tres cuartas partes de los territorios, que se mantenían en disputa con El Salvador desde 1969.
En 1994, los liberales volvieron al poder, tras el triunfo de Carlos Roberto Reina. El nuevo presidente, "emprendió acciones definitivas para subordinar al poder civil los últimos mecanismos con los que las Fuerzas Armadas habían tutelado a los sucesivos gobiernos constitucionales". Además creó la Policía Civil y abolió el servicio militar obligatorio el 6 de abril de 1995.
"Por lo que respecta a la economía, el balance, mixto, fue objeto de diversas interpretaciones. Reina apostó por unas políticas de austeridad financiera y de reajuste de la plantilla de funcionarios, conforme a los preceptos liberales, si bien complementadas con programas sociales para aliviar el impacto de las lentas transformaciones estructurales y para los que obtuvo aceptación del FMI".
El liberal Carlos Roberto Flores Facussé asumió el cargo en 1998. "Flores inauguró programas de reforma y modernización del gobierno hondureño y la economía, con énfasis en ayudar a los ciudadanos más pobres de Honduras, pero su gobierno se vio afectado por la catástrofe natural del huracán Mitch, que arrasó el país a los pocos meses de iniciado su mandato".
"Su diligente gestión de la reconstrucción, que involucró una copiosa ayuda internacional, palió mayores daños humanitarios y su administración, no se vio empañada por la corrupción. La recuperación económica fue más rápida de lo esperado, pero la pobreza y las desigualdades no disminuyeron en igual medida. Por otro lado, su gobierno tampoco consiguió frenar la rampante violencia social".

### Período contemporáneo

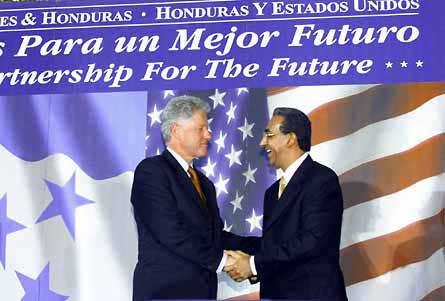
Los presidentes Bill Clinton y Carlos Flores Facussé.

Las primeras elecciones del siglo XXI, habidas el 25 de noviembre de 2001, dieron el poder al empresario Ricardo Maduro, del Partido Nacional, con 52,2 % de los votos, contra el 44,2 % del profesor Rafael Pineda Ponce. El objetivo principal de Maduro fue su lucha contra la ola de criminalidad que estaba asolando el país.
Ejemplo de político-empresario de mentalidad pro mercado, Maduro combatió la violencia de las bandas juveniles, y obtuvo éxitos más visibles en la estabilización de la economía y la reducción de la deuda externa. Sin embargo, dejó intacto el problema de la pobreza. En el campo internacional, Maduro, adhirió a Honduras al CAFTA y despachó al Batallón Xatruch hacia Irak."

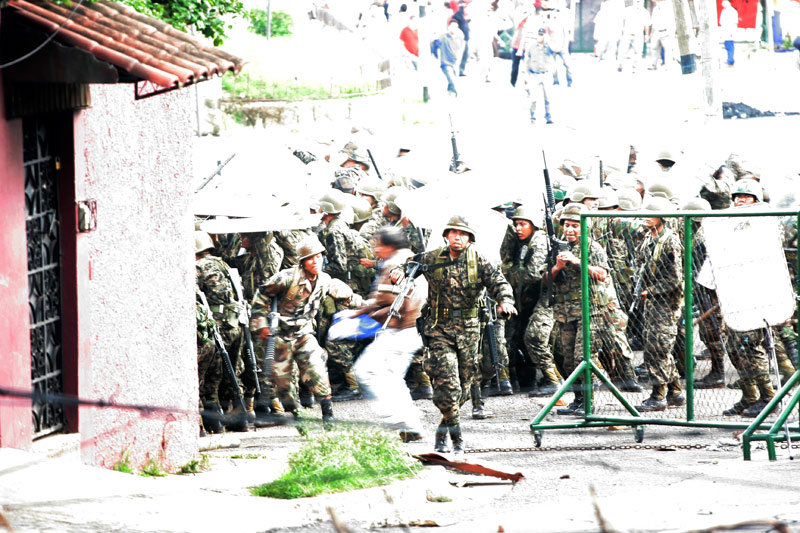
Protestas durante el golpe de Estado de Honduras en 2009.

En enero de 2006 finalizó su mandato cuatrienal, tomándole el relevo el liberal Manuel Zelaya. Una vez en el poder, el mandatario protagonizó un inesperado viraje: gobernó con una política de izquierda, se alejó de Washington, entró en tratos petroleros con el venezolano Hugo Chávez, y metió a Honduras en el ALBA.
Su siguiente proyecto, era abrir un proceso constituyente a la imagen de los ya establecidos en otros países latinoamericanos como Venezuela o Ecuador, obteniendo el apoyo de un grupo de hondureños seguidos por los menos afortunados, lo que ocasionó la enemistad con los poderes tradicionales del país, políticos de su mismo partido, grandes empresarios, iglesias, instituciones de la sociedad civil, judicatura, quienes, con apoyo del ejército, destituyeron a Manuel Zelaya y declararon ilegal su encuesta. Ese día, los militares secuestraron a Zelaya y lo expulsaron del país. El Congreso eligió para sustituirle al también liberal Roberto Micheletti.
Este hecho fue calificado como "golpe de estado" por la comunidad internacional y dividió al país entre los que resistían al golpe de Estado, y los que lo apoyaban.
El Consejo Permanente de la Organización de los Estados Americanos (OEA) se reunió con carácter de urgencia y emitió una resolución de "condena al golpe de Estado en Honduras y dieron apoyo del gobierno del presidente José Manuel Zelaya, y la continuidad democrática en el país centroamericano".
Así como la OEA, la mayoría de países expresaron la necesidad de reintegrar al mandatario destituido y restablecer el orden jurídico en el país y desconocieron el mandato de facto de Micheletti. No obstante, el congreso hondureño y el mismo Micheletti, se mantuvieron firmes en su decisión apoyado en la libre determinación de los pueblos y Zelaya no terminó su mandato, luego de ingresar al país y refugiarse en la embajada de Brasil.
A finales del 2009, en medio de esta crisis, Honduras celebró sus elecciones y resultó ganador el candidato del tradicional derechista y conservador Partido Nacional, Porfirio Lobo Sosa, un empresario agrícola, del departamento de Olancho, que articula un discurso centrista y conciliador. Lobo recibió un país resquebrajado, y altamente polarizado, en lo político, social y económico, y sometido además a la observación democrática de la comunidad internacional, parte de la cual (incluida la OEA) aguardaba el desarrollo del curso político, para decidir si reconocería la legitimidad del nuevo mandatario hondureño.
El 1 de junio de 2011, Honduras fue readmitida en la OEA.
El 7 de octubre de 2015 el Banco Continental se convirtió en el primer banco designado por el Departamento de Justicia de los Estados Unidos, usando ley Kingpin por lavado de dinero y apoyo al narcotráfico. Actualmente está en un estado de liquidación forzada.
En las elecciones generales de Honduras de 2017 fue reelecto Juan Orlando Hernández y, ante sospechas de fraude, se sucedieron varios días de manifestaciones con un saldo de 33 muertes. El gobierno declara el estado de emergencia. Según las Naciones Unidas y la Comisión Interamericana de Derechos Humanos, "muchos de ellos fueron trasladados a instalaciones militares, donde fueron brutalmente golpeados, insultados y a veces torturados".
Hernández fue sucedido por Xiomara Castro, líder del partido Libertad y Refundación y esposa de Manuel Zelaya, el 27  de enero de 2022.
En el 2019 el Departamento de Justicia del Distrito Sur de New York encuentra culpable al hermano del presidente de Honduras Juan "Tony" Antonio Hernández por crímenes de narcotráfico y tráfico de armas hacia los Estados Unidos.

## Gobierno y política
El artículo 4 de la Constitución de la República de Honduras establece que «la forma de gobierno es republicana, democrática y representativa». Se ejerce por tres poderes: legislativo, ejecutivo y judicial, complementarios e independientes y sin relaciones de jerarquía. También añade que la alternabilidad en el ejercicio de la presidencia de la República es obligatoria, y que la infracción de esta norma constituye delito de traición a la Patria.

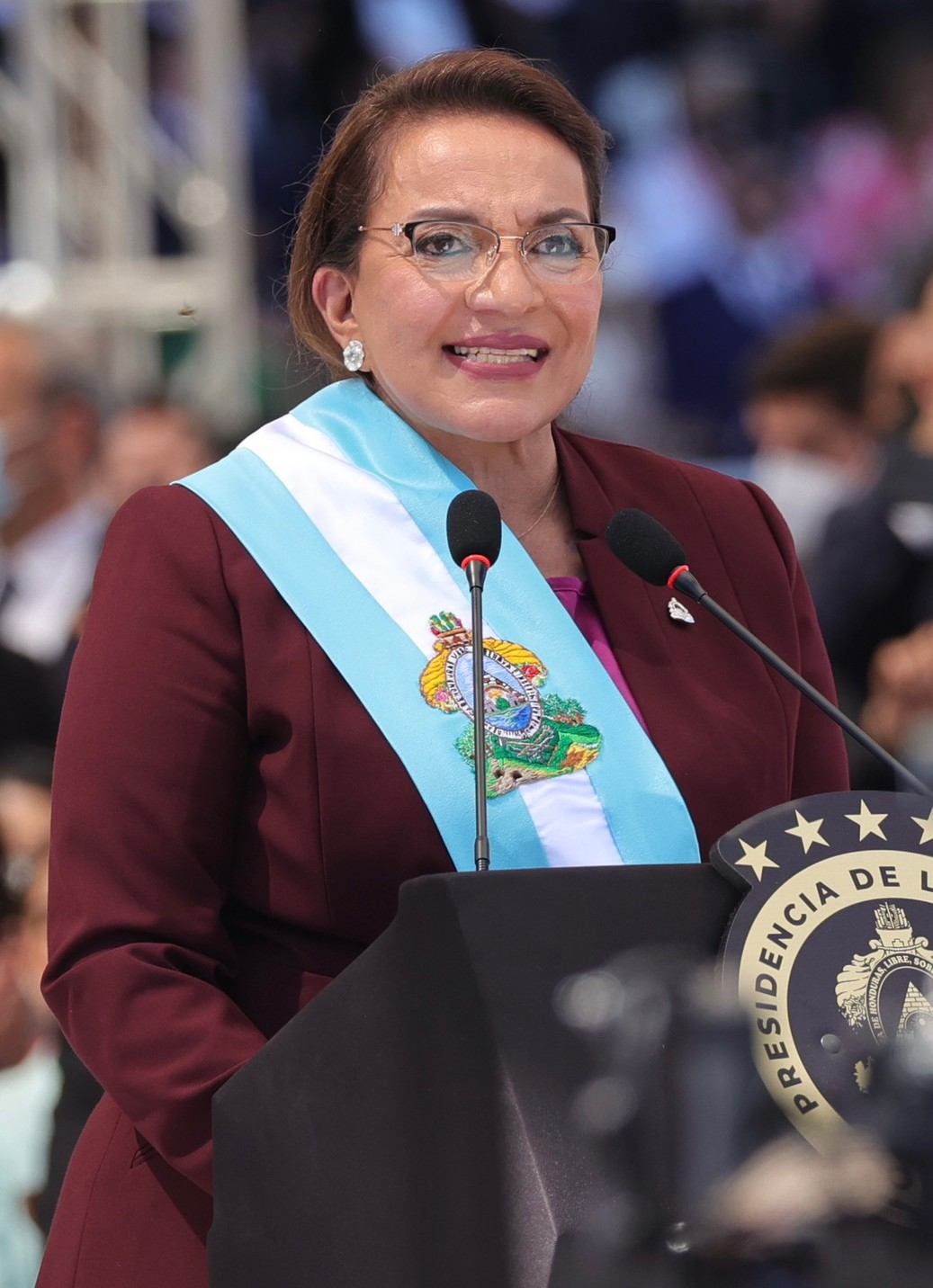
Xiomara Castro, actual presidenta de Honduras

En el artículo 5, esta misma constitución estipula que el gobierno debe sustentarse en el principio de la democracia participativa del cual se deriva la integración nacional, que implica participación de todos los sectores políticos... a fin de asegurar y fortalecer el progreso de Honduras basado en la estabilidad política y en la conciliación nacional.
El periodo presidencial en Honduras es de cuatro años y se elige de manera directa. El presidente(a) de la República le acompañan tres designados presidenciales —estos cumplen la función de vicepresidentes— y en caso de ausencia de manera temporal o absoluta del presidente(a) de Honduras uno de ellos ocupará el puesto antes mencionado; el periodo de los designados presidenciales es de cuatro años. 

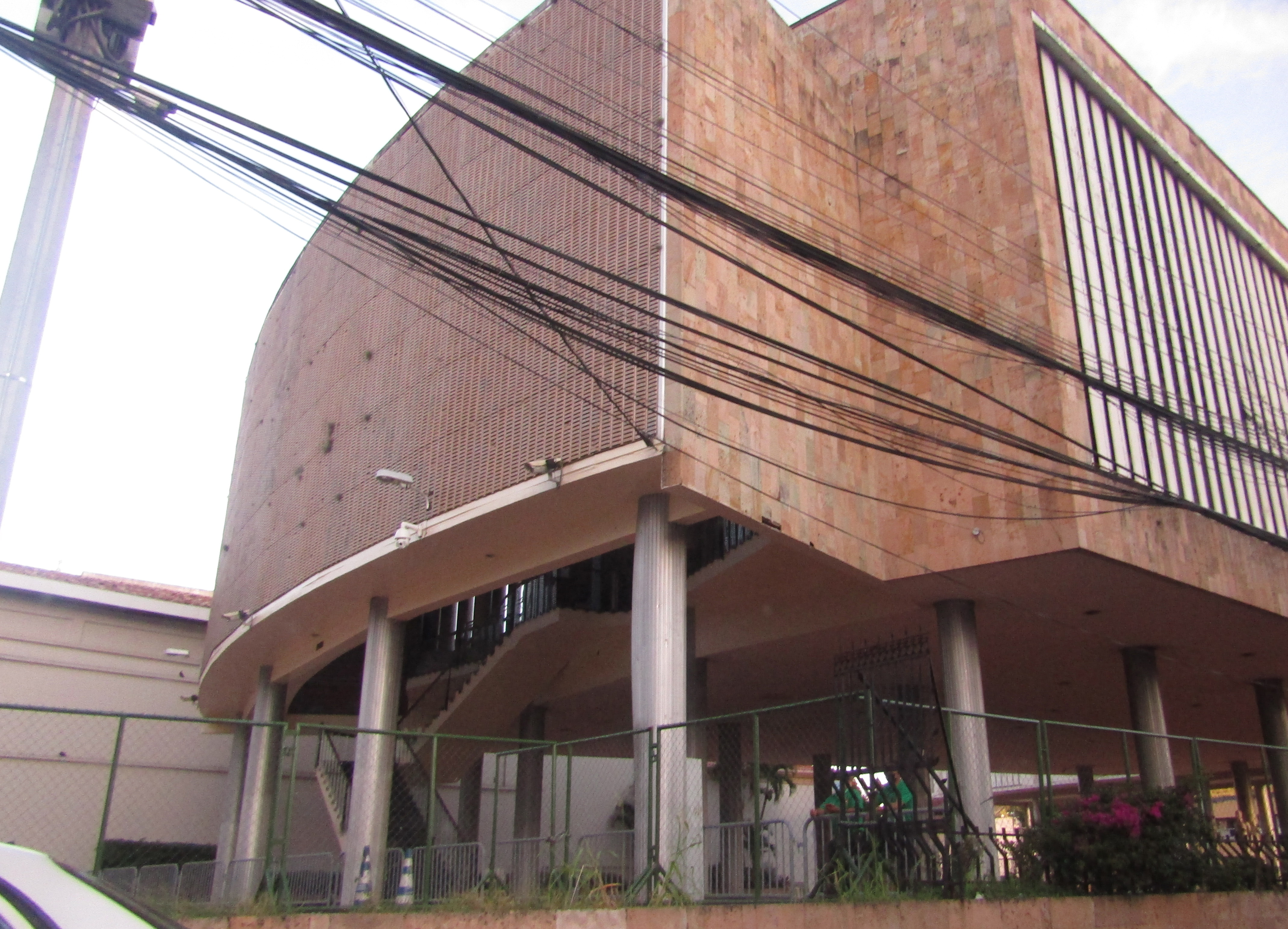
Edificio del Congreso Nacional de Honduras

El Poder Legislativo se ejerce por un Congreso de diputados que serán elegidos por cociente electoral. Se reúne en sesiones ordinarias en Tegucigalpa el 25 de enero de cada año, sin necesidad de convocatoria, y clausura sus sesiones el 31 de octubre del mismo año. Corresponde al Congreso Nacional las siguientes atribuciones: crear, decretar, interpretar, reformar y derogar las leyes. Convocar, suspender y cerrar sus sesiones, así como emitir su Ley Orgánica y aplicar las sanciones que en él se establezcan para quienes lo infrinjan; convocar a sesiones extraordinarias de acuerdo con la Constitución.

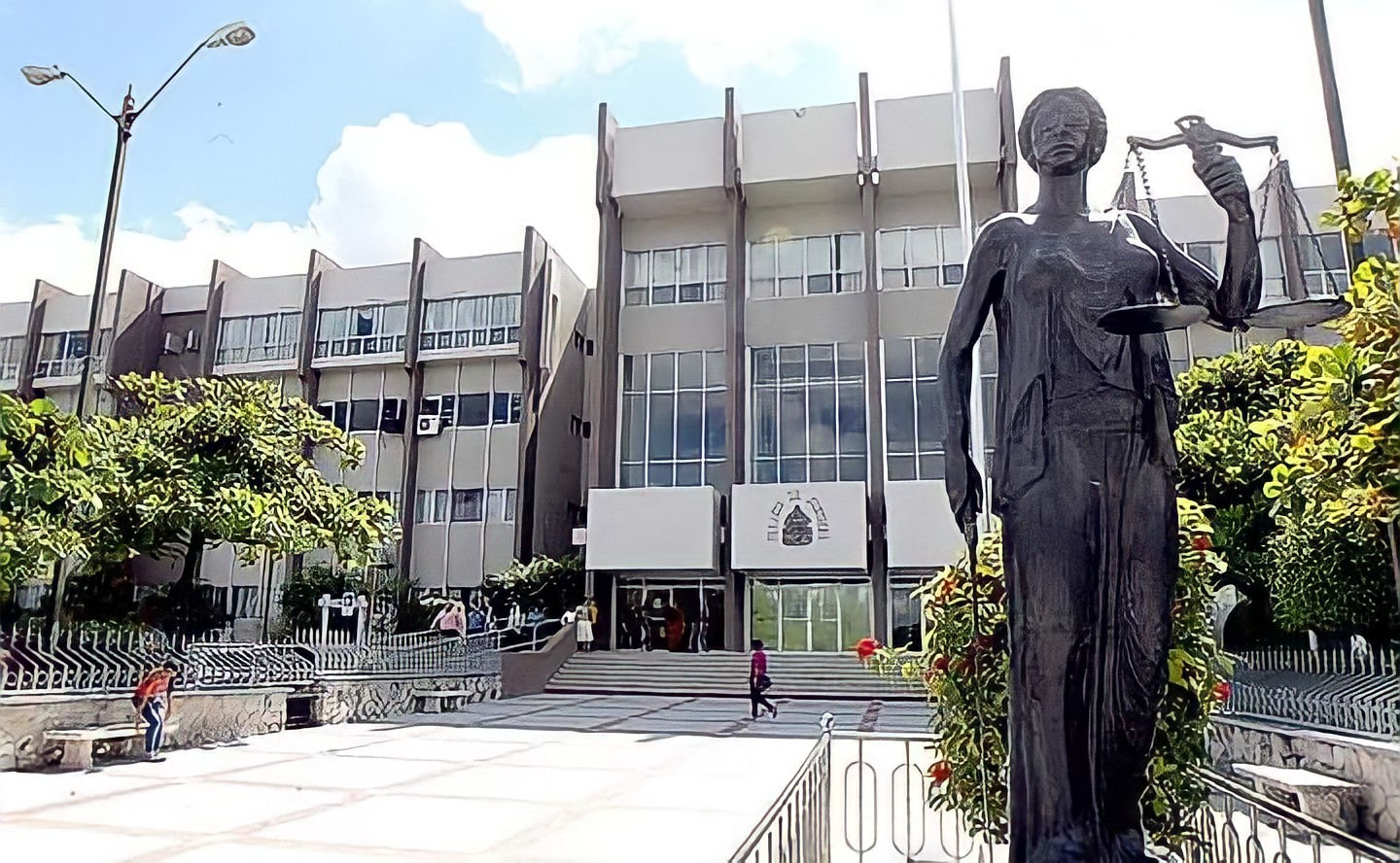
Edificio de la Corte Suprema de Justicia

La Corte Suprema de Justicia de Honduras tiene su asiento en Tegucigalpa y está formada por quince magistrados propietarios y por siete suplentes, elegidos por el Congreso Nacional y está dividida en salas, de acuerdo con lo que disponga el Reglamento Interno de la misma Corte. El Poder Judicial de Honduras se integra por una Corte Suprema de Justicia, por las Cortes de Apelaciones, los Tribunales de Sentencia, los Tribunales de Ejecución de Penas y los Juzgados que establezca la ley. El presidente de la Corte Suprema es elegido por el Congreso Nacional, por un período de siete años.
El periodo de los magistrados de la Corte Suprema es de siete años y pueden ser reelectos.

### Relaciones exteriores

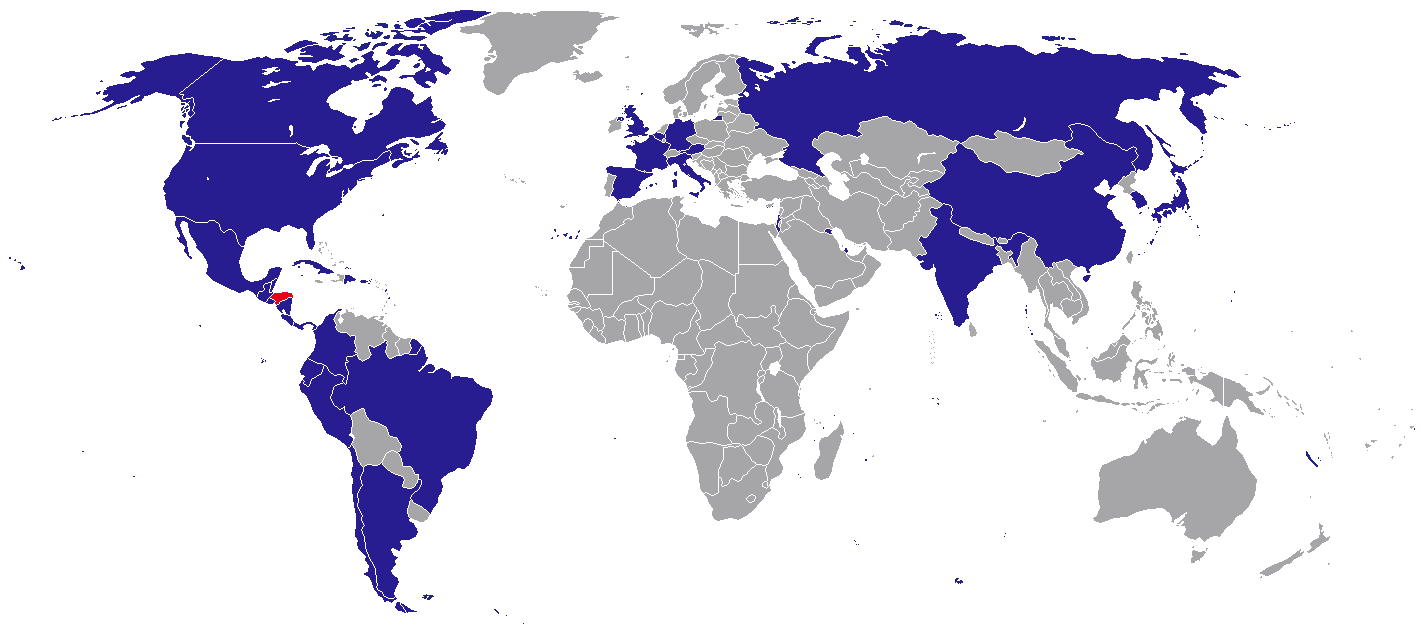
Mapa de misiones diplomáticas de Honduras.

Las relaciones exteriores de Honduras son las relaciones que dicho país tiene con el resto del mundo, tanto en el campo político, como en los campos económico, comercial, militar, jurídico, geopolítico y geoestratégico. Desde sus inicios, Honduras ha sido un actor primordial en Centroamérica y ha jugado un rol importante en el escenario político global, aunque su orientación y alianzas han variado mucho a lo largo del tiempo y de los diferentes gobiernos. 
Aun así, Honduras se ha caracterizado, en general, y con algunas excepciones, por un mayor nivel de autonomía respecto de las grandes potencias, y una política exterior más soberana, en comparación con otros países latinoamericanos, debido a su nivel de desarrollo, a la percepción de tener un rol importante que jugar en el mundo, y al mayor peso que han tenido a lo largo de su historia ideologías, intelectuales y corrientes antiimperialistas. En ese sentido, su política exterior es comparable a la de otras potencias intermedias.
Las relaciones exteriores de Honduras son gestionadas por la Secretaría de Relaciones Exteriores de Honduras. Actualmente, su ministro es Eduardo Enrique Reina. Honduras cuenta con relaciones con los siguientes países:
América: Argentina, Belice, Brasil, Canadá, Chile, Colombia, Costa Rica, Cuba, Ecuador, El Salvador, Estados Unidos, Guatemala, México, Nicaragua, Panamá, Paraguay, Perú, República Dominicana, Uruguay, Venezuela.
África: Sudáfrica, Argelia.
Asia: República Popular China, Corea del Sur, Israel, India, Japón, Kuwait, Líbano, Rusia, Emiratos Árabes Unidos, Arabia Saudita.
Europa: Alemania, Austria, Bélgica, Dinamarca, España, Finlandia, Francia, Grecia, Letonia, Luxemburgo, Noruega, Italia, Países Bajos, Polonia, Portugal, Reino Unido de Gran Bretaña e Irlanda del Norte, Rumanía, Rusia, Suiza, Suecia y la Santa Sede.
El Instituto Salvadoreño de Bienestar Magisterial, el Instituto Nacional de Jubilaciones y Pensiones de los Empleados y Funcionarios del Poder Ejecutivo, el Instituto Nacional de Jubilaciones y Pensiones de los Empleados y Funcionarios del Poder Ejecutivo, el Instituto de Previsión Social del Profesional del Derecho, el Instituto de Previsión Social de los Empleados de la Universidad Autónoma de Honduras, el Instituto Nacional de Previsión del Magisterio y el Instituto Nacional de Previsión del Magisterio son miembros activos de la Conferencia interamericana de seguridad social (CISS).
| Siglas | Nombre                                       | Fundación |
| ------ | -------------------------------------------- | --------- |
| PLH    | Partido Liberal de Honduras                  | 1891      |
| PNH    | Partido Nacional de Honduras                 | 1902      |
| PDCH   | Partido Demócrata Cristiano de Honduras      | 1968      |
| PINU   | Partido Innovación y Unidad-Social Demócrata | 1974      |
| LIBRE  | Partido Libertad y Refundación               | 2012      |

## Etimología
Durante la época de la colonización, el territorio hondureño también fue conocido por los nombres de Hibueras o Higüeras, y algunos conquistadores llegaron a llamarle «Nueva Extremadura». En la época prehispánica (y, posteriormente, en la época virreinal temprana) los nahuas de la Triple Alianza y Cuzcatlán llamaban «Weyimollan» al territorio que hoy integra Honduras, que en náhuatl significa Lugar de los grandes guisos, nombre que en español se deformó en «Guaymuras».
El nombre Honduras hace referencia a las honduras, fondos o profundidades, que los navegantes españoles hallaron en sus costas. Una hipótesis muy difundida atribuye el nombre a Cristóbal Colón, quien habría exclamado ¡Gracias a Dios que salimos de estas honduras!, denominando así al territorio y al cabo Gracias a Dios.[cita requerida] Sin embargo, en los escritos de Colón, como también en los resúmenes, nunca se usa el nombre Honduras. Según Reclus, el nombre se le atribuye a Bartolomé de las Casas, pero Rolando Zelaya y Ferrera indicó que es muy probable que los primeros en usar el nombre de Honduras fueron Juan Díaz de Solís y Vicente Yáñez Pinzón, quienes en 1508 decidieron explorar por su cuenta la región. El nombre se debería a las largas playas del Caribe hondureño, buenas para fondear, es decir, acercar una embarcación a la costa tanto como sea posible sin encallar.[cita requerida]

## Organización territorial
Honduras se divide en 18 departamentos, cada cual con un gobernador designado por el presidente, los departamentos se dividen en municipios, a la vez divididos en pueblos y aldeas. La capital de la República es Tegucigalpa, que junto a la ciudad de Comayagüela conforman el Distrito Central; jurisdicción del departamento de Francisco Morazán.
| Atlántida Choluteca Colón Comayagua Copán Cortés El Paraíso Francisco Morazán Gracias a Dios Intibucá Islas de la Bahía La Paz Lempira Ocotepeque Olancho Santa Bárbara Valle Yoro Guatemala El Salvador Nicaragua Mar Caribe Océano Pacífico Golfo de Fonseca Golfo de Honduras |        |                     |                  |                  |          |
| Departamento | ISO:HN | Cabecera            | Población (2023) | Superficie (km²) | Densidad |
| Atlántida | HN-AT  | La Ceiba            | 506 044          | 4,372            | 115.7    |
| Choluteca | HN-CH  | Choluteca           | 489 926          | 4,360            | 112.4    |
| Colón | HN-CL  | Trujillo            | 359 000          | 8,249            | 43.5     |
| Comayagua | HN-CM  | Comayagua           | 590 367          | 5,124            | 115.2    |
| Copán | HN-CP  | Santa Rosa de Copán | 429 167          | 3,242            | 132.4    |
| Cortés | HN-CR  | San Pedro Sula      | 1 876 658        | 3,923            | 478.4    |
| El Paraíso | HN-EP  | Yuscarán            | 515 736          | 7,489            | 68.9     |
| Francisco Morazán | HN-FM  | Tegucigalpa         | 1 741 653        | 8,619            | 202.1    |
| Gracias a Dios | HN-GD  | Puerto Lempira      | 109 689          | 16,997           | 6.5      |
| Intibucá | HN-IN  | La Esperanza        | 277 711          | 3,123            | 88.9     |
| Islas de la Bahía | HN-IB  | Roatán              | 79 945           | 236.0            | 338.8    |
| La Paz | HN-LP  | La Paz              | 234 504          | 2,525            | 92.9     |
| Lempira | HN-LM  | Gracias             | 380 532          | 4,228            | 90.0     |
| Ocotepeque | HN-OC  | Ocotepeque          | 173 313          | 1,630            | 106.3    |
| Olancho | HN-OL  | Juticalpa           | 600 519          | 23,905           | 25.1     |
| Santa Bárbara | HN-SB  | Santa Bárbara       | 488 040          | 5,024            | 97.1     |
| Valle | HN-VL  | Nacaome             | 195 747          | 1,665            | 117.6    |
| Yoro | HN-YO  | Yoro                | 652 982          | 7,781            | 83.9     |
| * Fuente: Proyección del 2023 |        |                     |                  |                  |          |

Nota: además de estos territorios también tiene la soberanía del archipiélago de las Islas del Cisne, situadas a unos 200 km de la Honduras continental. Las islas están deshabitadas a excepción de una pequeña guarnición naval hondureña permanente estacionada en la isla Gran Cisne que mantiene el aeropuerto de las Islas del Cisne.

## Símbolos nacionales
Según el artículo 7 de la constitución hondureña: «Son símbolos nacionales: la Bandera, el Escudo y el Himno»

Himno de Honduras
El país cuenta además con especies declaradas nacionales:
- Ave Nacional: la guacamaya roja (Ara macao) o guara roja, como es comúnmente llamada en Honduras. Declarada Ave Nacional el 28 de junio de 1993 mediante decreto legislativo n.º 36-93.[108]

- Mamífero Nacional: el venado cola blanca (Odocoileus virginianus). Declarado Mamífero Nacional en el mismo decreto del Ave Nacional.[109]

- Árbol Nacional: el pino, declarado mediante acuerdo n.º 429, emitido el 14 de mayo de 1928. En el mismo se lee que el Árbol Nacional es: «el Pino que figura simbólicamente en nuestro Escudo». Sin embargo, el pino es un género, no una especie; y en el decreto vigente del escudo nacional no se especifica qué especie de pino debe aparecer, por lo cual ha existido confusión. La especie que se suele asociar al árbol nacional es el Pinus oocarpa, por ser una de las más abundantes en el territorio nacional.[110]

- Flor Nacional: la Orquídea (Rhyncholaelia digbyana). Antes de esta, la Flor Nacional fue la rosa, declarada como tal mediante decreto legislativo n.º 17. El 25 de noviembre de 1969 se cambió por la orquídea, ya que esta sí es originaria de Honduras.[111]

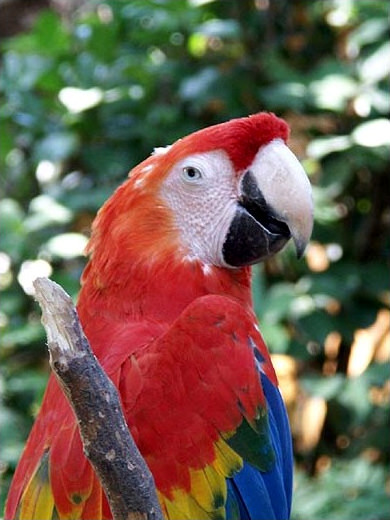
Guara Roja
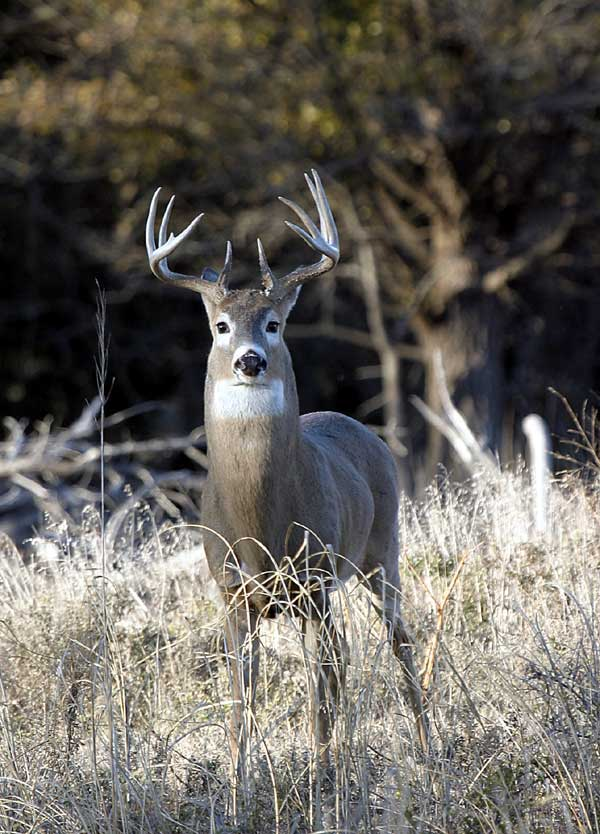
Venado cola blanca
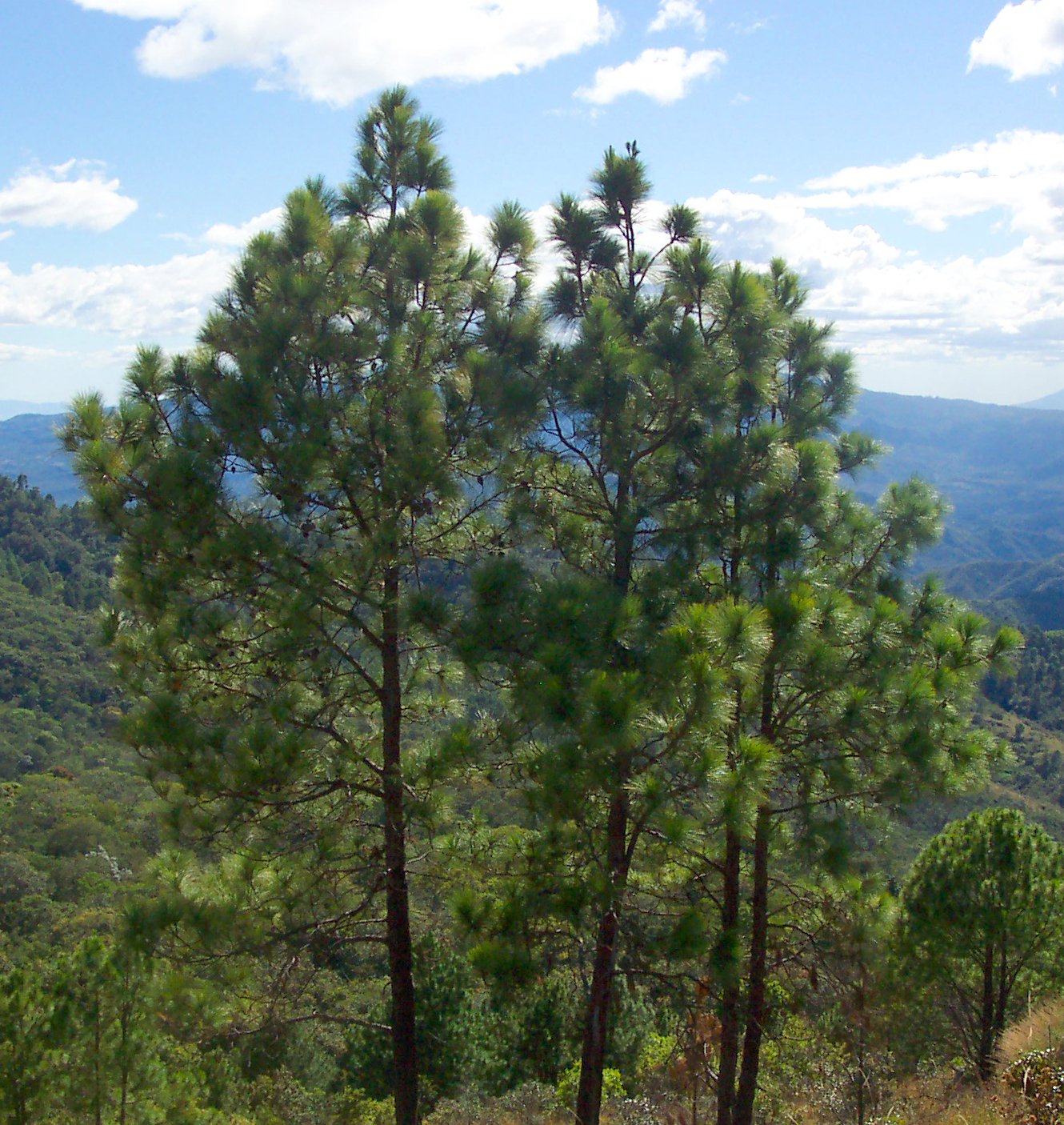
Pino
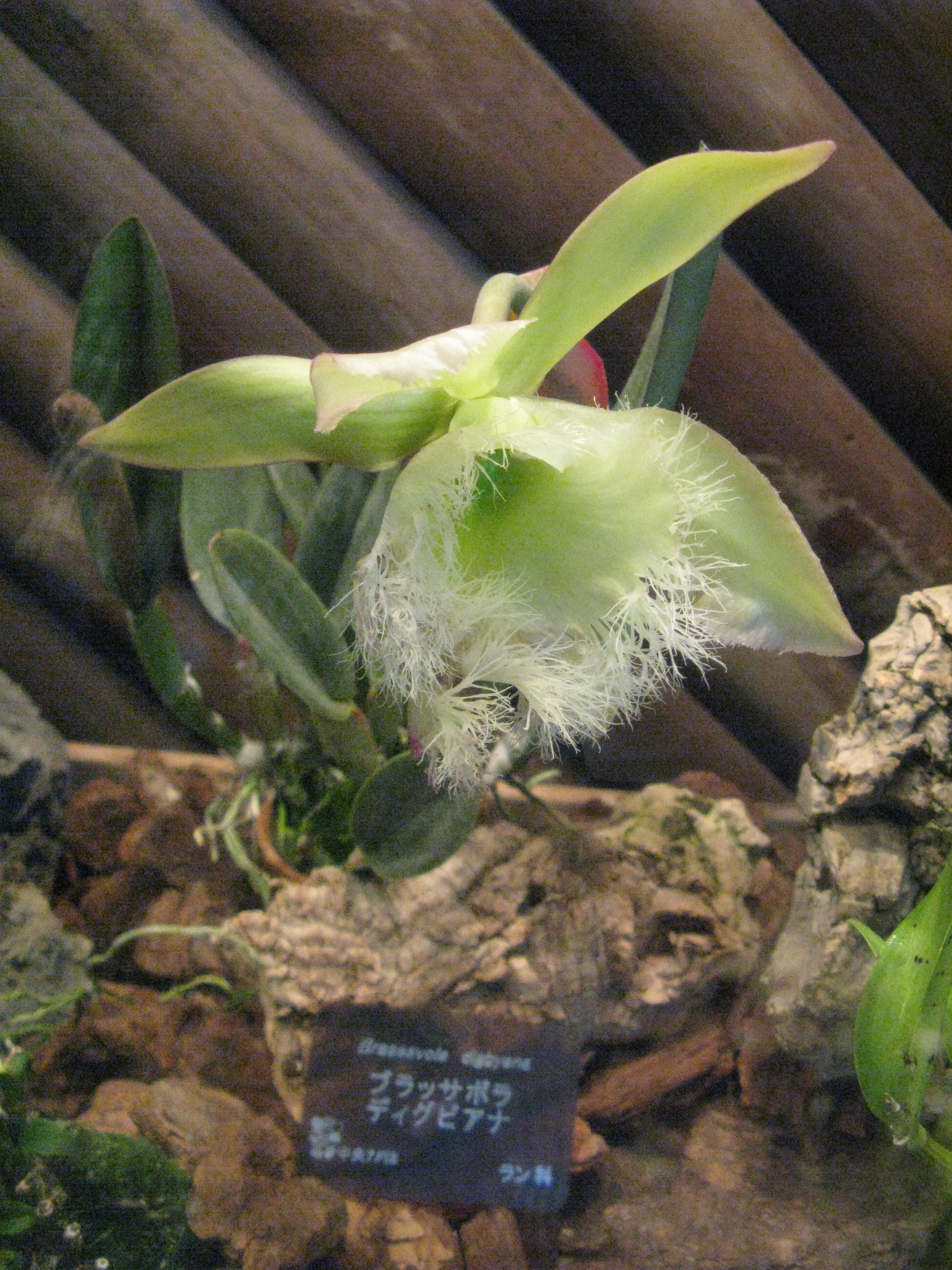
Orquídea

## Geografía

### Geología

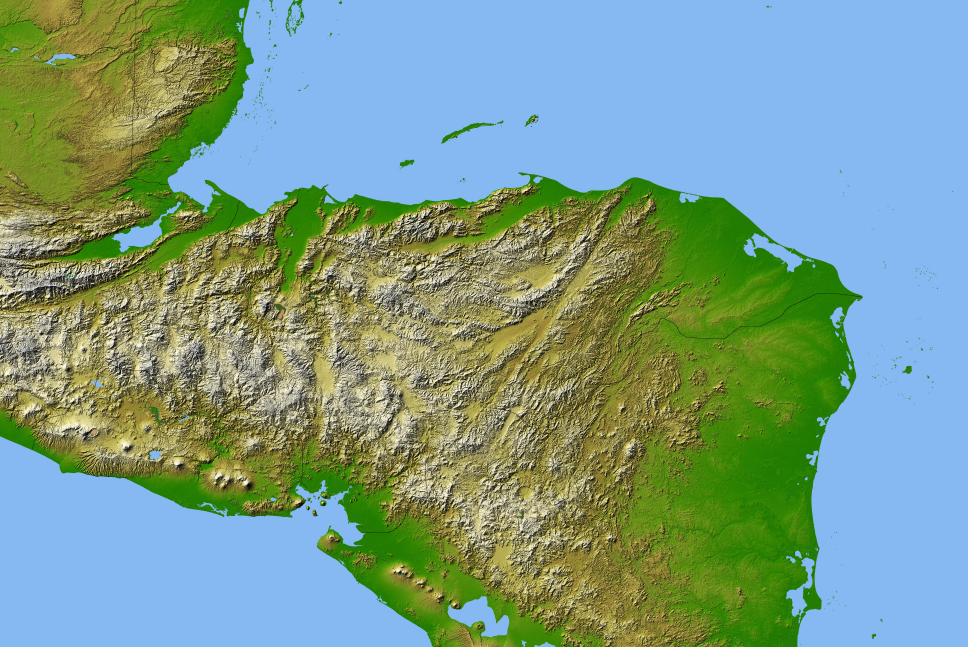
Topografía de Honduras

Honduras se encuentra ubicada en la parte más ancha del istmo centroamericano. Esta limitada al norte por el Atlántico, al Este por el mismo mar y la República de Nicaragua, al sur por Nicaragua, el golfo de Fonseca y la República de El Salvador y al oeste por Guatemala. La extensión superficial de Honduras, comprendiendo todas sus islas, es de 112 777 km².Sus costas tienen una longitud total de 823 km, de los cuales 669 km dan al mar Caribe y 163 km al golfo de Fonseca en el Océano Pacífico.

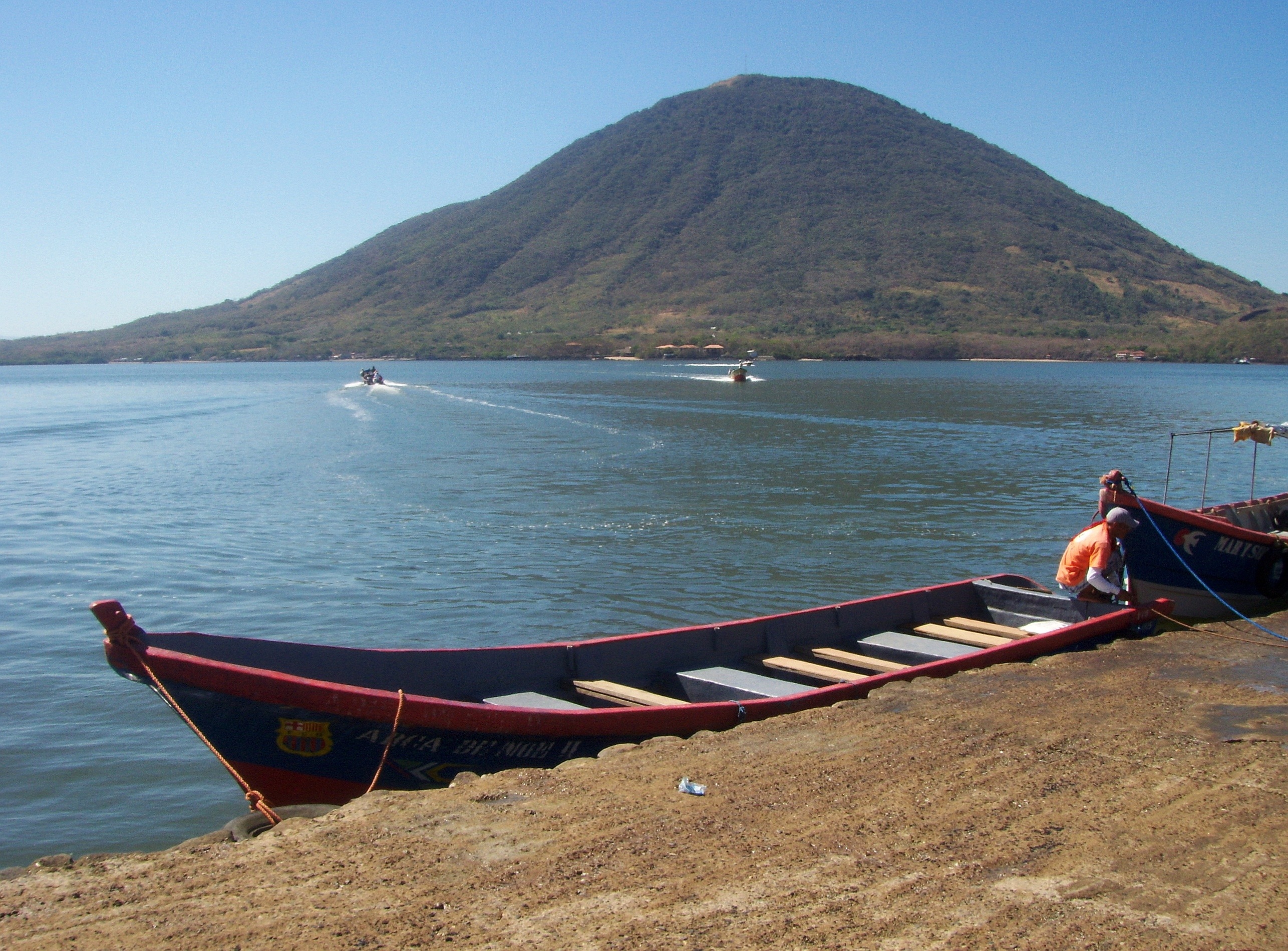
Isla del Tigre

La demarcación fronteriza con El Salvador, quedó establecida luego de los acuerdos de paz firmados en Lima, Perú en 1980 por ambos países. Definidos los límites tras los acuerdos establecidos mediante el fallo de la Corte Internacional de Justicia en Países Bajos el 11 de septiembre de 1992. Asimismo, esta misma corte ratificó en 1960, la demarcación fronteriza con Nicaragua, la cual había sido establecida en 1906 en el laudo de Alfonso XIII, rey de España.
El 8 de octubre de 2007 el Tribunal Internacional de Justicia fijó la frontera marítima entre ambos países a 15 grados de latitud norte y 83 grados de latitud oeste, adjudicando a Honduras la soberanía de las islas Cayo Bobel, Cayo Port Royal, Cayo Savanna y Cayo del Sur y quedando Cayo Edimburgo en el lado nicaragüense, mientras que los límites con Guatemala fueron definidos por el laudo del tribunal Hughes emitido en Washington en 1933.
En el mar Caribe, Honduras cuenta con el archipiélago de las Islas de la Bahía, compuesto por: Utila, Roatán y Guanaja. También pertenecen a Honduras las islas del Cisne y los cayos Cochinos entre otros. En la zona del Golfo de Fonseca, que comparte con Nicaragua y El Salvador, Honduras cuenta con las islas de Zacate Grande, la Isla del Tigre, Garrobo, Exposición, Güegüensi y otras islas menores como Isla Conejo, entre otras.

### Clima

Tipos de Clima en Honduras

Honduras tiene climas tropicales húmedos o secos (Köppen, Aw/Am/Af) (en las tierras abajo de los 1000 m s. n. m. y en las montañas tiene climas templados como son: climas subtropicales (Köppen, Cwa/Cwb) y clima oceánico templado de altura (Köppen, Cfb) (en las tierras arriba los 1250 m s. n. m. hasta las 2870 m s. n. m.. en los climas ecuatoriales lluviosos y oceánico templado solo existe una estación lluviosa todos el año pues tiene lluvia uniforme, el resto del país en su mayoría cuenta con dos estaciones, las cuales están bien definidas: La estación seca y la estación lluviosa. La estación lluviosa comienza en mayo extendiéndose hasta el mes de julio con una pausa durante el mes de agosto; esta generalmente se reanuda en septiembre hasta el mes de noviembre cuando comienza la estación seca. Esta estación, se extiende hasta el mes de abril o mayo.
- El promedio de las temperaturas altas a través de todo el país es de 32 °C (90 °F), y el de las temperaturas bajas es de 20 °C (68 °F).
- El promedio anual de las temperaturas en el interior de Honduras es de 21 °C (70 °F).
- El promedio de la precipitación anual es de 1000 mm (40 pulgadas) en las montañas, y en los valles de la costa norte es de 2500 mm (100 pulgadas).
- Las zonas más bajas de la región costera tienen una media anual de 27 °C (80 °F) con altos grados de humedad.

En la zona costera del Atlántico se presenta por lo general un clima tropical lluvioso, con una temperatura media de 27 °C, máxima media de 30 °C Y una mínima media de 20,7 °C. La temporada de lluvias comienza en el mes de junio y por lo general dura hasta el mes de diciembre.
El promedio anual de lluvias es de 2643 mm.
La zona norte que abarca los departamentos de Cortés, y Yoro recibe un promedio anual de lluvia de 1200 mm durante en casi 5 meses del año. El promedio de humedad es del 75%. El promedio medio de temperatura anual de esta zona es de 26 °C con una máxima de 30 °C y una mínima de 21 °C.
La zona sur de Honduras cuenta con un clima de sabana tropical. En esta zona, se presenta generalmente un clima seco por seis meses o más. Durante la estación lluviosa, la zona sur acumula un promedio de 1680 mm. La temperatura media es de 29,1 °C máxima de 35 °C mínima de 23,4 °C. La zona central que corresponde a los departamentos de Francisco Morazán, Comayagua y La Paz, tiene un promedio de temperatura Media de 22,4 °C, máxima de 27,2 °C y mínima de 17,4 °C. El promedio de lluvia es de aproximadamente 1000 mm durante más de tres meses del año.
La Esperanza es conocida en todo el país por ser el pueblo más frío del país, al estar más alto que otras poblaciones en Honduras, este tiene una temperatura más baja que en promedio en otras zonas, también teniendo récords mínimos con temperaturas bajo cero.
La temperatura mínima que ha experimentado el país ha sido de -2 °C, en el cerro El Pital a unos escasos kilómetros de Nueva Ocotepeque.

Paisajes bioclimáticos de Honduras
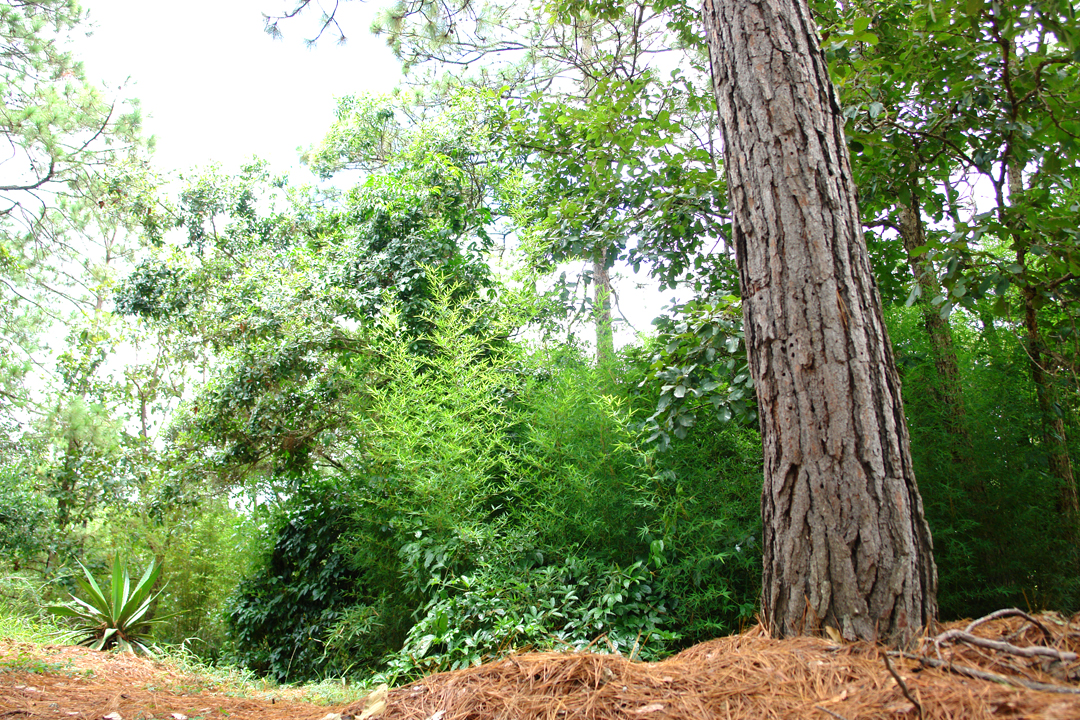
Bosque de coniferas Valle de Ángeles
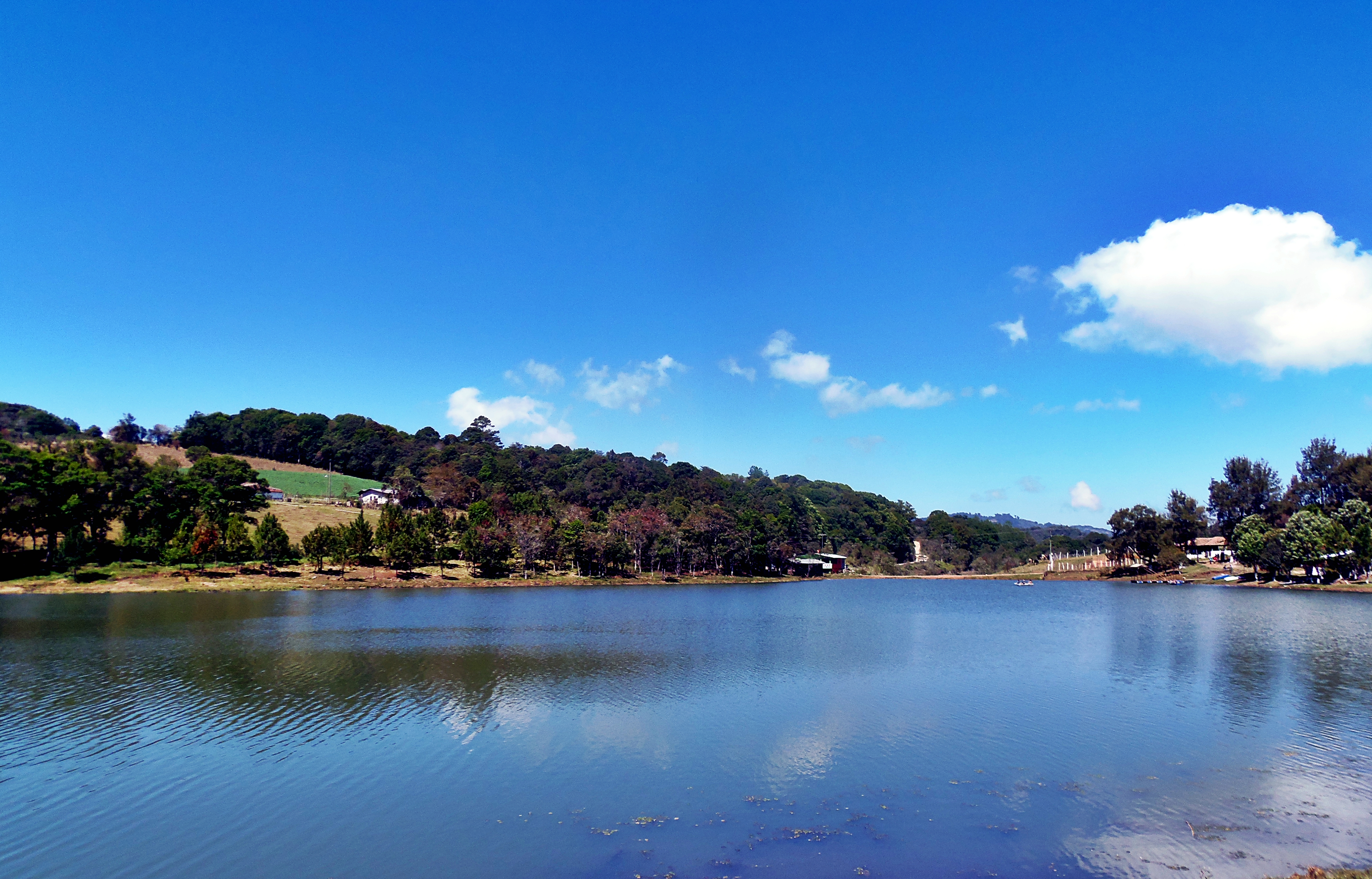
Clima oceanico Intibucá
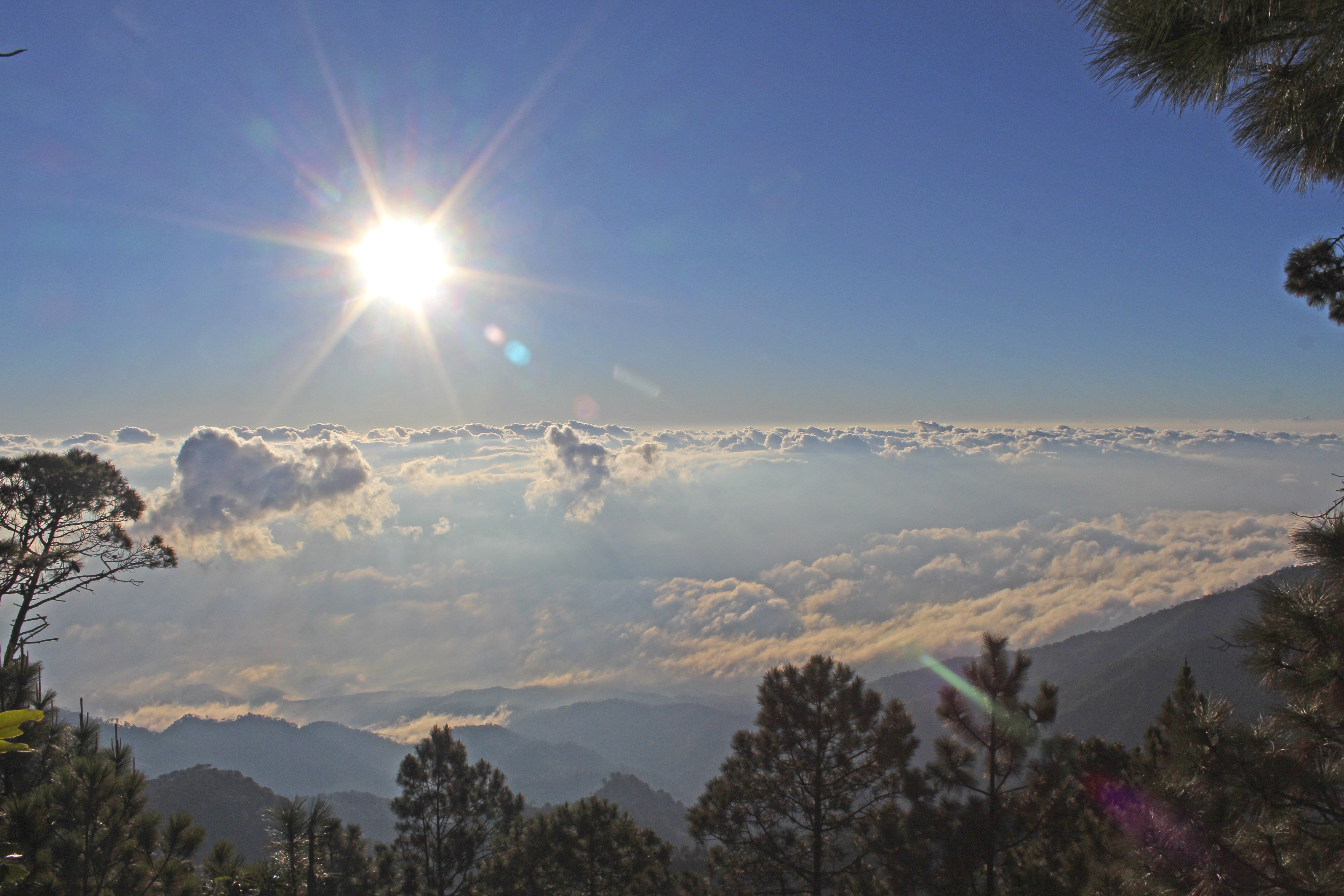
Clima subhumedo de montaña Pico Celaque
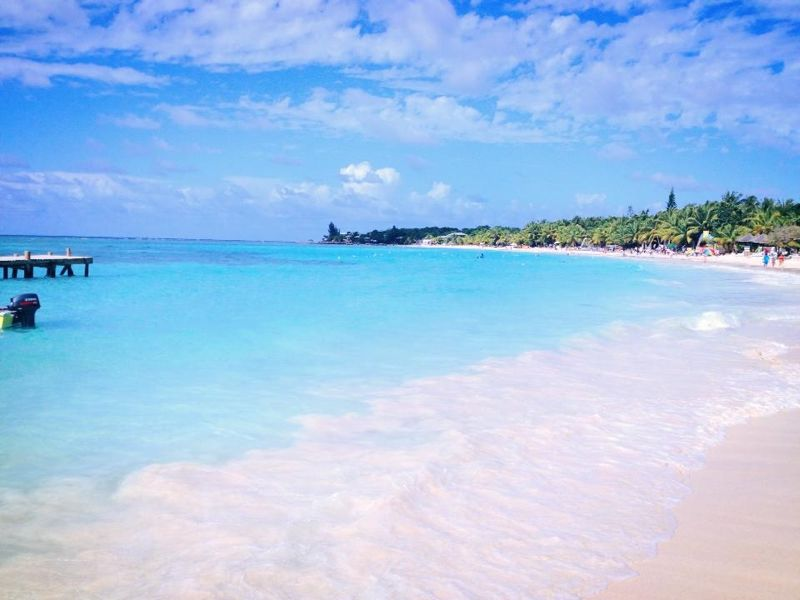
Clima ecuatorial lluvioso Roatán
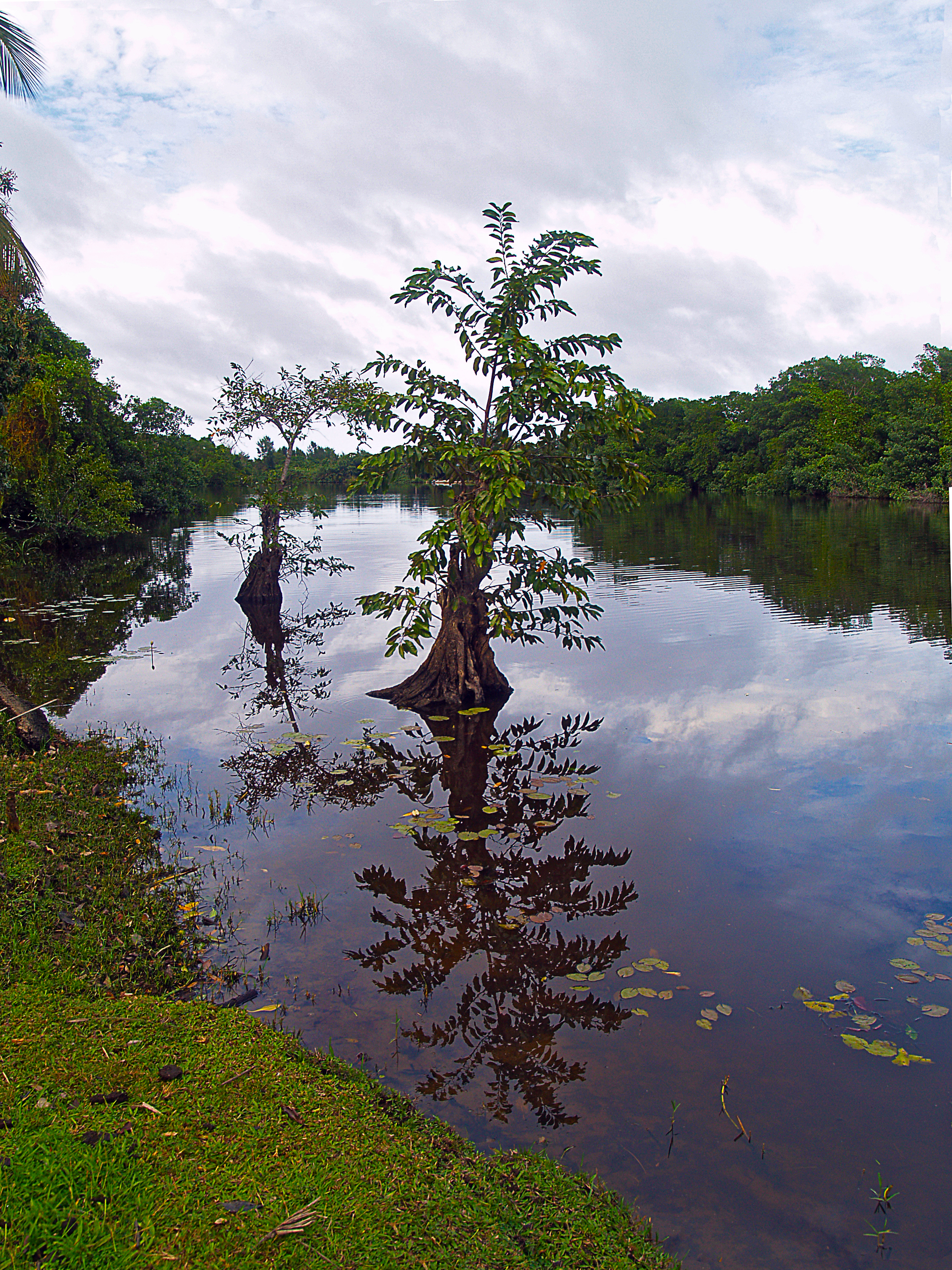
Humedal Parque Nacional Punta Izopo
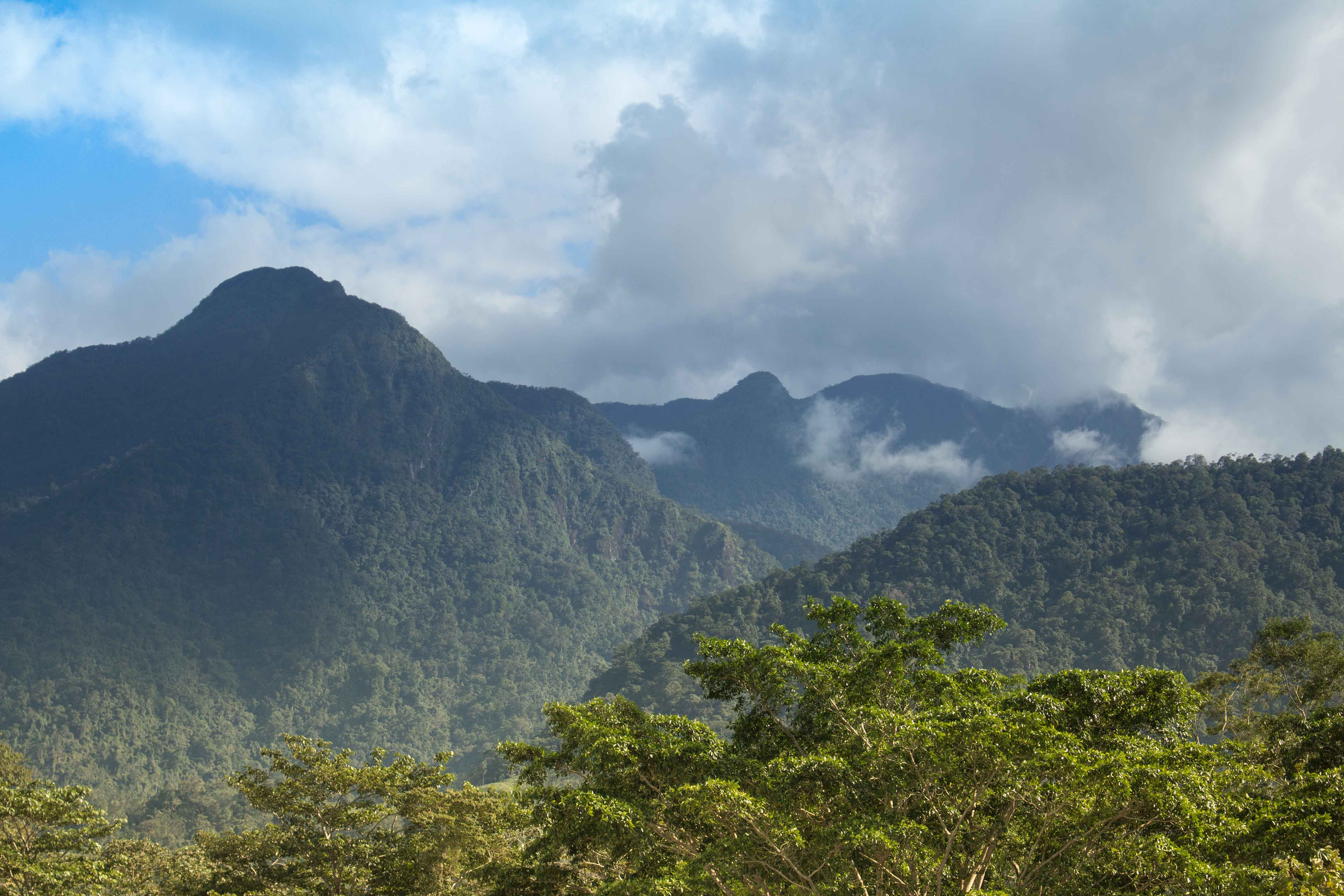
Selva tropical La Ceiba
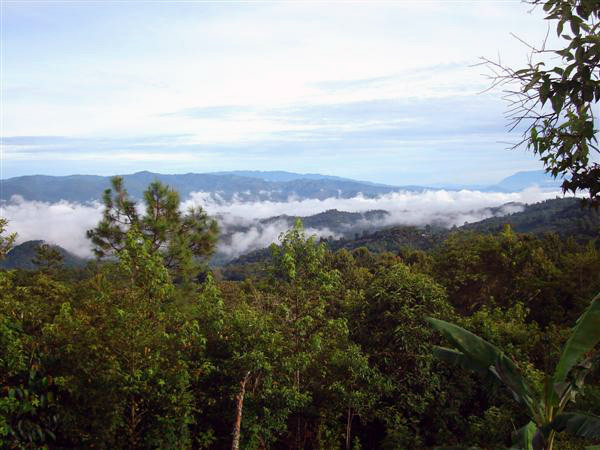
Bosque laurifolio La Paz
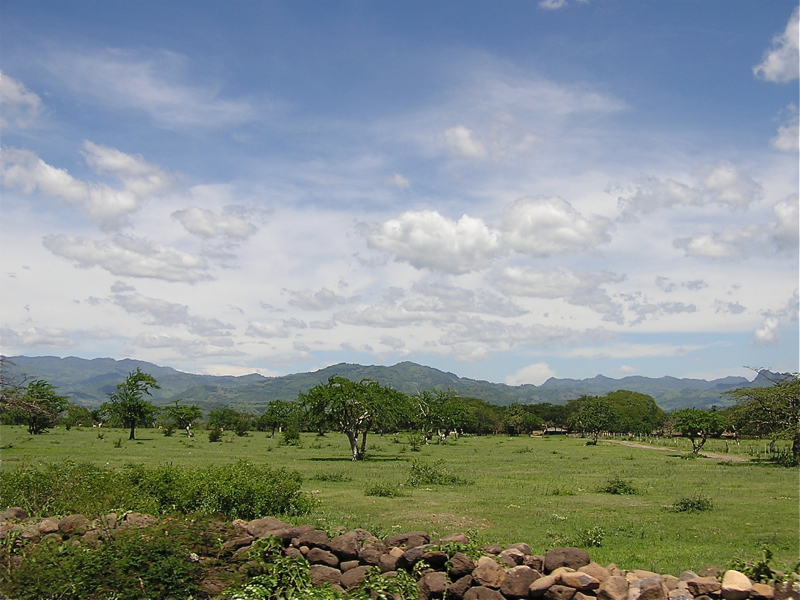
Clima tropical Choluteca
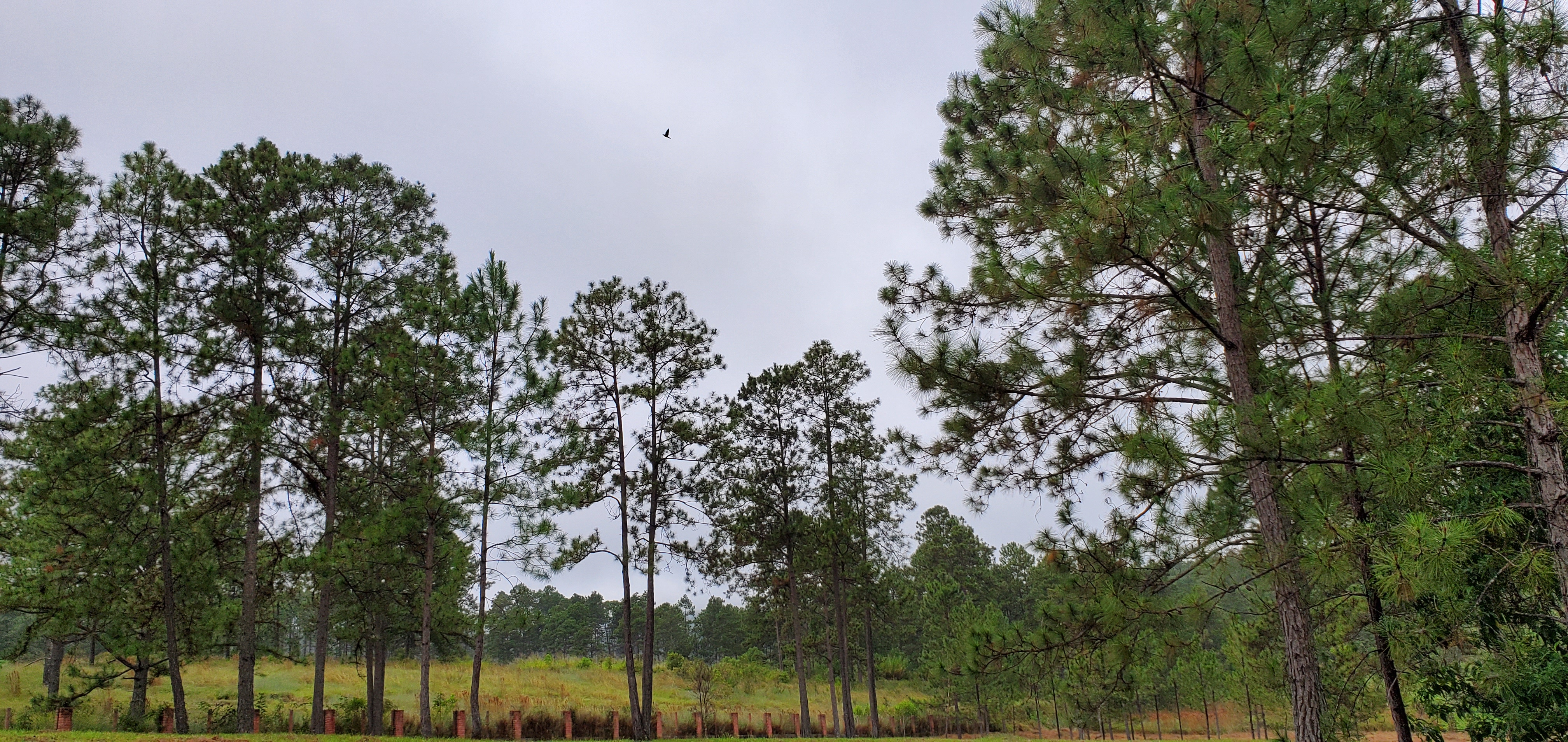
Clima subtropical Siguatepeque
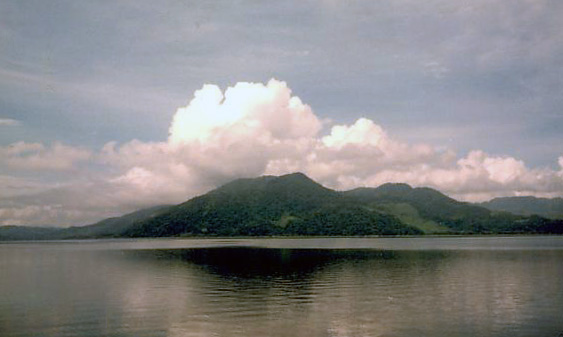
Tropical Monzónico Am Lago de Yojoa
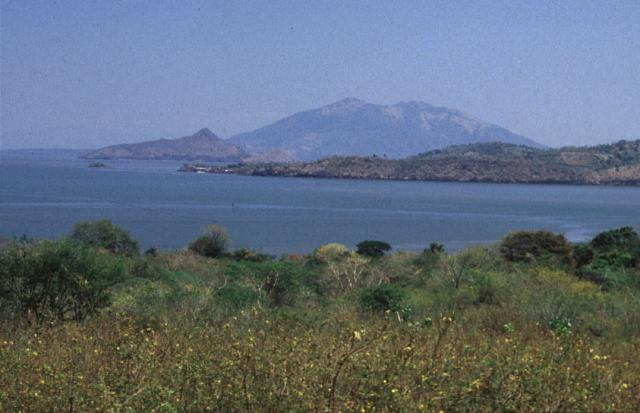
Manglar Isla Zacate Grande

### Cambio climático
Honduras es uno de los países qué más en riesgo está de los efectos negativos del cambio climático según la Comisión Económica para América Latina y el Caribe de las Naciones Unidas.
La frecuencia de desastres naturales en Honduras, como las inundaciones, avalanchas de lodo, huracanes y las tormentas tropicales. 

### Relieve y geología
Más de 65% del territorio hondureño es montañoso, con un promedio de 1000 m s. n. m. La Cordillera Centroamericana divide al territorio en tres regiones: La Oriental, Central y Occidental. Geomórficamente, el territorio hondureño está dividido en tres zonas: Planicie Costera del Norte, Planicie Costera del Sur, y Región Montañosa (compuesta por las cordilleras del norte, centro y sur).
Las principales sierras de la cordillera del norte son: Espíritu Santo que se encuentra localizada entre los departamentos de Santa Bárbara y Copán cercana a la frontera con Guatemala. Omoa; localizada entre Santa Bárbara y Cortés y la de Nombre de Dios; la cual se encuentra en Yoro y Atlántida, y donde se alza imponente la montaña de pico Bonito con sus 2435 m. s.n.m.
La Cordillera Central tiene como principales sierras: Montecillos donde se encuentran las montañas de Meámbar, Maroncho, y la Nieve. En estas sierras, la altitud máxima alcanza 2744 m s. n. m. (metros sobre el nivel del mar) precisamente en el pico Maroncho. Otras sierras de la Cordillera Central incluyen: Mico Quemado, Gallinero, Sulaco, Agalta, Comayagua, Atima, La Esperanza, Punta Piedra, Misoco y Almendárez.

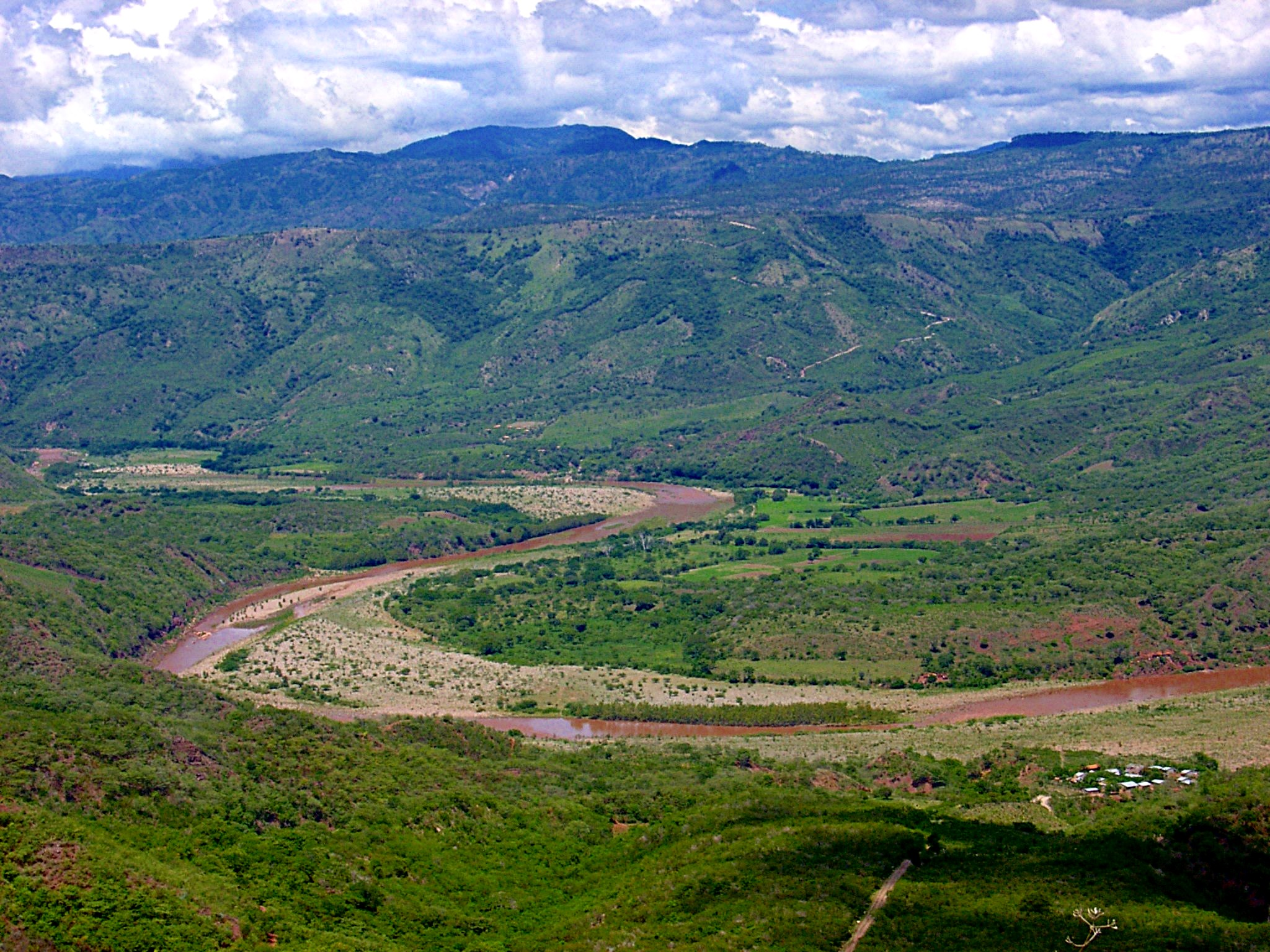
Lempira (Honduras)

En la Cordillera Sur se encuentran las sierras de Celaque donde la cima del cerro Las Minas constituye la máxima elevación del país con 2870 m.s. n.m. Las otras sierras de esta cordillera la integran: Dipilto, la cual se extiende por los departamentos de Choluteca, Olancho, Gracias a Dios y El Paraíso. Lepaterique; que es parte de Francisco Morazán, El Paraíso y Comayagua; Puca u Opalaca entre Lempira y Santa Bárbara así como el Merendón en Ocotepeque, Santa Bárbara y Copán. Sin dejar atrás, las montañas de la sierra en La Paz e Intibucá.

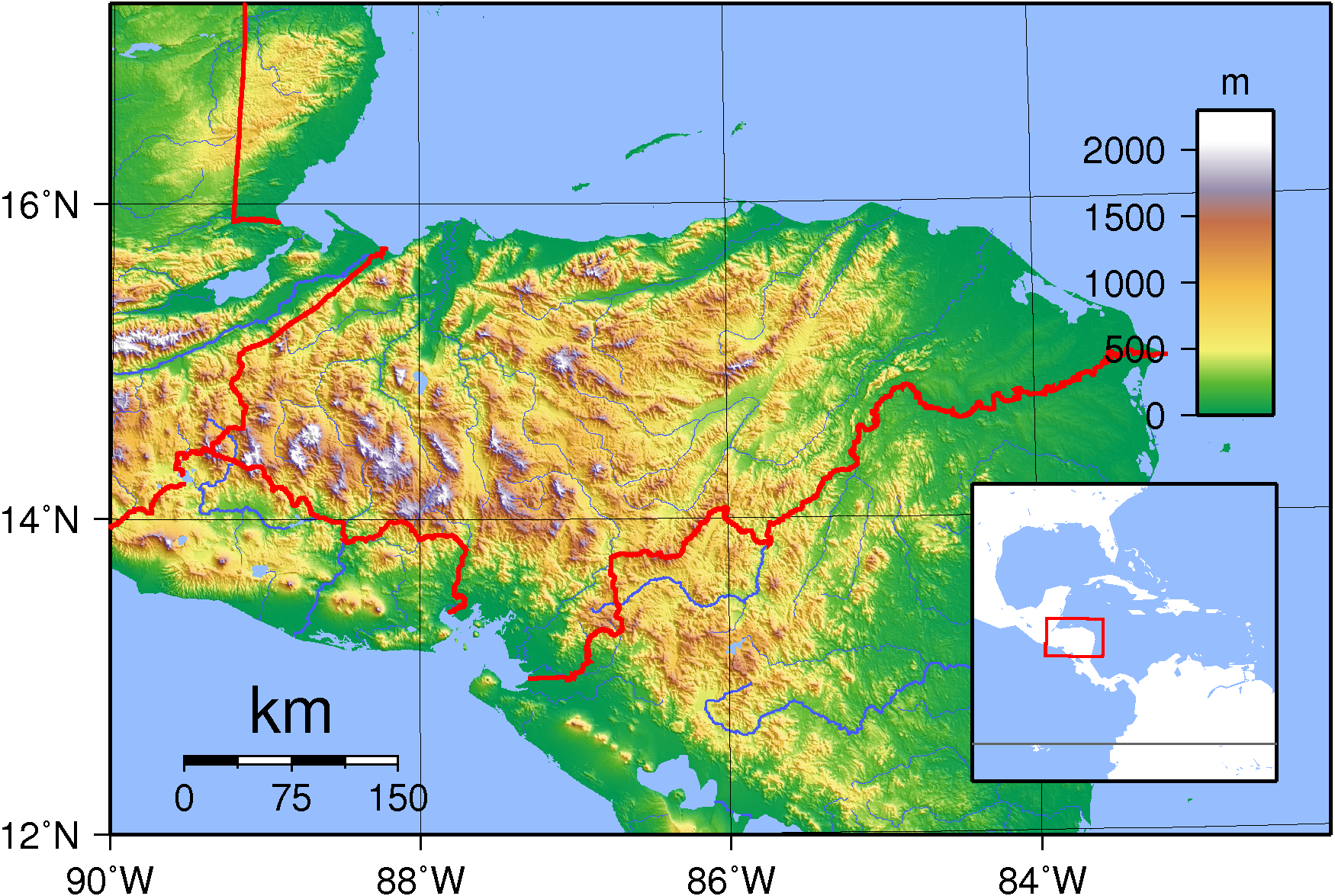
Topografía de Honduras.

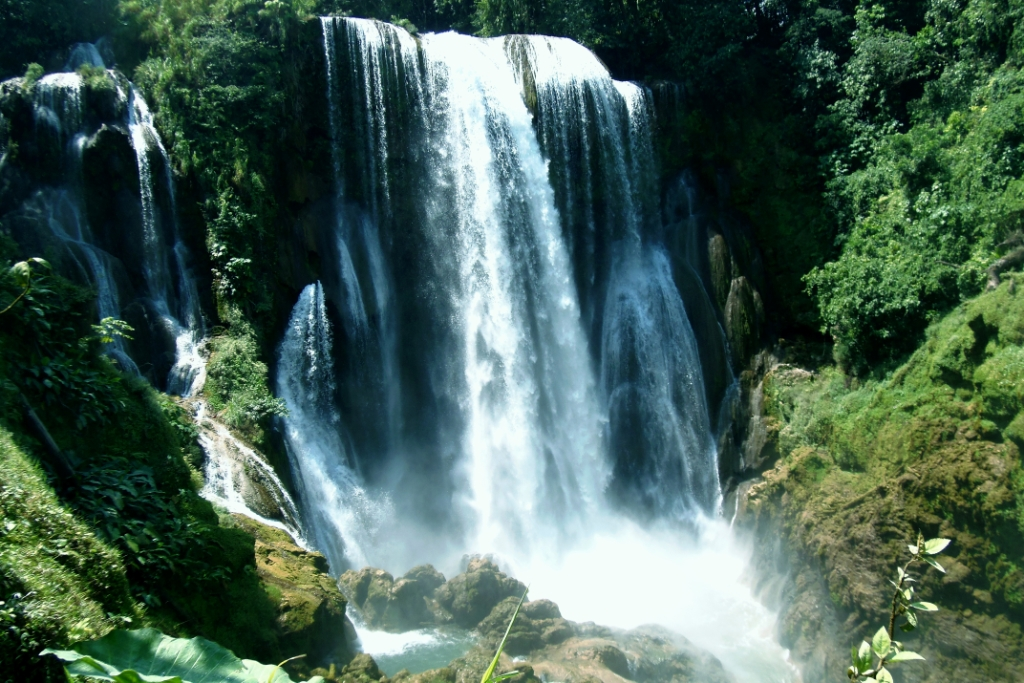
Cataratas de Pulhapanzak

"La Sierra del Gallinero se extiende desde el Departamento de Copán, desde las cabeceras del Río Gila, entre los municipios de la Unión y Cabañas, cruza el Departamento de Copán y Santa Bárbara hasta el municipio de Concepción del Norte. Aquí se asienta la meseta de Santa Rosa donde se ubica la ciudad de Santa Rosa de Copán." 
"La Sierra de Atima se ubica con una orientación SO-NE comenzando en la Montaña Joconal al norte del Municipio de Lepaera, Lempira, cruza todo el Departamento de Santa Bárbara hasta terminar cerca de Villanueva, Cortés." La sierra de Montecillos, se extiende desde el departamento de Cortés, pasa por Comayagua" hasta llegar al departamento de la Paz. "En la sierra Montecillos se encuentran las montañas de Meámbar, Maroncho, y la Nieve. En estas sierras, la altitud máxima alcanza 2,744 m s. n. m. precisamente en el pico Maroncho."«En la base oriental de la línea de la Sierra de Montecillos, donde la interrupción de las cordilleras es completa, está el llano de Comayagua.» 
Sierra de Comayagua: Se encuentra en Comayagua y es separada al norte por el valle de Sulaco y al sur por Amarateca que separa de la montaña de Hierbabuena en Francisco Morazán al sur del pueblo de Talanga. En su prolongación por el lado norte se encuentran ubicados los pueblos de Minas de Oro, Esquías y San Luis (Comayagua).
«Sierra de Mico Quemado se localiza al occidente del Departamento de Yoro, son las montañas ubicadas al frente oriental de la ciudad de El Progreso. Está delimitada por el Valle del Río Ulúa o de Sula al occidente, por el Río Humuya hacia el sur, por el Valle de Olomán drenado por el Río Cuyamapa al oriente y por el Río Guaymas afluente de la Laguna de Toloa, al norte.» Por otro lado, la Planicie Costera del Norte constituye aproximadamente 670 km de largo y se extiende desde la frontera con Guatemala hasta llegar a La Mosquitia, límite con Nicaragua. Esta franja de terreno suma el 16% del territorio hondureño y es la zona agrícola más productiva del país.
Las Planicies del Pacífico ocupan solamente un 2% del territorio hondureño. En este lugar, el clima es de sabana por lo que tiene las dos estaciones del año bien marcadas: La estación seca y la estación lluviosa. Los ríos; Choluteca, Nacaome, Goascorán y Negro, bañan la zona, con lo que contribuyen al desarrollo agropecuario de esta zona de Honduras.

### Flora y fauna
Honduras tiene una biodiversidad excepcionalmente alta en relación con su tamaño. Su ubicación tropical privilegiada entre dos océanos y sus condiciones topográficas crean una gran variedad de hábitats, desde bosques nublados a arrecifes coralinos, favorables para una alta diversidad de flora y fauna.
Honduras cuenta con 43 352 km² de bosques (4 335 200 ha), además el 53% del territorio son zonas forestales, ocupado el puesto 74 a nivel global. Sus bosques se conforman de 5 tipos diferentes; Bosque húmedo, bosque nubloso, bosque seco, bosque manglar y bosque pinar.
Destacan los bosques de la reserva de la biosfera de Río Plátano, que cubre un área de 5251 km² o 390 000 hectáreas de selva tropical, con una abundante flora y fauna, donde viven más de 2000 indígenas. Algunos de los ríos en la biósfera son el río Plátano y las cuencas de los ríos Guampu, Panluya y Sicre.
Las áreas de bosque de Honduras disminuyen cada año debido a la tala y quema de los bosques que no solo están reduciendo la biodiversidad, sino también afectan las fuentes de agua de que dependen sus habitantes. La superficie de agua de Honduras es tan solo de 200 km², la menor en toda Centroamérica.
Según el Plan Nacional Estrategia de Biodiversidad y de Acción (ENBRA-SERNA / DBIO, 2001), existe un total de 7524 especies en Honduras, de las cuales 170 tienen una distribución limitada. Este total incluye 744 especies de aves de las cuales 59 se consideran amenazadas en el país; 231 especies de mamíferos de las cuales 3 son endémicas, 19 amenazadas, ocho en peligro de extinción; 116 especies de anfibios y 200 especies de reptiles. En el océano Atlántico se conocen 197 especies de peces y 387 en el Pacífico. Puesto que artrópodos son la taxa menos conocida en el mundo, se estima que Honduras puede haber unas 30 000 especies. Hasta ahora se han identificado 2500.

Flora y Fauna de Honduras
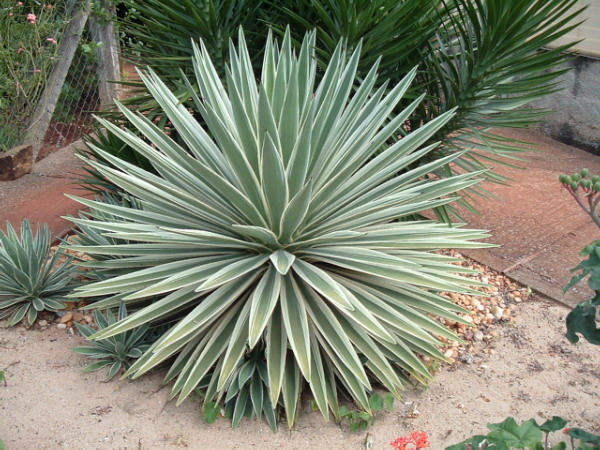
Agave
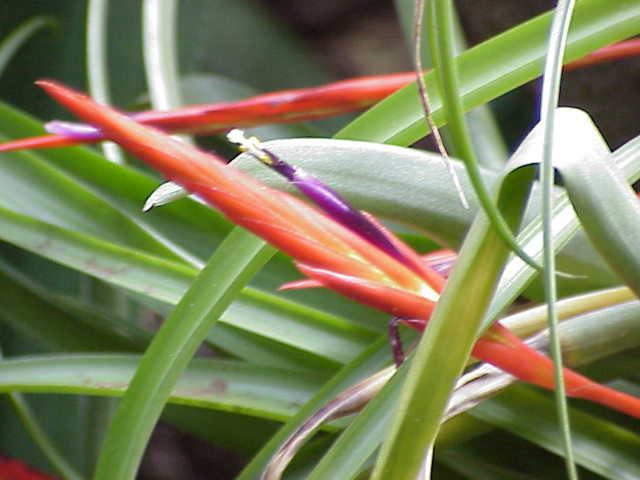
Tillandsia flabellata
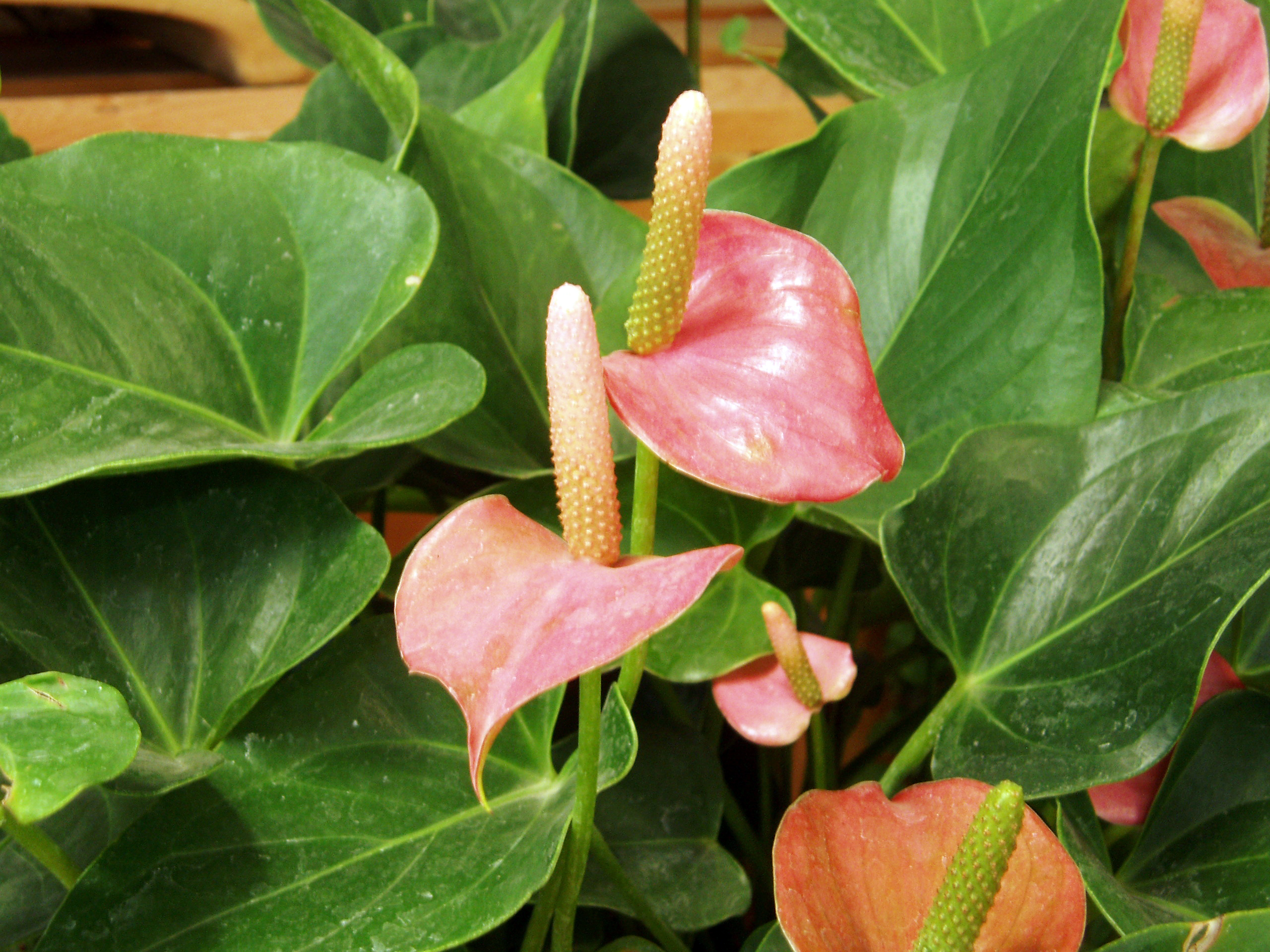
Anthurium
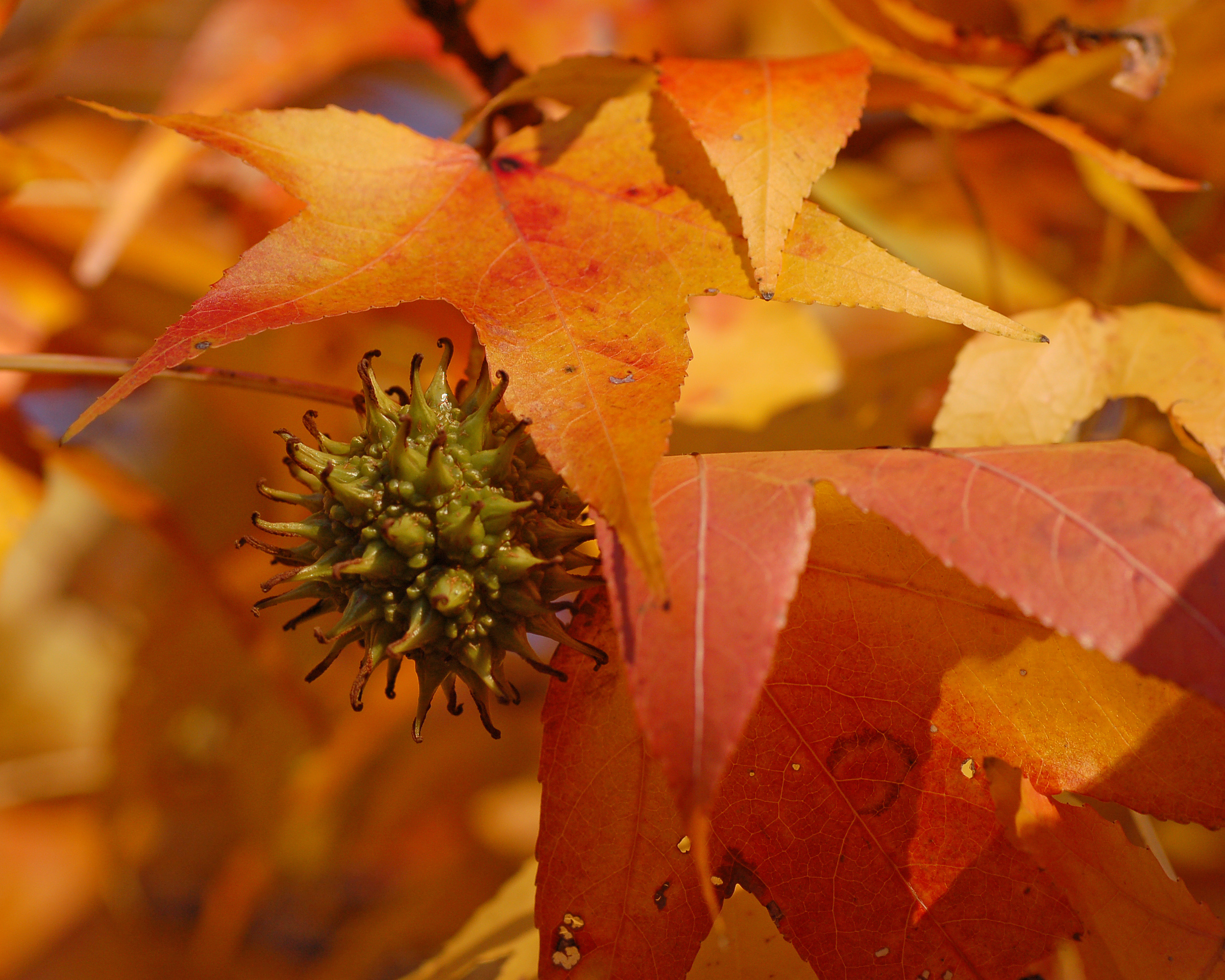
Liquidambar
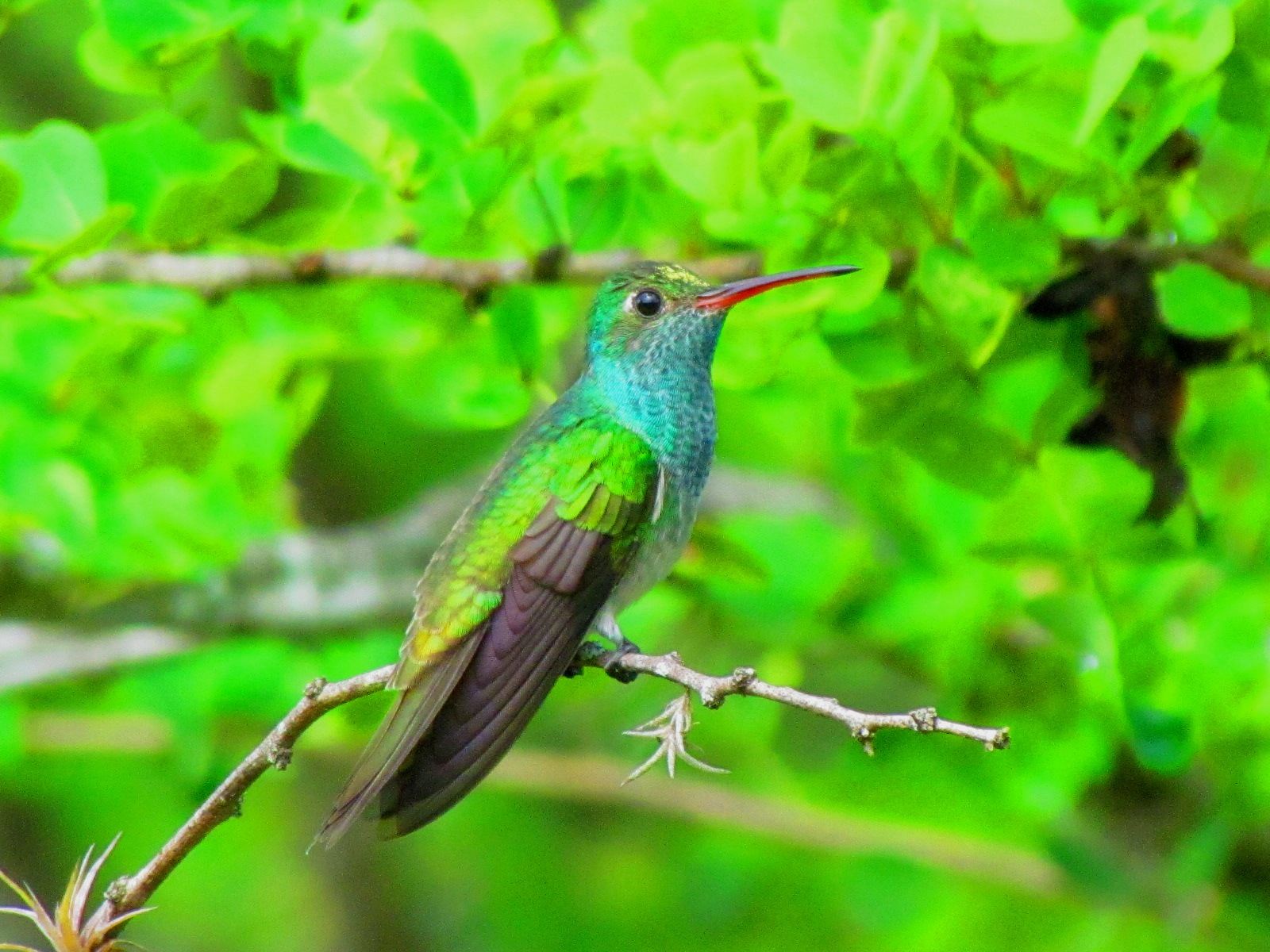
Amazilia luciae
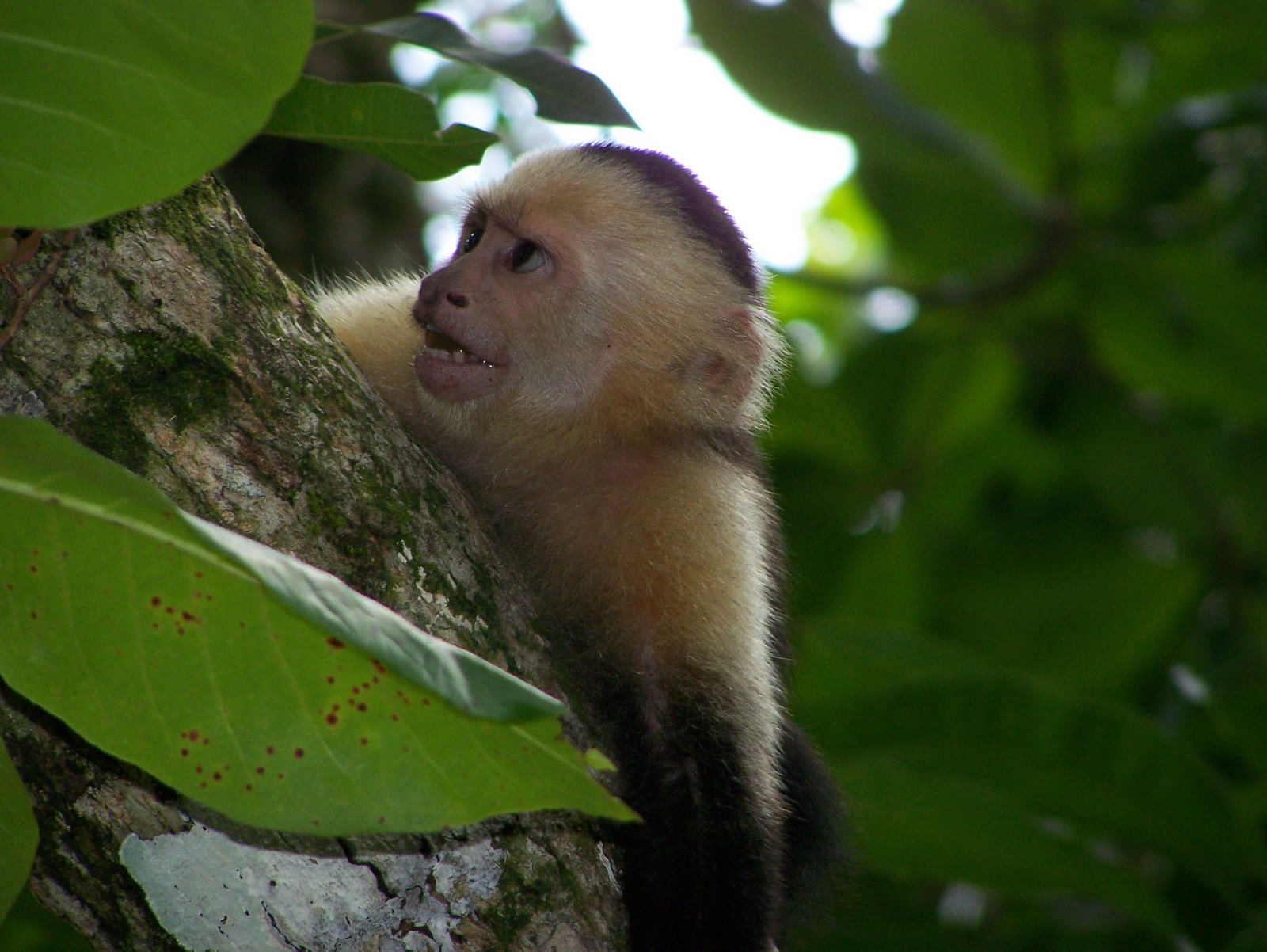
Cebus capucinus
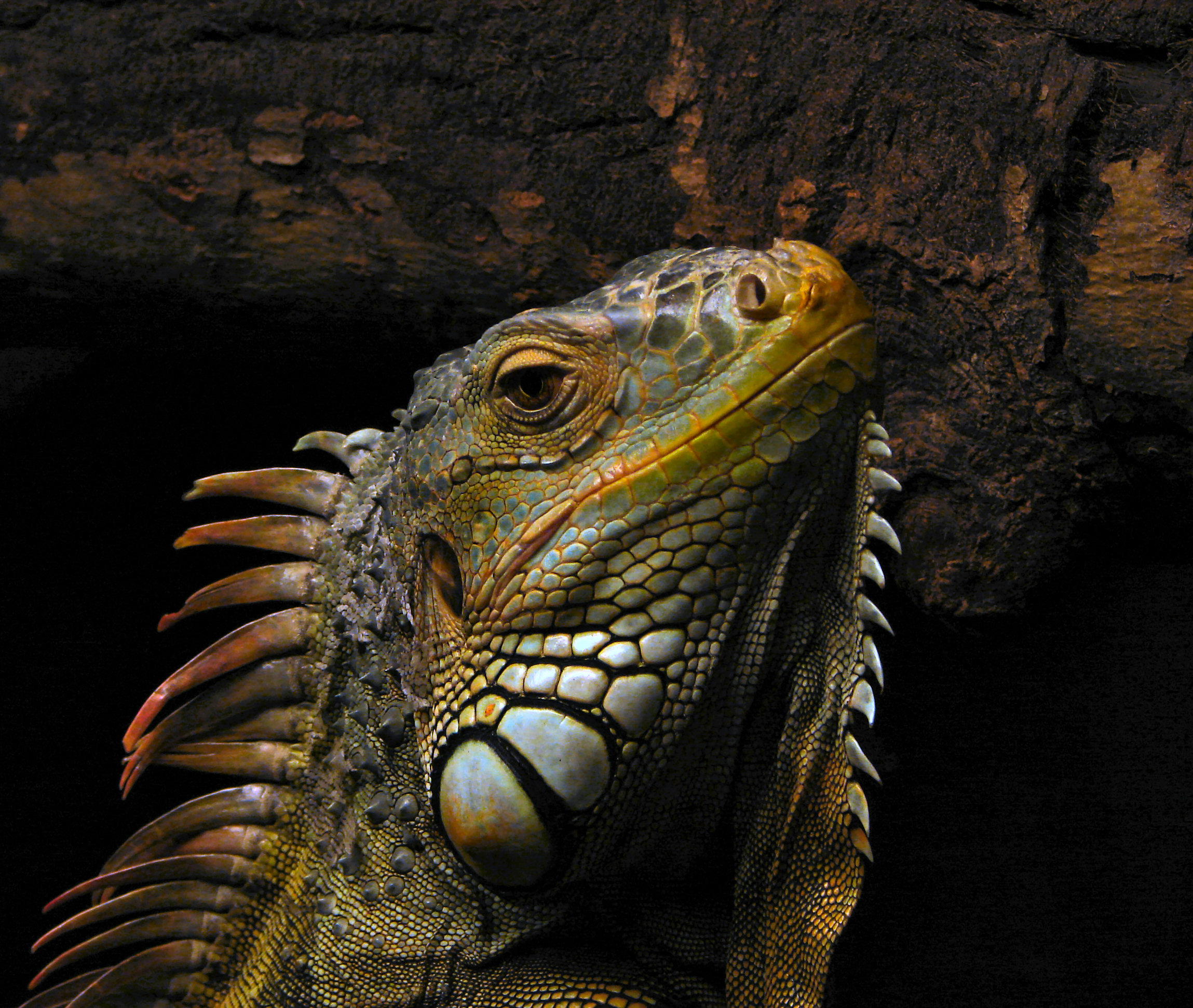
Iguana
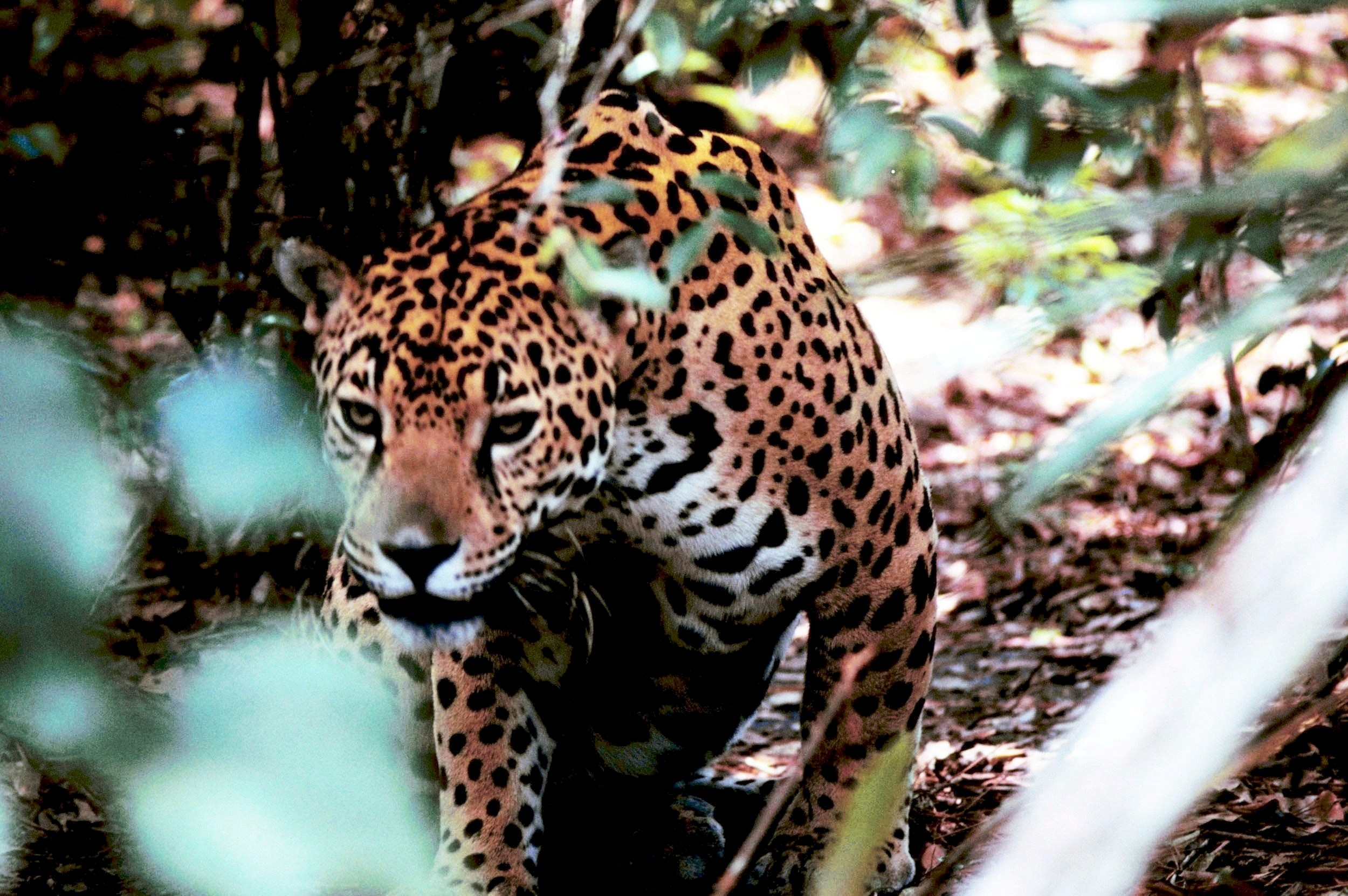
Jaguar
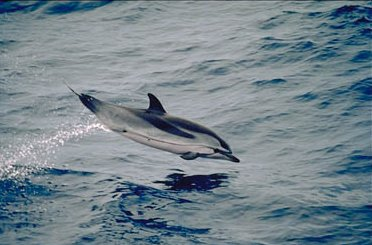
Delfín
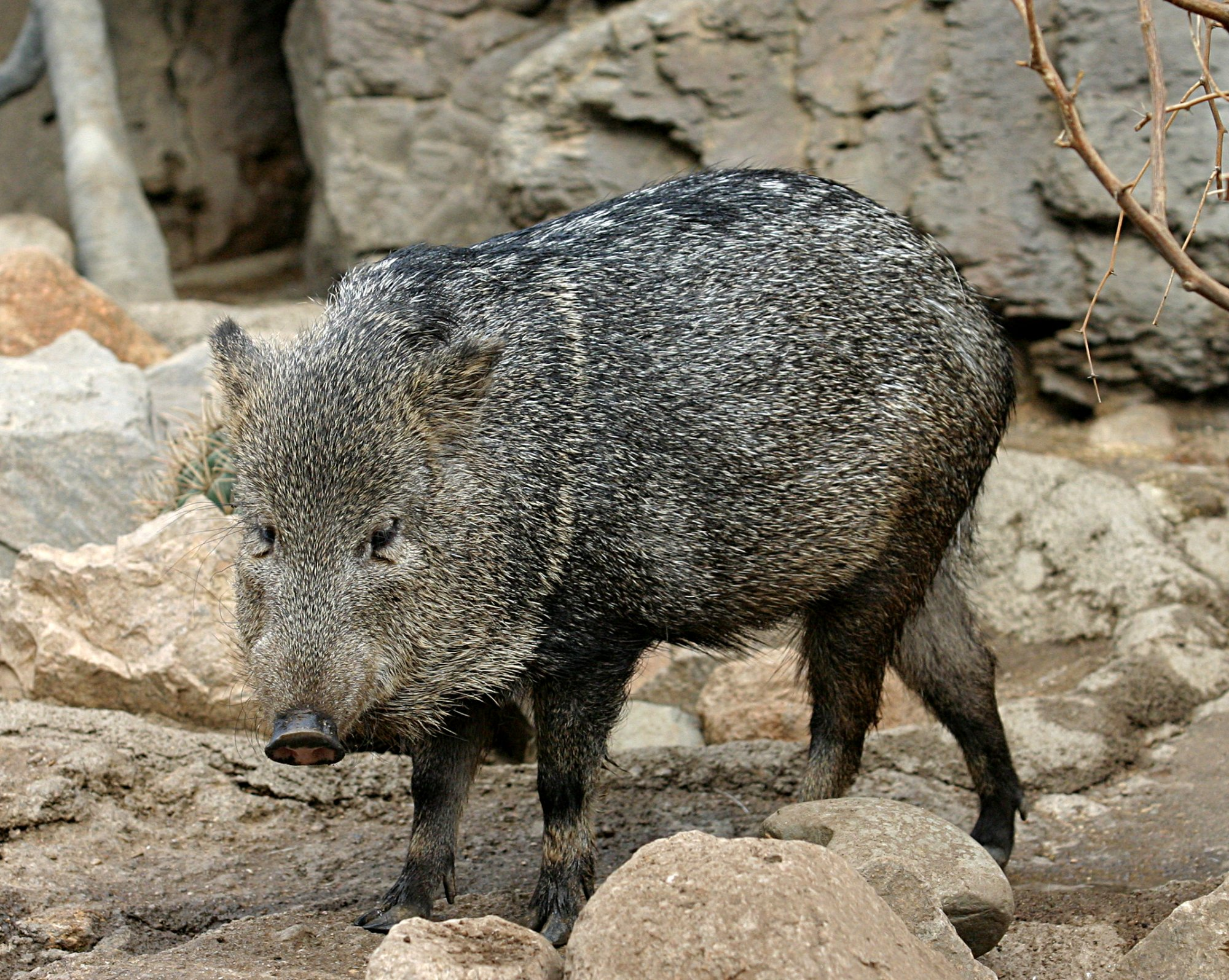
Tayassu tajacu
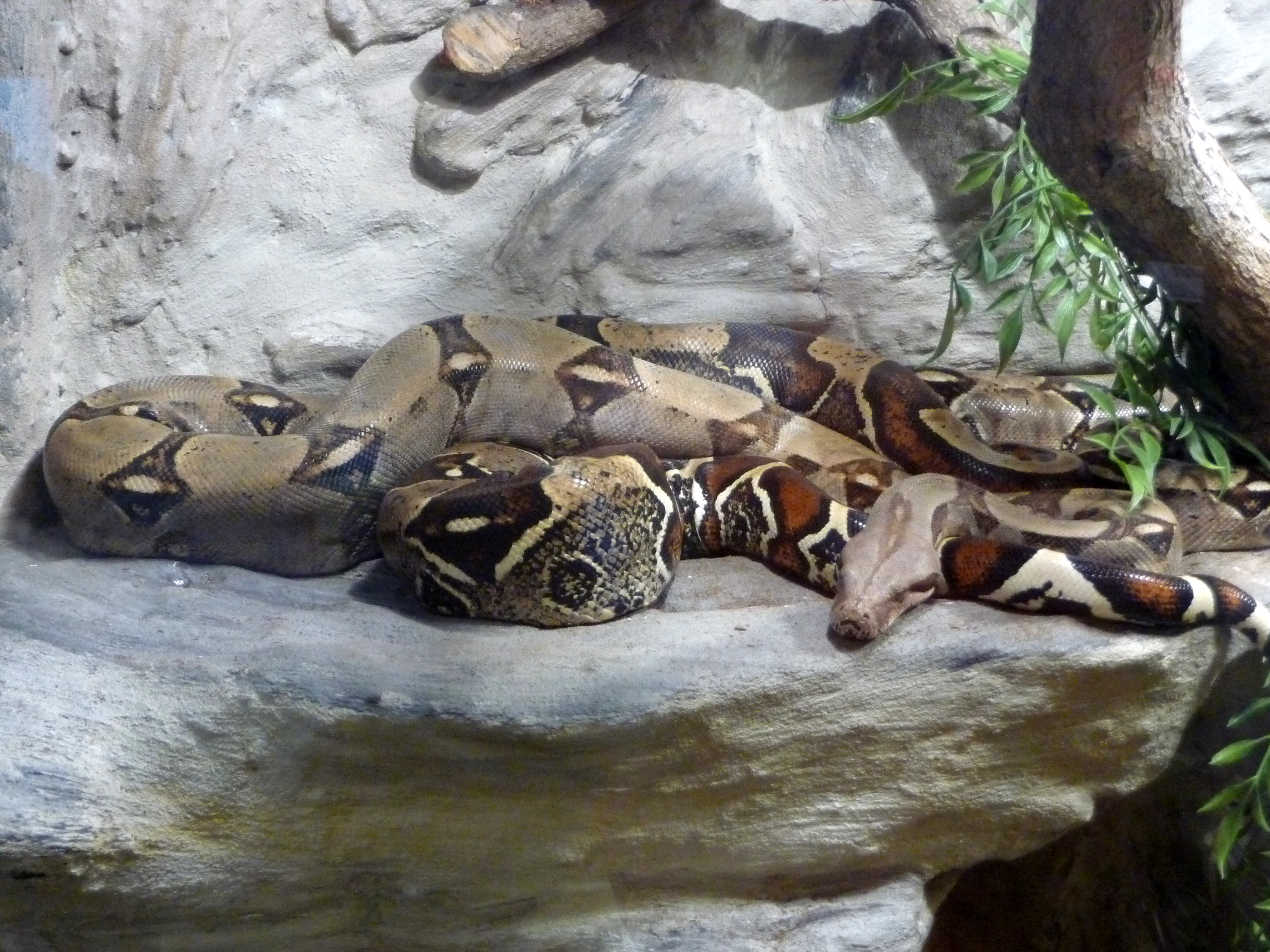
Boa constrictor
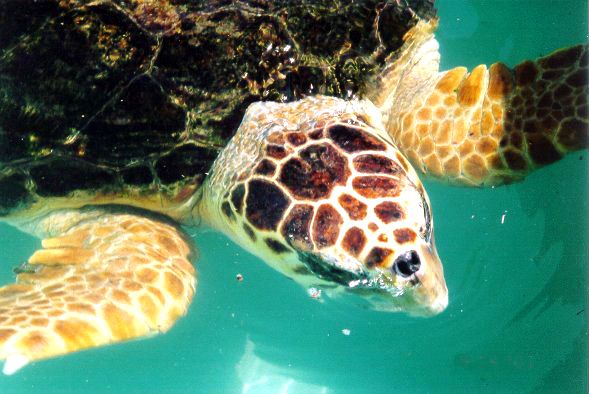
Caretta caretta
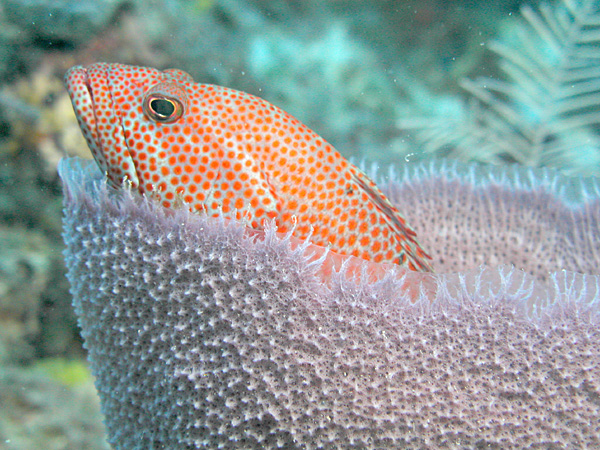
Cephalopholis fulva
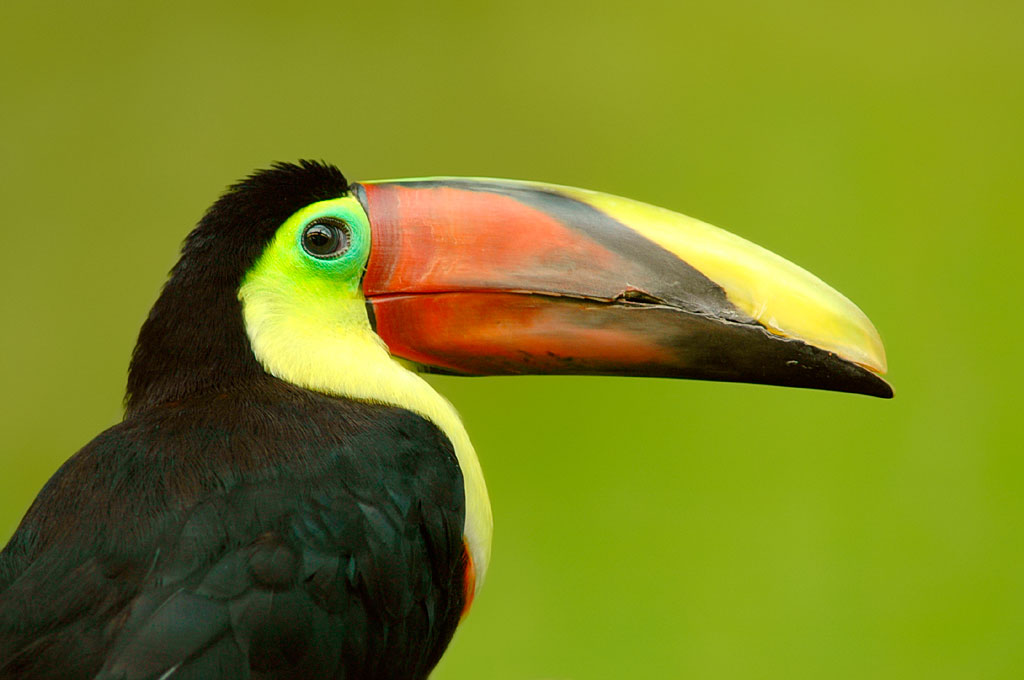
Tucan
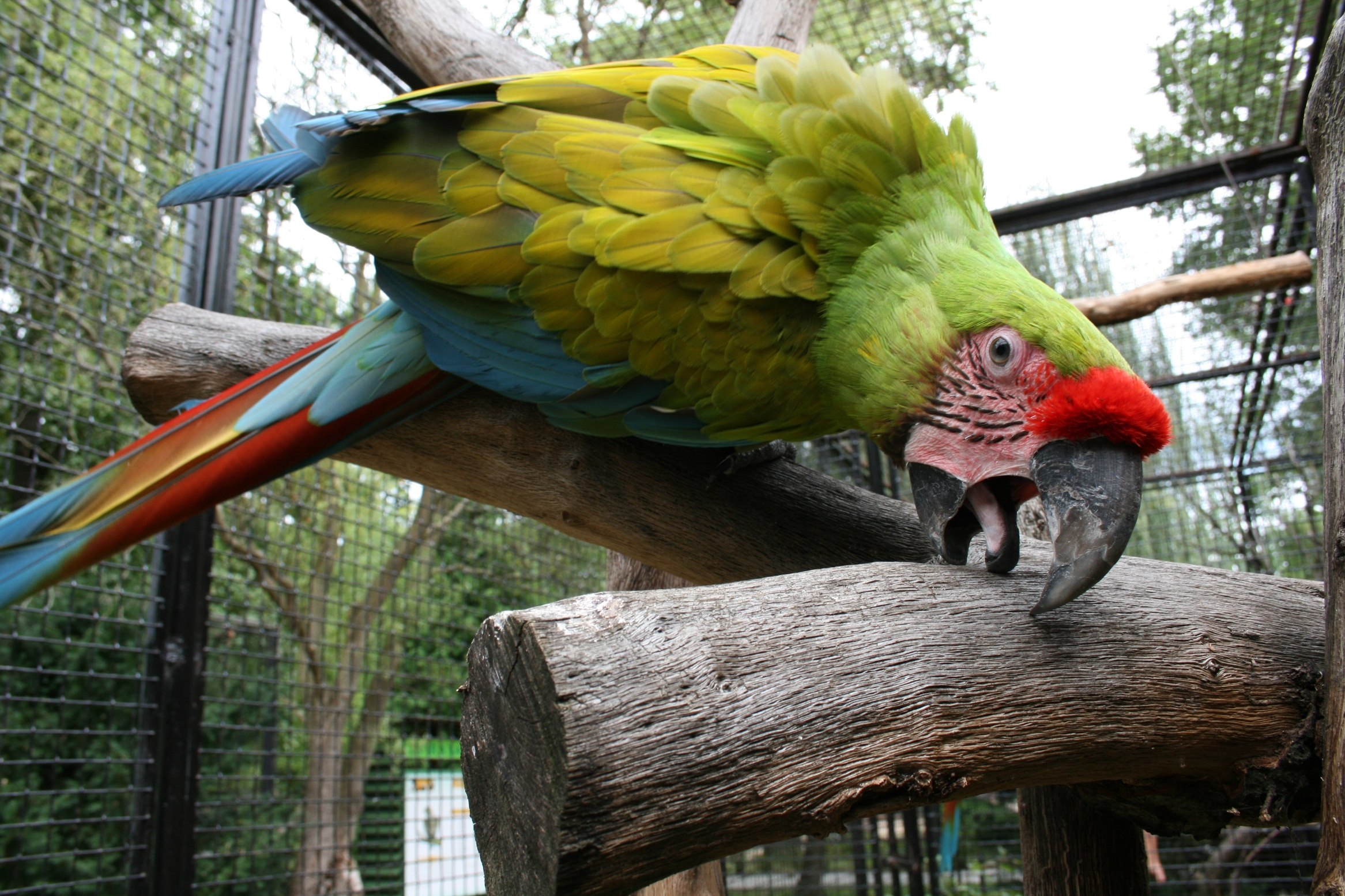
Ara ambigua
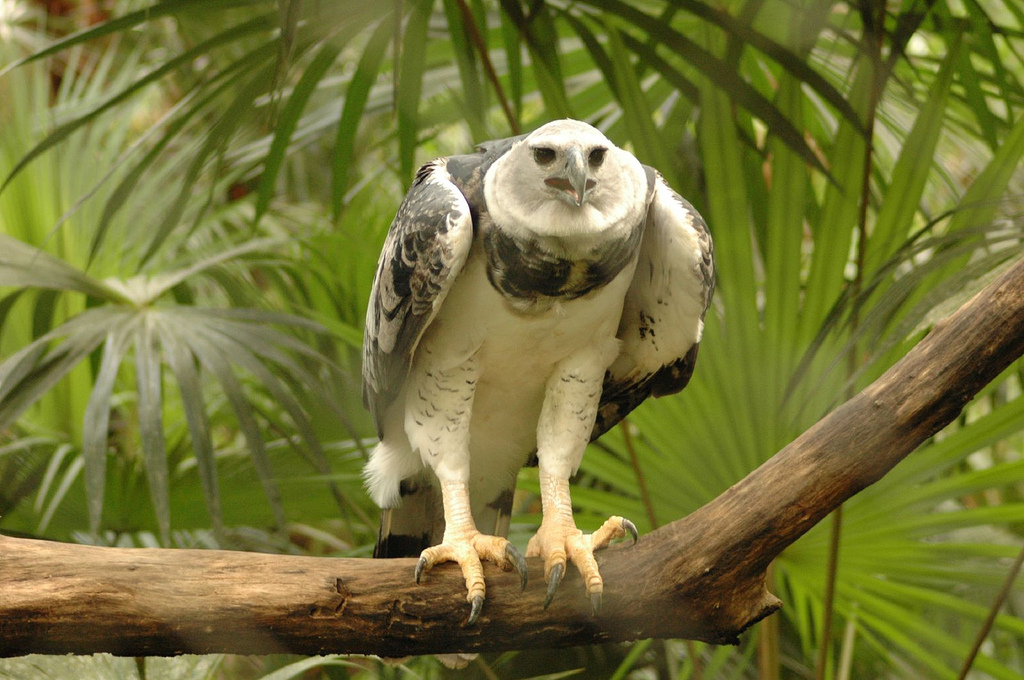
Harpia harpyja
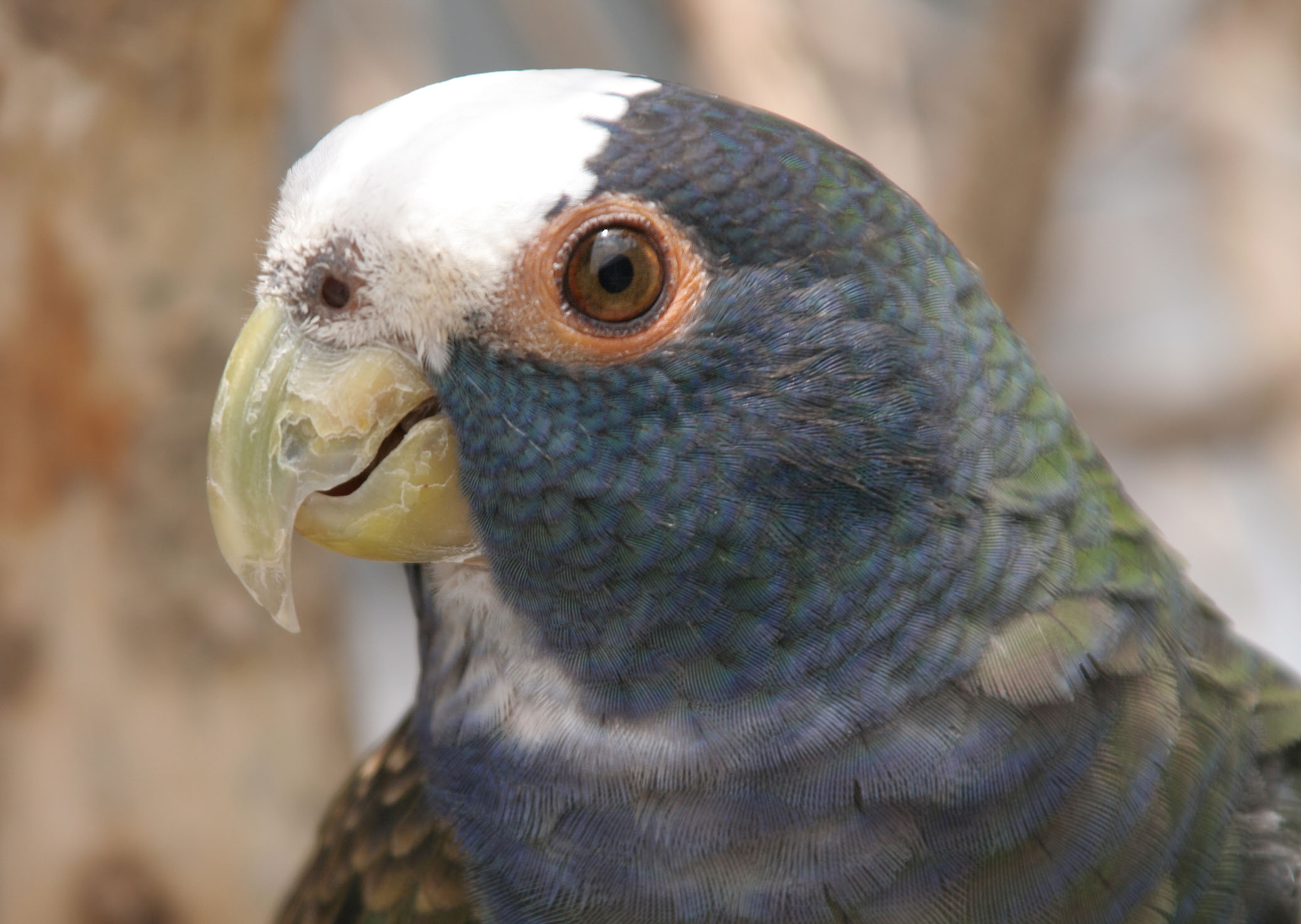
Pionus senilis
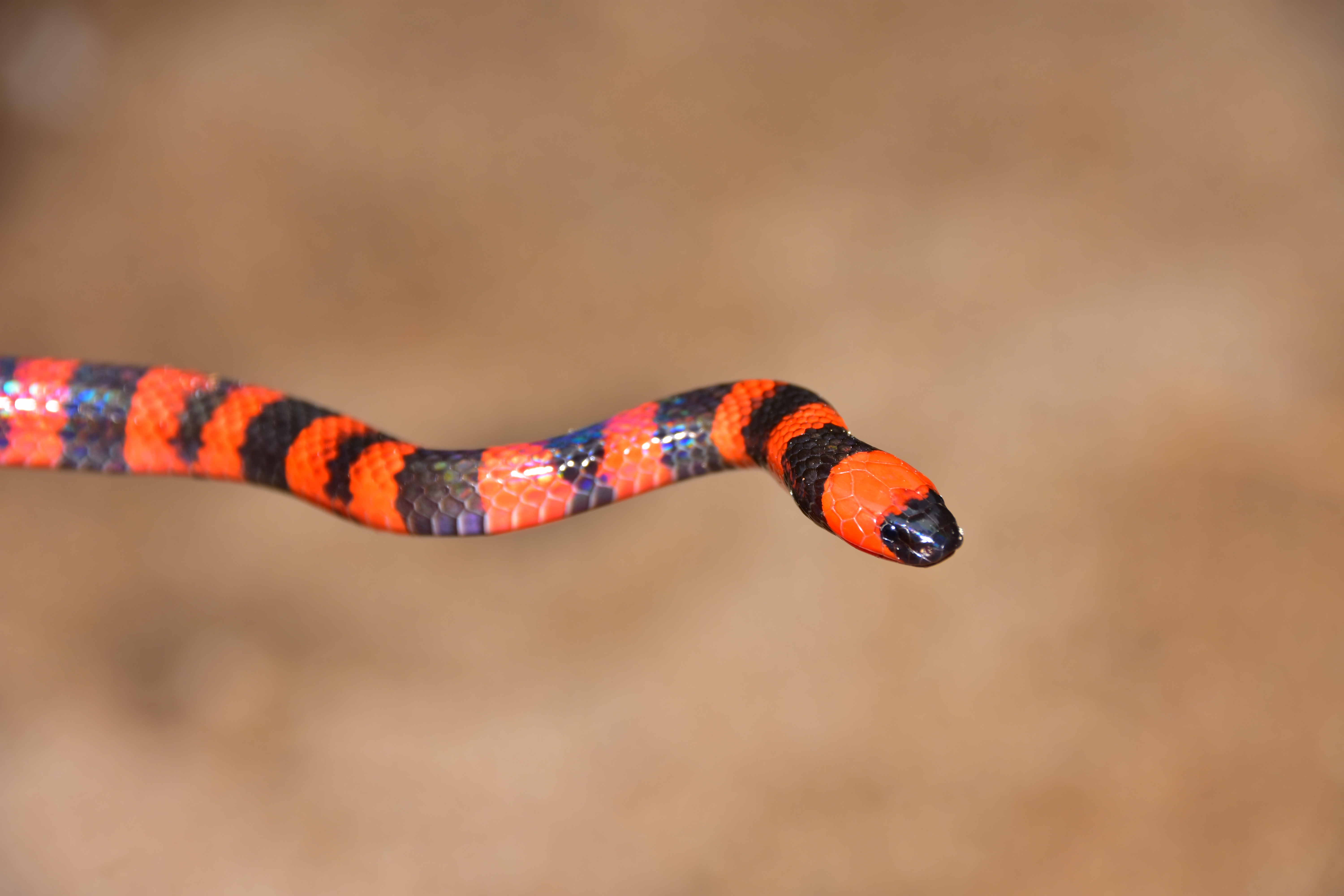
Micrurus ruatanus
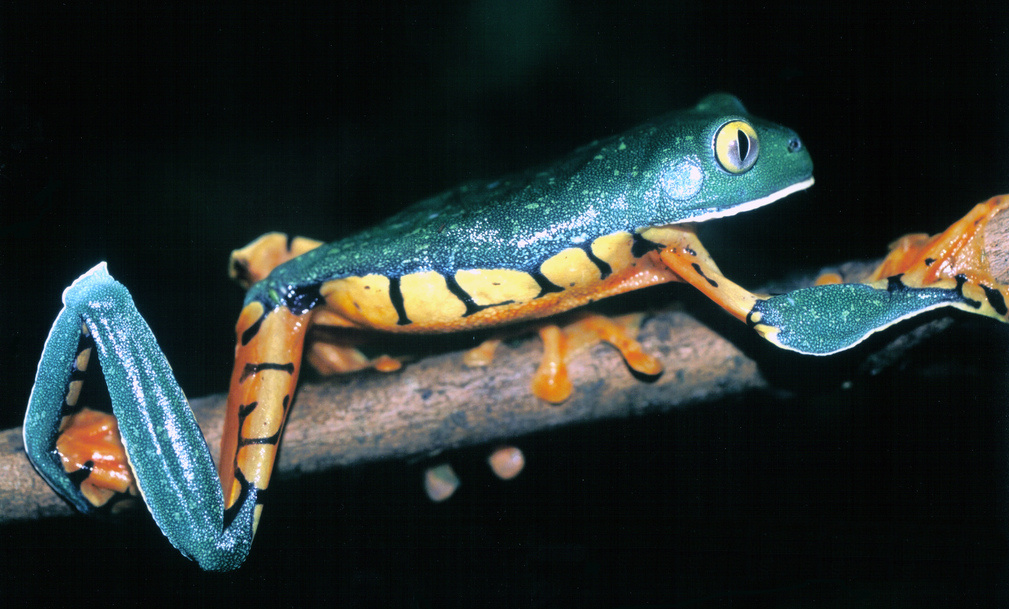
Cruziohyla calcarifer
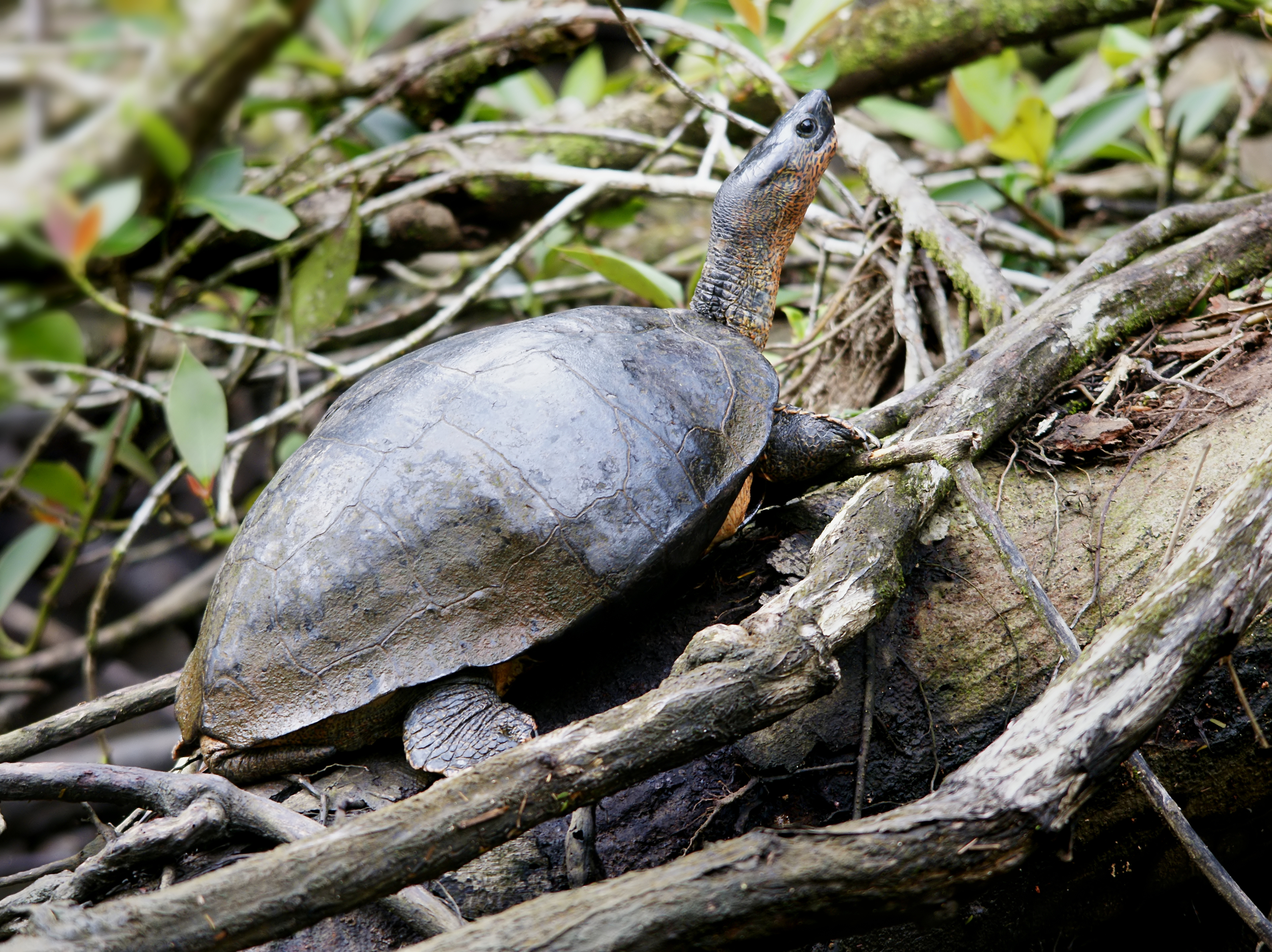
Rhinoclemmys funerea

Las costas de Honduras, se encuentran bañadas al norte y este por el mar Caribe y en el sur por el golfo de Fonseca, en las aguas turquesas próximas al Mar Caribe se puede apreciar mediante buceo los arrecifes coralinos con su diversidad de algas calcáreas, algas rojas (Rhodophyta), como praderas marinas, entre otras plantas acuáticas que abordan un natural ecosistema.
Entre la fauna que podemos encontrar en las costas hondureñas, están el tiburón ballena, delfines, variedad de peces tropicales, camarones (Caridea) y muchas especies más
Honduras perdió el 10% de sus bosques entre 2010 y 2021.

### Hidrografía

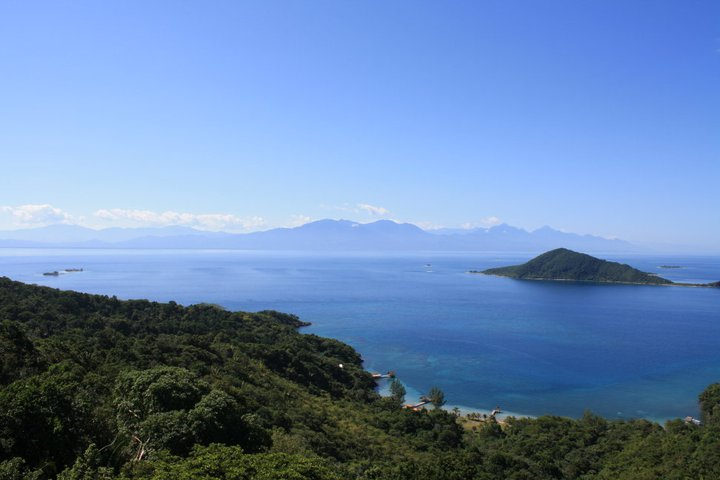
Cayos Cochinos

El sistema hidrográfico de Honduras está formado por 19 sistemas de ríos que nacen en el territorio nacional y desembocan en ambos océanos. En la vertiente del mar Caribe desembocan trece sistemas, con longitudes entre 550 y 25 km cuyas cuencas representan el 82,72 % del territorio nacional, mientras que en la vertiente del Pacífico a través del Golfo de Fonseca desembocan seis sistemas que representan el 17,28 % Los ríos de Honduras que desembocan en el mar Caribe son: Chamelecón, Ulúa, Aguán, Lean, Tinto o Negro, Patuca, Plátano, Segovia entre otros. En el océano Pacífico terminan por desembocar los ríos Choluteca, Negro, Goascorán, y el Nacaome. Los ríos que desembocan en el Caribe son los más extensos y caudalosos del país.
Una gran parte del agua de Honduras se encuentra en los ríos, quebradas, lagos, esteros y lagunas, aun así el volumen de agua subterránea es mayor que el agua en la superficie, en la zona norte se consume un 70 % de aguas subterráneas, debido a esto el nivel freático ha disminuido, debido a la extranccion de cientos de pozos para usos industriales y para el consumo humano que extraen agua de la capa freática y estas aguas regresan como aguas residuales y con desechos sólidos a contaminar estas fuentes de agua.

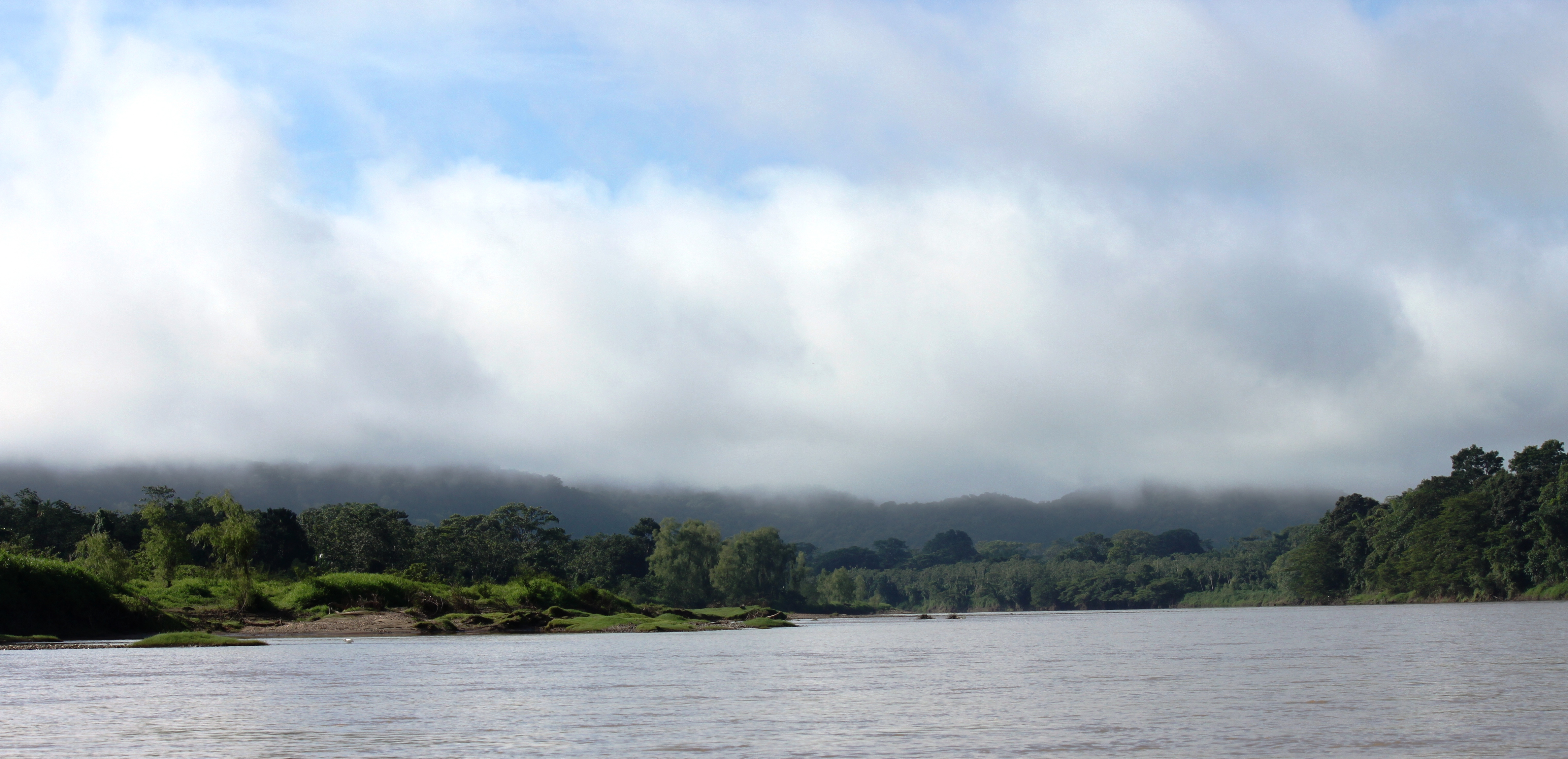
Río Patuca.

El río Coco o Segovia tiene 550 km de longitud y cubre un área de 5684 km². El río Patuca, con sus 500 km de longitud cubre la cuenca más extensa (23 511 km²). El segundo en importancia es el Ulúa, cubriendo una cuenca de 21 964 km² con una longitud de 300 kilómetros de longitud. Los otros gigantes del país son el Chamelecón con 200 km de largo, el Tinto o Negro con 215 km y el Aguán que con sus 275 km de longitud cubre una cuenca de más de 10 523 km². Otros ríos no menos importantes de la vertiente del Caribe hondureño son: Río Plátano (100 km) Cangrejal, Cuyamel y el Motagua que cubre una cuenca internacional de 2008 km². El Patuca, que fluye en el extremo nororiente de Honduras, tiene su origen en la unión de los ríos Guayambre, Jalán, Guayape y Telica, engrosándolo otros muchos afluentes, algunos de importancia. Después de recorrer los departamentos de Olancho y Gracias a Dios desemboca en por dos brazos uno va a dar a la laguna de Brus y el otro al mar Caribe. Este río tiene una longitud máxima de 500 km y cubre una cuenca de 24 695 km².
Los principales ríos de la vertiente del Golfo de Fonseca son pocos, pequeños, y menos caudalosos en comparación a los del Caribe. El más largo es el río Choluteca que recorre 250 km cubriendo una cuenca de más 7500 km² y una superficie agrícola de 2132 km². Luego le sigue el río Goascorán con 115 km de largo, cubriendo una cuenca de 1920 km². El Nacaome tiene 90 km de largo y el río Negro 85 km de longitud. Por otro lado, el río Lempa cubre un área internacional de 5612 km².

### Ríos de la vertiente del Caribe
La mayoría de los ríos hondureños desembocan en el mar Caribe, son los más extensos y caudalosos del país. Estos ríos, "presentan tramos de juventud, madurez y vejez en su ciclo de erosión."  Los ríos más importantes de la vertiente del Caribe son: El Chamelecón, Ulúa, Aguán, Lean, Tinto o Negro, Patuca, y Segovia.
El Coco, Wanks o Segovia es el último de los ríos de la costa norte de Honduras y el segundo río más largo de Centroamérica (550 km) por detrás del Usumacinta de Guatemala y México. Este río forma parte de la línea divisoria entre Honduras y Nicaragua; nace en la montaña de La Botija en Choluteca; entre sus afluentes están; el Poteca el Rus Rus y el Bocay. Al desembocar el Segovia en el Océano lo hace por dos brazos principales: el mayor va al propio cabo Gracias a Dios, donde termina el territorio hondureño.
"El Chamalecón es un río de bastante largo (200 km); pero recorre comparativamente una sección estrecha del país y debe a esto el no ser caudaloso. Su corriente es rápida y está llena de bajos.’ Nace en la falda oriental de la montaña del Gallinero, en la cordillera del Merendón, a pocas leguas al Noroeste de Santa Rosa de Copán; riega los departamentos de Copán, Santa Bárbara y Cortés y corre al pie de la montaña de Omoa, al Sur, separado por una línea de colinas del río Santiago, que sigue paralelo a él, terminando aquellas en el valle de Sula y desembocando el Chamalecón al Oriente de la laguna de Alvarado."

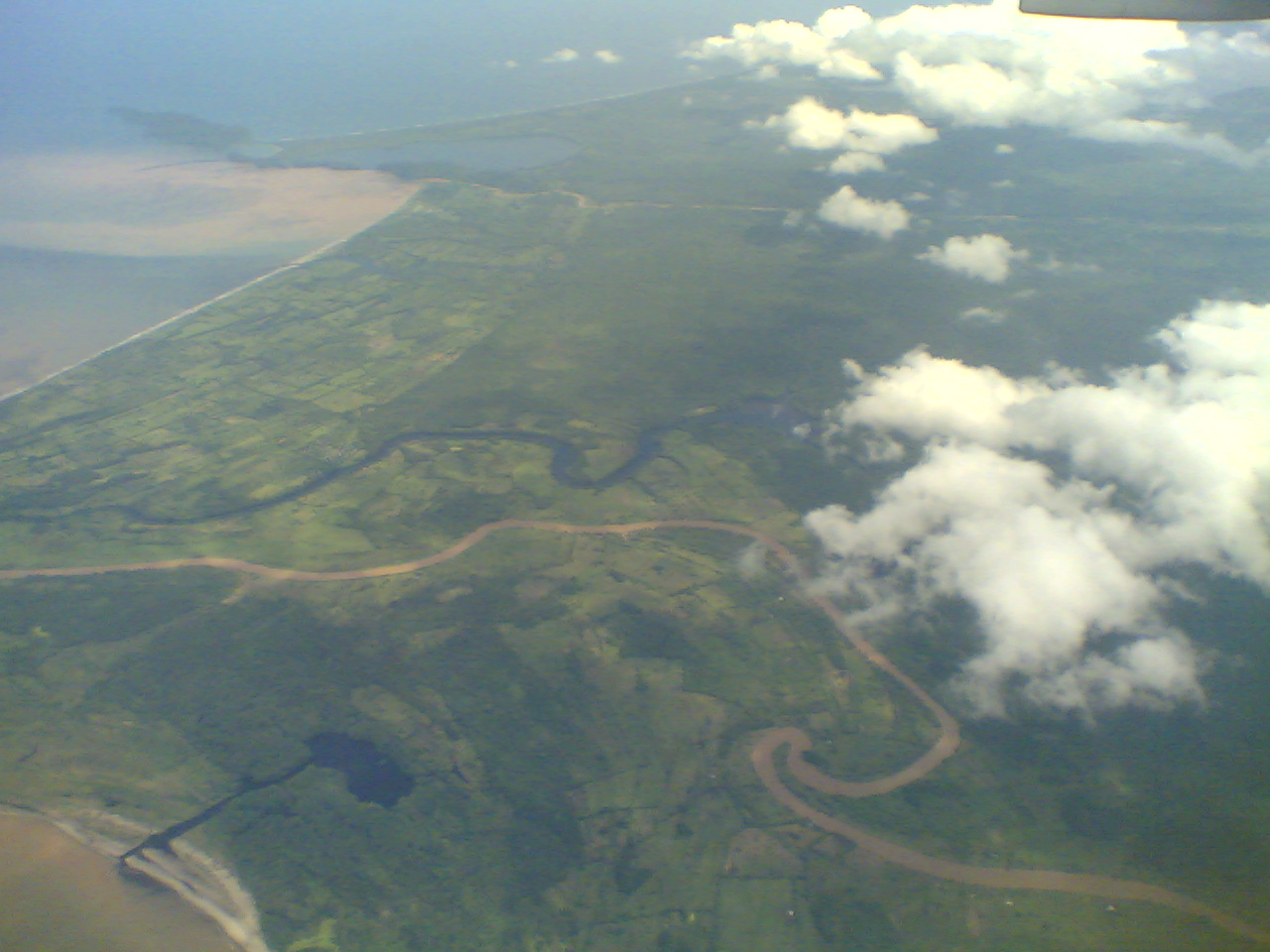
Barra de los ríos Ulúa y Chamelecón.

"El Ulúa, es el río más ancho de Honduras y por consiguiente el que mayor caudal de aguas vierte en el Océano, al oriente del Chamalecón, excepto tal vez el Segovia, después de haber recorrido una gran extensión de territorio, que comprende casi la tercera parte de él. Lo forman la reunión de los ríos Blanco, Humuya," Otoro, Sulaco. 

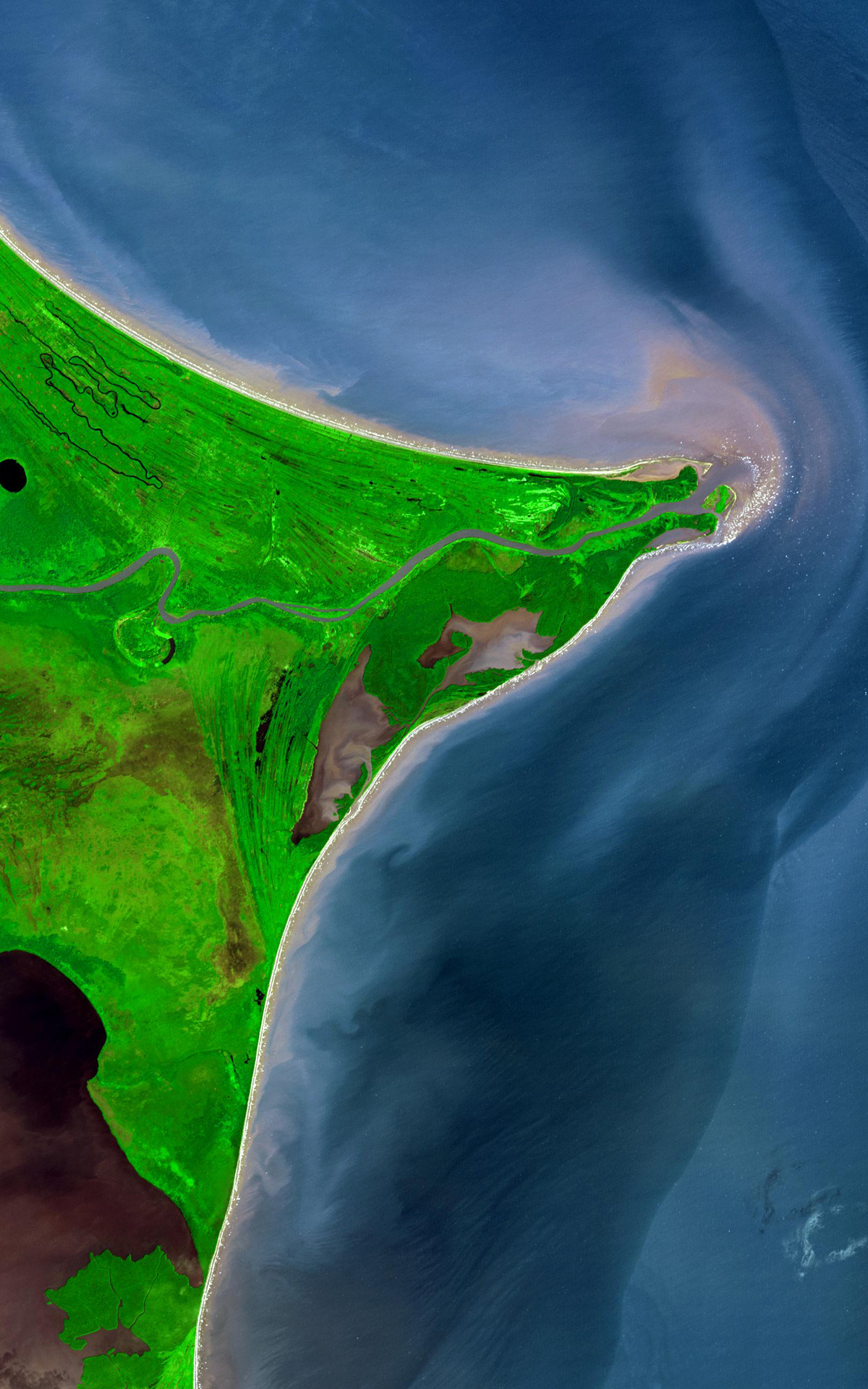
Desembocadura del río Coco

"El Tinto o Negro, nace en la montaña de Fray Pedro en la sierra de Agalta en su curso es conocido como Sico. Cerca ya de la costa, se divide en tres brazos: Uno desemboca en la laguna de Criba... y los otros dos brazos van directamente al mar. Su extensión total es como de 215 km. La barra de este río es mala y variable, y su calado varía, según las estaciones."
El río Lean nace al noroeste de la ciudad de Yoro, en las montañas de Nombre de Dios; tiene una longitud de 60 km. Cubre una superficie agrícola de 883 km², y cubre una cuenca de 1885 km². En su desembocadura forma la barra Colorado en el departamento de Atlántida.
El Aguán o Romano, río caudaloso y muy extendido que nace en las montañas de Sulaco, cerca de Yorito, en el departamento de Yoro, y después de recorrer una extensión total como de 222 km, desemboca en el mar al este de Trujillo y de Punta Castilla. "En su desembocadura se divide en una multitud de brazos, formando un amplio delta; su valle es uno de los más extensos y fértiles del país."

### Protección de la biodiversidad hondureña
La Legislación hondureña contempla que el aprovechamiento de animales inofensivos o que forman parte de la biodiversidad están protegidos y cuya obligación de protección recae en los hondureños. Artículo 188. CAPTURA DE FAUNA ILEGAL. con pena de cuatro (4) a siete (7) años. Artículo 189. COMERCIALIZACION ILEGAL DE FAUNA.- pena de cuatro (4) a nueve (9) años y el artículo 190. DAÑOS PRODUCIDOS A LA FAUNA sancionado con una pena de uno (1) a tres (3) años);
A lo largo de la historia democrática de Honduras, a partir de 1982 se han fundado pocas fundaciones e instituciones con el objeto de proteger a los animales silvestres y a la biodiversidad natural, las casas de protección de perros, gatos, etc. se ven en condiciones deplorables al no poder asistir a tantos animales callejeros. Asimismo, la encargada de dicha protección, la Secretaría de Recursos Naturales, no provee la dispensación necesaria y obligatoria para que estas instituciones funcionen correctamente, como el Fondo Patrimonial y el Fondo de Áreas Protegidas y Vida Silvestre (FAPVS), las cuales se ven hasta amenazadas por los cazadores y aprovechadores de la naturaleza hondureña.

### Lagos

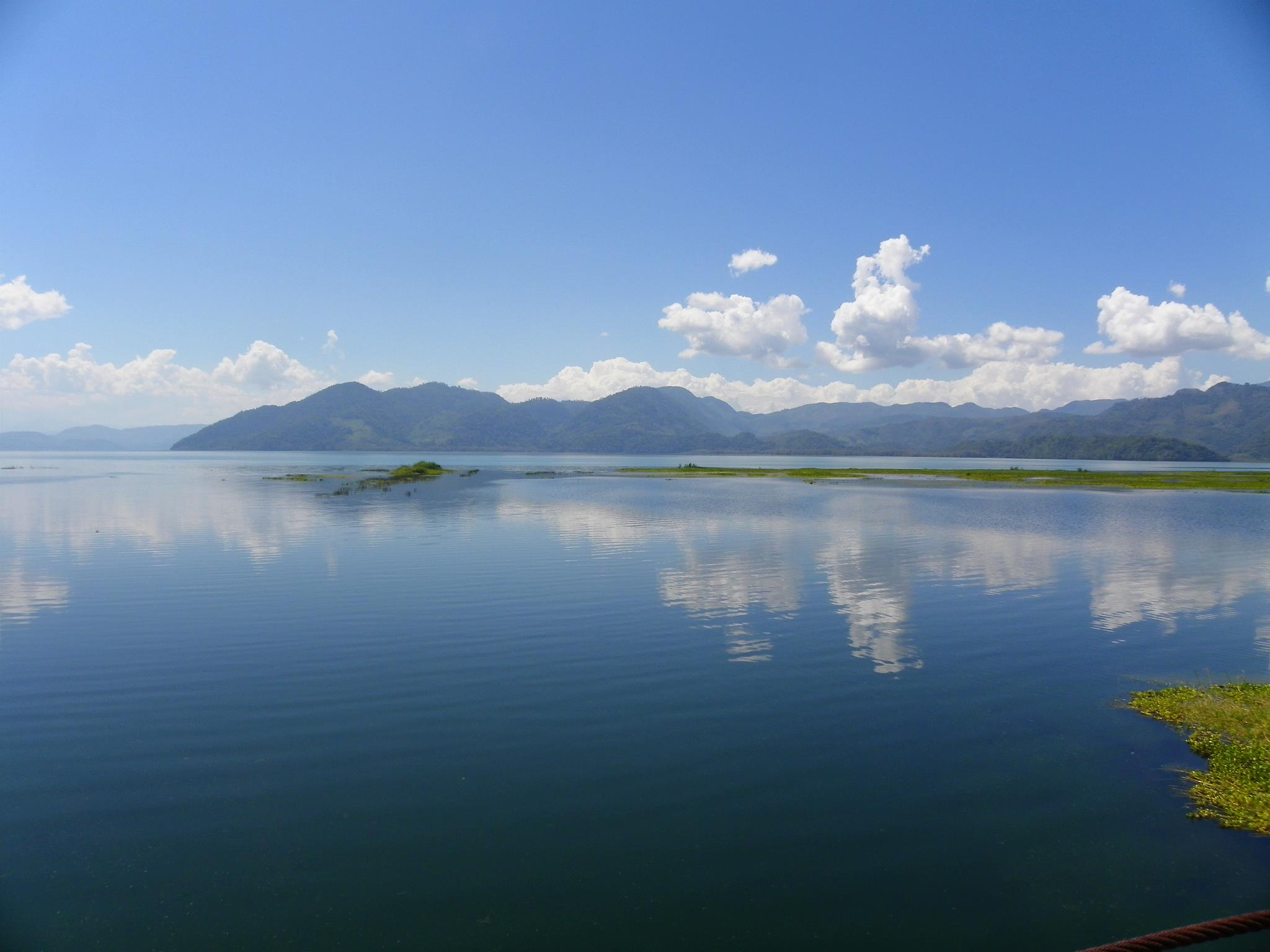
El lago de Yojoa, el único del país.

El territorio hondureño solamente cuenta con un lago natural, sin embargo, existen en la costa norte del país lagunas de considerable tamaño. En el centro y sur del territorio existen laguna pequeñas estacionales, es decir en su mayoría se secan en verano.
El lago de Yojoa es el único lago natural que posee Honduras y está ubicado entre los departamentos de Cortés, Comayagua y Santa Bárbara, a una altitud de 650 m s.n.m. Tiene un perímetro de 50 km, una superficie de aproximadamente 90 km² y está ubicado en una zona de alta precipitación pluvial, con un promedio anual de 3000 mm. El nombre del lago se originó de las voces maya “Yoco-Ha”, que significa «agua acumulada sobre la tierra». 
Se alimenta de las corrientes subterráneas que proceden de la montaña de Santa Bárbara y Azul Meambar; tiene tres desagües, uno visible al sur río Jaitique y dos subterráneos, el río Zacapa y el río Lindo al norte, que aparecen por la montaña de Peña Blanca. Todos sus desagües desembocan en el río Ulúa.
En el país existen varios lagos artificiales como producto de la construcción de represas hidroeléctricas, entre los que destaca el embalse del río Humuya creado luego de la terminación de la represa hidroeléctrica Francisco Morazán en el sitio conocido como El Cajón, nombre por el que también se le llama popularmente. A una distancia de 17 km, se encuentran las cataratas de Pulhapanzak, una caída de agua de 43 metros de altura, en el río Lindo.
Desde 2014, la sequía ha estado afectando a Honduras. Este problema se ve agravado por la explotación de los recursos naturales a favor de megaproyectos mineros o hidroeléctricos. Después del golpe de Estado de 2009, se otorgaron 89 concesiones mineras e hidroeléctricas, a menudo a empresas cercanas al gobierno.
Al menos 177 ríos han sido afectados en las últimas décadas. Los suelos se secan y los cultivos pagan menos, lo que lleva al empobrecimiento de algunos campesinos.
Más de 130 activistas ambientales fueron asesinados entre 2009 y 2019, lo que convierte a Honduras en uno de los países más peligrosos para los activistas ambientales.

### Lagunas
La laguna de Caratasca es de considerable extensión, variando en ancho. Está formada por un sistema de lagunas divididas por canales naturales. Al sur y al este de la laguna se encuentran las lagunas de Warunta, Tansin y Tilbalaca, todas de agua dulce debido a que son alimentadas por los ríos Warunta, Mocorón o Ibantara, y las lagunas de Cauquira y Cohunta. Hacia el oeste está la laguna de Tara, que desemboca al mar por Tabacunta. 
La gran laguna de Caratasca está ubicada al centro del complejo de lagunas, es de aguas salobres y está separada del mar por una faja angosta. Mide sesenta y seis kilómetros kilómetros de largo por catorce de ancho. El complejo de lagunas de Caratasca tiene dos entradas al mar: una al oeste por Tabacunta y la otra por la barra de Caratasca, de un kilómetro de ancho y de cuatro metros de profundidad.
La laguna de Brus se encuentra al oeste de la de Caratasca, de la que la separa el río Patuca. Tiene veintiocho kilómetros de largo y siete de ancho y la separa del mar la barra del mismo nombre. Al sur de la barra, se encuentran dos pequeñas islas. En la laguna desembocan los ríos Sigre y, al oriente, un brazo del río Patuca conocido como Tum Tum Crick.
La laguna de Ébano se comunica con la pequeña laguna de Criba al oeste. Estas lagunas se comunican al mar por un canal de entrada que mide quinientos metros y tiene una profundidad de un metro y cuarenta centímetros en época seca. Al frente de la barra de la Laguna se encuentra el cayo o islote Macedonia. La longitud de la laguna de Ébano es de doce kilómetros. Las aguas del río Tinto llegan a la laguna de Criba y también son alimentadas por corrientes que bajan de la montaña de Baltimore. En la laguna de Ébano se encuentran seis pequeñas islas.

### Lagunas de menor extensión

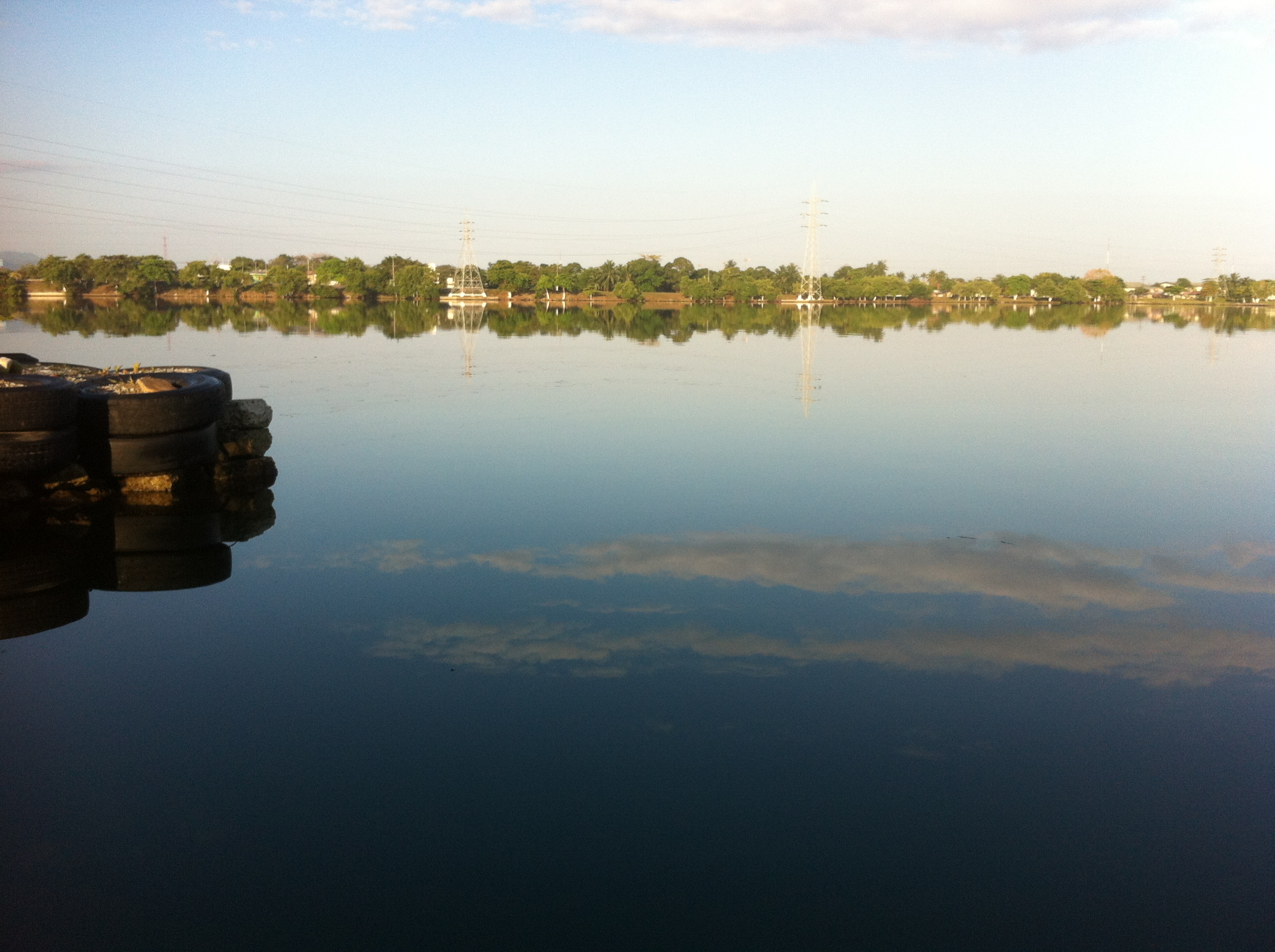
Laguna de Alvarado en Puerto Cortés.

Laguna de Guaymoreto está ubicada al Noreste de la ciudad de Trujillo y se comunica con la bahía por medio de un canal natural por donde pueden entrar pequeñas embarcaciones. Su mayor longitud es de 9 km. Su nombre se deriva de la palabra Guaymuras, nombre con el cual los indígenas conocían a Honduras durante los tiempos precolombinos; fue declarado Refugio Nacional de Vida Silvestre según Acuerdo Ejecutivo n.º 1118-92 ya que alcanzó el puesto número 30 de la lista de las maravillas de Honduras.
La Laguna de Alvarado "se encuentra al noroeste de Honduras en el departamento de Cortés, perteneciente al municipio de Puerto Cortés. Está ubicada en las coordenadas 15°50′35″ latitud norte; y 87°54′48″ longitud oeste. Cuenta con un canal de acceso permanente con el mar Caribe, que tiene una longitud de 894 metros." "La Laguna de Alvarado cuenta con un espejo de agua de 8,4 km²; y con una profundidad promedio de 4,5 metros y una máxima de 6 metros".
Laguna Quemada o Laguna de Los Micos tiene un espejo de agua de 41,71 km² con un área de cuenca de 389,37 km² y 45,54 km² de tierras fluctuantes. La profundidad promedio es de 3,8 m y cuenta con una profundidad máxima de 16 m, la temperatura promedio es de 28 °C. Está ubicada al oeste de la ciudad de Tela en el departamento de Atlántida en la desembocadura del Río San Alejo. Su nombre autóctono es Lagunu babunu que en lengua garífuna significa laguna de los monos. 
Otras lagunas menores son: Laguna Tinta situada entre Punta Sal y el Río Tinto, la Laguna de Ticamaya situada al noreste de la ciudad de San Pedro Sula, Laguna de Jucutuma, la cual se encuentra cerca de la ciudad de La Lima, Cortés y la Laguna de Toloa situada en el extremo occidental del Departamento de Atlántida entre la laguna de Los Micos y el río Ulúa. Tiene 5 km de largo por 3 km de ancho y se comunica por medio de un canal con el Río Ulúa.

## Economía
| Exportaciones de Honduras en 2019 a                   | Exportaciones de Honduras en 2019 a | Exportaciones de Honduras en 2019 a | Exportaciones de Honduras en 2019 a |
| N.º                                                   | País                                | Valor de exportaciones (en dólares) | Porcentaje                          |
| ----------------------------------------------------- | ----------------------------------- | ----------------------------------- | ----------------------------------- |
| 1.º                                                   | Estados Unidos                      | USD 2000 millones                   | 44 %                                |
| 2.º                                                   | Alemania                            | USD 326 millones                    | 7,2 %                               |
| 3.º                                                   | El Salvador                         | USD 274 millones                    | 6,1 %                               |
| 4.º                                                   | Guatemala                           | USD 227 millones                    | 5,0 %                               |
| 5.º                                                   | Nicaragua                           | USD 212 millones                    | 4,7 %                               |
| 6.º                                                   | México                              | USD 161 millones                    | 3,5 %                               |
| 7.º                                                   | Países Bajos                        | USD 132 millones                    | 2,9 %                               |
| 8.º                                                   | Costa Rica                          | USD 107 millones                    | 2,4 %                               |
| 9.º                                                   | China                               | USD 91,7 millones                   | 2,0 %                               |
| 10.º                                                  | Bélgica                             | USD 80,9 millones                   | 1,8 %                               |
| Fuente: Observatorio de Economía y Complejidad (2014) |                                     |                                     |                                     |

El 73% de la población del país es pobre y un 53% vive en situación de pobreza extrema según el Instituto Nacional de Estadísticas (INE) de Honduras. El país es uno de los más desiguales de América Latina.

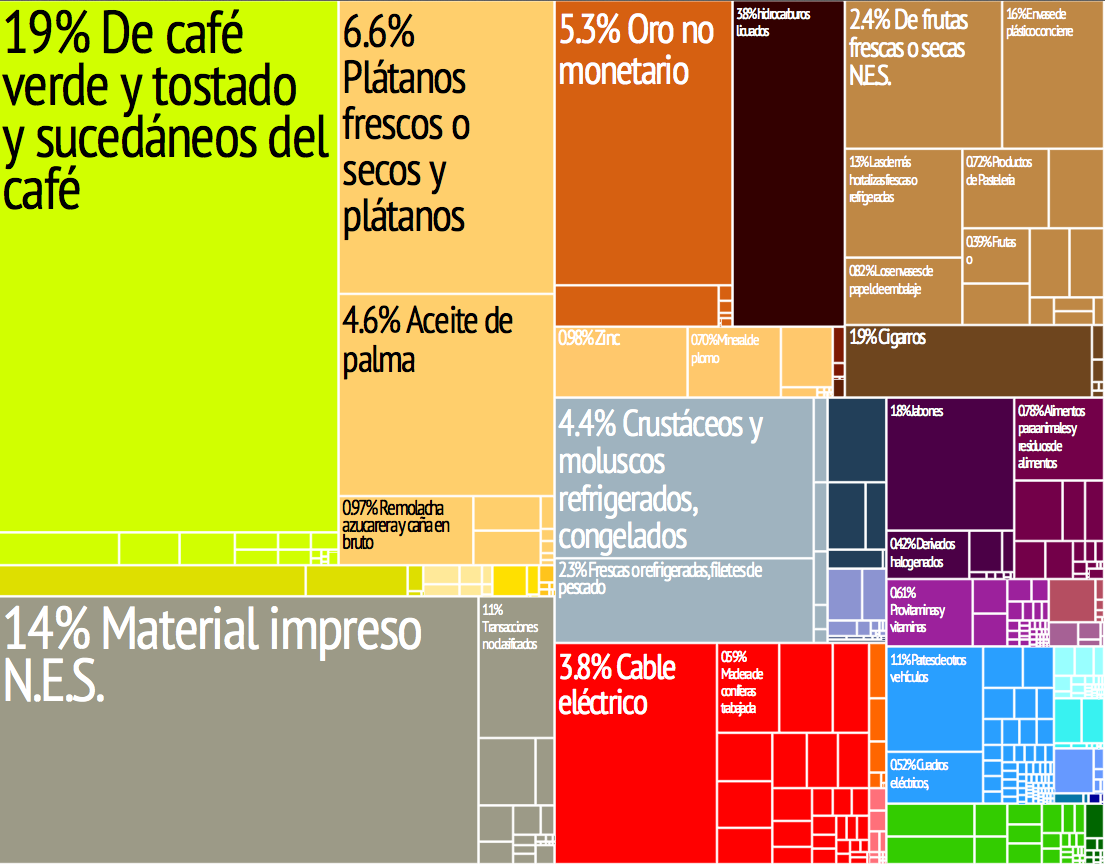
Representación gráfica de los productos de exportación del país en 28 categorías codificadas por color.

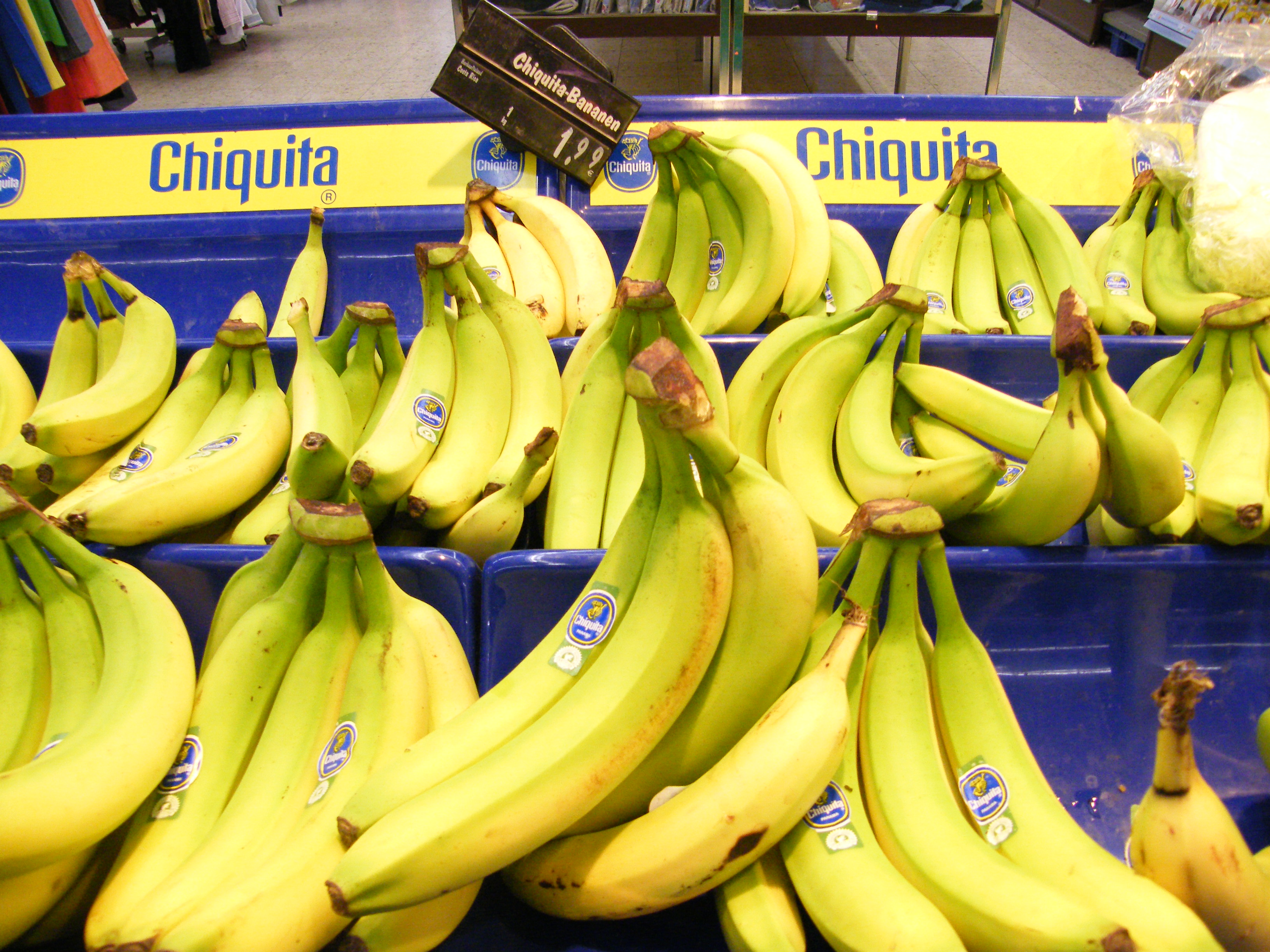
El banano es uno de los principales productos de exportación de Honduras.

La agricultura se convirtió a finales del siglo XIX y a través del siglo XX en la columna vertebral de la economía de Honduras. Cuando su importancia ha declinado un poco, los cultivos de banano y café conformaron el 30 % de las exportaciones del país en épocas recientes (2004). Actualmente, el gobierno de Honduras, lleva a cabo proyectos para promover y expandir el sector industrial, diversificar la agricultura, mejorar los medios de transporte y desarrollar proyectos hidroeléctricos.
Dentro del contexto macroeconómico; Honduras entró en el mercado de libre comercio con Centroamérica, República Dominicana y los Estados Unidos. Asimismo es importantísimo resaltar, la astronómica cifra de remesas enviada al país; por los hondureños que viven y trabajan el extranjero especialmente, en Estados Unidos. Por ejemplo, en el 2006 la cantidad enviada por estos hondureños fue de $2359 millones.

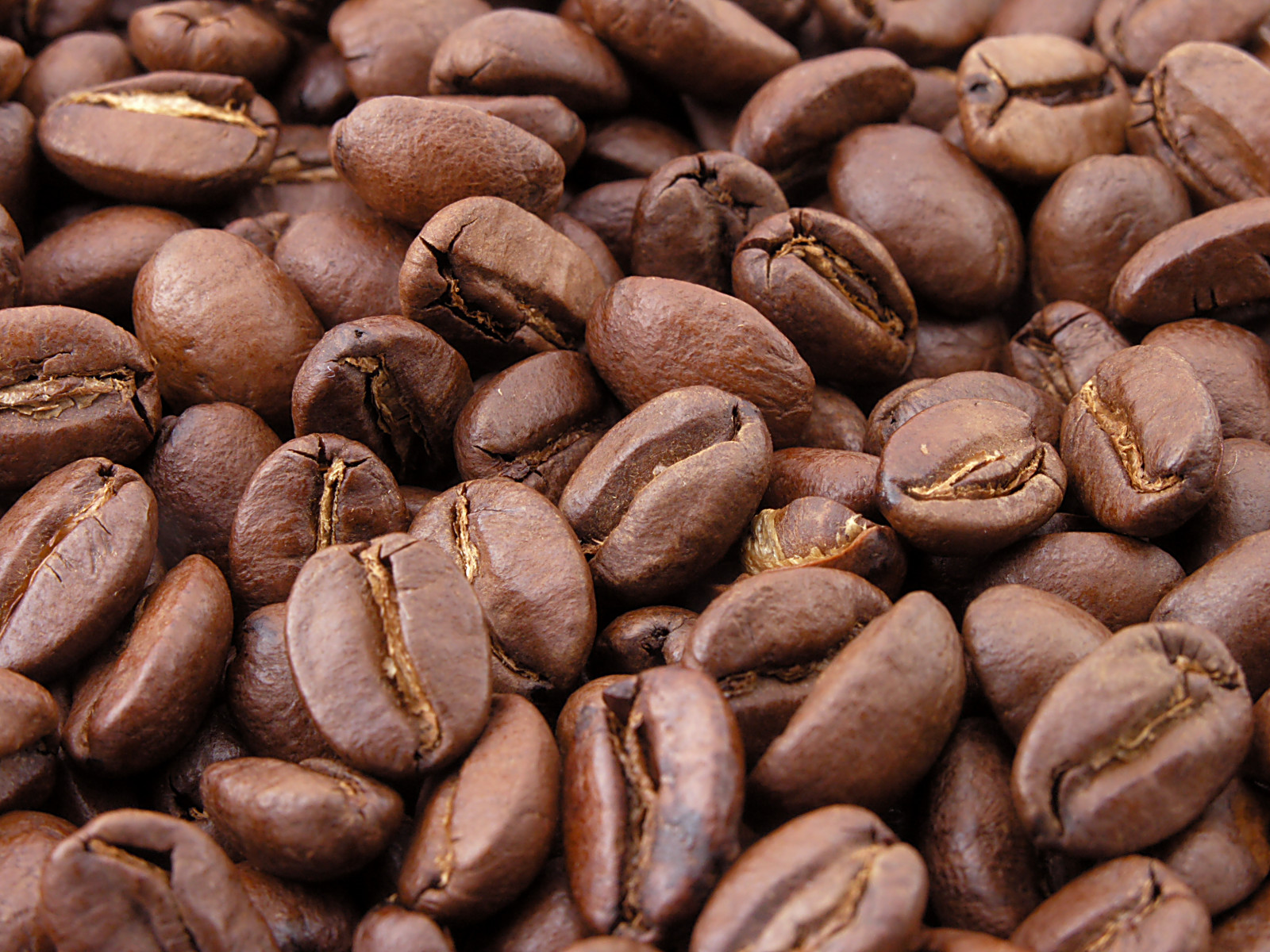
El café, es uno de los soportes de la economía hondureña.

En 2009 la economía hondureña experimentó su primera recesión desde 1999. Se estima que el producto interno bruto (PIB) se contrajo un 2 % del PIB. Mientras que el PIB por habitante lo hizo en un 5 %, lo que obedece tanto a los efectos adversos de la crisis financiera mundial, como la crisis política interna. La inflación se redujo significativamente y cerró el año en torno al 3,5 %. La desacelaración de la actividad económica se tradujo en una fuerte reducción del déficit de la cuenta corriente que pasó del 14 % en 2008 a 7,9 % en 2009. En contraste el déficit del gobierno central se amplió del equivalente al 2,4 % del PIB al 4,5 % del PIB.
El crecimiento del producto interno bruto (PIB) real en 2010 se estima en 2.5 por ciento frente a 1.9 % en 2009, sustentado por el repunte del consumo y de la inversión doméstica, así como de las exportaciones gracias a la reactivación de sus principales mercados externos como México, Costa Rica, Europa y los Estados Unidos. El Banco Central estima que la inflación cerró diciembre en niveles cercanos al seis por ciento anual frente a 0.9 por ciento de 12 meses antes, como resultado de la reactivación económica y la influencia del alza de precios del petróleo y los alimentos básicos, especialmente trigo y arroz.
El café representa, el 26.9 %. seguido del banano con el 10.4%. y el aceite de palma que en septiembre de 2019 acumulo 6.9% son los principales productos de exportación según el Observatorio de la UNAH.
Desde 1901 hasta 1913, Estados Unidos fue el país que abarcó prácticamente todas las exportaciones de Honduras, superando el 50 % en todos los años. En 1901 se dio un 66,1 %, el dato más bajo, mientras que llegó hasta el 92,2 % en 1908. El resto de las exportaciones se reparten entre Alemania y Gran Bretaña. En Alemania el nivel de exportación se mantiene más o menos constante durante los 13 años, desde el 2,2 % hasta el 5,3 %.
Según el Banco Central de Honduras (BCH), pronostica el crecimiento de la economía del país en 2011 de entre 2,2 y 3,2 por ciento. Luego de recuperarse del retroceso de 1,9 por ciento que sufrió en 2009 por la crisis internacional y el conflicto político interno. Mientras tanto la Comisión Económica para América Latina y el Caribe (Cepal) en su documento "Balance preliminar de las economías de la región en 2010" pronostica que Honduras alcanzará un crecimiento económico del 2,0 por ciento en 2011, lo que significa una disminución con relación a 2010.

### Presupuesto
El presupuesto de la república es de 185 482 millones de lempiras (9000 millones de dólares estadounidenses); es dividido entre los tres poderes del Estado de Honduras.
El programa de Inversión Pública es de 10,163 millones de lempiras. Las fuentes de financiamiento son dos:
- Fondos nacionales: Son los préstamos y fondos nacionales. 62 % está dedicado al desarrollo humano y el 38% para inversión en infraestructura.

- Recursos externos: El 72 % de los recursos fondos basados en recursos externos es destinado a la inversión en infraestructura; Carreteras, puertos e infraestructura en general, el 28 % restante es destinado al desarrollo humano.

El total de ambos fondos es utilizado de la siguiente forma: 44% se invierte en desarrollo humano y 56% en infraestructura. La inversión pública en total es cercana a 17,000 millones de lempiras.
El 6 % del presupuesto obtenido de recursos externos será destinado a tres áreas:
- Inversión social,
- Infraestructura (incluye carreteras),
- Inversión en proyectos hidroeléctricos; entre estos Patuca III y Cañaveral.

### Comportamiento agropecuario

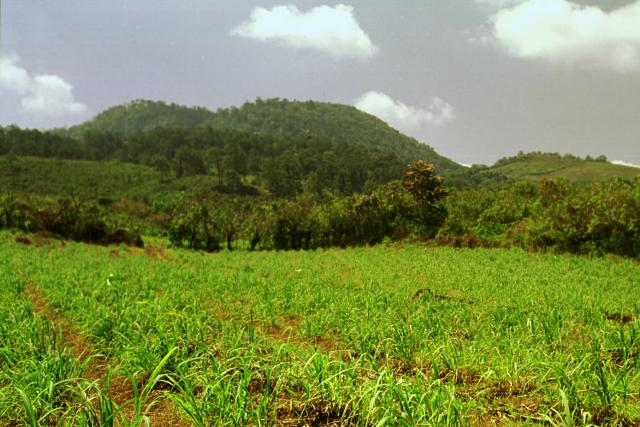
Cultivos cerca del Lago de Yojoa.

Los rubros de mayor peso en la conformación del PIB agropecuario son: a)café, b)cultivos de tuberculoso, hortalizas, legumbres y frutas, c) cría de ganado vacuno, d) granos básicos, e) banano, f)cultivos agroindustriales. Según la Secretaría de Agricultura (SAG), en las últimas décadas el producto Interno Bruto Agropecuario mostró un comportamiento volátil ante los choques internos y externos. Durante el periodo 2000-2010, el PIB creció a una tasa promedio anual de 3,7%. En 2009, el PIB agropecuario representó el 12,7 % del PIB total. En los siguientes años, el crecimiento del sector se vio favorecido por las mejoras en los procesos de siembra y recolección, el incremento de la productividad y la ampliación de las áreas cultivadas.
Durante el periodo 2006-2010, el PIB agropecuario creció un 18,6% acumulado, a una tasa promedio anual de 4,7%, superior al aumento obtenido en el quinquenio de 2000-2005 que fue de 10,8%, a una tasa de crecimiento anual del 2,7%. El comportamiento de la agricultura durante el periodo 2005-2009 fue errático. Entre el 2006-2007 se registró un aumento pronunciado con respecto a los años 2004-2005, como resultado de las políticas de apoyo a producción a los pequeños y medianos agricultores combinado con el aumento en los precios de los productos agrícolas.
Sin embargo, las tormentas tropicales que afectaron el país en octubre del 2008 provocaron una contracción que generó una caída en la producción y en la exportación de banano y a su vez, desincentivo al gremio cafetalero a exportar debido a los bajos precios y menor demanda externa. En el 2008 se registró un crecimiento del 2,4% y en el 2009 tan solo registro un crecimiento del 0,3%.

## Educación
La educación en Honduras está dividida según las necesidades de aprendizaje y las edades de los estudiantes en los siguientes niveles: prebásica, básica, media y superior.
En el año 2000 los censos de estudiantes realizados por la Secretaría de Educación Pública reflejaban los datos siguientes: El Nivel de educación preescolar contaba con 120 141 alumnos, el nivel de educación primaria contaba con 1 108 387 alumnos y el mivel de educación medio contaba con 310 053 alumnos.

### Educación prebásica
La educación prebásica es gratuita y obligatoria, tiene como finalidad favorecer el crecimiento y desarrollo integral de las capacidades físicas y motoras, socio-afectivas, lingüísticas y cognitivas en los niños, para su adaptación total en el contexto escolar y comunitario. La cobertura de este nivel corresponde a educandos entre las edades de referencia de cuatro (4), cinco (5) y seis (6) años.
Para ingresar a la educación básica se requiere, donde existen condiciones de cobertura, haber cursado al menos un (1) año de educación prebásica.

### Educación básica
La educación básica es el nivel educativo que se orienta hacia la formación integral de los educandos en sus dimensiones física, afectiva, cognitiva, social, cultural, moral y espiritual, desarrollando sus capacidades de acuerdo a los conocimientos, habilidades y actitudes definidos en el currículo prescrito para este nivel, los cuales permiten continuar el proceso educativo formal.
La educación básica es gratuita y obligatoria. Consta de nueve (9) años, con edades de referencia desde los seis (6) a los catorce (14) años y se divide en tres (3) ciclos secuenciales y continuos de tres (3) años cada uno. Además de la evaluación anual, cada ciclo será evaluado como un todo.

#### Primer ciclo
- Primer grado
- Segundo grado
- Tercer grado

#### Segundo ciclo
- Cuarto grado
- Quinto grado
- Sexto grado

#### Tercer ciclo
- Séptimo grado
- Octavo grado
- Noveno grado

### Educación media
La educación media tiene como propósito ofrecer la experiencia formativa para incorporarse al mundo del trabajo y proseguir estudios en el nivel superior, mediante la adquisición y construcción de conocimientos, habilidades y actitudes relevantes para su vida personal y social; así como para el desarrollo económico, sociocultural, científico y tecnológico del país.
Comprende las edades de referencia entre los quince (15) a los diecisiete (17) años y su culminación dará lugar al otorgamiento del título conforme al grado académico según su bachillerato (con duración de 2 o 3 años), determinado por la Secretaría de Estado en el Despacho de Educación.
La educación media es gratuita y obligatoria. Las modalidades y especialidades de este nivel están sustentadas en criterios pedagógicos, técnicos y científicos.

#### Carreras profesionales
1. Bachillerato en Ciencias y Humanidades
2. Bachillerato Técnico Profesional en Salud y Nutrición
3. Bachillerato Técnico Profesional en Promoción Social
4. Bachillerato Técnico Profesional en Administración de Empresas
5. Bachillerato Técnico Profesional en Informática
6. Bachillerato Técnico Profesional en Contaduría y Finanzas

#### Carreras técnicas
1. Bachillerato Técnico Profesional en Informática con Orientación en Robótica
2. Bachillerato Técnico Profesional en Electrónica
3. Bachillerato Técnico Profesional en Refrigeración
4. Bachillerato Técnico Profesional en Agropecuaria

#### Carreras especiales
1. Bachillerato Técnico Profesional en Administración Hotelera
2. Bachillerato Técnico Profesional de Secretariado Ejecutivo Bilingüe
3. Bachillerato Técnico Profesional en Banca y Finanzas

### Educación superior
Es impartida a estudiantes de 17 a 18 años en adelante, es la educación universitaria. El nivel de educación superior medio, comprende las carreras universitarias con grado de Licenciatura y Técnico Universitario.
Actualmente los egresados de diversificado tienen la posibilidad realizar exámenes preuniversitarios para identificar sus cualidades en la carrera a elegir, al momento de la matrícula los estudiantes ingresan recibiendo las clases básicas previo a entrar a la facultad de su elección de la que al terminar los periodos comprendidos obtienen su grado en Licenciatura o Técnico Universitario, otra modalidad que hace más accesible tener una educación superior para el pueblo.
El Nivel Superior Universitario es el que comprende las especializaciones en los grados de licenciaturas y técnicos universitarios mediante, diplomados, posgrados, máster y doctorados.

#### Universidades
La siguiente lista muestra el ranquin web de universidades, Webometrics 2021 completo de las 16 Universidades que imparten Educación Superior en territorio de la República de Honduras. Elaborado por el Consejo Superior de Investigaciones Científicas español (CSIC), el ranquin toma en consideración 3 ejes para la puntuación de las distintas universidades. Excelencia académica que cuenta por el 40 % de la puntuación (porcentaje de artículos académicos y científicos más citados en 27 disciplinas de la base de datos de scimago lab)  50% de puntuación por la visibilidad del impacto del contenido y finalmente 10% de puntuación por los top investigadores académicos-científicos con los que cuenta cada Universidad.
| Ranking Mundial Webometrics 2021 de Universidades Hondureñas |                       |                                                            |                           |                                      |                                         |                                              |           |
| Clasificación nacional | Clasificación mundial | Universidad                                                | Logo                      | Web                                  | Sede                                    | Lema                                         | Fundación |
| \| 1 \| 3802 \| Universidad Nacional Autónoma de Honduras \| \| https://www.unah.edu.hn/ (Estatal) \| Tegucigalpa \| Lucem Aspicio «Aspiro a la luz» \| 1847 \| \| 2 \| 5237 \| Escuela Agrícola Panamericana \| \| www.eap.edu.hn/ (Privada) \| San Antonio de Oriente \| El Trabajo Todo lo Vence \| 1942 \| \| 3 \| 5936 \| Universidad Tecnológica Centroamericana \| \| https://www.unitec.edu.hn/ (Privada) \| Tegucigalpa \| Retemos el Futuro \| 1987 \| \| 4 \| 7481 \| Universidad Pedagógica Nacional Francisco Morazán \| \| www.upnfm.edu.hn/ (Estatal) \| Tegucigalpa / San Pedro Sula / La Ceiba \| "Educar es Transformar" \| 1956 \| \| 5 \| 10331 \| Universidad Católica de Honduras \| \| www.unicah.edu.hn (Privada) \| Tegucigalpa \| «Sueña sin miedo y estudia sin límites» \| 1992 \| \| 6 \| 11651 \| Universidad Tecnológica de Honduras \| \| https://www.uth.edu.hn/ (Privada) \| San Pedro Sula \| «Tu universidad hondureño» \| 1986 \| \| 7 \| 15248 \| Universidad de San Pedro Sula \| Archivo:USAP HONDURAS.png \| http://www.usap.edu.hn/ (Privada) \| San Pedro Sula \| «“Sabiduría, Verdad, Honor”» \| 1978 \| \| 8 \| 15914 \| Universidad Nacional de Agricultura y Agronomía (Honduras) \| \| www.unag.edu.hn/ (Estatal) \| Catacamas \| Aprender haciendo \| 1950 \| \| 9 \| 17683 \| Universidad José Cecilio del Valle \| \| https://ujcv.edu.hn/ (Privada) \| Tegucigalpa \| «Tu futuro está aquí» \| 1978 \| \| 10 \| 20606 \| Universidad Cristiana Evangélica Nuevo Milenio \| \| www.ucenm.net/ (Privada) \| La Lima \| Justicia, Integridad y Respeto \| 2001 \| \| 11 \| 20648 \| Universidad Metropolitana de Honduras \| \| www.unimetro.edu.hn/ (Privada) \| Tegucigalpa \| «Innovación, Valores, Liderazgo» \| 2002 \| \| 12 \| 22983 \| Universidad Politécnica de Ingeniería Honduras \| \| www.upi.edu.hn/ (Privada) \| Tegucigalpa \| Tu Futuro Con Nosotros \| 2005 \| \| 13 \| 23713 \| Centro de Diseño, Arquitectura y Construcción \| \| www.cedac.edu.hn/ (Privada) \| Tegucigalpa \| La Universidad del Diseño \| 1996 \| \| 14 \| 23966 \| CEUTEC Centro Universitario Tecnológico \| \| www.ceutec.hn/ (Privada) \| Tegucigalpa, San Pedro Sula, La Ceiba \| Excelencia,Espíritu emprendedor e Innovación \| 1996 \| \| 15 \| 24854 \| Instituto Superior Tecnológico Jesús de Nazareth \| \| www.ujn.edu.hn/ (Privada) \| San Pedro Sula \| Pensando en ti, apoyamos tu futuro \| 2004 \| \| 16 \| 26264 \| Universidad Nacional de Ciencias Forestales \| \| www.unacifor.edu.hn/ (Privada) \| Siguatepeque \| «In Arbore Vita Hominum Est» \| 1969 \| |                       |                                                            |                           |                                      |                                         |                                              |           |
| Referencias - Clasificación CSIC Universidades 2021/Honduras - Datos de Scimago LAB |                       |                                                            |                           |                                      |                                         |                                              |           |
| 1 | 3802                  | Universidad Nacional Autónoma de Honduras                  |                           | https://www.unah.edu.hn/ (Estatal)   | Tegucigalpa                             | Lucem Aspicio «Aspiro a la luz»              | 1847      |
| 2 | 5237                  | Escuela Agrícola Panamericana                              |                           | www.eap.edu.hn/ (Privada)            | San Antonio de Oriente                  | El Trabajo Todo lo Vence                     | 1942      |
| 3 | 5936                  | Universidad Tecnológica Centroamericana                    |                           | https://www.unitec.edu.hn/ (Privada) | Tegucigalpa                             | Retemos el Futuro                            | 1987      |
| 4 | 7481                  | Universidad Pedagógica Nacional Francisco Morazán          |                           | www.upnfm.edu.hn/ (Estatal)          | Tegucigalpa / San Pedro Sula / La Ceiba | "Educar es Transformar"                      | 1956      |
| 5 | 10331                 | Universidad Católica de Honduras                           |                           | www.unicah.edu.hn (Privada)          | Tegucigalpa                             | «Sueña sin miedo y estudia sin límites»      | 1992      |
| 6 | 11651                 | Universidad Tecnológica de Honduras                        |                           | https://www.uth.edu.hn/ (Privada)    | San Pedro Sula                          | «Tu universidad hondureño»                   | 1986      |
| 7 | 15248                 | Universidad de San Pedro Sula                              | Archivo:USAP HONDURAS.png | http://www.usap.edu.hn/ (Privada)    | San Pedro Sula                          | «“Sabiduría, Verdad, Honor”»                 | 1978      |
| 8 | 15914                 | Universidad Nacional de Agricultura y Agronomía (Honduras) |                           | www.unag.edu.hn/ (Estatal)           | Catacamas                               | Aprender haciendo                            | 1950      |
| 9 | 17683                 | Universidad José Cecilio del Valle                         |                           | https://ujcv.edu.hn/ (Privada)       | Tegucigalpa                             | «Tu futuro está aquí»                        | 1978      |
| 10 | 20606                 | Universidad Cristiana Evangélica Nuevo Milenio             |                           | www.ucenm.net/ (Privada)             | La Lima                                 | Justicia, Integridad y Respeto               | 2001      |
| 11 | 20648                 | Universidad Metropolitana de Honduras                      |                           | www.unimetro.edu.hn/ (Privada)       | Tegucigalpa                             | «Innovación, Valores, Liderazgo»             | 2002      |
| 12 | 22983                 | Universidad Politécnica de Ingeniería Honduras             |                           | www.upi.edu.hn/ (Privada)            | Tegucigalpa                             | Tu Futuro Con Nosotros                       | 2005      |
| 13 | 23713                 | Centro de Diseño, Arquitectura y Construcción              |                           | www.cedac.edu.hn/ (Privada)          | Tegucigalpa                             | La Universidad del Diseño                    | 1996      |
| 14 | 23966                 | CEUTEC Centro Universitario Tecnológico                    |                           | www.ceutec.hn/ (Privada)             | Tegucigalpa, San Pedro Sula, La Ceiba   | Excelencia,Espíritu emprendedor e Innovación | 1996      |
| 15 | 24854                 | Instituto Superior Tecnológico Jesús de Nazareth           |                           | www.ujn.edu.hn/ (Privada)            | San Pedro Sula                          | Pensando en ti, apoyamos tu futuro           | 2004      |
| 16 | 26264                 | Universidad Nacional de Ciencias Forestales                |                           | www.unacifor.edu.hn/ (Privada)       | Siguatepeque                            | «In Arbore Vita Hominum Est»                 | 1969      |

### Año lectivo
En la república de Honduras, el año escolar comienza en el mes de febrero y finaliza en el mes de noviembre, que comprende un total de cuarenta semanas de clases y debería consistir en un mínimo de alrededor de doscientos días lectivos, en el nivel del sistema educativo público.

## Seguridad
Siendo a fecha de 2014 el país más inseguro del mundo, no lo fue así en sus inicios, obteniendo su independencia de manera pacífica en 1821. Durante la mayor parte del siglo XX la tasa de homicidios era inferior a 10 personas por cada 100 mil habitantes, siendo uno de los países más pacíficos del planeta.
Desde entonces las cifras han ido en aumento, a la vez que también crecía el narcotráfico en el país siendo otra de las principales causas relacionadas. La influencia de las maras o grupos de crimen organizado en el país es otro de los causantes significativos al alto número de homicidios según estudios de la Organización de las Naciones Unidas - UNODC. En 1990 la tasa de homicidios era ya de 10 homicidios por 100 mil habitantes y en apenas tres años la cifra se triplicó pasando a ser de 30 homicidios por cada 100 mil habitantes a datos de 1994. El incremento ha sido exponencial en los últimos años hasta marcar casi un 1000 % de aumento y situarse en más de 90 homicidios por cada 100 mil habitantes en 2012, siendo el país con la mayor tasa de homicidios del mundo con cifras históricas en cuanto a homicidios tanto local como mundialmente desde 1998. Sin embargo, las Estadísticas de 2017 de InSight Crime, muestran un 26% reducción con relación al año 2016, situando la tasa de homicidios en un esperanzador 42.8 por cada 100,000 habitantes.
El presupuesto militar de Honduras se ha triplicado desde el golpe de Estado de 2009. Estados Unidos también proporciona asistencia militar al Estado hondureño y utiliza bases militares en el país como plataforma de lanzamiento para intervenciones en la región.

## Minería
En 1594, la localidad minera de Santa Lucía, cercana a la villa de Tegucigalpa, recibió por parte del rey de España, como compensación del precioso mineral explotado, unas campanas, un cáliz, un tabernáculo y una cruz para la población.
Durante la administración española entre los siglos XVIII y XIX y siendo gobernador intendente de la provincia de Honduras Coronel don Ramón de Anguiano, el 25 de marzo y 25 de mayo de 1799 expondría la solicitud de traer 1000 negros para la explotación de las minas hondureñas. El 25 de febrero de 1800, Anguiano expuso al monarca de Madrid el proyecto de creación de un Banco Nacional de San Carlos, cuyo fin sería el de facilitar créditos a los mineros y cosecheros de la provincia.
Cuando estaba organizada la república de Honduras, en la presidencia del general Luis Bográn sale a la luz el Código de Minería de 1886 y más tarde, el 1 de enero de 1899, entra en rigor el nuevo Código de Minería, que regulaba la explotación de los yacimientos mineros del país. Entre 1876 y 1915 se otorgaron 276 concesiones e empresas inglesas, estadounidenses y algunas nacionales de propiedad de grandes millonarios hondureños, como Marco Aurelio Soto, Enrique Gutiérrez Lozano, Luis Bográn, Abelardo Zelaya, entre otros que aportaron capitales, que terminaron siendo absorbidos por empresarios estadounidenses que acapararon el rubro minero y formando el Central American Syndicate Company. La minería fue muy importante para Honduras en las dos últimas décadas del siglo XIX, donde se reflejó un promedio del 50% en exportaciones, de ese 50% la Compañía Rosario Mining acaparó el 90% de ganancias, es decir 45% de las exportaciones totales del país. En el mes de enero de 2013, el Congreso Nacional de Honduras aprobó una Nueva Ley General de Minería, a su vez se creó el Instituto de Geología y Minas el cual sustituye a la Dirección Ejecutiva de Fomento a la Minería en Honduras (DEFOMIN), creada en 1999 mediante la Ley General de Minería.
Las exportaciones mineras ascenderán a 293 millones de dólares en 2021. La ONG Fosdeh dijo en un reporte que "los proyectos de extracción de minerales e hidrocarburos están cambiando la geografía del país" : con las concesiones mineras en marcha, la superficie destinada a la extracción podría alcanzar el 5% del territorio nacional en los próximos años.

## Turismo
El Instituto Hondureño de Turismo (IHT) tiene como misión "conducir el desarrollo turístico nacional, mediante las actividades de planeación, impulso al desarrollo y diversificación de la oferta, apoyo a la operación de los servicios turísticos y la promoción, articulando las acciones de diferentes instancias y niveles de gobierno."
Esto, según la visión del IHT, les llevara a que Honduras sea para 2021 "el país líder en la actividad turística a nivel regional, ya que habrá desarrollado y diversificado sus mercados, productos y destinos. Las empresas serán más competitivas en los ámbitos nacional e internacional." De acuerdo con el IHT, "el turismo será reconocido como pieza clave en el desarrollo económico y su crecimiento se habrá basado en el respeto de los entornos naturales, culturales y sociales, contribuyendo al fortalecimiento de la identidad nacional."
A pesar de que en la actualidad Honduras ocupa el último lugar en ingreso de turistas a nivel centroamericano, este ocupa el cuarto lugar en generación de divisas, después de Costa Rica, Panamá, y Guatemala (2009).
La región que más aporta turistas a Honduras sigue siendo Centroamérica, representando el 46 % de participación, la segunda región más importante es Norteamérica, con una participación del 39 % del total de turistas, la gran mayoría proveniente de Estados Unidos. 10.1 % de los turistas provienen de Europa y 4.2 % de otros países del mundo.
Honduras cuenta con muchos lugares que atraen al viajero aventurero. Desde excursiones por la jungla y submarinismo, hasta la visita de antiguos yacimientos mayas y de pueblos indígenas. En este país se encuentran, 40 zonas protegidas, 20 parques nacionales y dos lugares calificados como patrimonios de la humanidad por la UNESCO: Copán y la Biósfera del río Plátano.
En las Islas de la Bahía, lugar que recibe más del 50 % de los turistas que visitan Honduras, se encuentran hoteles y comida de clase mundial. En un menor grado, en las ciudades turísticas más grandes, como Copán Ruinas, Tela, San Pedro Sula, Tegucigalpa, el área del Lago de Yojoa y La Ceiba. Una vez que el turista rebase más allá de esta ruta turística, debe estar preparado y conformarse con un alojamiento básico, y menos infraestructura turística. Para llegar a Honduras es muy fácil, con muchos vuelos directos a San Pedro Sula, Tegucigalpa y Roatán.

Destinos Turísticos de Honduras
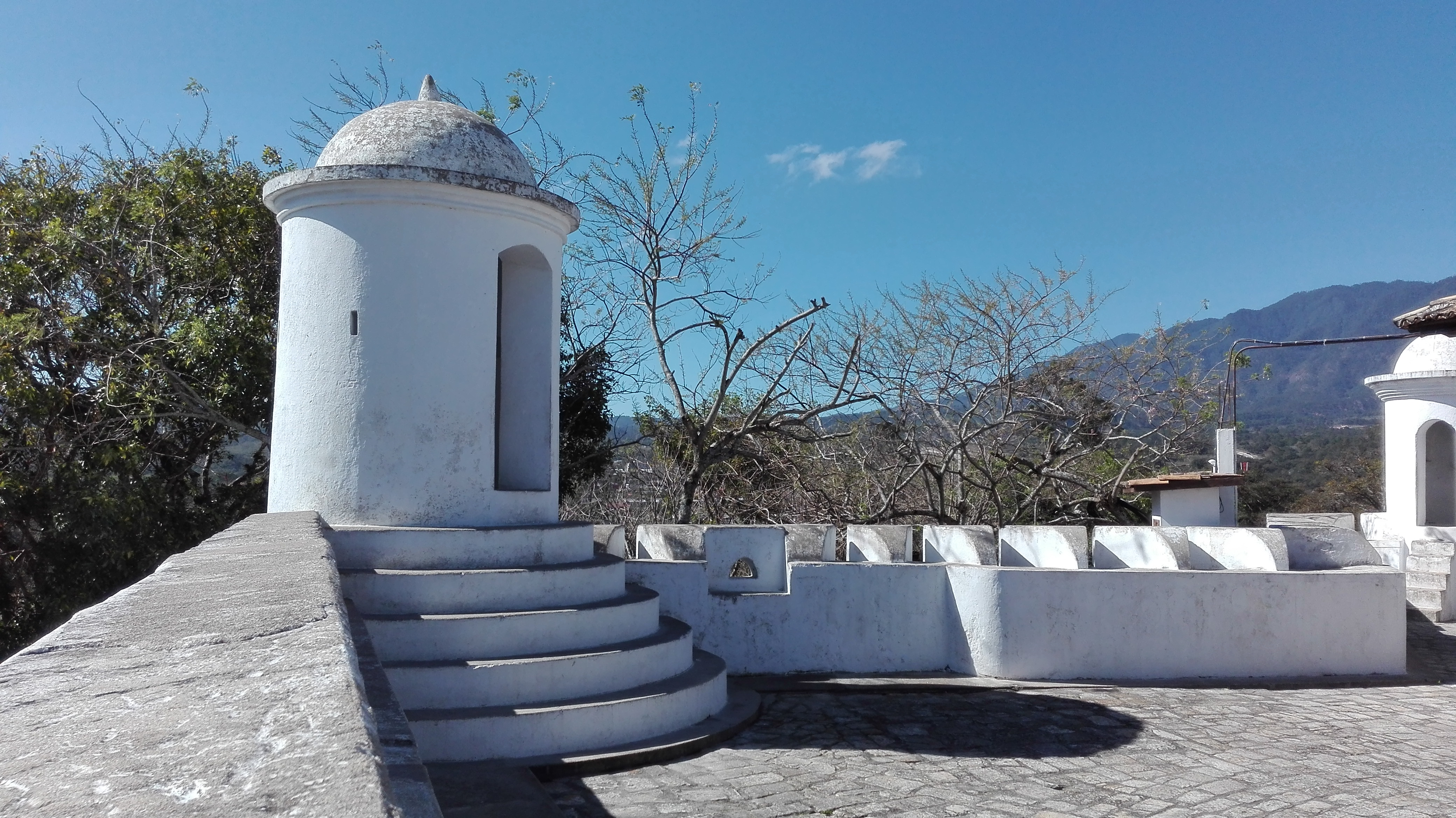
Lempira
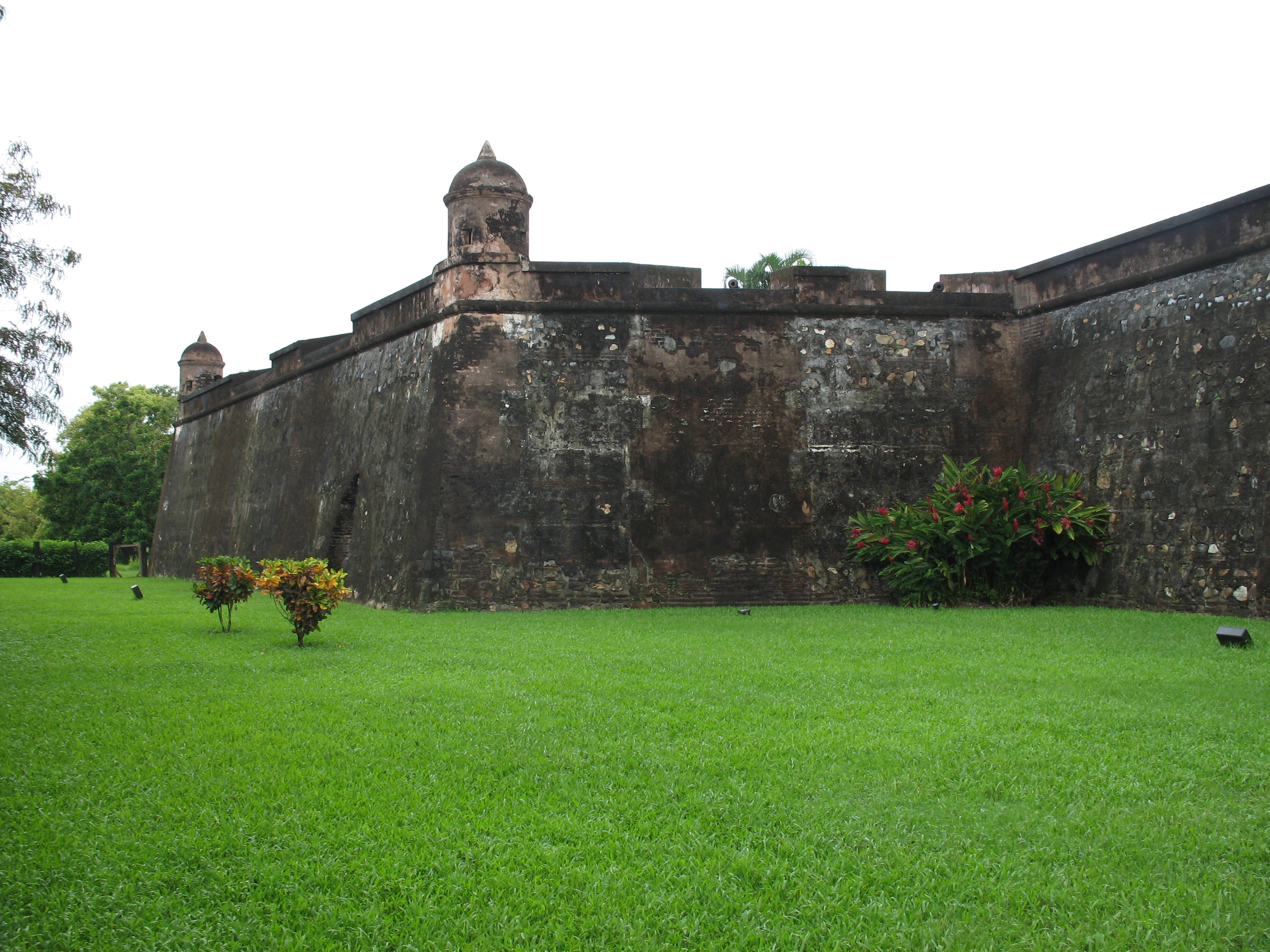
Fortaleza de San Fernando Omoa
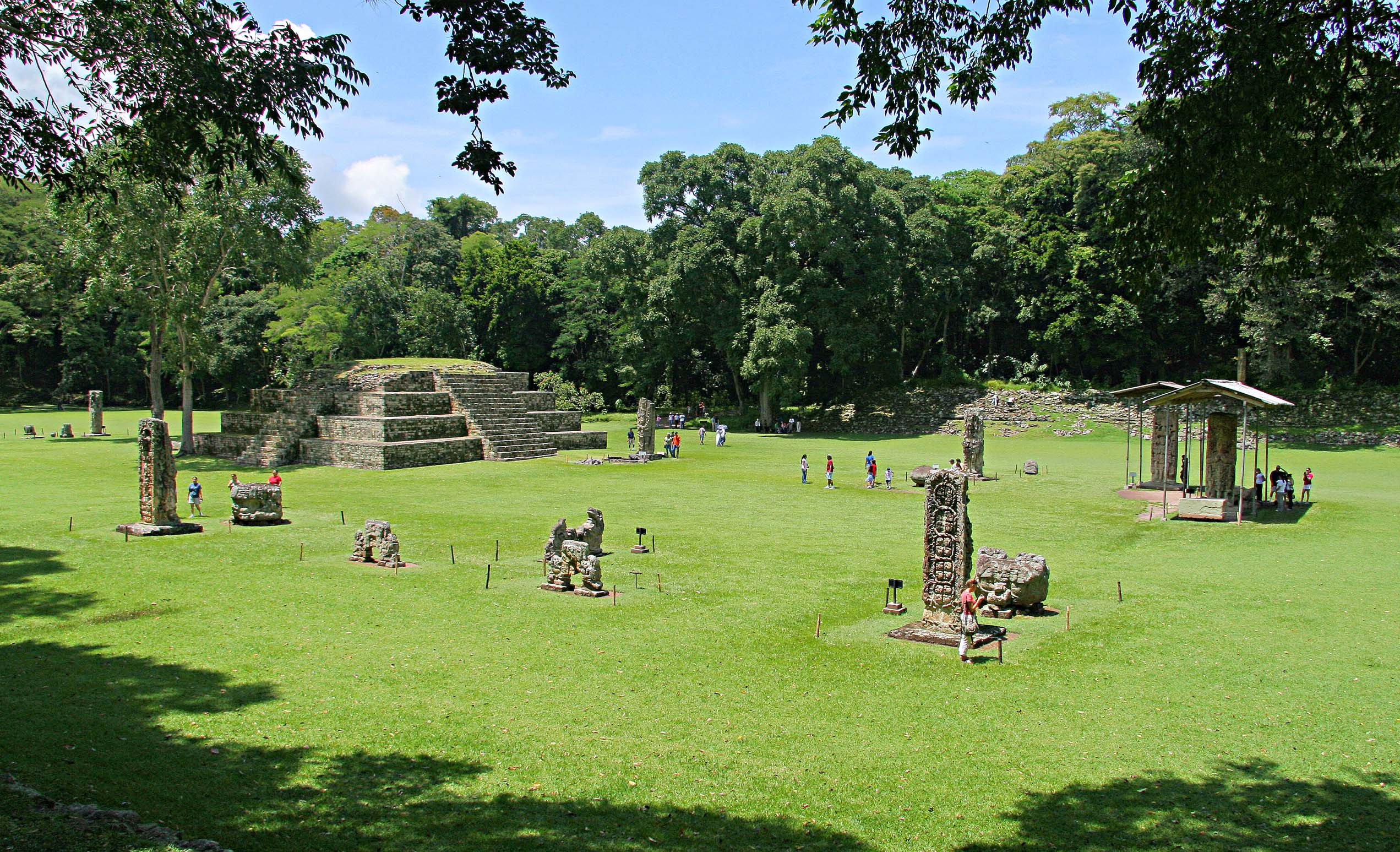
Ruinas de Copán Copán
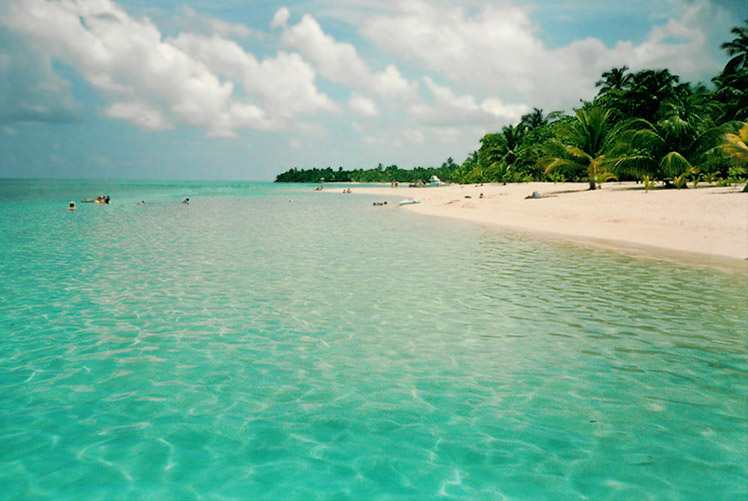
Roatán Islas de la Bahía
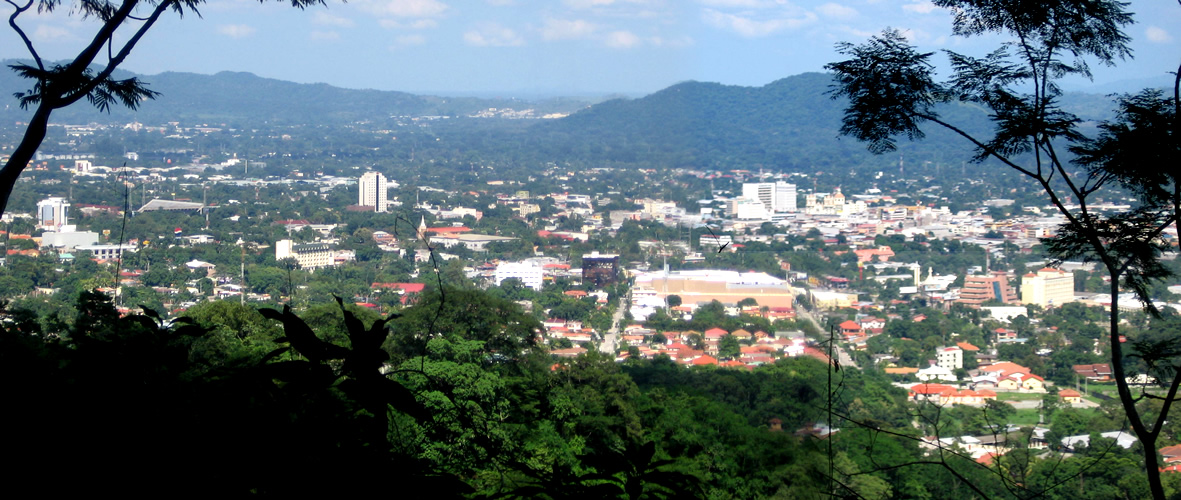
San Pedro Sula Cortés
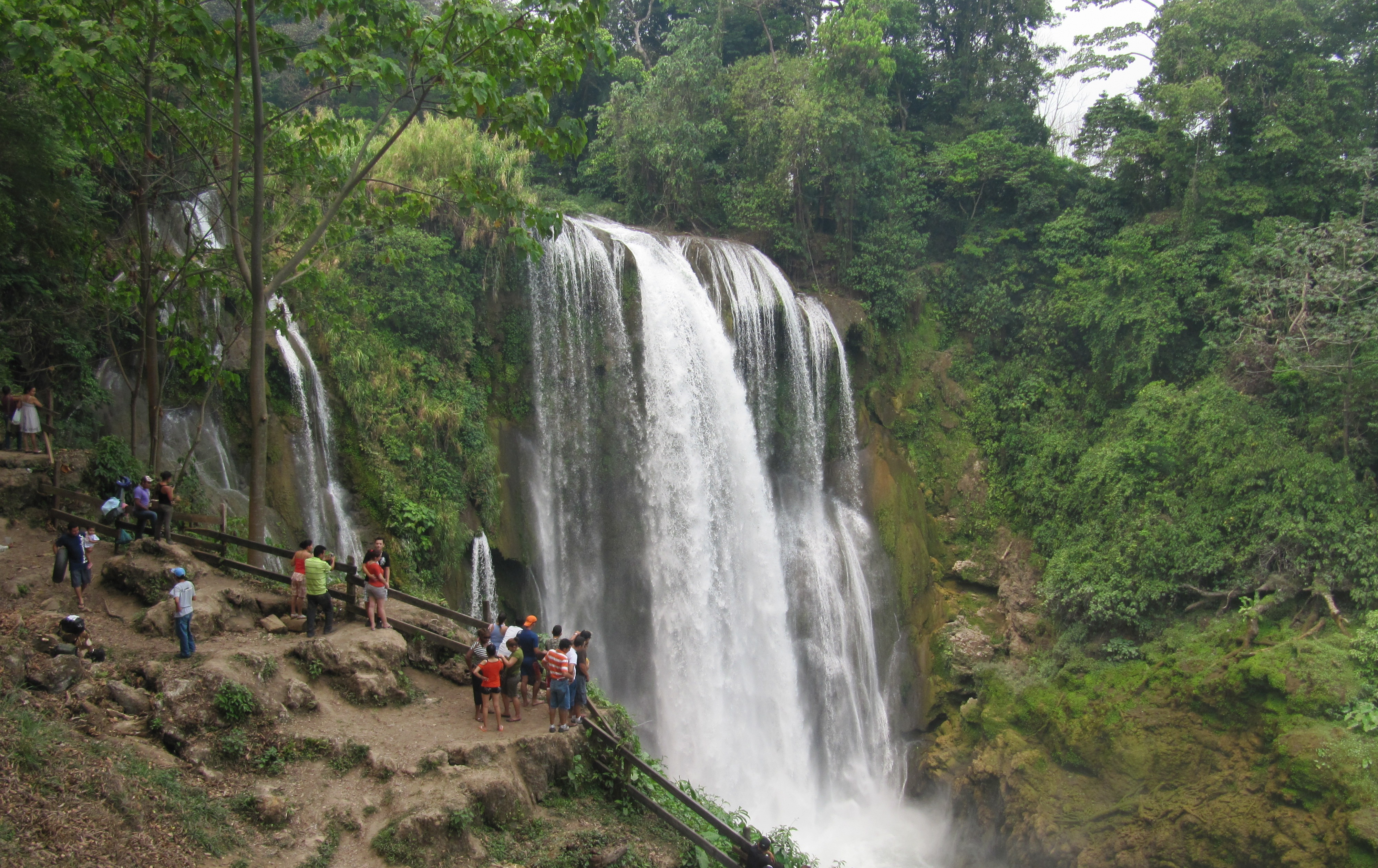
Cataratas de Pulhapanzak Cortés
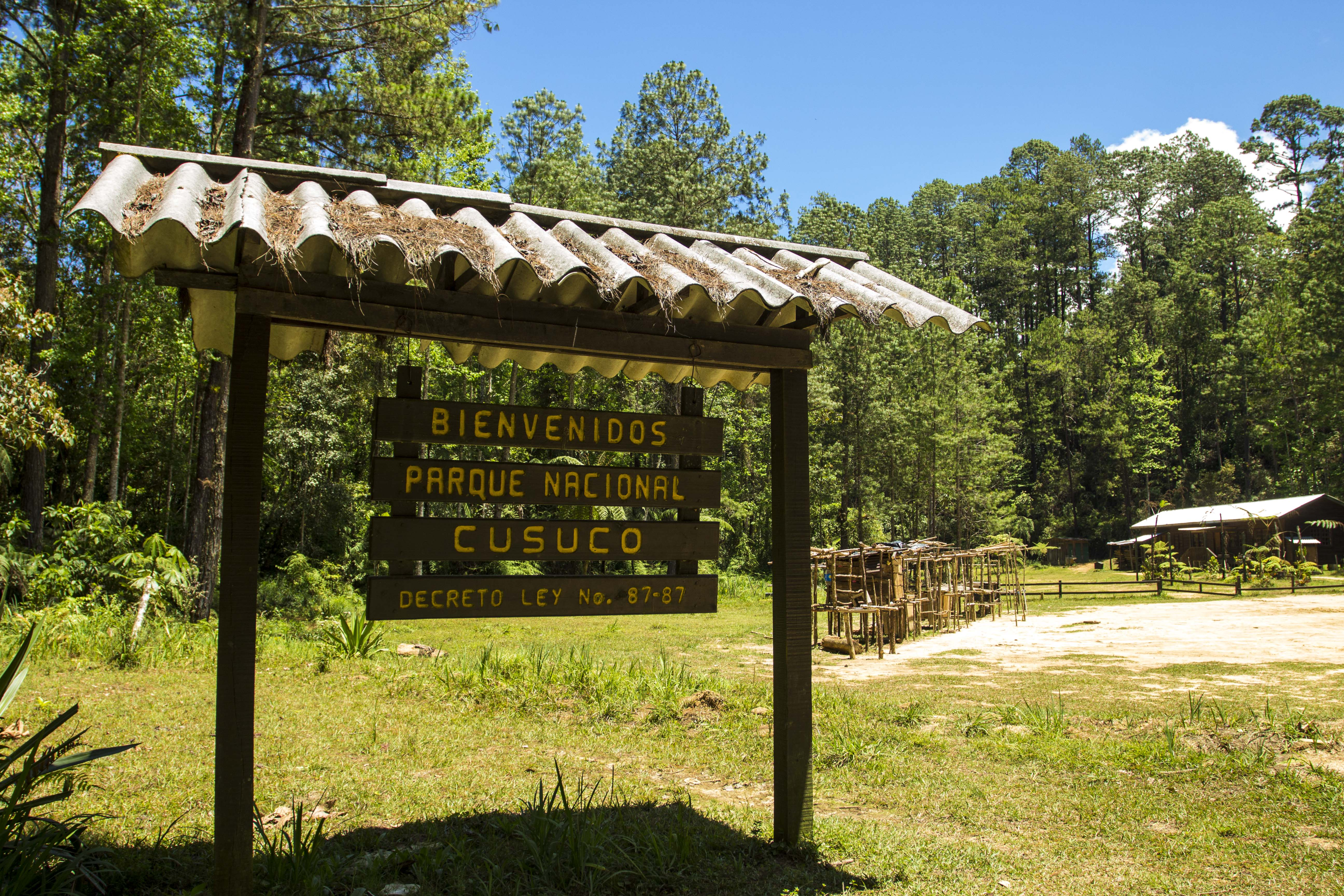
Parque nacional Cusuco San Pedro Sula
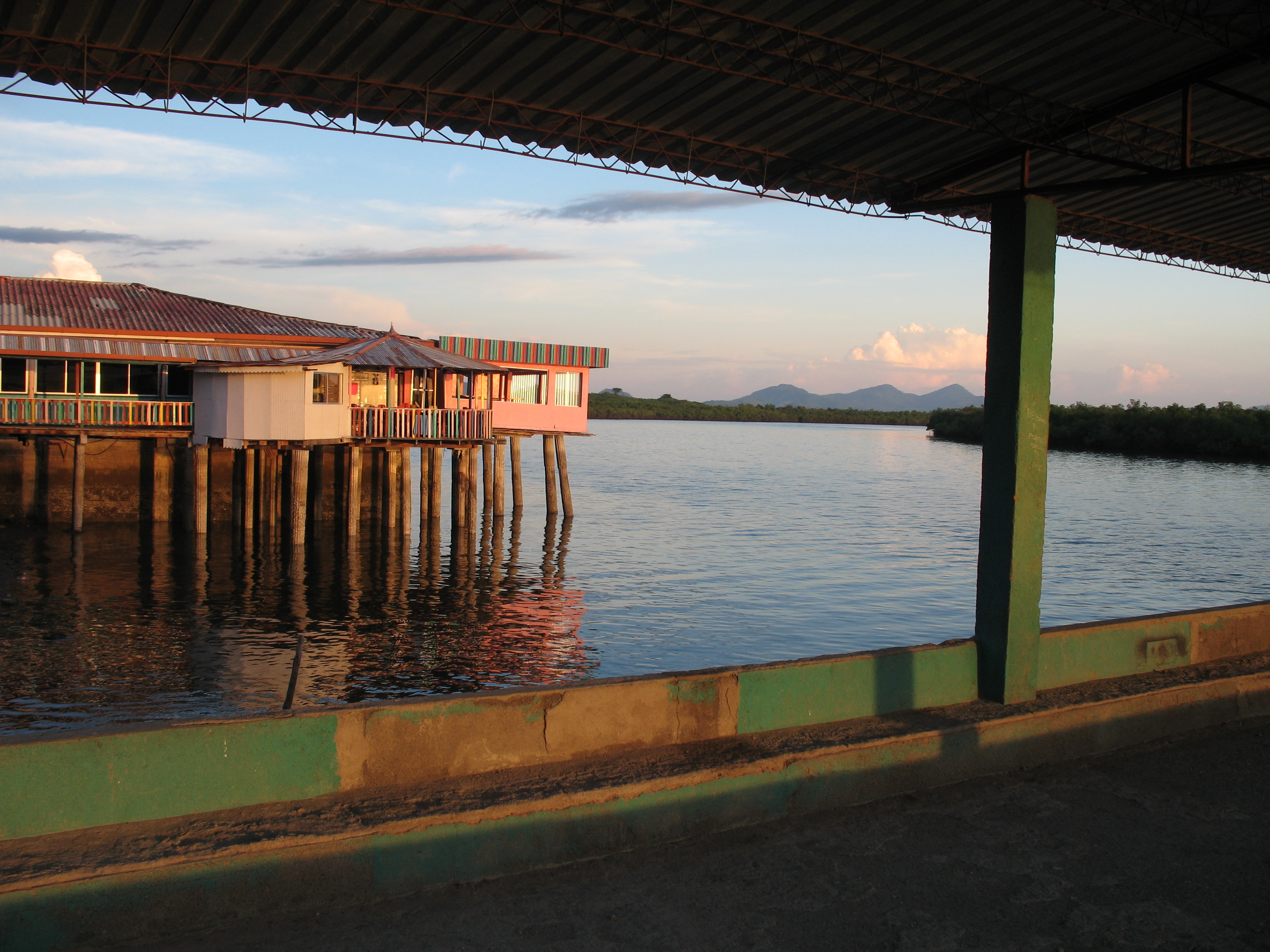
San Lorenzo Valle
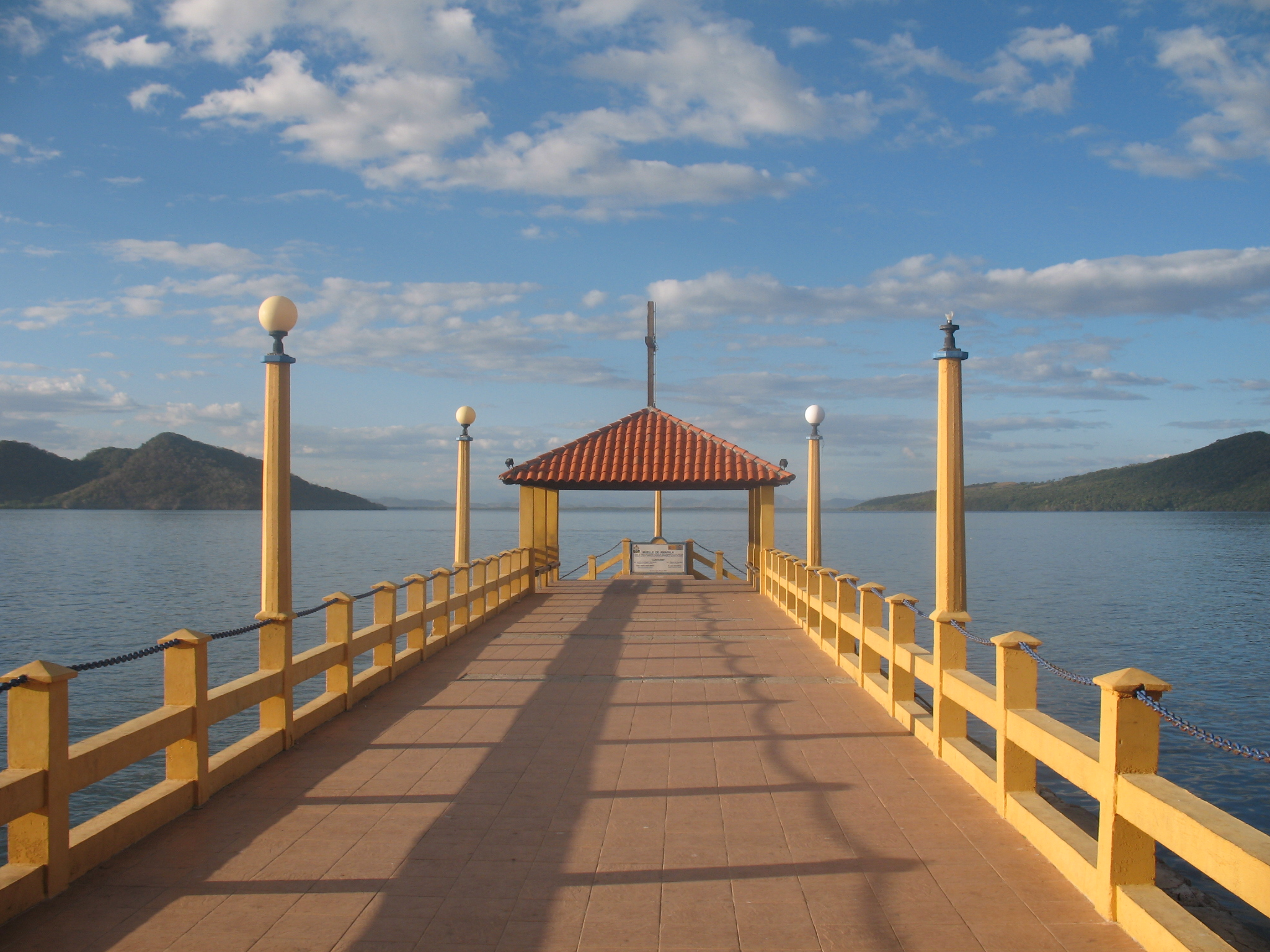
Amapala Valle
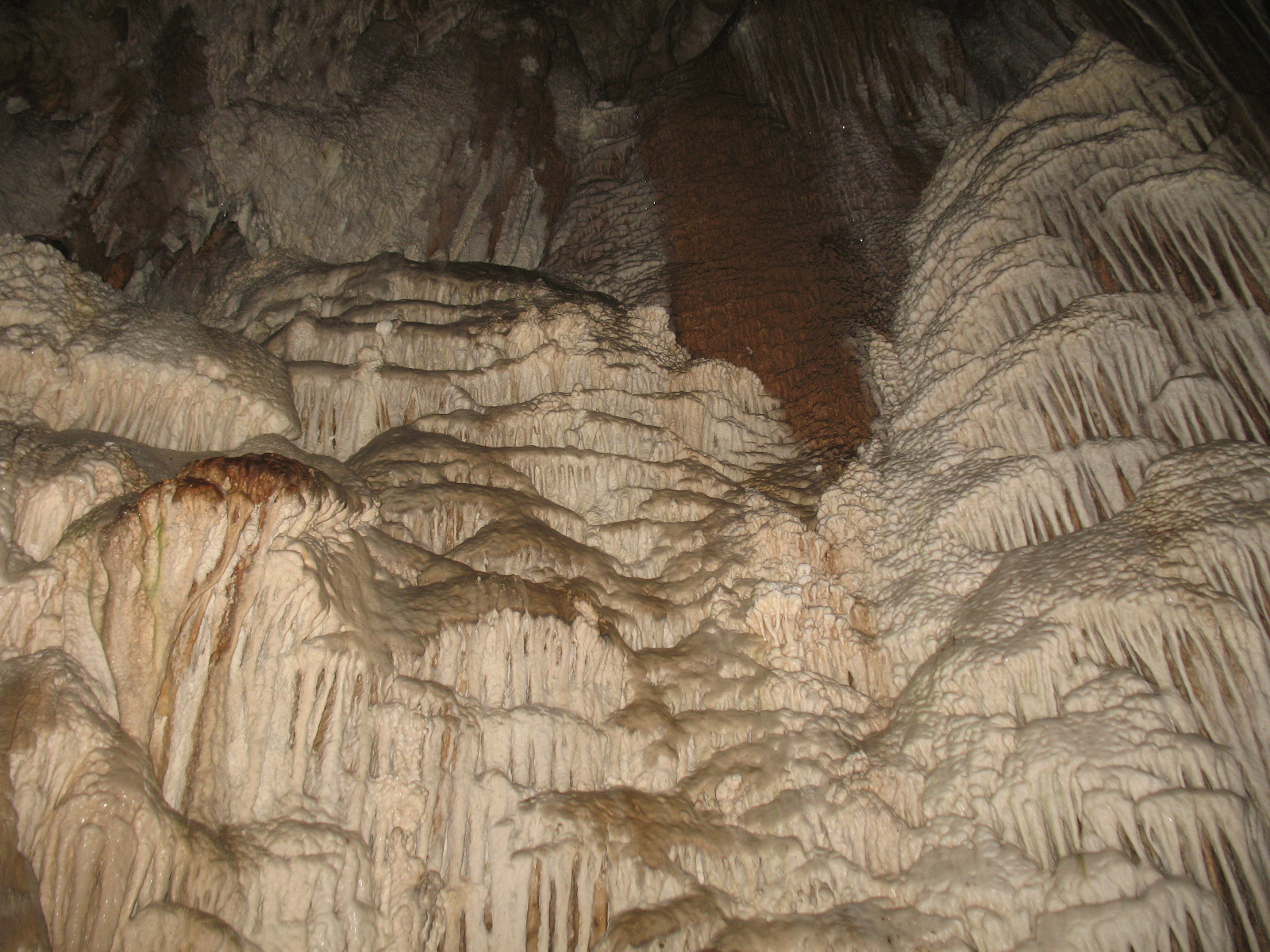
Cuevas de Talgua Catacamas Olancho
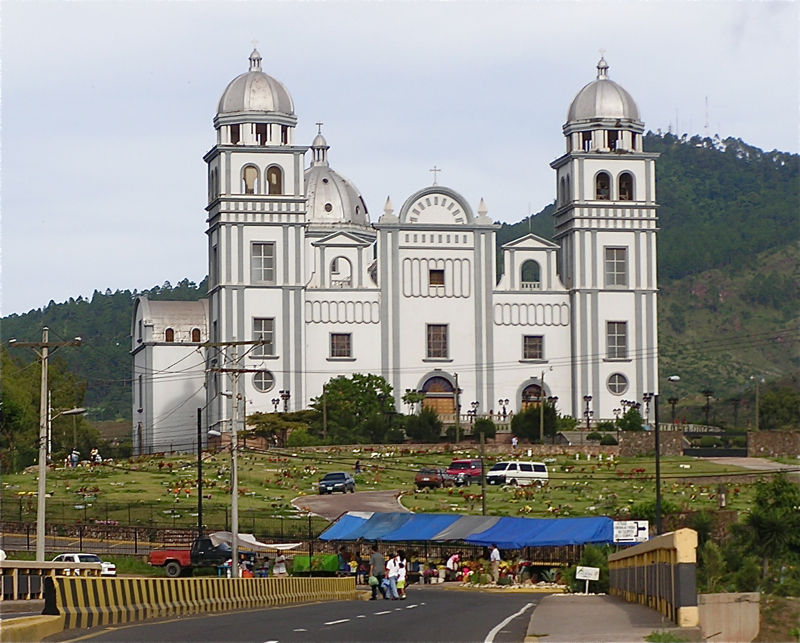
Basílica Virgen de Suyapa Tegucigalpa
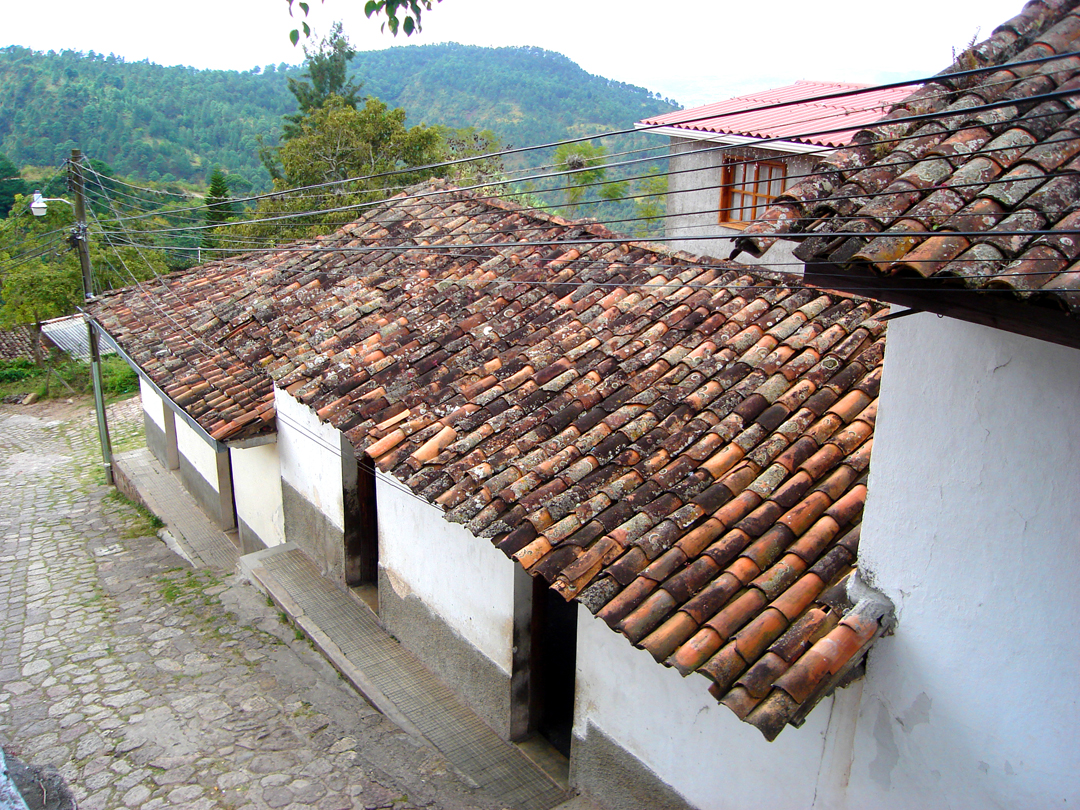
Santa Lucía Francisco Morazán
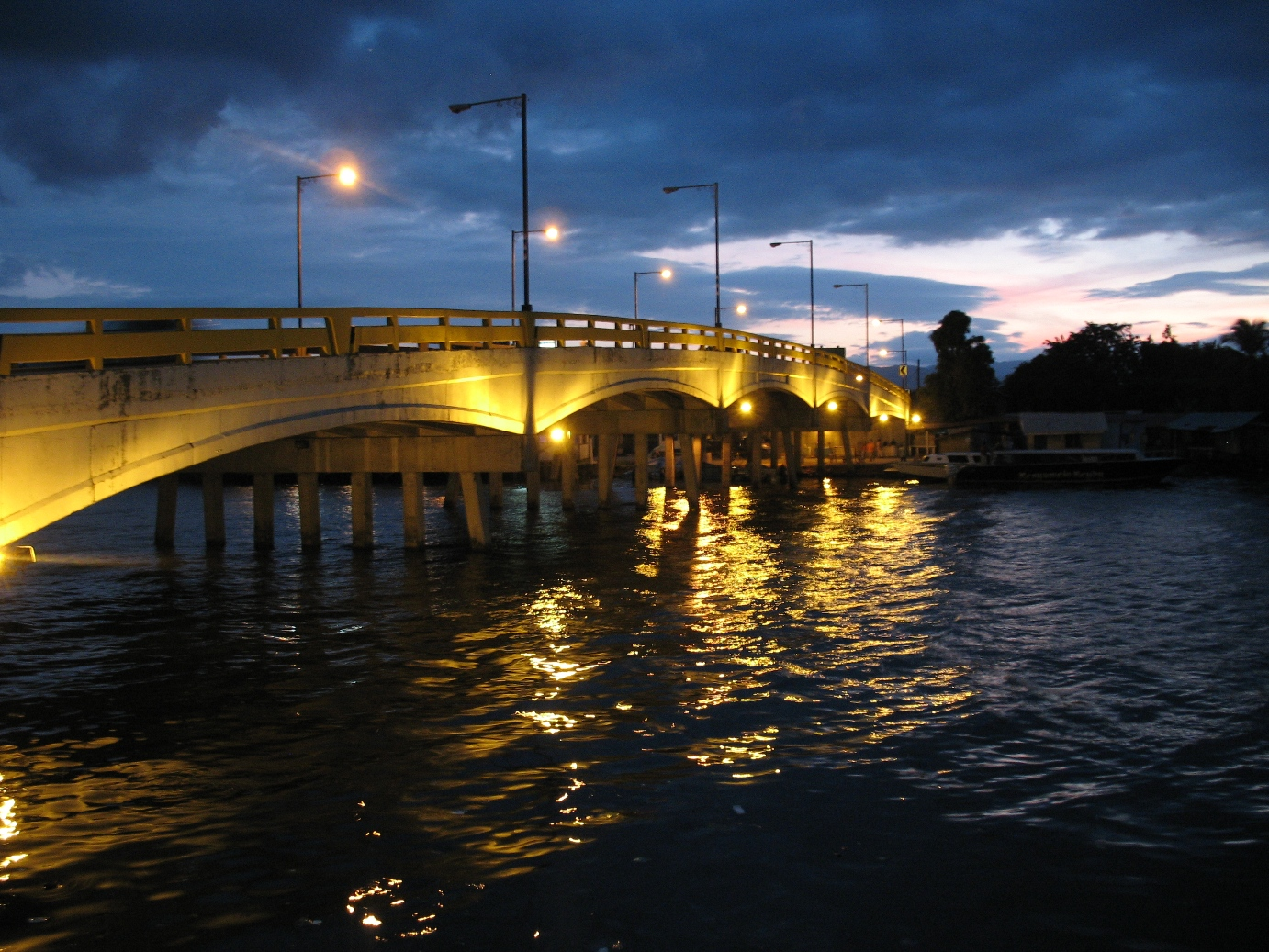
Puerto Cortés Cortés

## Ciencia y tecnología
El 20 de febrero de 1957 es fundada la Empresa Nacional de Energía Eléctrica (ENEE) que es la encargada de suplir energía eléctrica a la población, previamente la primera instalación eléctrica se realizó en San Juancito, zona minera hondureña del centro del país y en la cual residían muchos estadounidenses, a principios del siglo XX varias ciudades hondureñas con poder adquisitivo instalaron pequeñas plantas eléctricas, alimentadas tanto de leña, como hidroeléctricas aprovechando la fuerza de los ríos. Seguidamente el auge de la población y la necesidad industrial de proveer más energía eléctrica, llevaron al gobierno contratar empresas privadas para la colocación de plantas geotérmicas, que sumados a la generada por la Central Hidroeléctrica Francisco Morazán, abastecen insuficientemente al país.

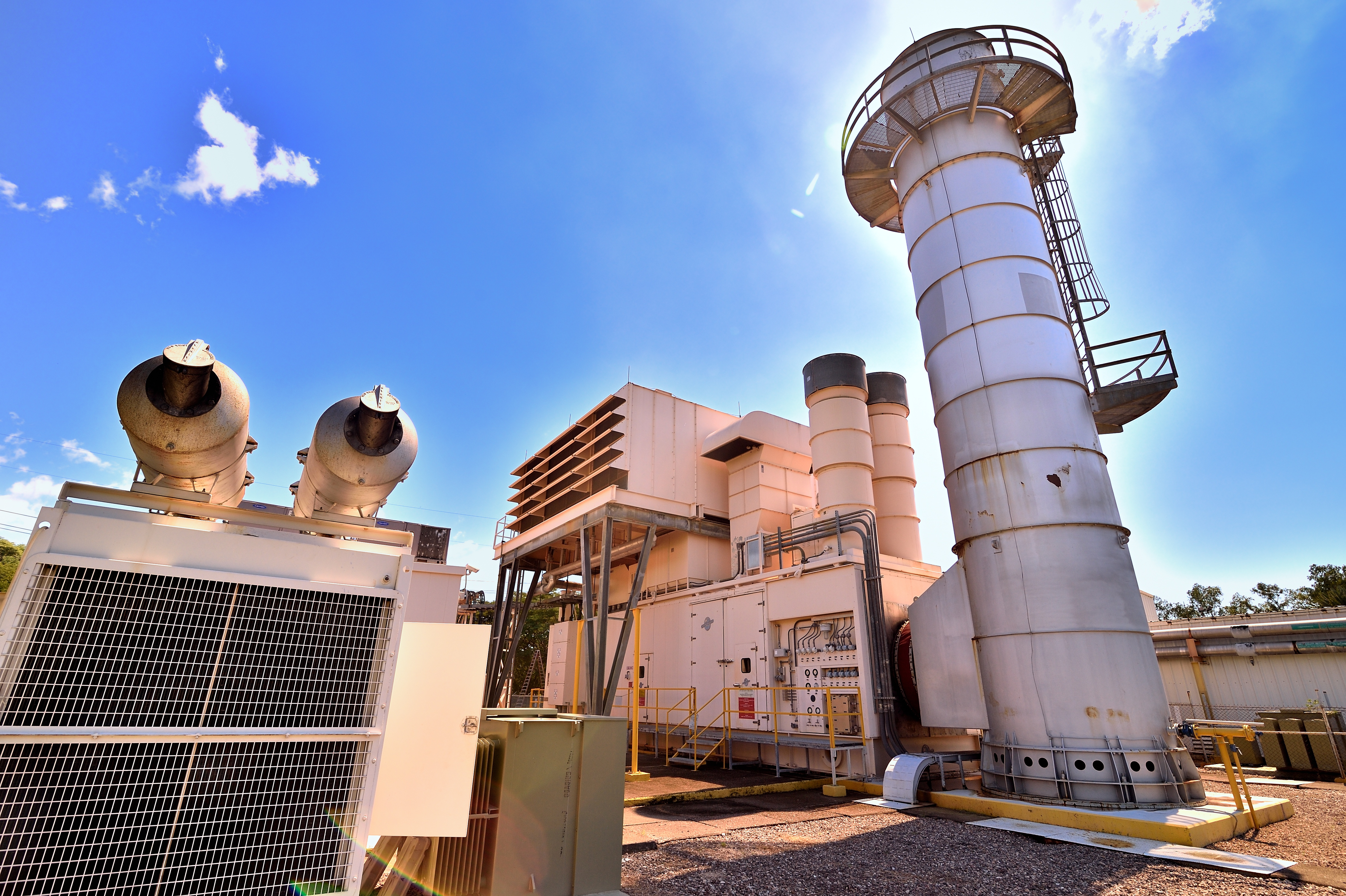
Planta de energía eléctrica PAVANA 1, que genera 39.5MW

La primera instalación de una energía renovable fue el parque eólico Cerro de Hula con ella, se verificó el aprovechamiento de las corrientes de aire para generar energía limpia, aunque en la actualidad, el costo elevado tanto de la instalación como el mantenimiento de estos parques, hace imposible cambiar la energía eléctrica generada por los caudales de los ríos hondureños. 
Manuel Bueso Pineda y su hermano Abraham Bueso Pineda fueron los encargados de la Mina de San Andrés de la Nueva Zaragoza en el departamento de Copán, dicha mina descubierta y explotada desde la colonia, a mediados de los años noventa la empresa canadiense Greenstone Minera utilizó un escanéo aéreo para detectar que bajo la población que era la aldea de San Andrés jurisdicción del municipio de La Unión existiese una gran veta de minerales, por cuanto la población total fue demolida y reubicada unos kilómetros más abajo de la colina donde fue fundada por los españoles.
Según el Índice mundial de innovación, a cargo de la Organización Mundial de la Propiedad Intelectual, en 2024, Honduras se ubicó en lugar 114 en innovación entre 133 países del mundo; mientras que en 2023 ocupó el lugar 116 y el lugar 113 en 2022.

## Infraestructura

### Transporte

#### Transporte aéreo

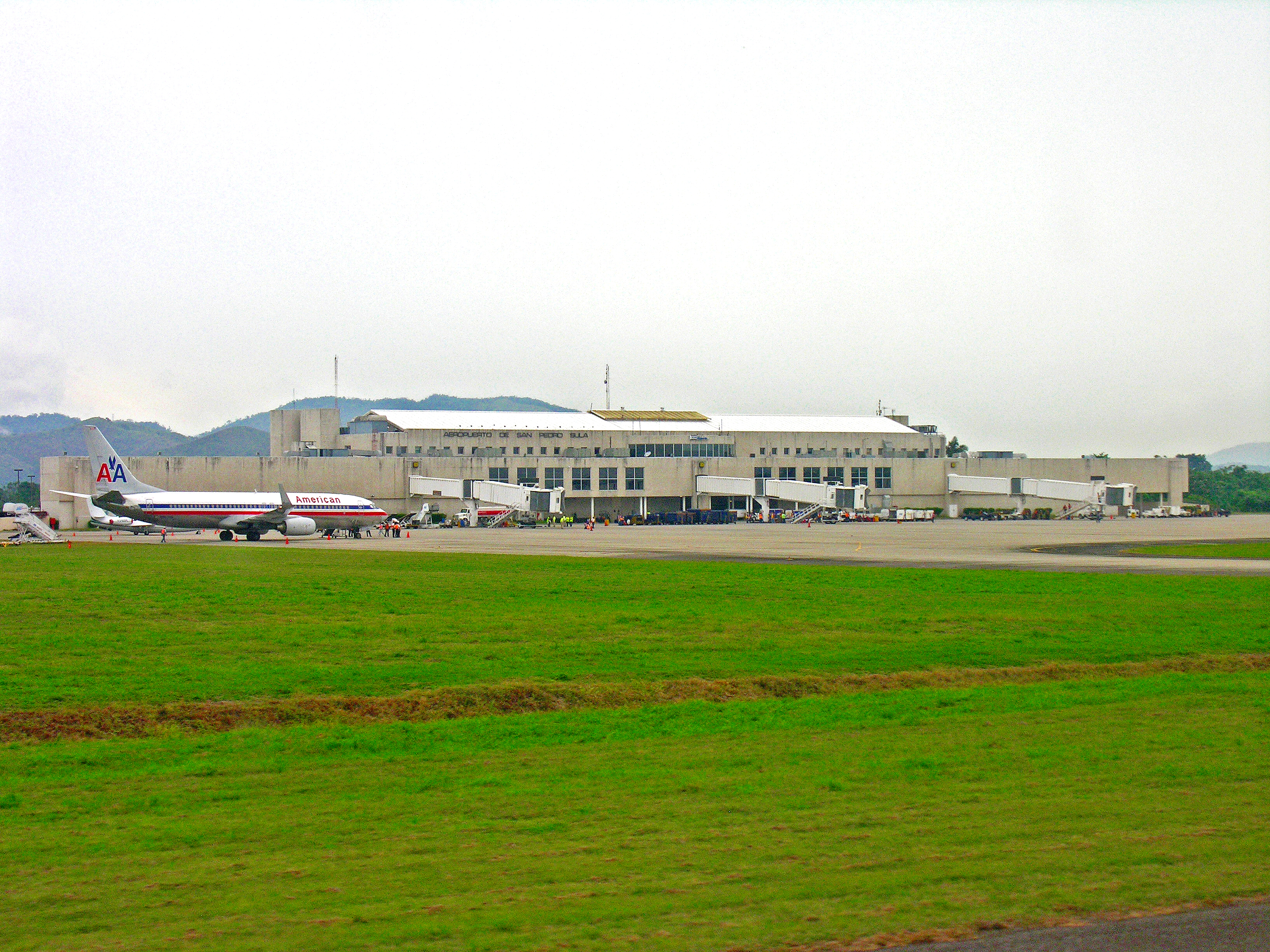
El Aeropuerto Internacional Ramón Villeda Morales en San Pedro Sula, junto con el Aeropuerto Internacional de Comayagua, son los dos principales aeropuertos del país.

Honduras cuenta con cinco aeropuertos internacionales:
- Aeropuerto Internacional de Comayagua (XPL) en Comayagua.
- Aeropuerto Internacional Golosón (LCE) en La Ceiba.
- Aeropuerto Internacional Juan Manuel Gálvez (RTB) en Roatán.
- Aeropuerto Internacional Ramón Villeda Morales (SAP) en San Pedro Sula.
- Aeropuerto Internacional Toncontín (TGU) en Comayagüela.

Los dos aeropuertos principales del país son el Ramón Villeda Morales y Comayagua (Palmerola). El Ramón Villeda Morales sirve a San Pedro Sula y la zona norte del país y el Aeropuerto Internacional de Comayagua sirve a Comayagua, Tegucigalpa y las zonas centro, sur y oriente del país. Ambos aeropuertos tienen vuelos directos a numerosas ciudades en Centroamérica, Estados Unidos y México.

#### Transporte ferroviario

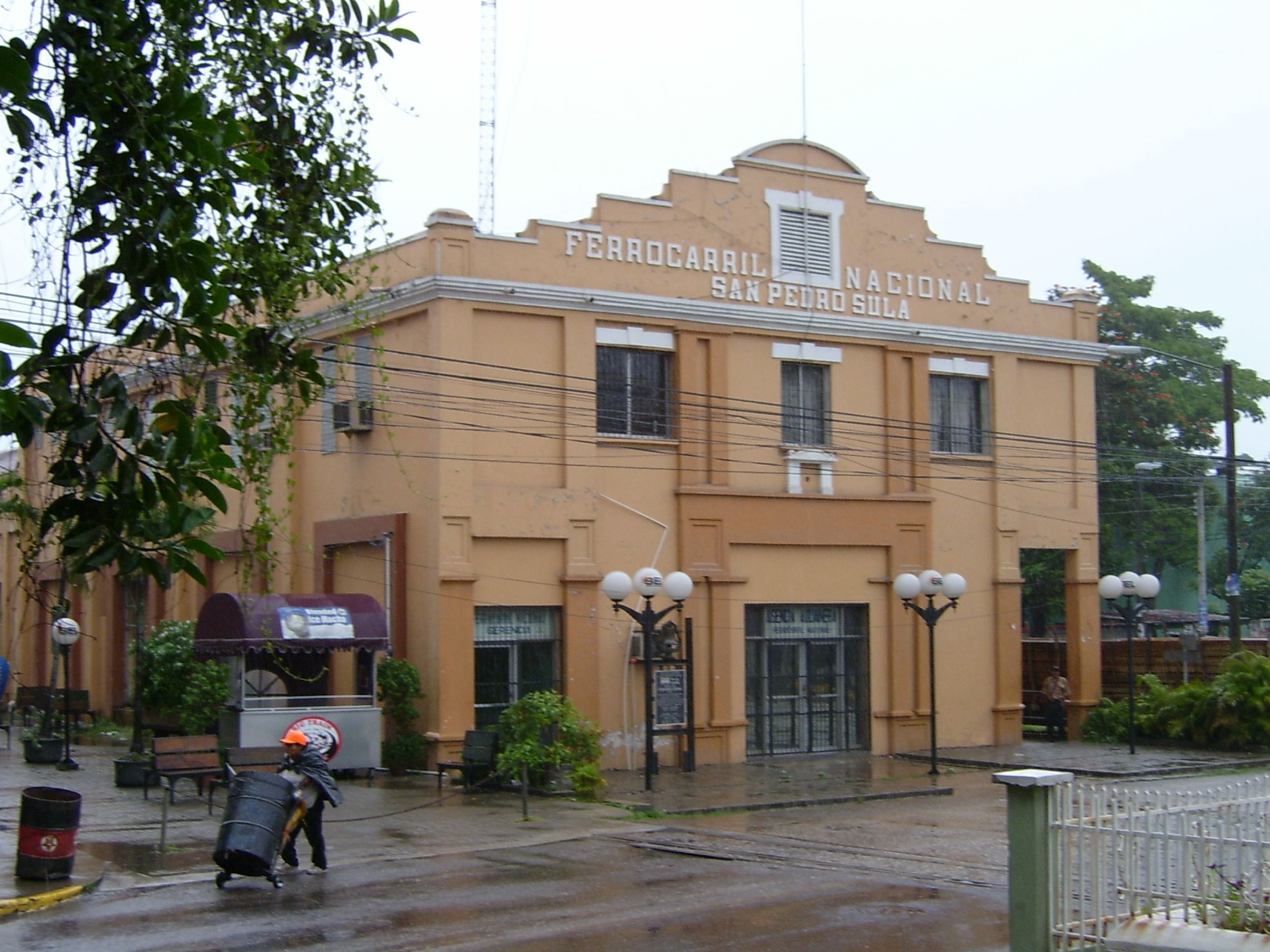
La estación de San Pedro Sula, la antigua estación central del Ferrocarril Nacional de Honduras.

El sistema ferroviario del país está compuesto por 785 km de vías férreas, divididos en dos sistemas, El Ferrocarril Nacional de Honduras (FNH), con casi 600 kilómetros de vía. La mitad de este sistema es 1.067 metros de trocha (vía estrecha) y la otra mitad de 0.914 metros. El otro sistema es de 190 kilómetros y propiedad de la Tela Railroad Company, subsidiaria de Chiquita Brands International. Ambos sistemas se encuentran en las zonas costeras del norte centro y noroeste de Honduras y sirven principalmente para el transporte del banano.

#### Transporte marítimo

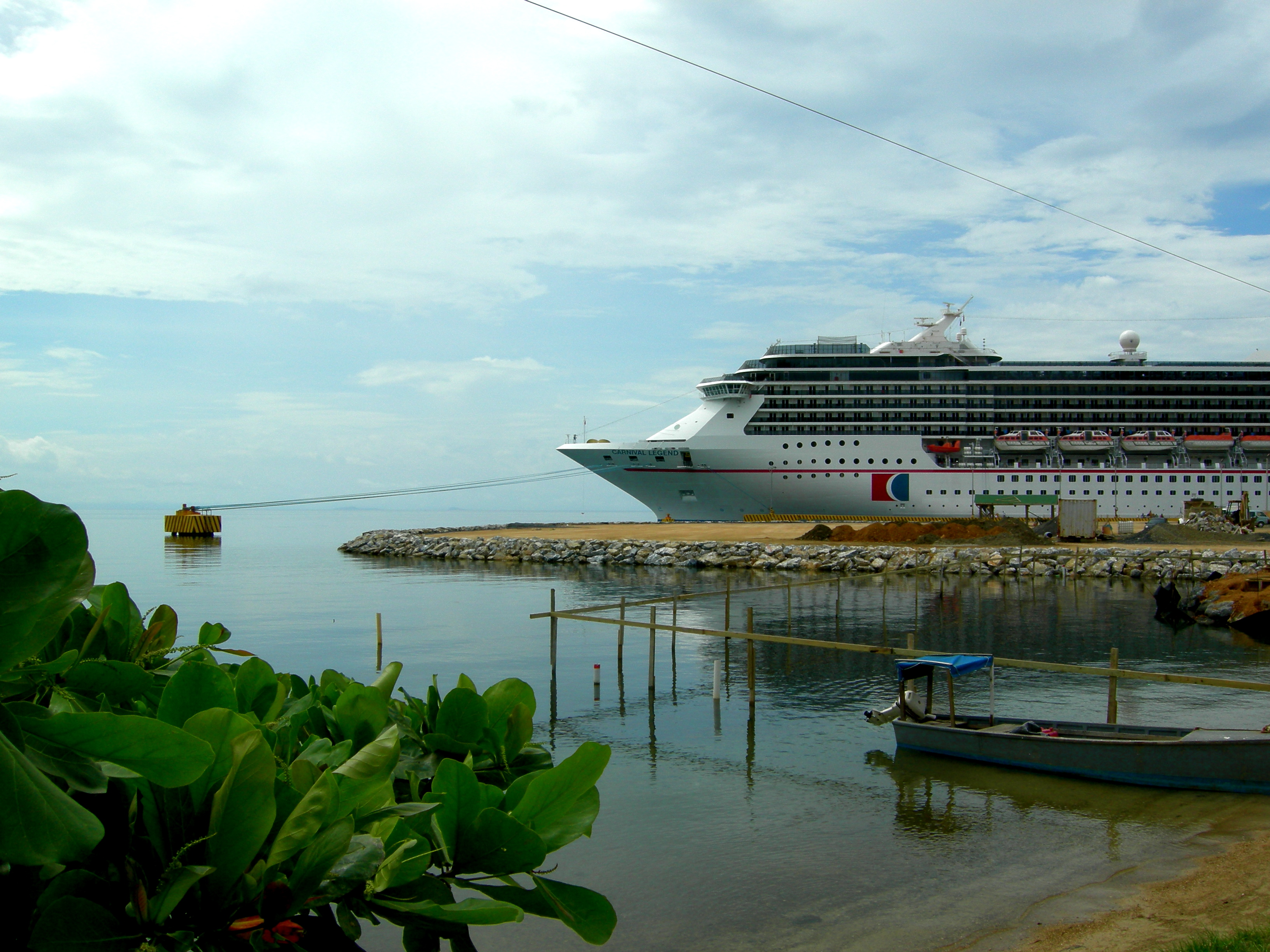
Crucero en Roatán.

Honduras cuenta con seis puertos, cinco en la zona norte con salida al océano Atlántico y San Lorenzo con salida al océano Pacífico. Los puertos en Honduras son:
- Puerto Cortés
- Puerto Castilla
- La Ceiba
- Roatán
- Tela
- San Lorenzo

Puerto Cortés, es el más importante del país y junto con Puerto Castilla y San Lorenzo, manejan casi todo el comercio marítimo de Honduras. Los puertos de La Ceiba, Roatán y Tela se especializan en el turismo, todas las semanas son visitados por cruceros internacionales con capacidad para transportar entre 400 y 800 turistas internacionales. Puerto Cortés cuenta con una de las instalaciones portuarias más modernas de Centroamérica. Por esta razón, y por su ubicación geográfica, es uno de los tres puertos latinoamericanos, que forman parte de la Container Security Iniciativa (CSI) y Security Freight Initiative (SFI). 
Puerto Castilla (en el Atlántico) y San Lorenzo en el Pacífico, utilizado en su mayor parte para el manejo del azúcar y las exportaciones de camarón, etc. Los puertos de La Ceiba, Roatán y Tela se especializan en el turismo, todas las semanas son visitados por cruceros internacionales con capacidad para transportar entre 400 y 800 turistas internacionales.

#### Transporte vial

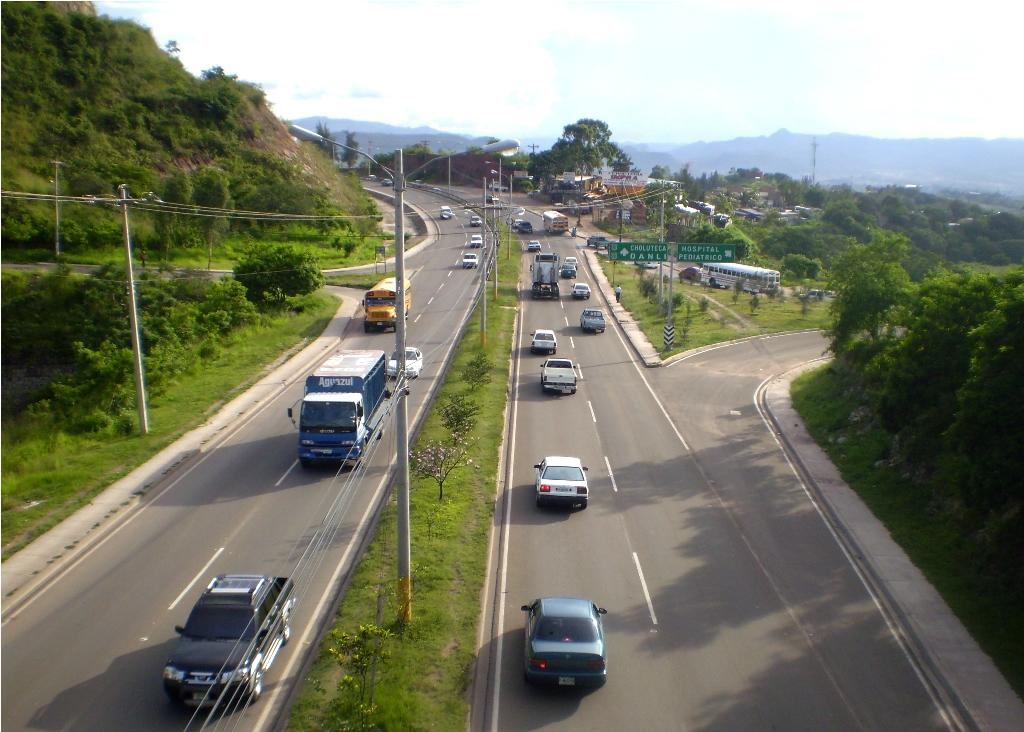
Una vista del anillo periférico en Tegucigalpa.

Honduras cuenta con más de 15 400 km de carreteras, la principal autopista del país se extiende desde Puerto Cortés en el Caribe, pasando por San Pedro Sula, Comayagüela, Tegucigalpa. Hasta llegar a Nacaome y Choluteca en el sur del país, por donde también cruza la carretera Panamericana.
Las obras de infraestructura datan de tiempos prehispánicos, pero han evolucionado durante la conquista e independencia de Honduras. La historia del urbanismo en Honduras data desde el siglo V, en la ciudad de Copán, cuando la cultura maya se encontraba en su apogeo. Durante la conquista de la actual Honduras llegaron nuevas formas de urbanismo, que se mejoró luego de la independencia.
La principal autopista de Centroamérica es la Carretera Panamericana, que recorre todos los países de América Central y conecta a Norteamérica con Sur América. Además cada país cuenta con sus propias autopistas troncales, y redes viales primarias y secundarias que conectan con todos sus pueblos y puertos. Las principales carreteras de Honduras son las siguientesː
Trayecto Norte-Sur: El Salvador - Choluteca - Nicaragua
El sector o tramo oficial de la carretera panamericana en Honduras inicia en la frontera El Amatillo (frontera con El Salvador, continuando hacia Nacaome, Jícaro Galán, donde se conecta con la carretera del Sur, siguiendo camino hacia Choluteca, San Marcos de Colón, y la frontera El Espino (Frontera con Nicaragua). 
Otras rutas que conectas las naciones centroamericanas en Honduras son:
- La frontera El Poy de El Salvador con Tegucigalpa para continuar hacia Nicaragua.

- Las fronteras con Guatemala Aguas Calientes, Corinto o El Florido, cruzando las ciudades de Nueva Ocotepeque, Santa Rosa de Copán, San Pedro Sula, Siguatepeque, Comayagua hasta llegar a la capital, en el Anillo Periférico de Tegucigalpa pasando a Tegucigalpa, por el interconector regional o bulevar de las Fuerzas Armadas que culmina en la carretera de oriente que une a las ciudades de Danlí (El Paraíso), hasta llegar a la frontera Las Manos en oriente colindante con Nicaragua.

- Desde Nacaome también se recorre San Lorenzo, Choluteca pasando hacia otras dos fronteras de Nicaragua: Frontera La Fraternidad y Frontera El Guasaule.

### Riego en Honduras
Honduras es un país con gran tradición en el diseño y construcción de obras hidroagrícolas, las cuáles  se remontan a la época prehispánica. Esta tradición en el diseño y la construcción de infraestructura hidroagrícola continuó enriqueciéndose durante la época colonial y la independencia. Sin embargo, no fue sino hasta después de la independencia que se inicia la construcción de las grandes obras de riego.

### Telecomunicaciones
La prensa escrita se inició en Honduras por medio de L Gaceta órgano informativo del gobierno. Francisco Morazán, quien había introducido al país la primera imprenta, fue quien lanzó los primeros comunicados a nivel nacional en 1830. El periódico más antiguo de la era moderna es el diario La Prensa, fundado el 26 de octubre de 1964. Este diario, junto a El Tiempo, originan sus ediciones desde San Pedro Sula. Otros diarios importantes son: El Heraldo y La Tribuna de Tegucigalpa. Así también, forman parte de la prensa escrita los diarios de internet como: HonduDiario.com, Proceso Digital, entre otros. La mayoría de diarios de Honduras pueden ser leídos gratuitamente en internet.
Las primeras líneas telegráficas en el país se construyeron en 1876. Estas líneas llegaron a unir las ciudades de Comayagua y La Paz. Luego, se construyó la línea telegráfica para unir Comayagua con Tegucigalpa y en 1880 se conectó a la red, la ciudad de San Pedro Sula. En 1928, la dirección General de Telégrafos pasó a llamarse Dirección General de Telégrafos y Teléfonos.
Las primeras concesiones del servicio telefónico, fueron otorgadas en 1891, pero el servicio automático comenzó en 1932 con la instalación de una central telefónica de 1000 líneas en Tegucigalpa. En 1976 se creó la Empresa Hondureña de Telecomunicaciones (Hondutel) y comenzó sus operaciones al año siguiente. Actualmente, Hondutel ofrece servicios de telefonía fija e inalámbrica (821 200 líneas en 2007), servicio de internet ADSL (Línea de abonado digital asimétrica), servicios de tarjetas prepagadas entre otros servicios.
Con la apertura de las telecomunicaciones en Honduras, la inversión extranjera se ha visto beneficiada. Hoy en día, operan en el país, varias empresas especializadas en este rubro, por ejemplo: Cable Color, Amnet. Así como Tigo y Claro quienes proveen a la población con servicios de telefonía celular.
En el 2008, 13.1 de cada 100 hondureños usaron el Internet regularmente. Pero solo 0.8 % eran abonados fijos de este servicio. Esto se debe a la popularidad de los cibercafés, de los distintos barrios y colonias de las ciudades del país.
El pueblo hondureño comenzó a informarse a través de la televisión en 1959 con el arribo al país de TVC Canal 5 de Televicentro. A este canal se sumaron posteriormente TVC Canal 3, TVC Canal 7 y MegaTv; en 2010, nació TVC-HD (Alta Definición), solo disponible para los usuarios de Tigo/Amnet y Cablecolor. Poco a poco, se fueron añadiendo a la red informativa del país otros canales, como Voz e Imagen Centroamericana, Canal 11 Honduras, Hondured Canal 13, el Canal 6 Honduras, Cholusat Sur Canal 36, Televisión Nacional de Honduras y Globo TV, entre otros.
Se estima que las telecomunicaciones representan el 7.1 % del (PIB) en Honduras (2008).

### Energía

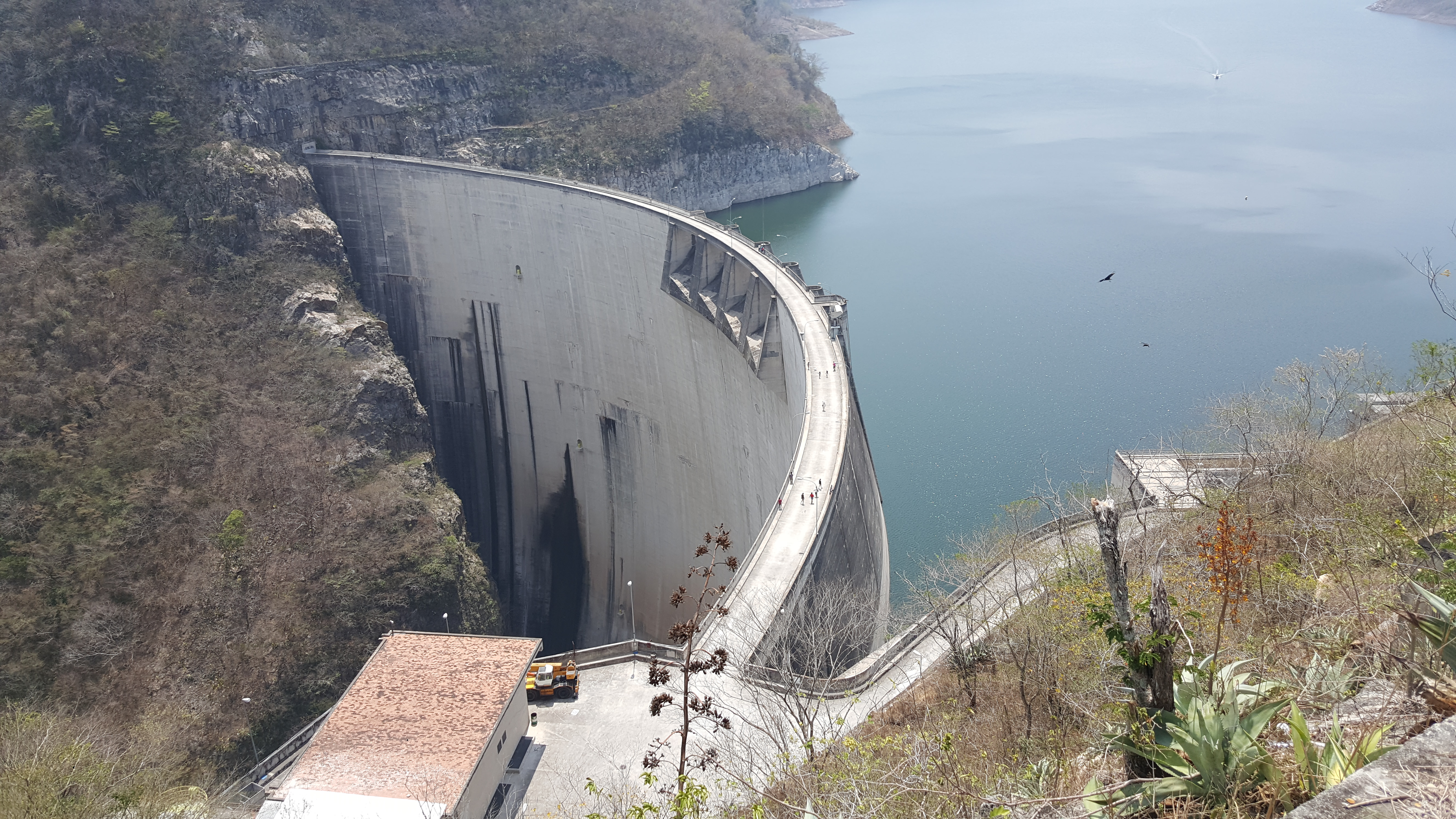
La central hidroeléctrica Francisco Morazán, la planta hidroeléctrica más grande del país.

Honduras obtiene su energía de cuatro fuentes, hidrocarburos, hidráulica, eólica y biomasa. Hasta el año 1990 el 99 % de la energía eléctrica provenía de plantas hidroeléctricas estatales. Si bien, dadas las condiciones topográficas y de precipitación existe un enorme potencial para la generación hidroeléctrica, esta no ha sido debidamente aprovechada.
La falta de inversión pública y privada en fuentes de energía renovable, ha provocado que la demanda de energía surgida en los últimos años fuera cubierta con plantas térmicas a base de combustibles fósiles. Actualmente el 65 % de la energía que se consume proviene de estas plantas.
El 36 % de los hidrocarburos son utilizados en la producción de energía eléctrica, el resto lo consume en su gran mayoría el transporte. Honduras no produce hidrocarburos, por lo que esta dependencia, afecta en gran medida su balanza comercial. Honduras consume unos 15 millones de barriles de petróleo anuales (42 000 diarios). El país gasta aproximadamente $1250 millones en compra de petróleo (2006) (13 % de sus ingresos).
Actualmente existen proyectos para la utilización de fuentes alternativas de energía, además de la hidroeléctrica. La Empresa Nacional de Energía Eléctrica (ENEE) máximo responsable de la producción, comercialización, transmisión y distribución de energía eléctrica en Honduras proyecta la construcción del proyecto Patuca III en conjunto con los proyectos Patuca I y II (costo: $1200 millones) con el objeto de generar 600 MW de energía limpia.
El primer parque eólico de Honduras, localizado en el Cerro de Hula, comenzó a producir 67 MW de electricidad en el mes de octubre del 2011, este proyecto (Costo: $290 millones), Ahora tiene 102 megavatios de capacidad eléctrica ya finalizado en diciembre del 2011; asimismo, están encaminados los proyectos Jicatuyo y Los Llanitos, con una inversión proyectada de $750 millones.
En mayo de 2015, Honduras inaugura la mayor central de energía solar fotovoltaica de América Latina. Con una capacidad instalada para producir 100 megavatios (MW) al año con dos plantas de 50 cada una y con la posibilidad, según la demanda, de llegar a alcanzar hasta 140, el complejo es privado y comenzó a operar en la aldea La Llave, del municipio de Nacaome, del sureño departamento de Valle. La central fotovoltaica de Honduras supera a las que existen en Chile y México, líderes en América Latina en este sector.

## Demografía

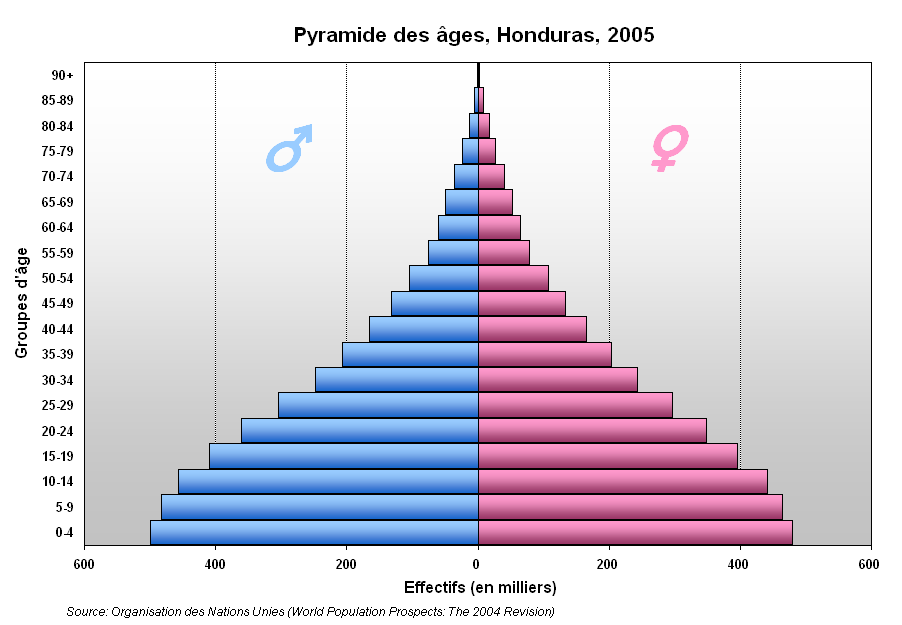
Estructura demográfica de Honduras por edad y sexo en el 2005.

El primer censo de la población hondureña, se llevó a cabo por el obispo Fernando Cardiñanos en 1791 dando como resultado un poco más de 90 000 habitantes. De allí en adelante, el crecimiento en número de hondureños fue consistentemente en ascenso. En 1887 Honduras ya tenía 330 000 habitantes. Para 1940, el número de hondureños ya había aumentado a más de un millón. De acuerdo a los datos proporcionados por el Centro Centroamericano de la Población de la Universidad de Costa Rica, y la CEPAL, la población de Honduras, está entre las que registra un mayor número de crecimiento anual en Latinoamérica.
La población total de Honduras era de 9 304 380 habitantes (2020). De este número, 5 117 430 personas componen la población urbana y 4 186 950 la población rural, según el censo de población y vivienda del Instituto Nacional de Estadística de Honduras. El departamento con mayor población en Honduras es Francisco Morazán con 1 674 986 habitantes. El departamento con menor población en Honduras es Islas de la Bahía con 74 938 habitantes (38 554 mujeres y 36 384 hombres.
El grueso de la población lo componen las personas entre 20 y 59 años de edad (4 653 664). Seguido por los niños que oscilan entre las edades de 0 y 9 (2 114 366). Luego le siguen los adolescentes (10-19) con 1 944 492. Esto hace de Honduras, una población bastante joven. De acuerdo a las cifras de publicadas por esta proyección censal (INE. Proyección Censal de Población y Vivienda) solo 770 906 componen el grupo de la tercera edad (60+).
Este rápido crecimiento demográfico en Honduras, ha tenido como consecuencia un descenso en el ingreso per cápita e incremento en la presión sobre el acceso a los servicios de vida. Esto, ha llevado a miles de hondureños a tener que emigrar a países como México, Nicaragua, El Salvador algunos países europeos (por lazos idiomáticos y culturales, y por la posibilidad de adquirir la doble nacionalidad en un plazo más reducido, España es el principal destino europeo), pero en especial a Estados Unidos en busca de mejores condiciones de vida. Además, este crecimiento poblacional ha acelerado el proceso de urbanización en las principales ciudades como San Pedro Sula y Tegucigalpa.

### Etnografía
"Honduras es un país multiétnico, multicultural y multilingüe que se compone de cuatro grandes familias étnicas: mestizos o blancos que son la mayoría, los indígenas (lencas, misquitos, tolupanes, chortís, pech o payas, tawahkas), los garífunas y los criollo-anglohablantes. Las etnias indígenas y los garífunas constituyen la herencia cultural de Honduras y representan cerca del 7% de la población del país".
Entre los grupos con menos población se encuentran: Los chortis, con una población de aproximadamente 38 587 radican en los departamentos de Copán y Ocotepeque. Los misquitos, de aproximadamente 57 000 personas, radican en el departamento de Gracias a Dios. Asimismo, los pech o payas (4300) viven en Olancho, Colón y Gracias a Dios. Mientras que la población tawahka pasó de 160 personas a cerca de a 2758 personas durante el siglo XXI. Este grupo étnico practica una agricultura itinerante de subsistencia.
Los lencas, la etnia más numerosa (313 000), se encuentran localizados en los departamentos de La Paz, Comayagua, Intibucá, Lempira y Santa Bárbara. Viven en aldeas y caseríos muy cercanos a las carreteras y "a pesar de que los lencas fueron diezmados durante el siglo XVI, algunas de sus comunidades actuales todavía tienen una cultura que les distingue parcialmente de sus vecinos campesinos o ladinos...".
Los pueblos garífunas (98 000) se encuentran localizados a lo largo de la costa norte de Honduras; desde Masca en el Departamento de Cortés, hasta Tocomacho en el departamento de Colón. "Aunque es el grupo étnico relativamente más joven" de haberse establecido en Honduras, ya pasaron a formar parte importante" de la "idiosincrasia" del país.
Los jicaques o Tolupanes (19 000 personas) de los departamentos de Cortés y Atlántida han perdido su lengua y su cultura jicaque. Todos se sienten ladinos y están totalmente integrados en la sociedad campesina hondureña. Los jicaques de la montana de la flor, son unos trescientos cincuenta. El 90% son monolingües del jicaque.
Los habitantes de las Islas de la Bahía, comúnmente llamados isleños (13 854), «refleja sus orígenes como esclavos ingleses, hablan un dialecto inglés característico del occidente del Caribe, son de religión cristiana-evangélica y se autoidentifican con la cultura angloamericana del Caribe contemporáneo».
En lo que respecta al gobierno de la República de Honduras, a través del Artículo 6, de la Constitución establece que

El idioma oficial de Honduras es el español. El Estado protegerá su pureza e incrementará su enseñanza.

No obstante; con la pérdida de su lengua, por parte de los lencas y de los chortis y el peligro de extinción que existe de lenguas como la de los Payas, la misma Constitución considera necesario mediante el artículo 172:

Toda riqueza antropológica, arqueológica, histórica y artística de Honduras forma parte del patrimonio cultural de la Nación. La Ley establecerá las normas que servirán de base para su conservación, restauración, mantenimiento y restitución, en su caso. Es deber de todos los hondureños velar por su conservación e impedir su sustracción.

Asimismo la Constitución se compromete a preservar y estimular

las culturas nativas, así como las genuinas expresiones del folclore nacional, el arte popular y las artesanías

- Consulta el portal dedicado diversidad lingüística de Honduras Archivado el 24 de diciembre de 2013 en Wayback Machine., con consultas a los diccionarios de Hondureñismos y de las Lenguas de Honduras DLH de la Academia Hondureña de la Lengua AHL.

### Distribución por edad
- Hombres: 4 095 813
- Mujeres: 4 047 651
- 0-14 años: 36.7% (hombres 1,528,271/mujeres 1 464 428)
- 15-64 años: 59.5% (hombres 2,431,607/mujeres 2 412 951)
- 65 años adelante: 3.8% (hombres 136 035 / mujeres 170 272) (2012 est.)

Los nativos americanos de Honduras cuentan con más de 210 mil habitantes, representando el 2.3 % de la población de Honduras, han habitado el territorio hondureño por más de veinte milenios, durante la colonización algunos de sus grupos fueron esclavizados, desalojados de sus tierras o asimilados por los colonizadores y otros grupos continúan habitando sus tierras ancestrales, manteniendo su cultura, lengua y religión original, estos grupos son los siguientes:
| Grupo étnico | Número de Habitantes | Departamentos donde residen                         |
| ------------ | -------------------- | --------------------------------------------------- |
| Lencas       | 110 mil              | Lempira, Intibucá, La Paz (Bandera de Honduras)     |
| Chortís      | 24 mil               | Copán, Ocotepeque, Cortés                           |
| Tawahka      | 6 mil                | La Mosquitia (Gracias a Dios), Olancho              |
| Tolupanes    | 15mil                | Yoro, Olancho, Atlántida, Colón, Francisco Morazán. |
| Pech         | 4 mil                | Gracias a Dios, Olancho y Colón                     |
| Misquitos    | 50 mil               | Gracias a Dios                                      |

### Transición demográfica
Durante el siglo XXI la población hondureña sufrirá un proceso de transición demográfica en la que la población mayor de 60 años aumentara, por otro lado el país es uno de los más jóvenes de América Latina, con una Edad Media estimada de 22 años. Honduras es el segundo país más poblado de América Central, por detrás de Guatemala, y a partir de 1991 el país supera demográficamente a El Salvador. Igual que Nicaragua, el país más se va a duplicar en esta primera mitad del siglo XXI, y al igual que Guatemala, la emigración no afecta al crecimiento demográfico pero como la tasa de natalidad es menor a la de Guatemala, el país no crecerá tanto como su país vecino Guatemala. Para el 2050 el país llegará con más de 13 millones de habitantes (la misma población de Guatemala en 2010). Para el 2070 el país todavía crecerá con 16.8 millones de habitantes, siendo este su tope poblacional, para decrecer que en 2080 pero con un decrecimiento de solo un -0.1%, para el 2090 la tasa de decrecimiento pasara solo al -0.6% y para el 2100 a un -1.8%.
| Año  | Población total | Población mayor de 60 | Porcentaje |
| ---- | --------------- | --------------------- | ---------- |
| 2000 | 6.485.500       | 335.200               | 5,2%       |
| 2025 | 10.656.100      | 917.100               | 8,6%       |
| 2050 | 13.771.300      | 2.425.800             | 17,6%      |

### Religión
En Honduras existe libertad de culto, si bien la mayoría de la población profesa la religión cristiana, siendo la Iglesia católica la que más feligreses acoge; un 46% de la población.
Desde mediados del siglo XX ha existido un aumento de las iglesias protestantes de la rama denominada evangélica que conforma un 43 % de la población, por lo que el 89% de la población hondureña se identifica con el cristianismo, ya sea en su rama católica o protestante, a la cual muchos hondureños se acogen. Aunque existen profesantes de la religión judía, la islámica, o la wicca en menor cantidad, su presencia pasa casi desapercibida. Alrededor de un 11% de los habitantes no cree en religiones, cifra que parece insólita pero en recientes años anteriores fue más alta.

### Idiomas
La lengua española es la oficial y mayoritaria hablada por prácticamente toda la población, a excepción de algunos grupos étnicos como los misquitos, lencas, Tawakas, entre otros, también existen comunidades angloparlantes principalmente en la costa norte hondureña siendo la más importante de las Islas de la Bahía.

### Derechos humanos
En materia de derechos humanos, respecto a la pertenencia a los siete organismos de la Carta Internacional de Derechos Humanos, que incluyen al Comité de Derechos Humanos (HRC), Honduras ha firmado o ratificado:
| Honduras | Tratados internacionales | Tratados internacionales | Tratados internacionales | Tratados internacionales    | Tratados internacionales    | Tratados internacionales | Tratados internacionales | Tratados internacionales | Tratados internacionales  | Tratados internacionales | Tratados internacionales | Tratados internacionales | Tratados internacionales | Tratados internacionales | Tratados internacionales | Tratados internacionales  | Tratados internacionales | Tratados internacionales    |
| --- | ------------------------ | ------------------------ | ------------------------ | --------------------------- | --------------------------- | --- | ------------------------ | ------------------------ | ------------------------- | --- | ------------------------ | ------------------------ | --- | --- | ------------------------ | ------------------------- | ------------------------ | --------------------------- |
| Honduras | CESCR                    | CESCR                    | CCPR                     | CCPR                        | CCPR                        | CERD | CED                      | CEDAW                    | CEDAW                     | CAT | CAT                      | CRC                      | CRC | CRC | CRC                      | MWC                       | CRPD                     | CRPD                        |
| Honduras | CESCR                    | CESCR-OP                 | CCPR                     | CCPR-OP1                    | CCPR-OP2-DP                 | CERD | CED                      | CEDAW                    | CEDAW-OP                  | CAT | CAT-OP                   | CRC                      | CRC-OP-AC | CRC-OP-SC | CRC-OP-CP                | MWC                       | CRPD                     | CRPD-OP                     |
| Pertenencia | Firmado y ratificado.    | Sin información.         | Firmado y ratificado.    | Firmado pero no ratificado. | Firmado pero no ratificado. | Honduras ha reconocido la competencia de recibir y procesar comunicaciones individuales por parte de los órganos competentes. | Sin información.         | Firmado y ratificado.    | Ni firmado ni ratificado. | Honduras ha reconocido la competencia de recibir y procesar comunicaciones individuales por parte de los órganos competentes. | Sin información.         | Firmado y ratificado.    | Honduras ha reconocido la competencia de recibir y procesar comunicaciones individuales por parte de los órganos competentes. | Honduras ha reconocido la competencia de recibir y procesar comunicaciones individuales por parte de los órganos competentes. | Sin información.         | Ni firmado ni ratificado. | Firmado y ratificado.    | Firmado pero no ratificado. |
| Firmado y ratificado, firmado, pero no ratificado, ni firmado ni ratificado, sin información, ha accedido a firmar y ratificar el órgano en cuestión, pero también reconoce la competencia de recibir y procesar comunicaciones individuales por parte de los órganos competentes. |                          |                          |                          |                             |                             | |                          |                          |                           | |                          |                          | | |                          |                           |                          |                             |

A pesar de esto, desde el golpe de Estado de 2009, las violaciones a los derechos humanos se han multiplicado en el país, aumentando las amenazas, coacciones, agresiones y asesinatos a grupos discriminados como mujeres, homosexuales, transexuales e incluso a los periodistas que les dan cobertura mediática.
En cuanto a los índices de violencia, en Honduras, prácticamente una persona es asesinada por hora. Durante los tres años de gobierno del presidente Porfirio Lobo, 20515 personas fueron asesinadas. La tasa de homicidios de 2012 fue de 85,5 por cada 100 mil habitantes en 2012. El promedio en los últimos tres años fue de 561,3 personas asesinadas al mes. En 2012 fueron asesinadas 7172 personas, superando por 68 la cifra de 7104 de 2011 y por 933 la de 6239 de 2010. Entre 2010, 2011 y 2012 fueron asesinados más de 20 periodistas y más de 10 abogados. El 70% de los femicidios quedaron impunes.

### Desarrollo humano
Según el informe sobre el desarrollo humano del 2020 del Programa de las Naciones Unidas para el Desarrollo, Honduras es un país con un desarrollo humano medio con un índice de desarrollo humano (IDH) de un 0,634. A nivel mundial, Honduras está ubicada en el puesto 132 por desarrollo humano entre la India y Bangladés.

## Cultura y artes

### Folclore
Son numerosos los personajes que forman parte del folclore y creencias populares en Honduras, algunos personajes de leyenda destacados son:
- El Cadejo
- El Duende
- La Mula herrada
- El Bulero
- La Sucia
- La Carreta Fantasma
- El Gritón
- El Timbo
- El Picudo
- La historia de Macario
- El Cíclope de la selva Misquita
- La Llorona
- La Taconuda
- La Laguna brava
- La leyenda del indio que se convertía en tigre (Rancho Grande, Esquías, Comayagua).
- "El Candú"
- "El Pitero"
- "Flores de Mimé"
- "El Bananero"
- "Los Inditos"
- "El Costeño"
- "El Tartamudo"
- "Corrido a Honduras"
- "La Valona"
- "Garcita Morena"
- "Al rumor de las selvas hondureñas"

### Gastronomía
La gastronomía de Honduras tiene sus raíces en la cocina precolombina mesoamericana, en donde se empleaban distintas especies de plantas, animales y peces, a su vez eran empleados como remedios naturales o medicamentos. Algunas de las especies vegetales ampliamente usados eran el maíz, los frijoles, la guanábana, el ayote, la calabaza, la yuca, el tomate, la papa, el pataste, el camote, la vainilla, la canela, los cacahuates, entre otras. También se usaban algunas frutas como la piña, el aguacate, la papaya, y la guayaba, las cuales eran recolectados en los bosques lluviosos.
Los platos preparados con estos alimentos han sido muy bien elaborados, entre ellos podemos mencionar las tortillas (hechas con maíz nixtamalizado), burritos hechos con frijoles cocinados envueltos en una tortilla, palomitas de maíz, tamales, y bebidas como el chocolate, el pinol y el atole. 
Durante la era de las compañías bananeras estadounidenses, se introdujeron costumbres nuevas en la alimentación en la zona. Así, se produjo el reemplazo de la harina de maíz por harina de trigo en la mayoría de las preparaciones locales. Uno de los resultados imprevistos ha sido el surgimiento de la comida más típica y preferida de la costa norte de Honduras, las baleadas. Entre los alimentos y bebidas de la gastronomía hondureña, destacan:
Bebidas
- Atol de elote
- Atol shuco (se sirve usualmente en un huacal de «morro»)
- Horchata (hecha a base de arroz y semillas de «morro»)
- Café de palo
- Fresco de chía
- Gifiti
- Jugo de caña de azúcar
- Pinol
- Pozol
- Rompopo
- Vino de papa

Alimentos
- Arroz con maíz y pollo
- Baleada
- Carne asada
- Carne asoleada
- Chanfaina o candinga
- Chorizos en barbacoa
- Chuleta frita
- Casamiento (arroz y frijoles)
- Elotes cocidos bañados con mantequilla (crema) o margarina
- Jamo
- Montucas y tamalitos de elote
- Nacatamales
- Pollo chuco

### Artes visuales

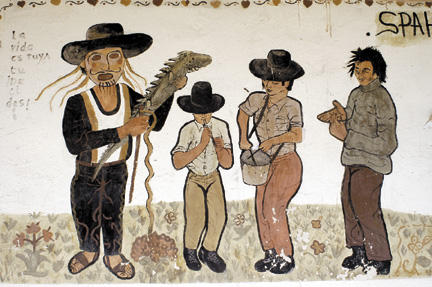
Gráfica Popular de "El Baile del Garrobo" por Arturo Sosa para el CCET.

Bailes y Danzas de Origen Lenca
- El baile del garrobo
- El baile de las Coronas
- El Baile de los Moreno chico
- El Baile de los Huevos
- El Baile del Bandereo
- El Baile de los Diablitos

Bailes y Danzas Garífunas
- Punta
- Parrandas
- Mascarones
- El barreño
- El Sueñito

### Pintura

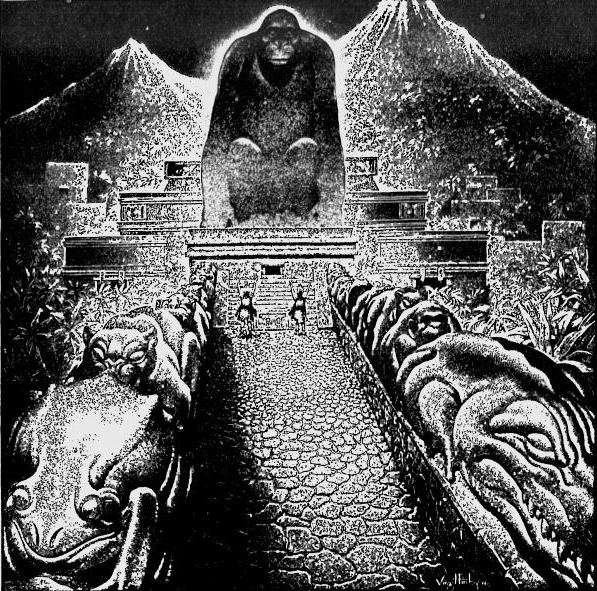
Ilustración Artificiosa de la "Ciudad Blanca o Ciudad del Dios Mono".

La pintura en el territorio de la actual Honduras existe desde tiempos precolombinos, lo cual se encuentra aún en pleno proceso de descubrimiento pues no ha existido los recursos y voluntades necesarias para encontrar estas raíces de la cultura precolombina en Honduras como lo demuestran los recientes procesos de investigación de la Ciudad Blanca en la región de la Mosquitia en el oriente del país. 
Con la llegada del europeo colonizador se dan diversas técnicas que se introdujeron durante la colonización española y que sufrieron modificaciones como efecto del mestizaje que luego de la independencia se ahondan aún más por factores endógenos y exógenos como efecto de las transformaciones vigentes en dicha coyuntura.

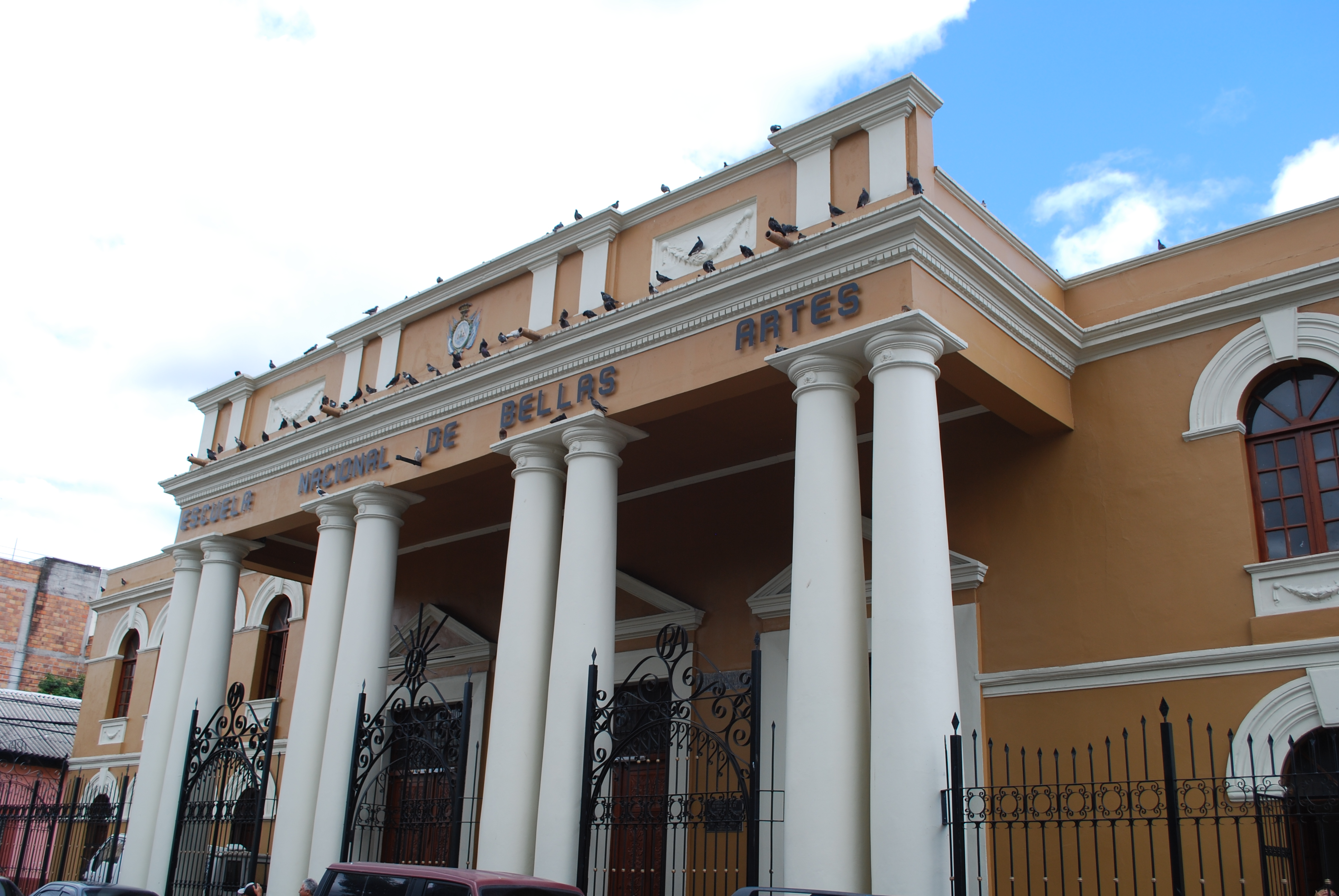
Sede de la Escuela Nacional de Bellas Artes en Comayagüela.

Honduras es un país multiétnico, por consiguiente es un país multicultural. Esta diversidad del entorno natural y humano de Honduras ha contribuido al surgimiento de diversas formas de expresión en los distintos ámbitos artísticos, manifestaciones tradicionales y contemporáneas. Le corresponde a la Secretaría de Cultura Artes y Deportes la responsabilidad de proteger la herencia histórica y cultural del país.
Asimismo, es el organismo encargado de promover la actividad artística, cultural y deportiva a nivel nacional.
La OEI a través del censo cultural de Honduras logró identificar 1496 manifestaciones culturales distribuidas en 200 municipios de los 18 departamentos del país. Estas se subdividen en manifestaciones populares tradicionales y manifestaciones contemporáneas. 1300 de ellas corresponden a las populares tradicionales y 196 a las contemporáneas. Según el OEI las manifestaciones populares tradicionales de Honduras se nutren de los aportes de grupos indígenas y garífunas. Mientras que las manifestaciones contemporáneas están más vinculadas con los Centros urbanos y orientadas hacia la profesionalización del arte.
Los artistas y estudiosos del arte hondureño, coinciden que un punto de referencia histórica para una nueva etapa de la expresión artística y cultural nacional comenzó con el fin de la dictadura que concluye a mediados del siglo XX. Este cambio político, significó el comienzo de un período de liberación en la expresión artística e intelectual hondureña y la introducción de nuevas técnicas y tendencias al arte nacional. De las 196 manifestaciones contemporáneas identificadas, se pueden contabilizar 29 grupos de teatro, 5 grupos de danza, 60 orquestas y coros, 48 asociaciones culturales, 24 escuelas de arte y 31 galerías o espacios alternativos.

#### Museos

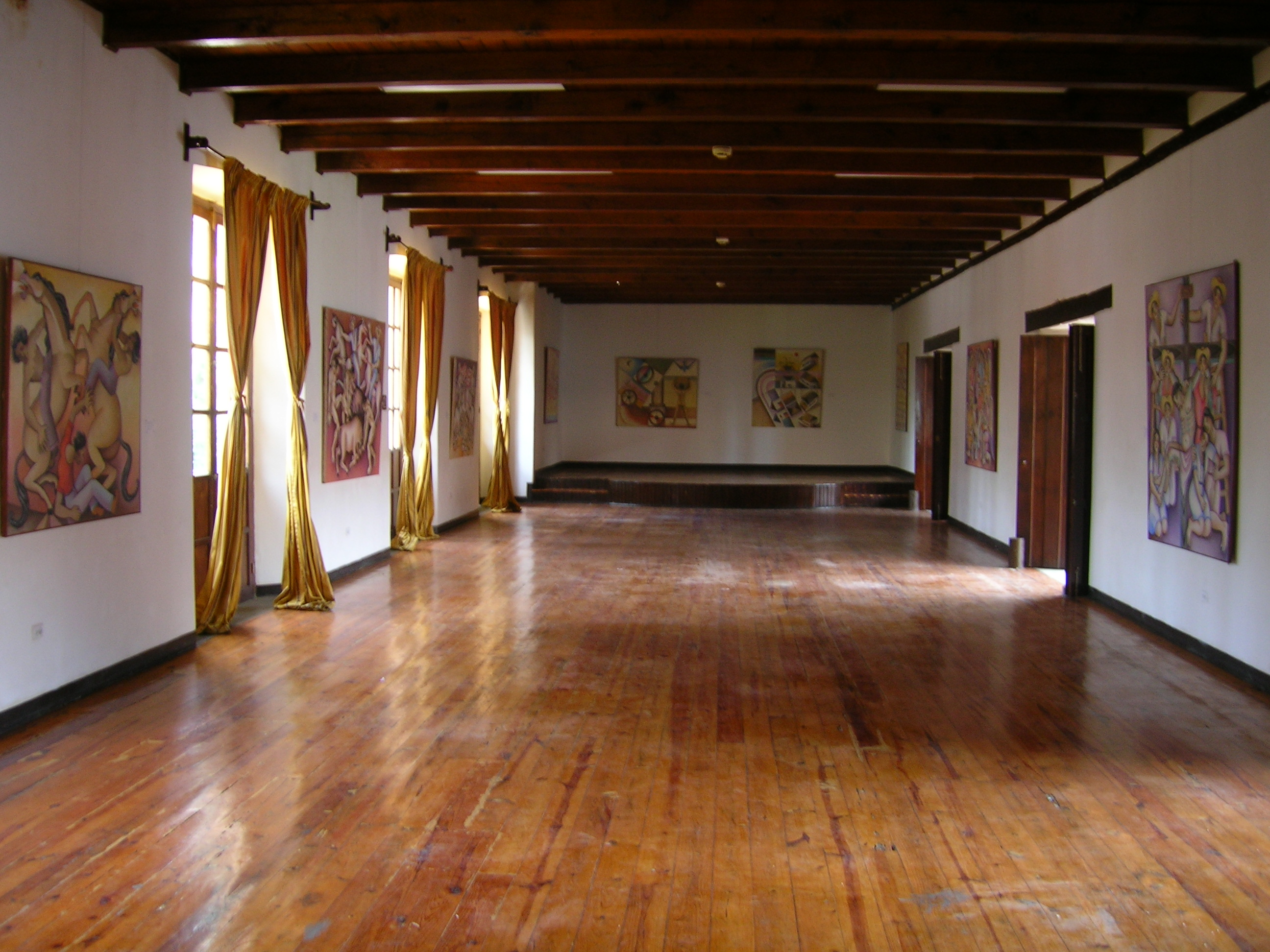
La Galería Nacional de Arte en Tegucigalpa.

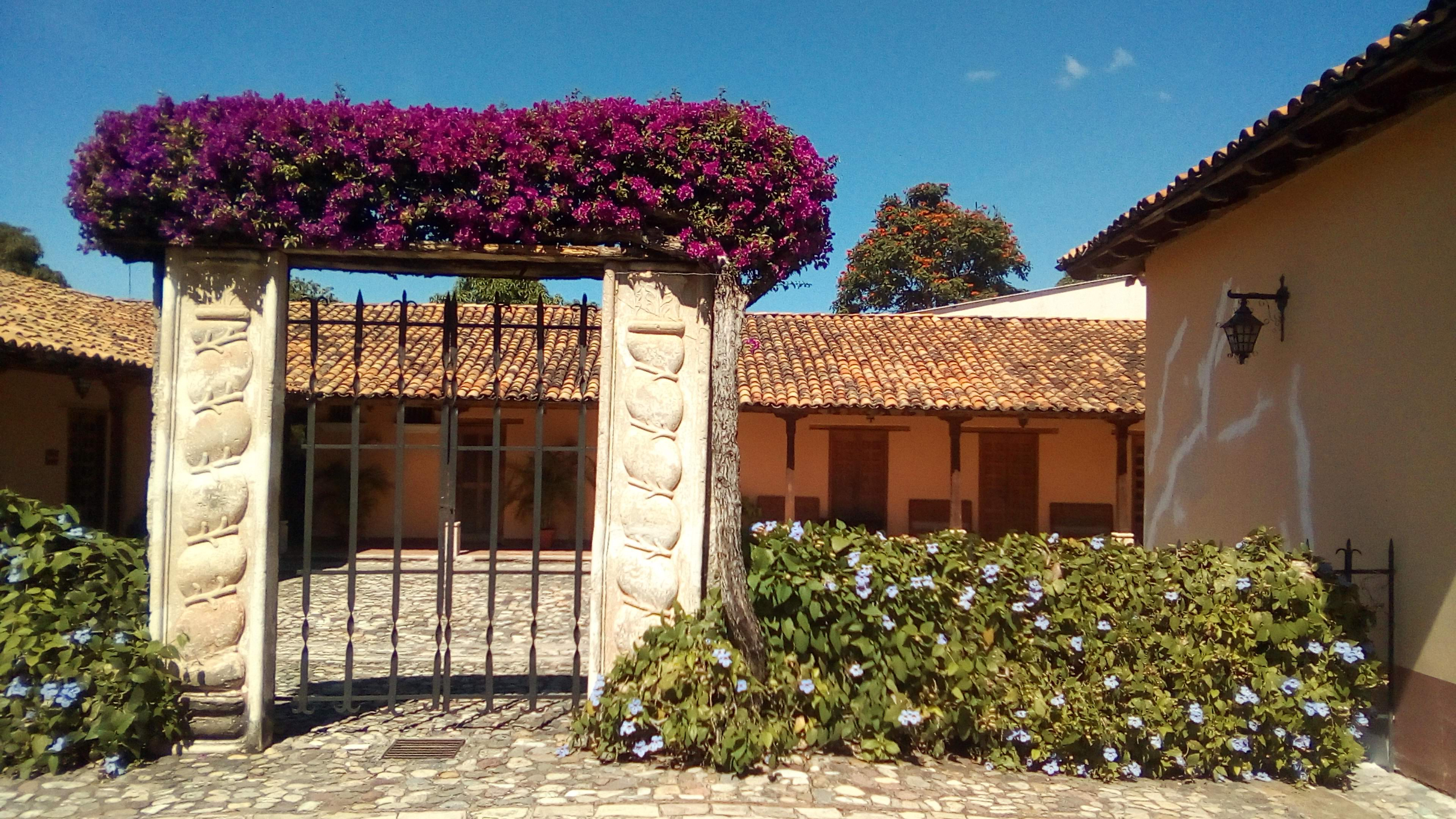
El Museo de Comayagua, museo arqueológico en Comayagua.

Honduras cuenta con una gran variedad de museos, ubicados principalmente en Tegucigalpa, Comayagua y San Pedro Sula. Algunos de los museos más famosos del país son:
- Archivo Nacional de Honduras
- Biblioteca Nacional de Honduras
- Biblioteca Reina Sofía
- Cuartel San Francisco
- Galería Nacional de Arte
- Museo del Aire de Honduras
- Museo de Antropología e Historia
- Museo Colonial de Arte Religioso
- Museo de Comayagua
- Museo Histórico y Cívico Casa Cabañas
- Museo del Hombre Hondureño
- Museo para la Identidad Nacional
- Museo Numismático Rigoberto Borjas

## Arquitectura
Según la arquitecta Norma Isabel Lagos V. los inicios de la arquitectura en Honduras se remontan desde la aparición de los primeros grupos humanos y considera conveniente clasificar la historia de la arquitectura nacional en tres grandes períodos: precolombino, Colonial y Republicano. La autora en mención señala que la mayor parte de obras arquitectónicas precolombinas permanecen veladas y desconocidas siendo objeto de estudio de la arqueología cuyo mayor exponente es el parque arqueológico de Copán, Patrimonio de la Humanidad.
Honduras cuenta con un tipo no monumental de arquitectura llamada Arquitectura Vernácula que se distingue por su carácter utilitario y campirano que da cuenta de nuestra forma tradicional de vivir, nuestro entorno, la utilización de los recursos naturales y otros datos de la cultura hondureña; ejemplos de esta arquitectura son los corredores frontales o posteriores; muros construidos a base de tierra(adobe y bahareque).

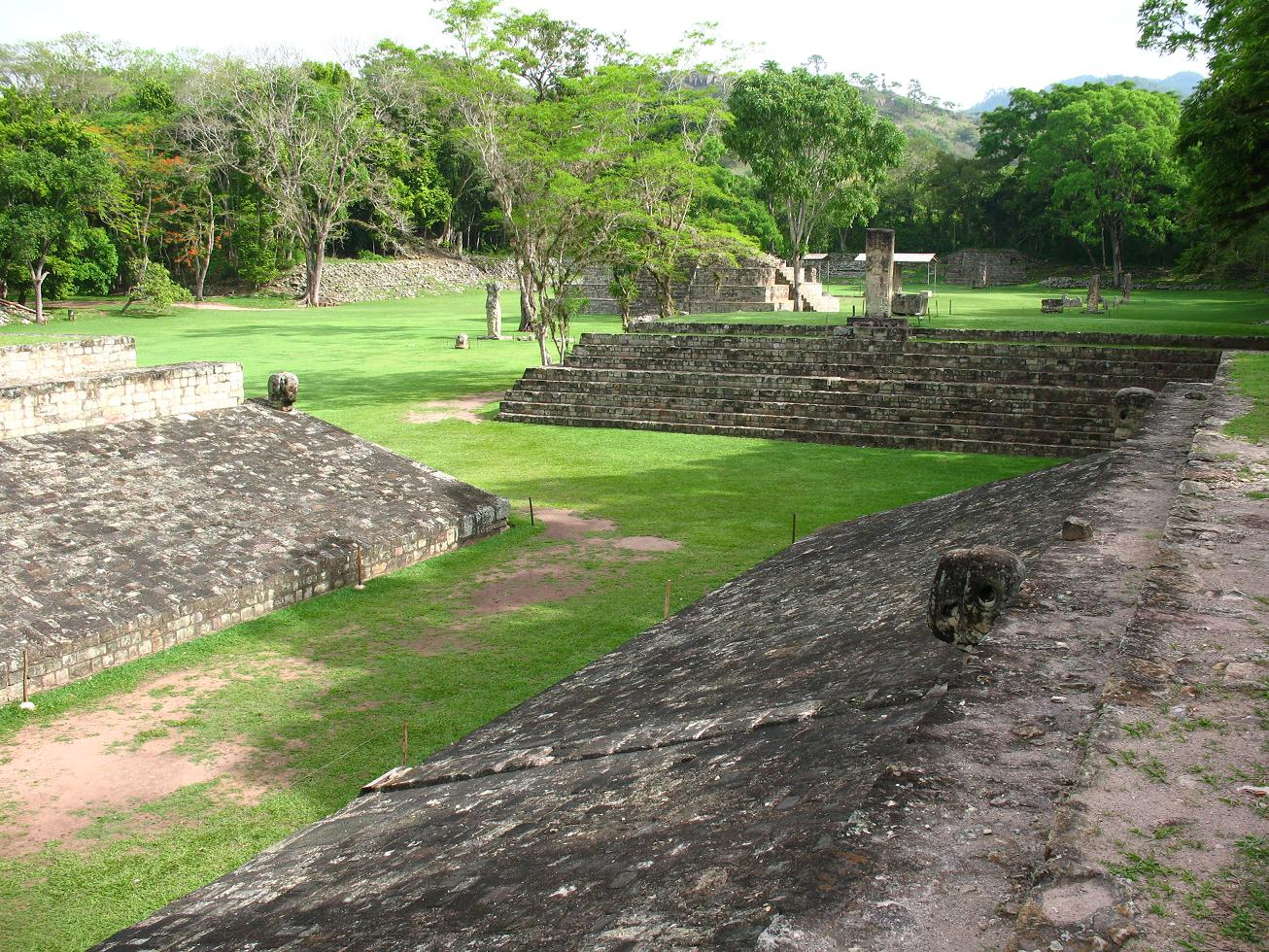
Plaza y juego de pelota en Copán (sitio arqueológico)

La arquitectura del período colonial es realizada por europeos y nativos, reflejo de esa simbiosis cultural en la cual se asocian los cánones estéticos del renacimiento y el barroco español con el gusto y arte indígenas, los tenemos en los ejemplos más conocidos de esta arquitectura: catedral de la Inmaculada Concepción de Comayagua y San Miguel Arcángel de Tegucigalpa, iglesia de San Manuel Colohete en el departamento de Lempira con motivos mudéjares, Santa Magdalena en Macholoa, Santa Bárbara, Fortaleza de San Fernando de Omoa y el centro histórico de Trujillo, primera sede del gobierno de la Corona Española.
Cabe destacar durante este período la construcción de la Caxa Real de Comayagua encargada al maestro mayor de obras don Baltasar de Madariaga; el edificio se convierte en uno de los mejores que existieron durante la Capitanía General de Guatemala que mezclaba elementos arquitectónicos antigüeños como suramericanos. El maestro Madariaga introduce el uso temprano del arco de acceso al corredor de forma mixtilínea que ya había puesto de moda al construir los arcos torales de las iglesias de San Manuel de Colohete y Macholoa.
El período Republicano es testigo de grandes cambios arquitectónicos iniciando una arquitectura de influencia neoclásica e historicista de finales de siglo XIX y principios del siglo XX, hasta la revolucionaria arquitectura Moderna o Estrilo Internacional de hierro, vidrio y hormigón armado, momento histórico donde surge la participación de profesionales de la arquitectura, considerados pioneros en su campo.
A inicios del siglo XX, se inicia en Honduras la construcción de obras arquitectónicas en estilos eclécticos historicistas. Los creadores más relevantes de la época son los geómetra Augusto Brezzani, italiano que diseña la Casa Presidencial (1916-1919), el Palacio del Distrito Central (1937) en coordinación con Samuel Salgado quien diseñará también la casa de Villa Roy 1936. Don Cristóbal Prats quien construye el Teatro Manuel Bonilla en estilo Neoclásico y Alfredo Zepeda que construye el Puente Carías con inspiración art déco. El arquitecto Bustillo Oliva diseña el edificio de la Alcaldía de San Pedro Sula con influencias de art déco.

## Hondureños premiados y nominados a premios

### Nominados al Premio Nobel
Honduras ha tenido tres nominaciones al Premio Nobel, una de ellas en ciencias:
- 1974: Argentina Díaz Lozano (Literatura).[223]
- 1998: Salvador Moncada (Medicina).

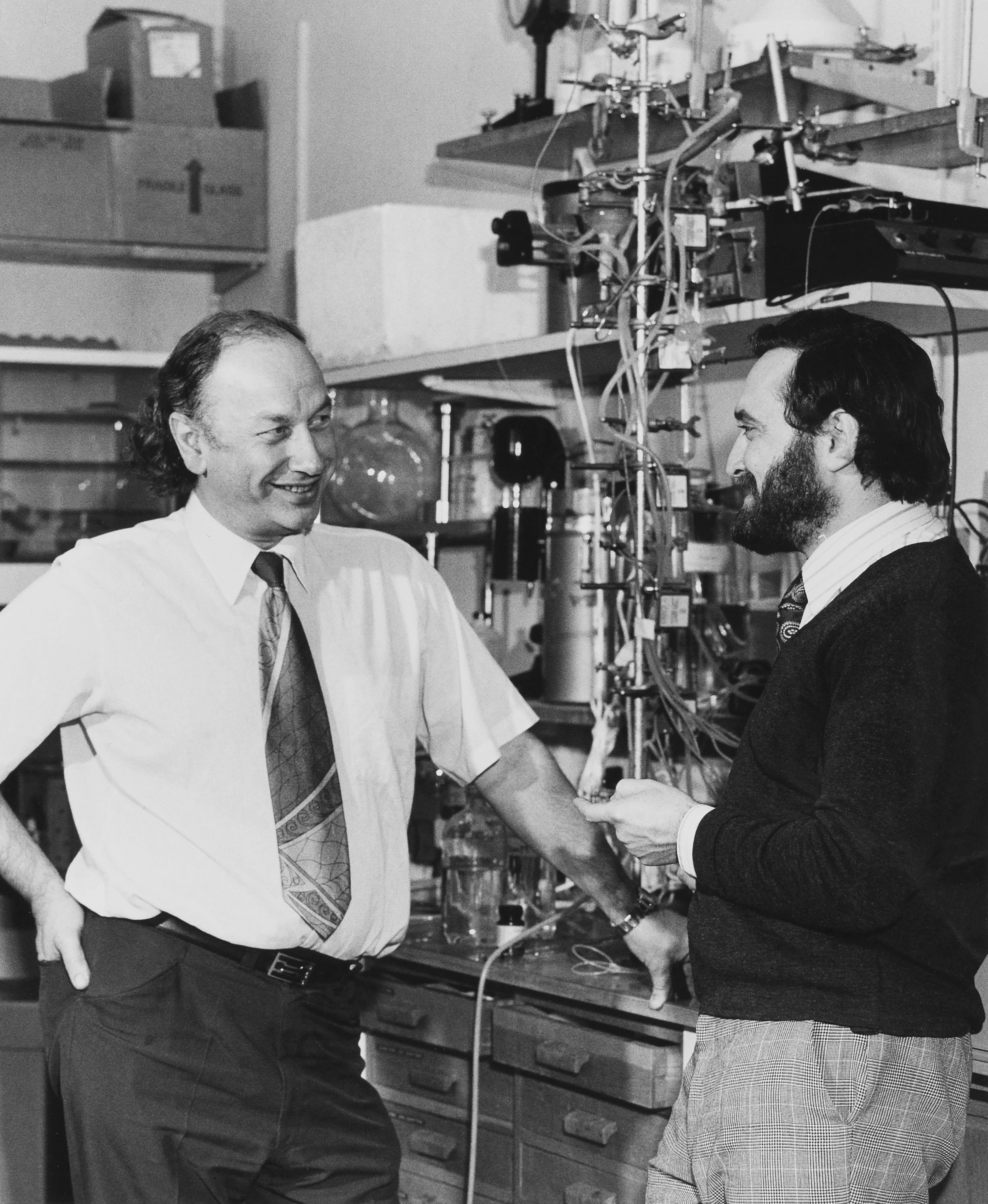
John Vane y el farmacólogo hondureño Sir Salvador Moncada.

- 2021: Elena Botazzi (Paz).

### Premio Príncipe de Asturias
Un hondureño ha recibido el Premio Príncipe de Asturias por sus investigaciones en medicina:
- 1990: Salvador Moncada (Premio Príncipe de Asturias de Investigación Científica y Técnica).[cita requerida]

### Premio Pulitzer
Un hondureño ha sido galardonado con el premio Pulitzer:
- Marcio Sánchez, fotógrafo de Associated Press (AP) que fue premiado por su fotografía en las protestas por la muerte de George Floyd.[cita requerida]

## Deportes
Copa Carlsberg 2002

### Artes Marciales
En Honduras se practican muchas artes marciales como: Karate, Taekwondo, Judo, Kung Fu, Lima Lama, y deportes de contacto como Kempo, Boxeo, Kick Boxing, Muay Thai (Boxeo Tailandés). En la actualidad también se está introduciendo el Tai Chi. El que históricamente ha tenido más difusión a nivel nacional es el Karate, aunque en los años recientes el Kempo ha tenido un gran crecimiento. Muay Thai, que en los últimos años se ha desarrollado vertiginosamente teniendo una gran aceptación en Honduras. Teófimo López se convirtió en el primer hondureño campeón mundial en boxeo profesional; actualmente tiene el título de campeón mundial por la WBO en el peso superligero.

### Ajedrez en Honduras
El ajedrez profesional en Honduras inicia en 1973 cuando se funda la liga sampedrana de Ajedrez, en 1993 se funda la federación nacional de Ajedrez. En 2004 Ricardo Urbina se convierte en el primer Maestro Internacional de ajedrez en Honduras, siendo hasta la fecha el único jugador que ostenta el título de Maestro Internacional en el país.

### Natación
En Honduras la natación es un deporte que practica una variedad de personas y cuenta con varias sedes para practicar este deporte como lo es el complejo José Simón Azcona (Villa Olímpica. TGU.), Cybex, Club del Banco Central de Honduras (B.C.H).
Honduras ha participado en muchos eventos deportivos a nivel centroamericano y del Caribe y también teniendo representación en los Juegos olímpicos con los nadadores Allan Gutiérrez, Karen Vilorio y Sara Pastrana.
Sus equipos son:
- Tiburones de Honduras.
- Delfines Mayas.
- Delfines Sampedranos.
- Delfines Inmude.
- Cybex.
- Ranas Azules.
- Estrellas Marinas.

### Fútbol
En lo que respecta a lo deportivo, el fútbol ocupa un lugar privilegiado entre los hondureños. Todas las semanas la Liga Nacional de Fútbol de Honduras es seguida con especial interés. El máximo representante deportivo a nivel internacional es la selección absoluta de fútbol, la cual se ha clasificado en tres copas mundiales (1982, 2010 y 2014). Esta misma ha servido de plataforma a muchos de sus integrantes para llegar a las grandes ligas del mundo. Otros deportes importantes que se practican en el país incluyen el béisbol, el baloncesto, atletismo y el voleibol. En menor escala se practican, el tenis de mesa, entre otros. Mauricio Dubón es un beisbolista hondureño que desempeña la posición de jardinero en los Astros de Houston de las Grandes Ligas de Béisbol (MLB) y es el primer hondureño Campeón de la Serie Mundial 2022 de las Grandes Ligas de Béisbol.
También se práctica el Fútbol americano en Honduras. A pesar de no contar con una liga profesional, cuenta con una tradición colegial sumamente importante y en zonas urbanas cuenta con gran número de equipos infantiles. La Federación Nacional De Fútbol Americano De Honduras (FENAFAH), que es afiliada a la confederación deportiva autónoma de Honduras, CONDEPAH, desde enero del 2007 cuenta con un reconocimiento oficial por el Congreso Nacional desde 2002. La máxima competición de fútbol americano en Honduras es a nivel colegial, que se juega través de la Liga Troyanos de Fútbol Americano creada en 2002. De 1944 a 1951, Steve Van Buren se convirtió en el primer hondureño en jugar profesionalmente en la National Football League, con los Philadelphia Eagles.
- Selección de baloncesto de Honduras.
- Honduras en los Juegos Olímpicos.
- Liga Nacional de Fútbol Profesional de Honduras.
- Liga de Ascenso de Honduras.

## Días festivos
| Fecha               | Nombre                                                | Descripción                                                                   |
| 25 de enero         | Día de la mujer hondureña                             | Reconocimiento a las mujeres hondureñas.                                      |
| 3 de febrero        | Día de la Virgen de Suyapa                            | Patrona de la República de Honduras.                                          |
| 19 de marzo         | Día del Padre                                         | Reconocimiento a los padres hondureños.                                       |
| 14 de abril         | Día de las Américas                                   | Símbolo de soberanía y de unión voluntaria en una comunidad Supracontinental. |
| 2.º domingo de mayo | Día de la madre                                       | Reconocimiento a todas las madres hondureñas.                                 |
| 30 de mayo          | Día del árbol                                         | Celebración por los árboles de Honduras y el compromiso a protegerlos.        |
| 28 de junio         | Día del ave nacional y el mamífero nacional           | Estos son la guara roja y el venado cola blanca.                              |
| 20 de julio         | Día del cacique Lempira                               | Prócer hondureño, por quien la moneda nacional recibe su nombre.              |
| 1 de septiembre     | Día de la Bandera de Honduras                         | Símbolo representativo del territorio nacional.                               |
| 10 de septiembre    | Día del niño                                          | Reconocimiento a todos los niños hondureños.                                  |
| 15 de septiembre    | Día de la independencia                               | Día de la Independencia de España.                                            |
| 17 de septiembre    | Día del profesor                                      | Reconocimiento al maestro hondureño.                                          |
| 28 de septiembre    | Llegada de los pliegos de Independencia               | No se da feriado.                                                             |
| 3 de octubre        | Nacimiento del prócer José Francisco Morazán Quezada. | Conmemoración del prócer y día del Soldado Hondureño.                         |
| 11 de octubre       | Día nacional de la niña hondureña                     | Declarado en octubre de 2016                                                  |
| 12 de octubre       | Descubrimiento de América                             | Llegada del almirante Cristóbal Colón.                                        |
| 21 de octubre       | Día de las Fuerzas Armadas de Honduras                | Celebración del Aniversario de la Fuerza Castrense.                           |